# Bilbao
Bilbao (en euskera: Bilbo) es un municipio situado en el norte de España y una villa de dicho municipio, capital de la provincia y territorio histórico de Vizcaya, en la comunidad autónoma del País Vasco. La villa de Bilbao es la capital y única localidad del municipio, y con una población de 348 089 habitantes (INE 2024), es la urbe más poblada de la comunidad autónoma, siendo la cabecera del área metropolitana de Bilbao, una conurbación de más de 1 000 000 de habitantes que se extiende a lo largo de la ría de Bilbao o del Nervión.
El municipio se encuentra flanqueado por dos cadenas montañosas, con una altitud media que no supera los 400 m, y que forman algunos de sus límites naturales. Limita con Erandio, Sondica, Zamudio, Galdácano, Echévarri, Basauri, Arrigorriaga, Alonsótegui y Baracaldo.
Desde su fundación, a finales del siglo XIII, fue un enclave comercial que gozó de particular importancia en la cornisa Cantábrica gracias a los privilegios concedidos por la Corona de Castilla que permitieron el desarrollo de una gran actividad portuaria que se basaba principalmente en la exportación de la lana procedente de Castilla y en menor medida del hierro extraído de las canteras vizcaínas. A lo largo del siglo XIX y principios del XX experimentó una fuerte industrialización que la convirtió en el epicentro de la segunda región industrializada de España, por detrás de Barcelona. Esta estuvo acompañada de una extraordinaria explosión demográfica y urbanística que originó la anexión de varios municipios colindantes. En la actualidad es una pujante ciudad de servicios, que se encuentra en un proceso de revitalización estética, social y económica liderado por el simbólico Museo Guggenheim Bilbao.
El 19 de mayo de 2010, la ciudad de Bilbao fue reconocida con el premio Lee Kuan Yew World City Prize, otorgado por la ciudad estado de Singapur. Considerado el Nobel del urbanismo, fue entregado el 29 de junio de 2010. El 7 de enero de 2013, su alcalde, Iñaki Azkuna, recibió el Premio Alcalde del Mundo correspondiente a 2012 que otorga cada dos años la fundación británica The City Mayors Foundation, en reconocimiento a la transformación urbana experimentada por la capital vizcaína desde la década de 1990. El 8 de noviembre de 2017, Bilbao fue elegida la Mejor Ciudad Europea 2018 en los premios The Urbanism Awards 2018, que otorga la organización internacional The Academy of Urbanism.

## Toponimia
El nombre oficial del municipio, establecido por el consistorio, es «Bilbao» tanto en castellano como en euskera. No obstante, la Real Academia de la Lengua Vasca dictaminó, en un informe solicitado por el propio Ayuntamiento de Bilbao, que el topónimo normativo en euskera es Bilbo y así aparece en su Norma Académica número 145 Bizkaiko herri-izendegia. Este último se encuentra documentado en abundantes documentos y obras literarias en euskera. En cambio «Bilbao» aparece en euskera una única vez, en Los refranes de Garibay del siglo XVI y XVII, ante lo cual la Real Academia de la Lengua Vasca presenta dudas sobre si en aquel tiempo se utilizaba habitualmente en euskera Bilbao o solo se trata de un uso buscado para ese refrán. En todo caso, a la hora de declinarse en euskera únicamente debe utilizarse Bilbo.
No existe un consenso entre los historiadores acerca del origen del nombre de la villa. El ingeniero Evaristo de Churruca asegura que es costumbre vasca denominar un lugar según su ubicación, por lo que Bilbao resultaría de la unión de las palabras euskéricas «río» y «ensenada»: Bil-Ibaia-Bao. Del mismo modo, el historiador Javier Tusell argumenta que es una evolución de «bello vado». Por otro lado, el escritor Esteban Calle Iturrino afirmó que el nombre deriva de las dos poblaciones que existían a ambas orillas de la ría, más que de la ría en sí. La primera —donde se asienta el actual Casco Viejo— se llamaría Billa, que en euskera significa «pila», haciendo referencia a su forma de pila o montón. La segunda, ubicada en los terrenos del actual barrio de Bilbao la Vieja y de tradición ferrera, se llamaría vaho: «vapor», «exhalación». De la unificación de estas palabras surgiría el topónimo, que antaño también se nombró de forma escrita como Bilvao y Biluao, tal como se registra en su Carta Puebla y posteriores transcripciones de esta.

## Gentilicio
El gentilicio es «bilbaíno, -a», aunque también es frecuente la pronunciación popular «bilbaino, -a» (sic). En euskera es bilbotar, que en ocasiones se usa asimismo en castellano, generalmente dentro del País Vasco. La villa es conocida afectuosamente por sus habitantes como «el botxo», esto es, «el agujero», ya que está rodeada por montañas. De este apodo se deriva el gentilicio «botxero». Otro apodo que reciben los bilbaínos es el de «chimbos», que proviene de unos pájaros que se cazaban en grandes cantidades en estos lugares durante el siglo XIX.

## Símbolos
Los títulos, la bandera y el escudo son sus símbolos tradicionales y forman parte de su patrimonio histórico, siendo empleados a imagen de otras ciudades, en actos protocolarios, para la identificación y adorno de lugares específicos o para la validación de documentos.
Títulos
Bilbao ostenta la categoría histórica de villa, con los títulos de «Muy Noble y Muy Leal e Invicta». Fueron los Reyes Católicos quienes concedieron el 20 de septiembre de 1475 el título de «Noble Villa» según las costumbres de la época, mientras que Felipe III de España, por carta de 1603, dio a la Villa los dictados y título de «Muy Noble y Muy Leal». Tras el episodio del sitio de Bilbao durante la Primera Guerra Carlista, la Reina Gobernadora, en nombre de su hija, la reina Isabel II, otorgó el 25 de diciembre de 1836 a la villa el título de «Invicta».
Escudo

Escudo de Bilbao

Su escudo de armas es blasonado de la siguiente manera:

En campo de plata un puente de dos ojos, sumado de la iglesia de San Antón de su color y a su siniestra dos lobos de sable andantes y en palo, sobre ondas de azur y plata.

Está caracterizado por el empleo de figuras alusivas al entorno de la iglesia de San Antón y al río Nervión; los dos lobos pasantes es un emblema derivado de la señal de la casa de Haro, fundadora de la ciudad, y que aparece también en el antiguo escudo de Vizcaya, reproducido en las armerías de muchas familias y de otros municipios vizcaínos. El emblema figura en el primer grabado de Bilbao, realizado por el belga Franz Hohemberg en 1554. Desde el siglo XIX, suele representarse en un escudo de contorno ovalado acompañado con sus ornamentos de la misma época. Estos elementos figuran en otros emblemas populares de la ciudad, como el de su club de fútbol, el Athletic Club. También aparecen en las armas de la ciudad chilena de Constitución, en recuerdo a su fundación con el nombre de Nuevo Bilbao a finales del siglo XVIII.
Bandera

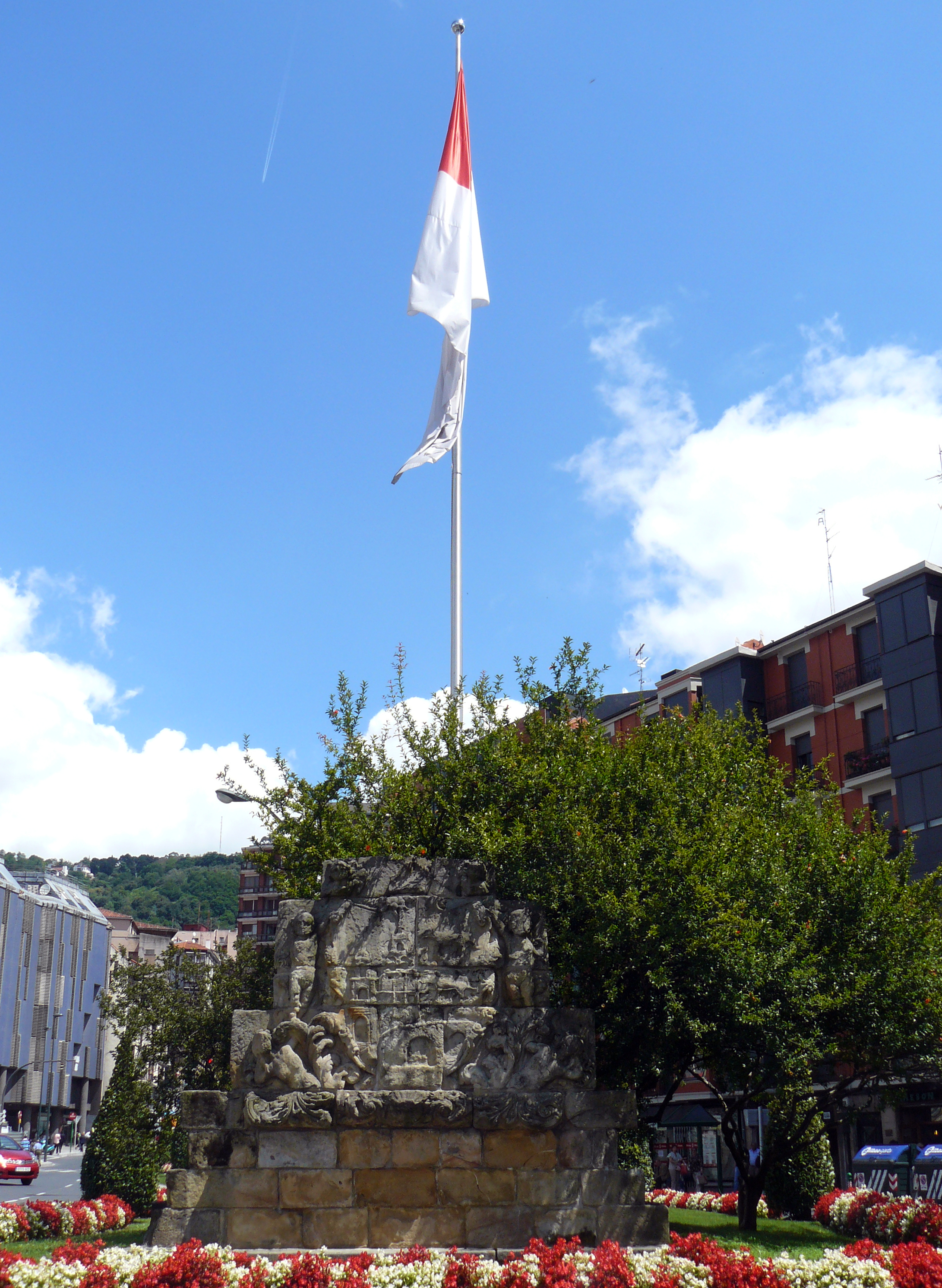
Bandera y escudo de armas de la villa del

La bandera que la representa es blanca con un cantón de color rojo, en una proporción de tres partes de largo por dos de ancho. Los colores rojo y blanco son los históricos de la villa.
La Real Orden del 30 de julio de 1845 determinaba la contraseña marítima para la población. Esta se definía como una bandera blanca con un dado rojo superior junto a la vaina. El dado debía ser cuadrado y la longitud de su lado habría de equivaler a la mitad de la vaina. Anteriormente, al menos desde 1511, la enseña que lucía el Consulado de Bilbao era blanca con una Cruz de Borgoña roja. La relación de la villa con las actividades mercantiles y marineras fue siempre muy fuerte llegando a compartir sede. En 1603 se inaugura la nueva casa consistorial y en ella se ubican las sedes del ayuntamiento y del referido Consulado de Bilbao. La íntima relación existente hizo que la bandera del Consulado fuera relacionada como bandera de la villa por la ciudadanía.
La definición de la bandera marítima en 1845 fue asumida por la población, que la aceptó como propia, y así lo hizo el ayuntamiento. En la inauguración de la línea férrea Bilbao-Miranda de Ebro ya se utilizó como símbolo de representación de la villa, quedando adoptada permanentemente el año 1895 aunque sin que se haya adoptado resolución alguna a tal efecto.
Aunque siempre ha sido asumida por la institución municipal y la ciudadanía, a principios del siglo XX se discutió en algún pleno municipal sobre la determinación de una bandera para la villa. Se habló sobre «el uso del color carmesí, del Señorío de Vizcaya, o de las aspas de la cruz de San Andrés» pero sin llegar a tomar ninguna resolución al efecto.

## Geografía

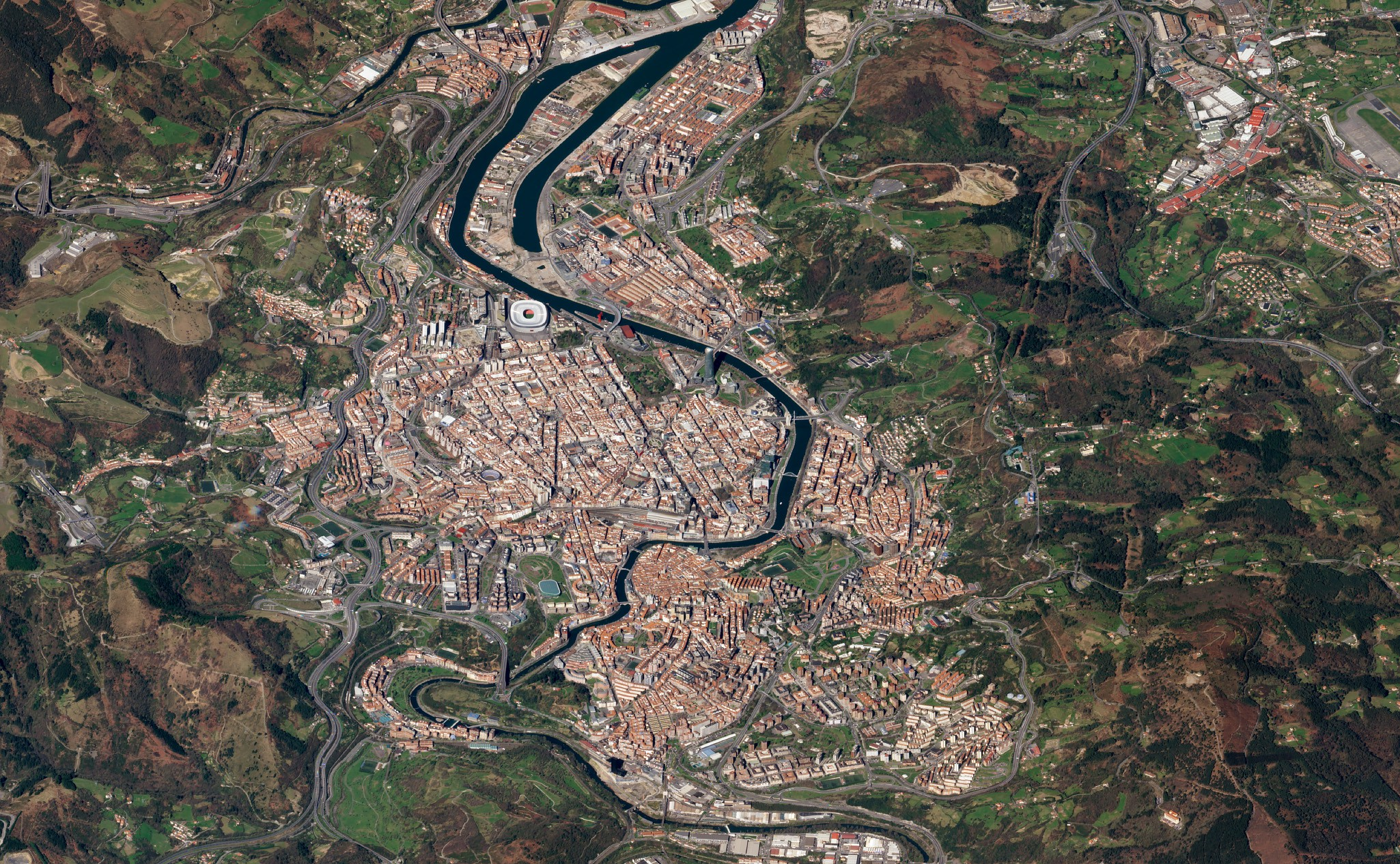
Vista satelital de la ciudad

El término municipal se ubica en el extremo septentrional de la península ibérica, a unos 14 km del golfo de Vizcaya. Se extiende por un área de 40,65 km², a una altitud media oficial de 19 m sobre el nivel del mar, aunque existen mediciones entre los 6 y los 32 m. Es además el núcleo de la comarca del Gran Bilbao.
| Noroeste: Erandio     | Norte: Zamudio y Sondica        | Nordeste: Zamudio y Galdácano |
| Oeste: Baracaldo      |                                 | Este: Echévarri y Basauri     |
| Suroeste: Alonsótegui | Sur: Alonsótegui y Arrigorriaga | Sureste: Arrigorriaga         |

### Orografía

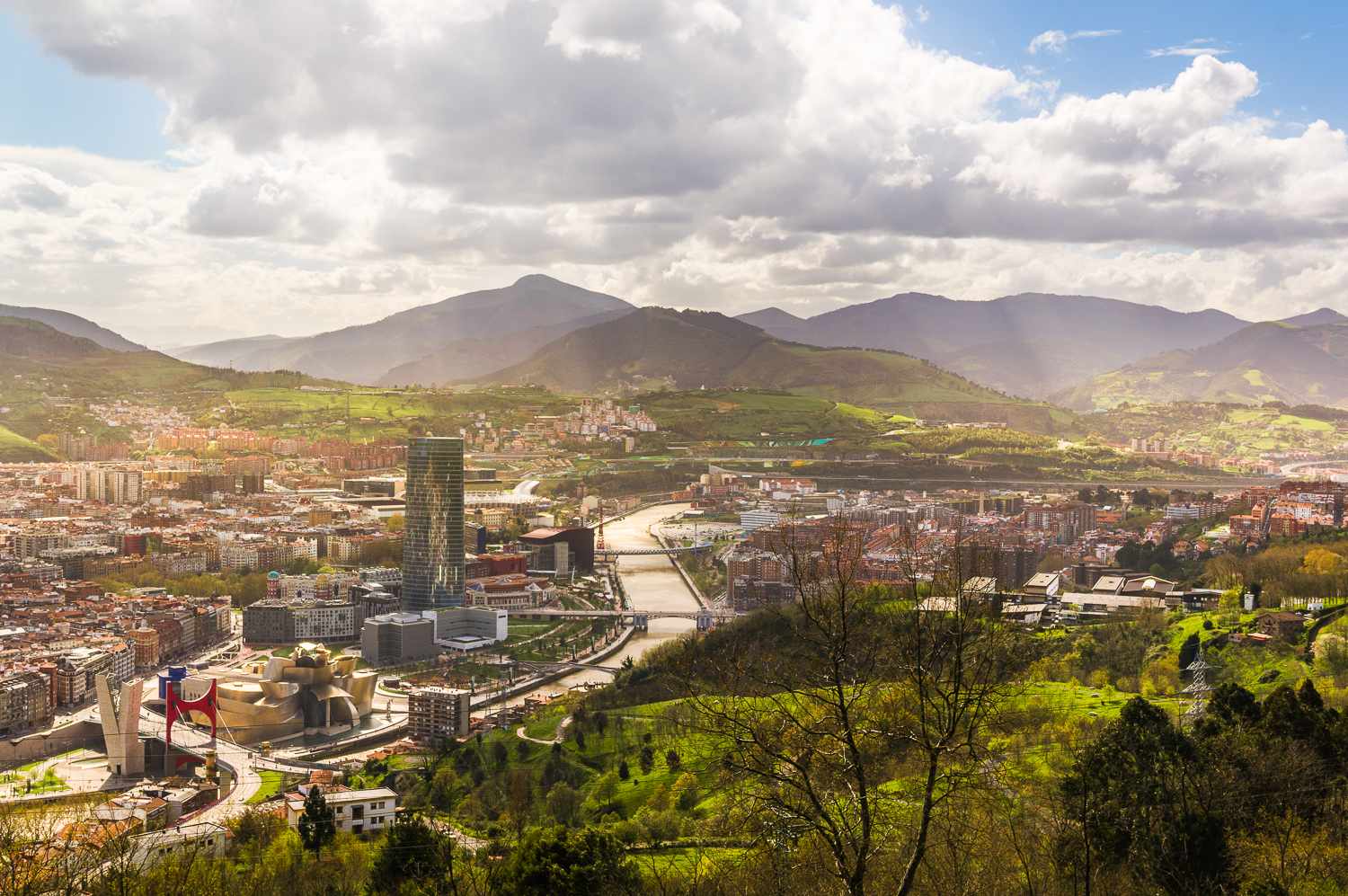
Orografía de Bilbao

Se encuentra en el denominado umbral vasco, esto es, el descenso de altitud entre los Pirineos y la cordillera Cantábrica. En la composición del suelo predominan los materiales mesozoicos —calizas, areniscas y margas— sedimentados sobre un primitivo zócalo paleozoico. En el relieve de la provincia destacan los pliegues con orientación NO-SE y ONO-ESE. El pliegue principal, que constituye el eje de toda la provincia es el anticlinal de Bilbao, que se extiende entre los municipios de Elorrio hasta Galdames. Ya dentro de su municipio, encontramos dos pliegues secundarios, uno en el Sur, en el que destacan los montes Cobetas, Restalecu, Pagasarri y Arraiz, y otro en el noreste, formado por los montes Archanda, Avril, Banderas, Pikota, San Bernabé y Cabras. El punto de mayor altitud de la villa es el monte Ganeta, de 689 m sobre el nivel del mar, seguido por el Pagasarri, de 673, ambos en el límite con Alonsótegui.

### Hidrología

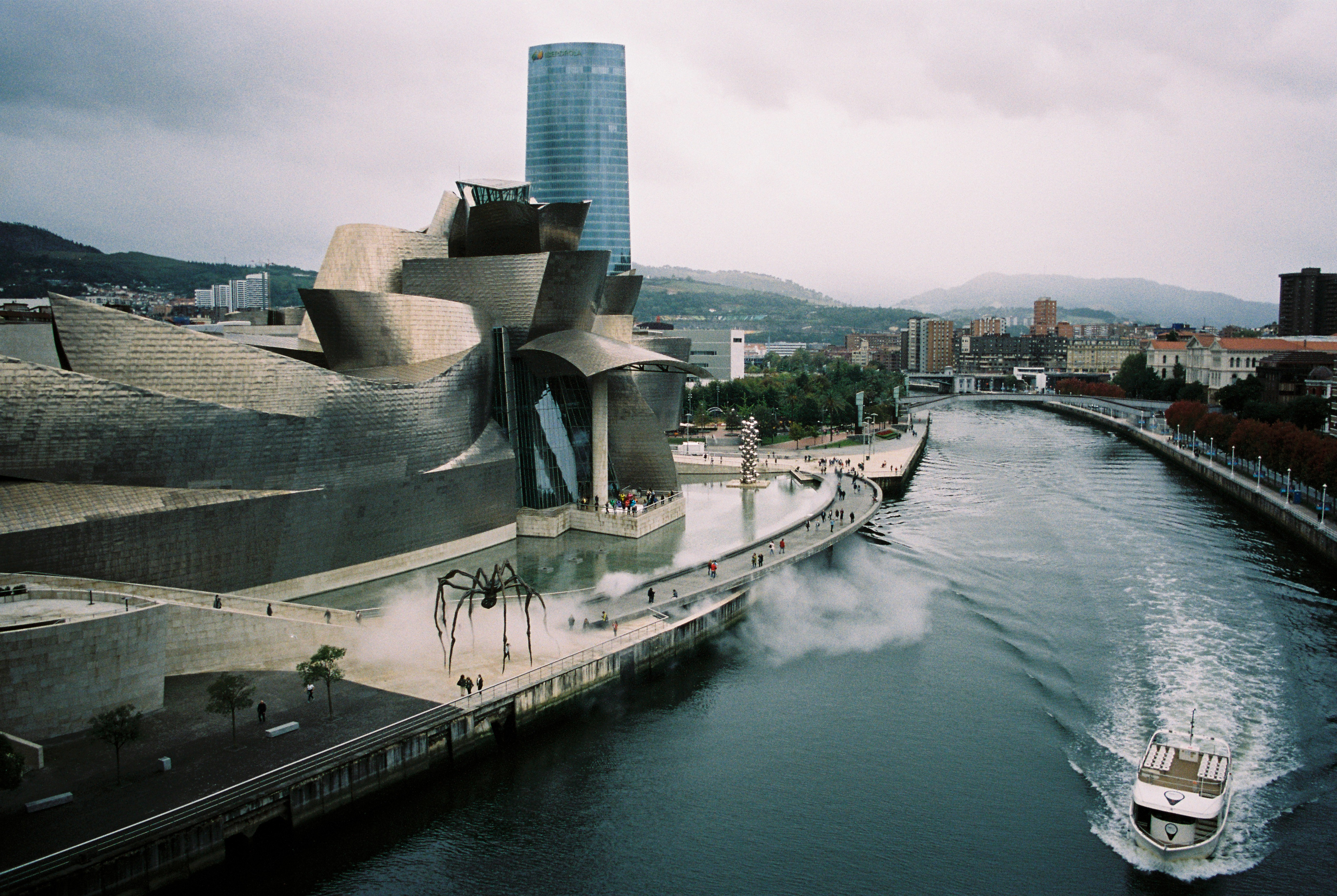
Vista general de la ría de Bilbao a su paso por el museo Guggenheim

El sistema fluvial principal de la urbe es también la arteria hidrológica de Vizcaya. Lo constituyen los ríos Nervión e Ibaizábal, que en su paso por el municipio de Basauri se unen formando un estuario que recibe los nombres de «ría de Bilbao», «del Nervión», «del Ibaizábal» o «del Nervión-Ibaizábal». Este estuario tiene una longitud de 15 km y un caudal bajo —con una media de 25 m³/s—. Su principal afluente es el río Cadagua, que nace en el municipio burgalés de Valle de Mena y tiene una cuenca de 642 km², buena parte de los cuales están en la provincia vecina. Este río también sirve como límite entre Bilbao y Baracaldo. Finalmente, soterrado bajo Recalde y Abando, se encuentra el arroyo Helguera, que sirvió como desagüe de residuos hasta su recanalización en 2006.
La ría sufrió la acción de la mano del hombre en muchas ocasiones. Ejemplos de esto se pueden encontrar en el dragado de su fondo, en la construcción de muelles en ambas orillas y sobre todo en el canal de Deusto: un brazo de agua artificial excavado entre 1950 y 1968 que tenía como función facilitar la navegación al ayudar a sortear las curvas que dibuja el curso natural. El proyecto se detuvo cuando faltaban 400 m para su finalización y se optó por dejarlo con forma de dársena, aunque en 2007 se aprobó el plan que continuaría con la excavación y formaría la isla de Zorrozaurre. Esta acción humana también tuvo resultados negativos en la calidad del agua, puesto que los trabajos de dragado del fondo, así como el continuo arrojo de residuos industriales y urbanos, provocaron una situación de anoxia —falta de oxígeno— lo que produjo la casi completa desaparición de la fauna y flora. Sin embargo, en los últimos años esta situación se está revirtiendo, gracias a las depuraciones de los vertidos y la regeneración natural. Actualmente habitan algas, lenguados, cangrejos y aves marinas.
La ría sirve como límite natural para muchos barrios y distritos de la ciudad. Desde su ingreso al municipio, por el Oeste, divide los distritos de Begoña e Ibaiondo —y dentro de este último, separa los barrios de Bilbao La Vieja y San Francisco de Achuri y Casco Viejo—, después Abando y Uríbarri y por último Deusto y Basurto-Zorroza.

### Clima

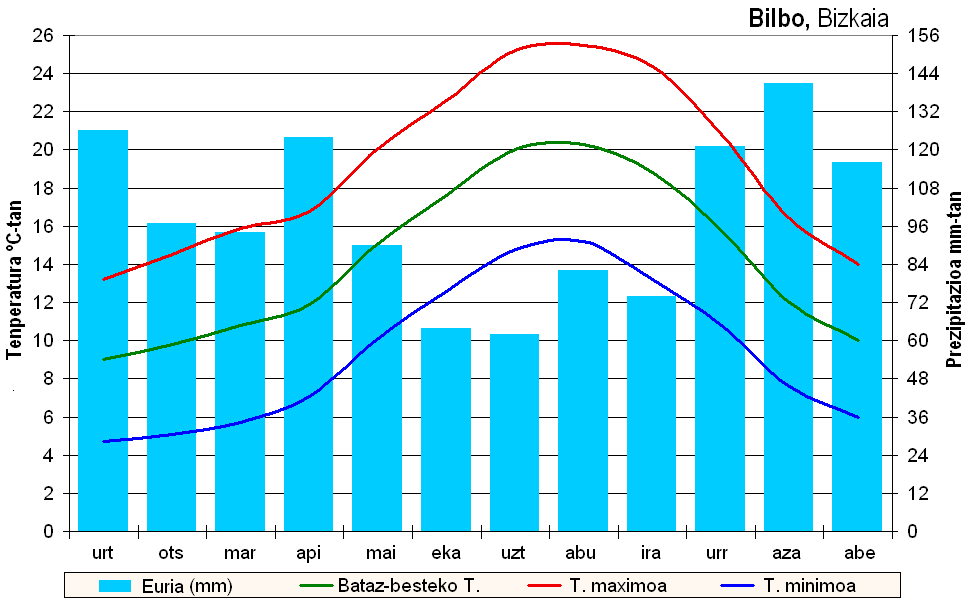
Climograma de Bilbao

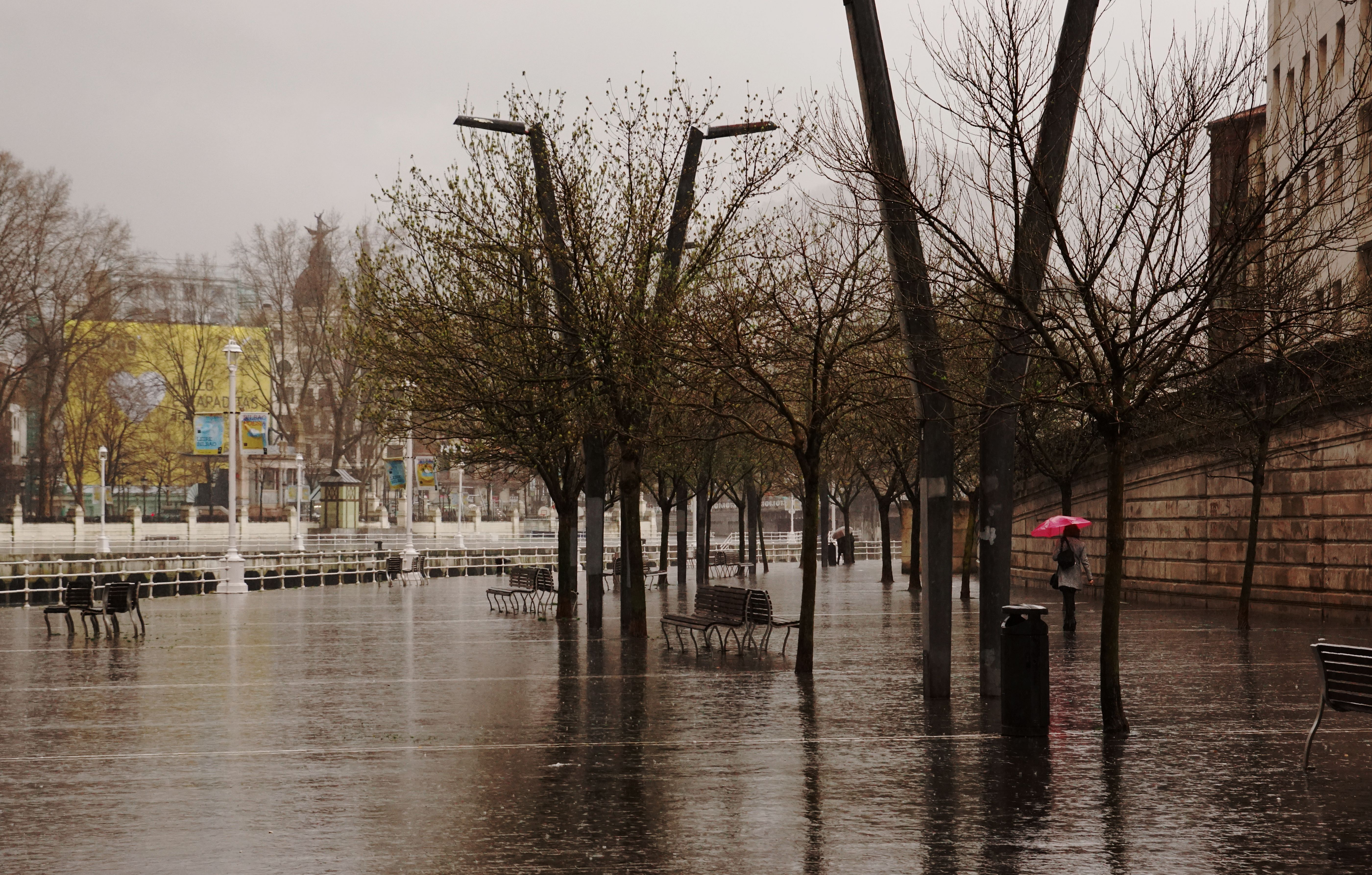
Lluvia a mediados de marzo

La proximidad al mar Cantábrico hace que su clima se clasifique como oceánico templado, de tipo Cfb de acuerdo a la clasificación climática de Köppen, con lluvias repartidas durante todo el año, sin que se observe una estación seca estival bien definida. Estas precipitaciones son abundantes y dada la latitud y la dinámica atmosférica, los días de lluvia representan el 45 % del total anual, a los que habría que sumar el 41 % en los que el cielo está cubierto. La temporada más lluviosa ocurre entre los meses de octubre y abril, destacando noviembre como el más lluvioso. Las precipitaciones se producen generalmente en forma de chubascos, siendo muy comunes las lloviznas muy finas, denominadas por los locales sirimiri.
Esta misma cercanía al océano hace que las dos estaciones más definidas de la región —verano e invierno— se mantengan suaves y existan oscilaciones térmicas de baja intensidad. La temperatura media máxima en los meses de verano varía entre los 25 y 26 °C, mientras que las medias mínimas de invierno lo hacen entre los 6 y 7 °C.
Las nevadas no son frecuentes y no suelen cuajar en la villa, permaneciendo generalmente en la cima de los montes que la rodean, ya que son una minoría los inviernos especialmente crudos en que la nieve puede durar unos días en la propia población. Más frecuente es el granizo, unos 10 días al año, principalmente en los meses de invierno. La temperatura máxima absoluta fue de 43,7 °C el 23 de agosto de 2023, registrada en el aeropuerto de la ciudad.
| Parámetros climáticos promedio de Observatorio del aeropuerto de Bilbao (municipio de Lujua) (42 m s. n. m.) (Periodo de referencia: 1991-2020, extremas: 1947-presente) | Parámetros climáticos promedio de Observatorio del aeropuerto de Bilbao (municipio de Lujua) (42 m s. n. m.) (Periodo de referencia: 1991-2020, extremas: 1947-presente) | Parámetros climáticos promedio de Observatorio del aeropuerto de Bilbao (municipio de Lujua) (42 m s. n. m.) (Periodo de referencia: 1991-2020, extremas: 1947-presente) | Parámetros climáticos promedio de Observatorio del aeropuerto de Bilbao (municipio de Lujua) (42 m s. n. m.) (Periodo de referencia: 1991-2020, extremas: 1947-presente) | Parámetros climáticos promedio de Observatorio del aeropuerto de Bilbao (municipio de Lujua) (42 m s. n. m.) (Periodo de referencia: 1991-2020, extremas: 1947-presente) | Parámetros climáticos promedio de Observatorio del aeropuerto de Bilbao (municipio de Lujua) (42 m s. n. m.) (Periodo de referencia: 1991-2020, extremas: 1947-presente) | Parámetros climáticos promedio de Observatorio del aeropuerto de Bilbao (municipio de Lujua) (42 m s. n. m.) (Periodo de referencia: 1991-2020, extremas: 1947-presente) | Parámetros climáticos promedio de Observatorio del aeropuerto de Bilbao (municipio de Lujua) (42 m s. n. m.) (Periodo de referencia: 1991-2020, extremas: 1947-presente) | Parámetros climáticos promedio de Observatorio del aeropuerto de Bilbao (municipio de Lujua) (42 m s. n. m.) (Periodo de referencia: 1991-2020, extremas: 1947-presente) | Parámetros climáticos promedio de Observatorio del aeropuerto de Bilbao (municipio de Lujua) (42 m s. n. m.) (Periodo de referencia: 1991-2020, extremas: 1947-presente) | Parámetros climáticos promedio de Observatorio del aeropuerto de Bilbao (municipio de Lujua) (42 m s. n. m.) (Periodo de referencia: 1991-2020, extremas: 1947-presente) | Parámetros climáticos promedio de Observatorio del aeropuerto de Bilbao (municipio de Lujua) (42 m s. n. m.) (Periodo de referencia: 1991-2020, extremas: 1947-presente) | Parámetros climáticos promedio de Observatorio del aeropuerto de Bilbao (municipio de Lujua) (42 m s. n. m.) (Periodo de referencia: 1991-2020, extremas: 1947-presente) | Parámetros climáticos promedio de Observatorio del aeropuerto de Bilbao (municipio de Lujua) (42 m s. n. m.) (Periodo de referencia: 1991-2020, extremas: 1947-presente) |
| Mes | Ene. | Feb. | Mar. | Abr. | May. | Jun. | Jul. | Ago. | Sep. | Oct. | Nov. | Dic. | Anual |
| --- | --- | --- | --- | --- | --- | --- | --- | --- | --- | --- | --- | --- | --- |
| Temp. máx. abs. (°C) | 25.1 | 26.9 | 30.1 | 33.1 | 36.4 | 41.2 | 42.0 | 44.0 | 41.7 | 36.7 | 27.7 | 25.2 | 44.0 |
| Temp. máx. media (°C) | 13.5 | 14.2 | 16.6 | 18.1 | 21.0 | 23.5 | 25.4 | 26.3 | 24.5 | 21.5 | 16.6 | 14.1 | 19.6 |
| Temp. media (°C) | 9.5 | 9.7 | 11.7 | 13.1 | 16.0 | 18.7 | 20.6 | 21.2 | 19.2 | 16.6 | 12.5 | 10.1 | 14.9 |
| Temp. mín. media (°C) | 5.3 | 5.1 | 6.7 | 8.1 | 11.0 | 13.8 | 15.8 | 16.1 | 13.9 | 11.7 | 8.3 | 6.1 | 10.2 |
| Temp. mín. abs. (°C) | -7.6 | -8.6 | -5.0 | -1.2 | 0.4 | 3.6 | 6.6 | 6.8 | 3.8 | 0.6 | -6.2 | -7.4 | -8.6 |
| Precipitación total (mm) | 130 | 109 | 98 | 97 | 76 | 58 | 52 | 53 | 75 | 112 | 171 | 127 | 1171 |
| Días de precipitaciones (≥ 1 mm) | 12.8 | 11.1 | 10.5 | 12.0 | 10.3 | 7.2 | 7.4 | 7.4 | 8.9 | 10.7 | 13.7 | 12.4 | 125.6 |
| Días de nevadas (≥ 0.01 mm) | 0.3 | 0.7 | 0.3 | 0.0 | 0.0 | 0.0 | 0.0 | 0.0 | 0.0 | 0.0 | 0.1 | 0.3 | 1.7 |
| Horas de sol | 81 | 96 | 136 | 144 | 177 | 180 | 186 | 183 | 162 | 130 | 84 | 81 | 1607 |
| Humedad relativa (%) | 73 | 70 | 68 | 69 | 69 | 71 | 72 | 71 | 72 | 71 | 74 | 73 | 71 |
| Fuente: Agencia Estatal de Meteorología | | | | | | | | | | | | | |

### Medio ambiente
La villa inició el camino de la transformación hacia una ciudad sostenible, tras suscribir en 1998 la Carta de Aalborg y adherirse a la Campaña de Ciudades Europeas Sostenibles. Este compromiso se materializó en el desarrollo y la aplicación de la Agenda Local 21, un proyecto que fomenta una política municipal más respetuosa con el ambiente para mejorar la calidad de vida de todos los ciudadanos. La incorporación en 2003 a Udalsarea 21, la Red Vasca de Municipios hacia la Sostenibilidad, permitió establecer un plan concreto de actuación siguiendo las directrices de la Agenda Local 21.
Las funciones más importantes que de modo genérico se vienen desarrollando en la actualidad son las siguientes: realización de campañas, estudios, planes y proyectos específicos en materia medioambiental, colaboración con centros de enseñanza, instituciones y asociaciones en temas de sensibilización y educación ambiental, vigilancia de la calidad del aire, control sistemático de las industrias y actividades potencialmente contaminadoras del ambiente, control de los vertidos industriales a la red de saneamiento, control de los residuos industriales, control de ruido de vehículos y control de vertederos clandestinos, entre otras.

## Historia

### Asentamientos prefundacionales
Se encontraron restos de un antiguo asentamiento en la cima del monte Malmasín que datan del siglo XIII a. C. o siglo II a. C. Asimismo se hallaron restos de enterramientos en los montes Avril y Archanda de 6000 años de antigüedad. Algunos autores también identifican a Bilbao con Amanun Portus, citado por Plinio, o con Flaviobriga, por Claudio Ptolomeo. Por otro lado, existen unas ruinas de murallas, descubiertas en las profundidades de la iglesia de San Antón que datan del siglo XI o XII.

### Edad Media

#### De la fundación al Consulado

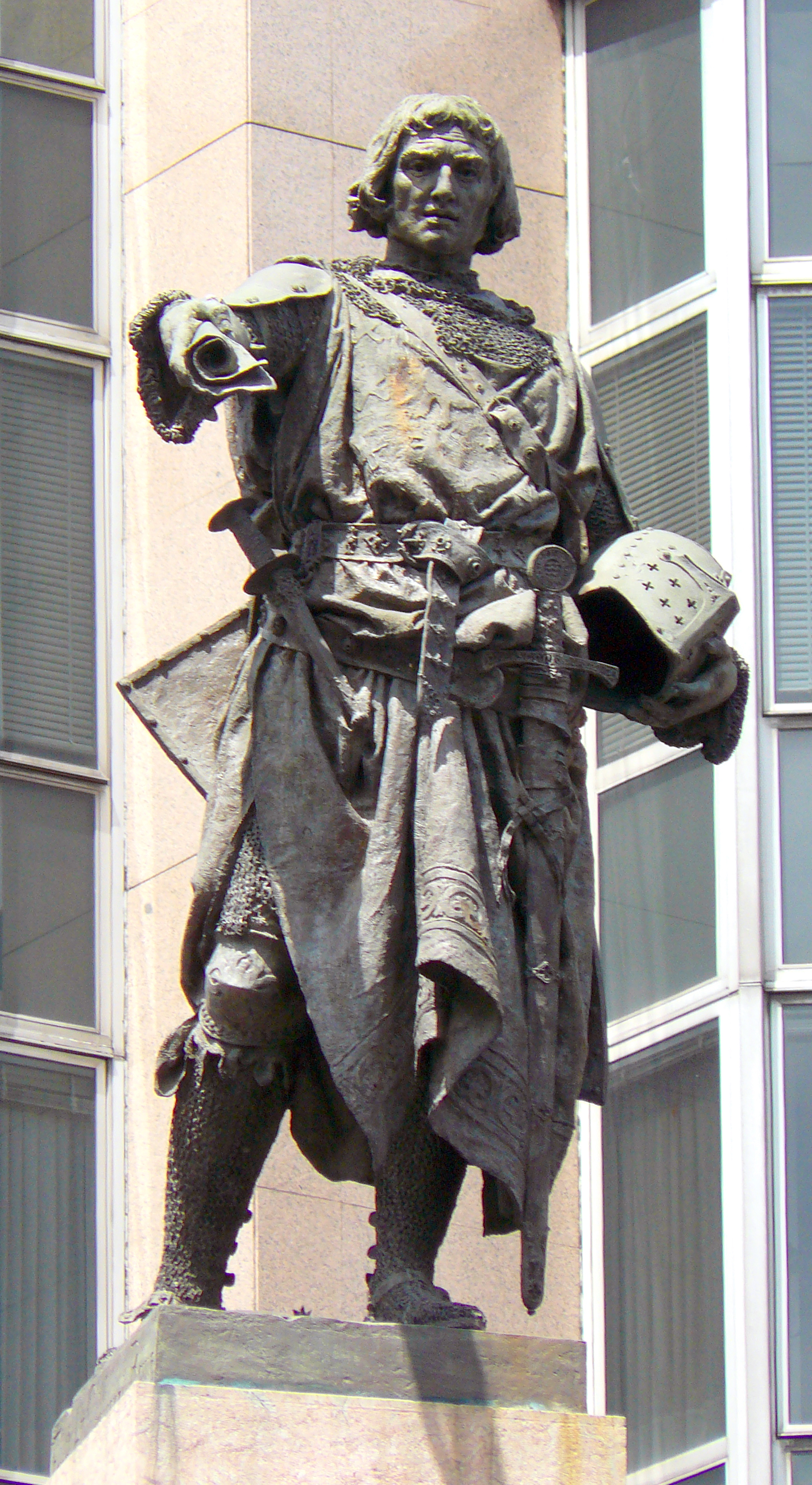
Estatua de Diego López V de Haro, fundador de la villa de Bilbao el 15 de junio de 1300, obra del escultor valenciano Mariano Benlliure

Fue una de las primeras villas que nacieron de un gran impulso fundacional llevado a cabo por los señores de Vizcaya durante el siglo XIV que creó el 70 % de las villas vizcaínas, entre ellas Plencia —1299-, Portugalete —1322—, Ondárroa —1327—, Lequeitio —1335—, Munguía y Larrabezúa —1376—. Don Diego López de Haro V fundó la villa de Bilbao mediante una carta fundacional, o Carta Puebla, fechada en Valladolid el 15 de junio de 1300 y confirmada por el rey Fernando IV de Castilla en Burgos el 4 de enero de 1301. El señor de Vizcaya estableció la nueva villa en la orilla derecha de la ría de Bilbao, en terrenos de la anteiglesia de Begoña y le otorgó el Fuero de Logroño, conjunto de derechos y privilegios, que posteriormente resultarían fundamentales en su desarrollo. Y así, en la carta fundacional de Bilbao proclama:
«En el nombre de Dios y de la virgen bienaventurada Santa María: Sepan por esta carta quantos la vieren y oyeren como yo Diego López de Haro, señor de Vizcaya en uno con mio fijo Don Lope Díaz y con placer de todos los Vizcaynos, fago en Bilvao de parte de Begoña nuevamente población y villa qual dicen el puerto de Bilvao...».
En 1310 María Díaz de Haro, sobrina de Don Diego y nueva Señora de Vizcaya concede una nueva carta de poblamiento que amplía aún más los privilegios comerciales de la Villa, convirtiéndola en paso obligatorio de todo el comercio de Castilla hacia el mar. Así, esta segunda Carta Puebla establecía que el camino de Orduña a Bermeo, por entonces la ruta comercial más importante del señorío, pasara por Bilbao (Puente de San Antón) en vez de por Echévarri, dando acceso directo al mar a las mercancías, fortaleciendo el poderío comercial de Bilbao en detrimento de Bermeo que hasta entonces había sido la Villa más próspera. Además, también le concedió la exclusiva del comercio entre Las Arenas y Bilbao. En 1372 el futuro Juan I de Castilla extendió aún más los privilegios dejando francas las salidas y entradas de mercancías desde y hacia la Villa y concentrando también el transporte de hierro (no será hasta mediados del siglo XVII cuando el transporte de lanas se desvía de Santander a Bilbao).
De esta manera, el puerto de Bilbao fue adquiriendo importancia en Europa por su comercio con los puertos de Flandes y Gran Bretaña y, con menor intensidad, con los de Francia, Portugal e Italia, así como con los puertos de Sevilla y Barcelona, principales de los reinos de Castilla y Aragón.
En 1443 se consagró la iglesia de San Antón, uno de los edificios más antiguos de la ciudad y que anteriormente cumplía con las funciones de alcázar. El 5 de septiembre de 1483, la reina Isabel I de Castilla acudió a la villa para jurar en persona los fueros. Su marido Fernando II de Aragón ya los había jurado en Guernica en 1476.

### Edad Moderna

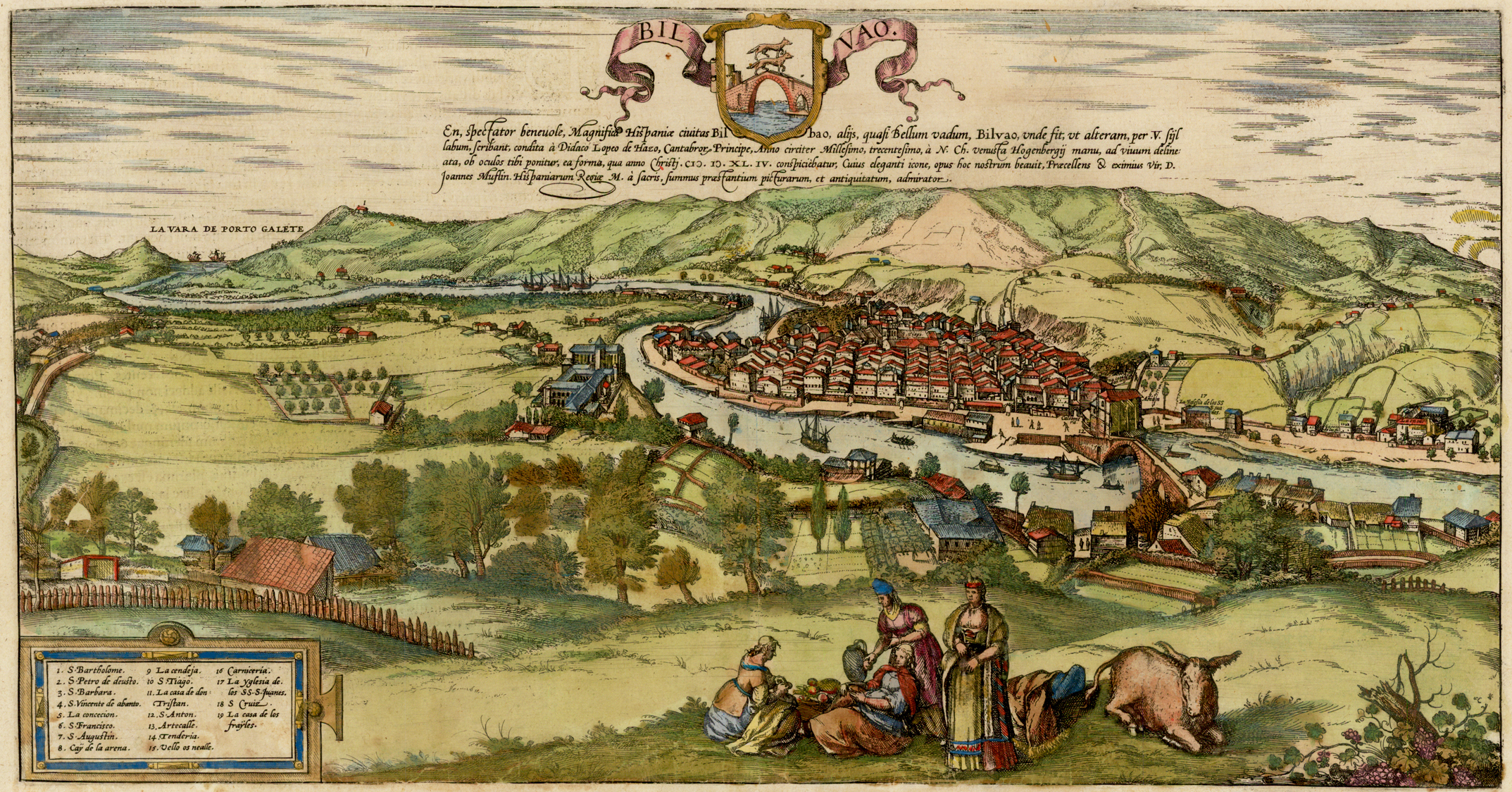
Grabado de la villa, realizado por el belga Franz Hogenberg en 1554, publicado en el segundo tomo del atlas Civitates orbis terrarum en 1576. Ya se observan muchos lugares característicos, como el puente y la iglesia de San Antón, la Plaza Vieja y la catedral de Santiago

El 21 de junio de 1511, la reina Juana I de Castilla aprobó las ordenanzas para la constitución del «Consulado de Bilbao, Casa de Contratación y Juzgado de los hombres de negocios de mar y tierra». Esta será la institución más influyente de la villa durante varios siglos y se encargará de ejercer la jurisdicción sobre la ría, así como de los trabajos para su mejora y mantenimiento, además de otros muchos aspectos relativos al comercio. Gracias al Consulado, el puerto de Bilbao se convirtió en uno de los principales de España. Este progreso trajo consigo la primera imprenta de la villa en 1577, siendo también aquí donde en 1596 se editó el primer libro impreso en euskera, titulado Doctrina Christiana en Romance y Bascuence por el Dr. Betolaza.
En 1602 fue nombrada capital de Vizcaya, título que hasta entonces ostentaba Bermeo. Pero no es hasta 1631 cuando se produce el acuerdo entre El Señorío y las villas que fija la capitalidad de Vizcaya en Bilbao. No fue fácil conseguirlo. Se llegó al acuerdo porque la cantidad interminable de pleitos que se habían suscitado entre las anteiglesias y las villas, habían llevado a las arcas municipales una auténtica situación de penuria. Esta situación de ruina desembocó en un aumento del impuesto sobre el pescado, la cera y otras mercaderías que se comercializaban. Por las mismas fechas, la Corona modificó sus impuestos sobre la sal, lo que originó una revuelta popular conocida como la «machinada del Estanco de la sal» (o Rebelión de la Sal) que acabó con la ejecución de varios de sus cabecillas. Entre 1644 y 1678 los regidores capitulares Juan Aperribay Mendieta, Francisco de Unzaga Beraza, Juan de Gardoqui Ybañez y Domingo Ortiz de Mendieta, comerciantes y, en el caso de Unzaga, además Síndico procurador general, empezaron a lograr una situación económica más favorables para los bilbaínos. A finales del siglo XVII los regidores Tomás de Unzaga Gardoqui y Baltasar Hurtado de Amézaga, socios y cuñados, lograron superar la crisis económica que afectaba a España gracias a la prioridad de los comerciantes locales en el tráfico de la lana frente a los extranjeros (que hasta entonces se realizaba en Santander), a la explotación de las minas de hierro y al comercio con Inglaterra, Flandes y los Países Bajos, principalmente.

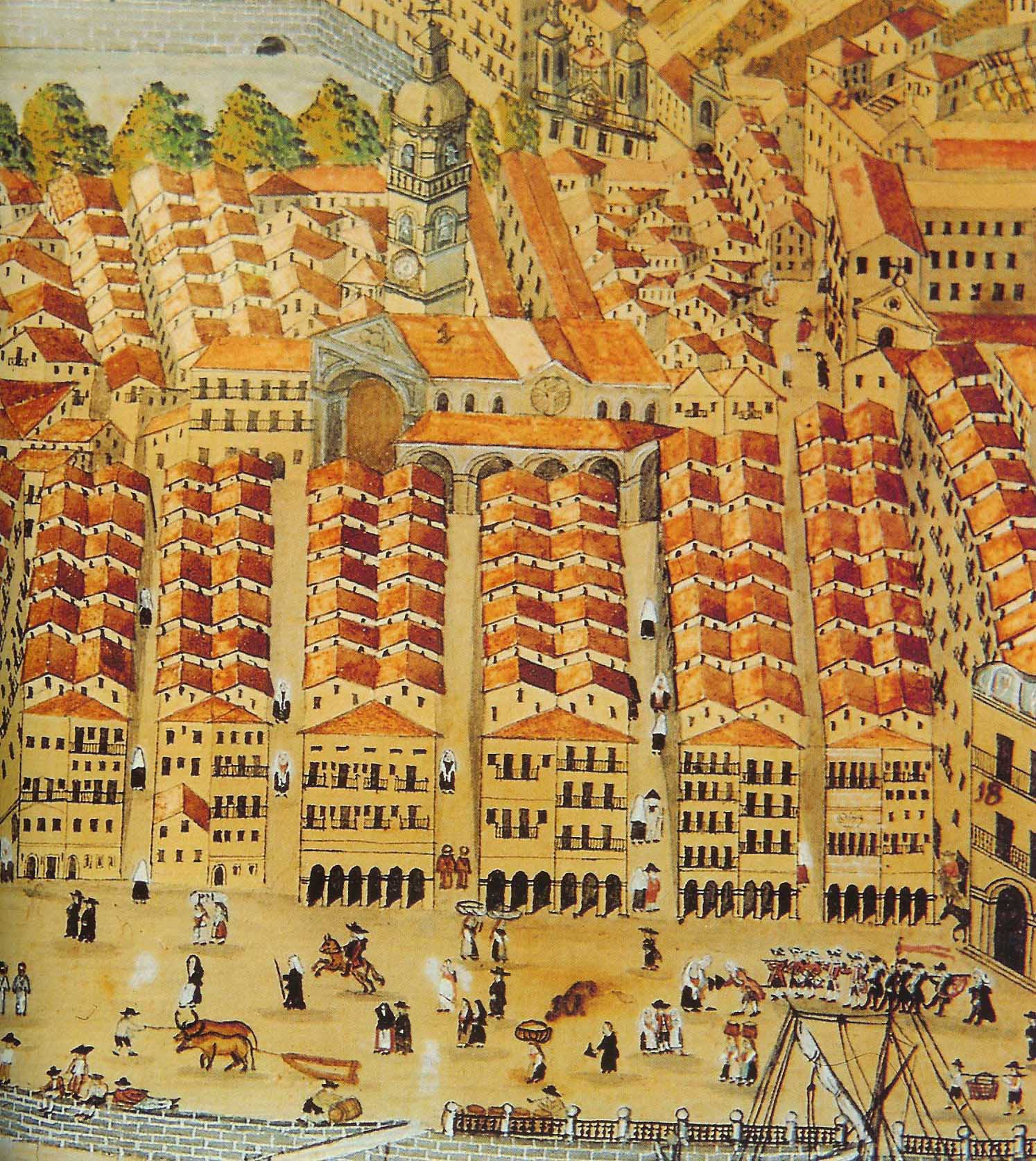
Grabado de alrededor del

En el siglo XVIII existían dos sectores que acumulaban la mayoría del poder local: los hacendados rurales y los mercaderes. Los intereses opuestos de ambos derivaron muchas veces en conflicto, como se puso en evidencia con el traslado de las aduanas de 1718. Hasta ese momento, las aduanas se encontraban en las villas de Valmaseda (Balmaseda) y Orduña (Urduña), un hecho que propiciaba el contrabando —especialmente de tabaco— además de eximir a los mercaderes de la ciudad de pagar derechos por las barras de hierro que exportaban. Los hacendados reclamaron a la Corona que estableció las aduanas en la costa. Sin embargo, este traslado significó el encarecimiento de muchos productos para los pescadores y labriegos bilbaínos y de otras anteiglesias, quienes iniciaron un motín que amenazó con incendiar la villa, con una represión violenta, en 1719, logrando, finalmente, que las aduanas retornasen al interior en 1722. Los hacendados intentaron perjudicar a los mercaderes dos veces más en 1792 al proponer la creación de un puerto rival en Mundaca —anulado dada la Guerra del Rosellón— y otro en 1804 en Abando. Este último intento originó la llamada Zamacolada.

### Edad Contemporánea

#### Invasión napoleónica, guerras carlistas y desarrollo industrial
Durante la denominada guerra de la Independencia, entre 1808 y 1813. Al principio, los franceses que habían entrado en el país fingiéndose aliados del gobierno español, ocuparon arteramente diversas localidades vascas, pero no Bilbao. Por lo tanto, la población se convirtió en un foco de resistencia, aunque no estalló una sublevación abierta contra Napoleón Bonaparte hasta el 6 de agosto de 1808, mes y medio después de la batalla de Bailén. El 16 de agosto los franceses, al mando del general Merlin, tomaron Bilbao por la fuerza tras duros combates y saquearon la villa, junto con los municipios de Deusto y Begoña. La ciudad cambió de manos varias veces durante 1808, pero a partir de noviembre quedó ocupada por una numerosa guarnición dirigida por el general Jean Jacques Avril. Pocos meses después el general Avril cayó en desgracia ante Napoleón debido a falsas acusaciones y fue sustituido por el coronel Bord, oficial eficiente y poco sanguinario. A partir de febrero de 1810, Bord quedó bajo las órdenes del general Pierre Thouvenot, barón del imperio, que de gobernador de Guipúzcoa fue ascendido a gobernador general de toda «Vizcaya» (las tres provincias vascas) con la intención de ir preparando la anexión total a Francia.

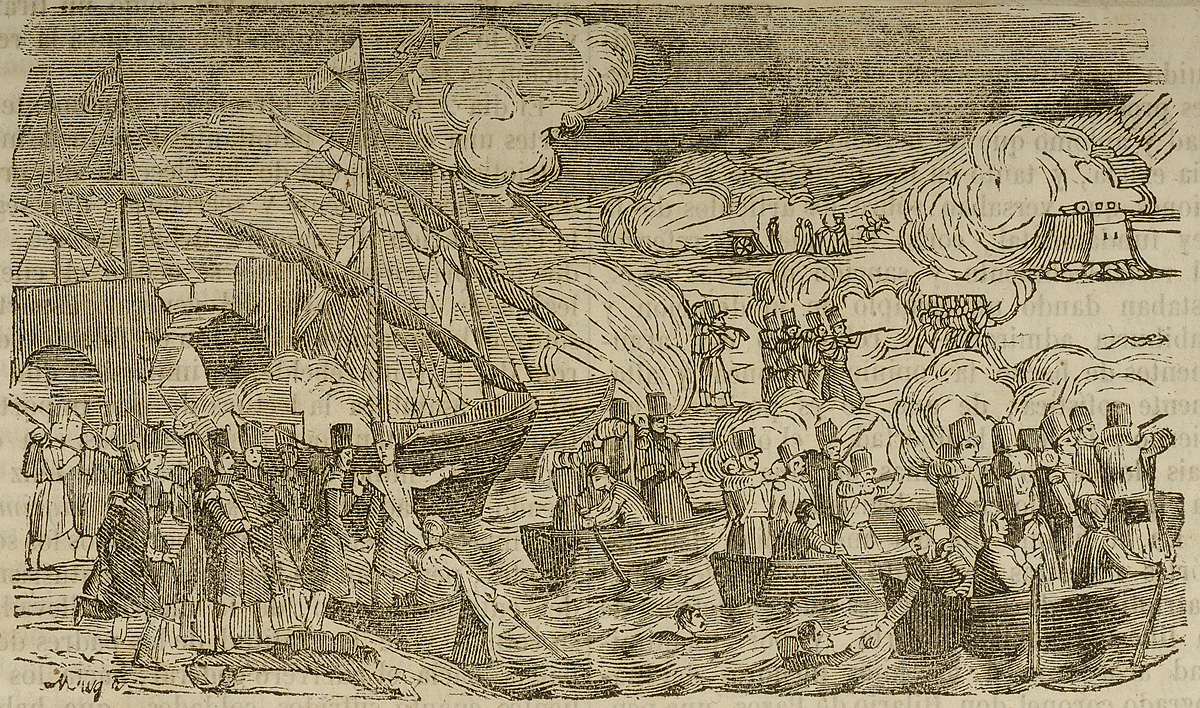
La batalla de Luchana, uno de los enfrentamientos de la primera guerra carlista

El País Vasco fue uno de los principales escenarios de la primera guerra carlista. Bilbao, núcleo liberal y económico, era un objetivo principal para los carlistas. El general Tomás de Zumalacárregui intentó tomar la villa en 1835, aunque fracasó y resultó herido en las inmediaciones de Begoña, para días después morir en Cegama. Al año siguiente, resistió un segundo asedio en el que Baldomero Espartero derrotó a los carlistas en la batalla de Luchana. No sufrió campañas militares durante la segunda guerra carlista, que se centró en Cataluña. Sin embargo, al despertar la tercera guerra carlista en 1872, la localidad volvió a ser un escenario importante. En abril de 1874 sufrió un tercer sitio, que no fue levantado hasta el 2 de mayo de ese año a manos del general Concha.
Pese a estas contiendas, la urbe pudo florecer económicamente en el siglo XIX y principios del XX, cuando se afianzó como centro económico del País Vasco. En este siglo también llegó el ferrocarril —1857—, se fundó el Banco de Bilbao —embrión del futuro BBVA— y a finales de este apareció la Bolsa de Bilbao. Florecieron las empresas siderúrgicas y fábricas, como Santa Ana de Bolueta y Altos Hornos de Vizcaya en 1902. Se modernizó con la construcción de paseos y alamedas en el nuevo ensanche de Abando, edificios emblemáticos como el nuevo palacio consistorial en 1892, el Hospital de Basurto y el Teatro Arriaga. La población experimentó un crecimiento demográfico extraordinario, pasando de 11 000 habitantes en 1880 a 80 000 en 1900. Los movimientos sociales también tuvieron su lugar en esta época, destacando el nacionalismo vasco de Sabino Arana y el auge de los movimientos obreros, el republicanismo y el liberalismo monárquico y centralista.

#### Guerra civil y dictadura franquista

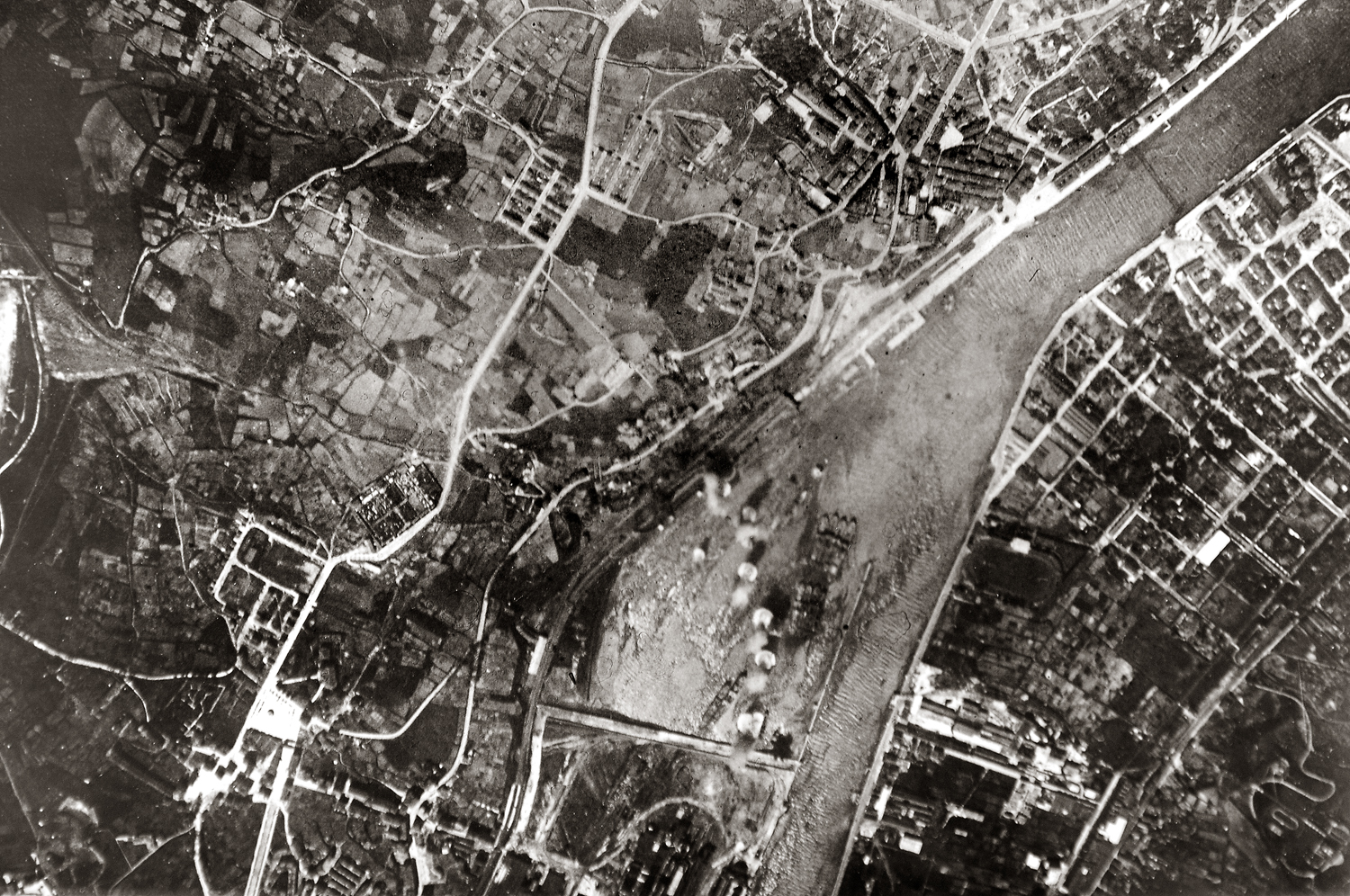
Bombardeo italiano sobre el puerto durante la Guerra Civil, 5 de junio de 1937

La Guerra Civil comenzó en Bilbao con pequeños levantamientos sofocados por las fuerzas republicanas. El 31 de agosto de 1936, aviones franquistas realizaron la primera incursión en la capital, arrojando ocho bombas. Se produjeron hechos de acción-represión por parte de los civiles, quienes se ensañaban contra personajes de conocida ideología profascista o presos sublevados. En septiembre, aviones franquistas repartieron octavillas con amenazas de bombardeo en caso de que la ciudad no se rindiera. Estas amenazas se cumplieron el día 25, cuando siete aeronaves arrojaron alrededor de cien bombas sobre la villa y poblaciones cercanas durante hora y media. Regresaron al día siguiente, arrojando bombas incendiarias de procedencia alemana.
El 4 de enero de 1937 volvió a ser bombardeada por la aviación franquista. Al menos 20 aparatos surcaron los cielos de la capital vizcaína y destrozaron varios objetivos.
En mayo de 1937, los sublevados al mando del general Dávila la asediaron. La batalla duró hasta el 19 de junio del mismo año, cuando el teniente coronel Putz ordenó volar sus puentes y las tropas de la 5.ª Brigada Navarra tomaron la capital por los montes Malmasín, Pagasarri y Arnotegui.
Terminada la guerra, retornó a su proceso de desarrollo industrial y económico, acompañado por un crecimiento demográfico sostenido. En los años 1940 se reconstruyó, comenzando por sus puentes sobre la ría y para 1948, despegaba el primer vuelo comercial desde el aeropuerto. En la década siguiente, resurgió de nuevo la industria pesada, convirtiéndose en un sector estratégico para toda España, como consecuencia del aislamiento económico que se produjo, periodo conocido como autarquía. Esto atrajo una masiva inmigración de varias regiones del país que ocasionaron el auge del chabolismo en las laderas de los montes, realizando una mala planificación de Viviendas de Protección Oficial. Los movimientos obreros despertaron lentamente y la huelga del astillero Euskalduna en 1947 fue la primera de la España de la posguerra. En este ambiente de represión, nació el 31 de julio de 1959 en Bilbao la organización terrorista ETA, como una escisión del nacionalismo. En los años 1960, durante el milagro económico español (1959-1973), se sucedieron algunos progresos urbanísticos, como la creación de nuevos barrios como Ocharcoaga y la autopista Bilbao-Behovia. En junio de 1968 la universidad pública llegó a la capital con la Universidad de Bilbao.

#### Democracia y regeneración

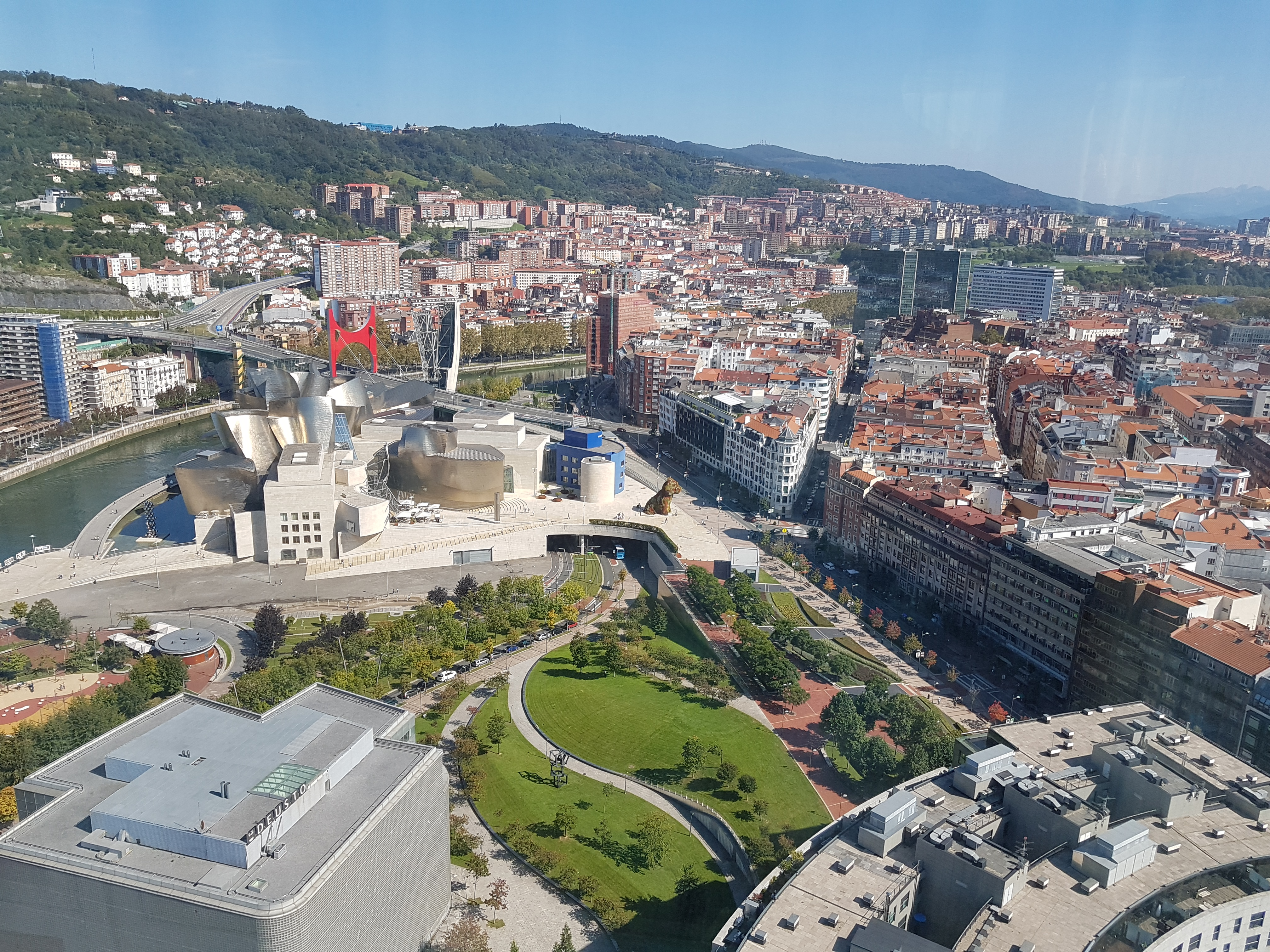
Abandoibarra desde la torre Iberdrola

Con la desaparición de la dictadura franquista y el establecimiento de una monarquía parlamentaria en España en un proceso conocido como la Transición, pudo disfrutar nuevamente de elecciones democráticas. Al contrario de lo ocurrido en las repúblicas, se observó un predominio de las fuerzas nacionalistas.
El 26 de agosto de 1983, en plena celebración de la Semana Grande (Aste Nagusia), la ría se desbordó hasta cinco metros a causa de las incesantes lluvias, y siempre según los periódicos de aquellos días, murieron dos personas en La Peña y otra desaparecida en el Casco Viejo. La gota fría afectó a una zona importante del País Vasco, Cantabria y Burgos. En toda la zona, y, en un balance provisional, hubo un total de 34 muertos en el País Vasco, cuatro en Cantabria y uno en Burgos, mientras que entre 29 y 35, se daban por desaparecidas, aunque a ninguna de ellas se las consideraba hasta el momento como muertas. Durante el episodio de la gota fría que duró varios días, se batió el récord de precipitación en 24 horas que fue de 252,6 l/m² el 23 de agosto de 1983. Las pérdidas económicas en la villa llegaron a 60 000 millones de pesetas. Como consecuencia de esta riada, se llevó a cabo el encauzamiento del río a la altura de La Peña con el fin de evitar nuevos desbordamientos.
Desde mediados de la década de 1990, la urbe vivió un proceso de desindustrialización a raíz de la crisis del sector metalúrgico en los años 1980. La transformación en una ciudad de servicios se apoyó en la inversión en infraestructuras y en la regeneración urbana, que comenzó con la inauguración del metro, continuó su expansión en Abandoibarra con el Museo Guggenheim Bilbao, el Palacio Euskalduna, el Zubizuri, el tranvía o la torre Iberdrola, y continúa proyectándose con el plan de desarrollo de Zorrozaurre o Garellano. Asociaciones apoyadas por la administración, como Bilbao Metrópoli-30 o Bilbao Ría 2000, fundada el 19 de noviembre de 1992, se encargaron de la organización y supervisión de muchos de estos proyectos.

## Demografía
Bilbao cuenta con una población de 348 089 habitantes (INE 2024).
| Gráfica de evolución demográfica de Bilbao entre 1842 y 2021 |
| |
| Población de derecho según los censos de población del INE Población de hecho según los censos de población del INEEn 1892 crece el término del municipio porque incorpora a Abando En 1924 incorpora a Erandio, Deusto y Begoña. En 1966 incorpora a Derio, Sondica y Zamudio En 1982 disminuye el término del municipio porque independiza a Derio, Erandio, Lojua, Sondika y Zamudio |

Los primeros datos verosímiles sobre su población son posteriores a 1550. Se sabe que en 1530 Vizcaya sumaba unos 65 000 habitantes, cifra que pudo haber mermado con las pestes que azotaron Bilbao y otras villas del Señorío en 1517, 1530, 1564-68 y 1597-1601, siendo esta última especialmente devastadora. Esta tendencia de situaciones adversas para el crecimiento demográfico se mantuvo hasta el siglo XIX. A partir de entonces, la urbe experimentó un crecimiento exponencial hasta principios de la década de 1980, en la que, tras alcanzar su pico máximo con 433 115 habitantes, se desanexionaron el municipio de Erandio y el Valle de Asúa, lo que supuso la correspondiente pérdida de sus pobladores.

#### Pirámide de población
La estructura de la población es típica en el régimen demográfico moderno, con una evolución hacia un envejecimiento de la población y una disminución de la natalidad anual.

#### Población extranjera
El 1 de enero de 2016, el número de personas extranjeras fue de 25 695 personas. Bolivia sigue siendo la principal nacionalidad de población extranjera de Bilbao y supone un 10,9 % de la población extranjera total. Como sucediera el año anterior, las siguientes nacionalidades más presentes son Marruecos (10,2 %) y Rumanía (9,6 %). El cambio llegó en la población China (7,5 %) que adelantó a Colombia (6 %) en términos relativos. También Paraguay (5,6 %) presenta un aumento en su presencia, como Nicaragua (4,3 %) y Nigeria (3,3 %). El resto de nacionalidades, en ningún caso, superan el 3 % de la población total.

#### Proyecciones demográficas
El Ayuntamiento de Bilbao elaboró un estudio en 2013 en el que proyectaba varios datos demográficos sobre la ciudad a corto y largo plazo. Según el estudio, Bilbao contaría con 322 360 habitantes en 2030, un 7,9 % menos. Todos los distritos verían su población reducida excepto Ibaiondo.

### Urbanismo
Evolución

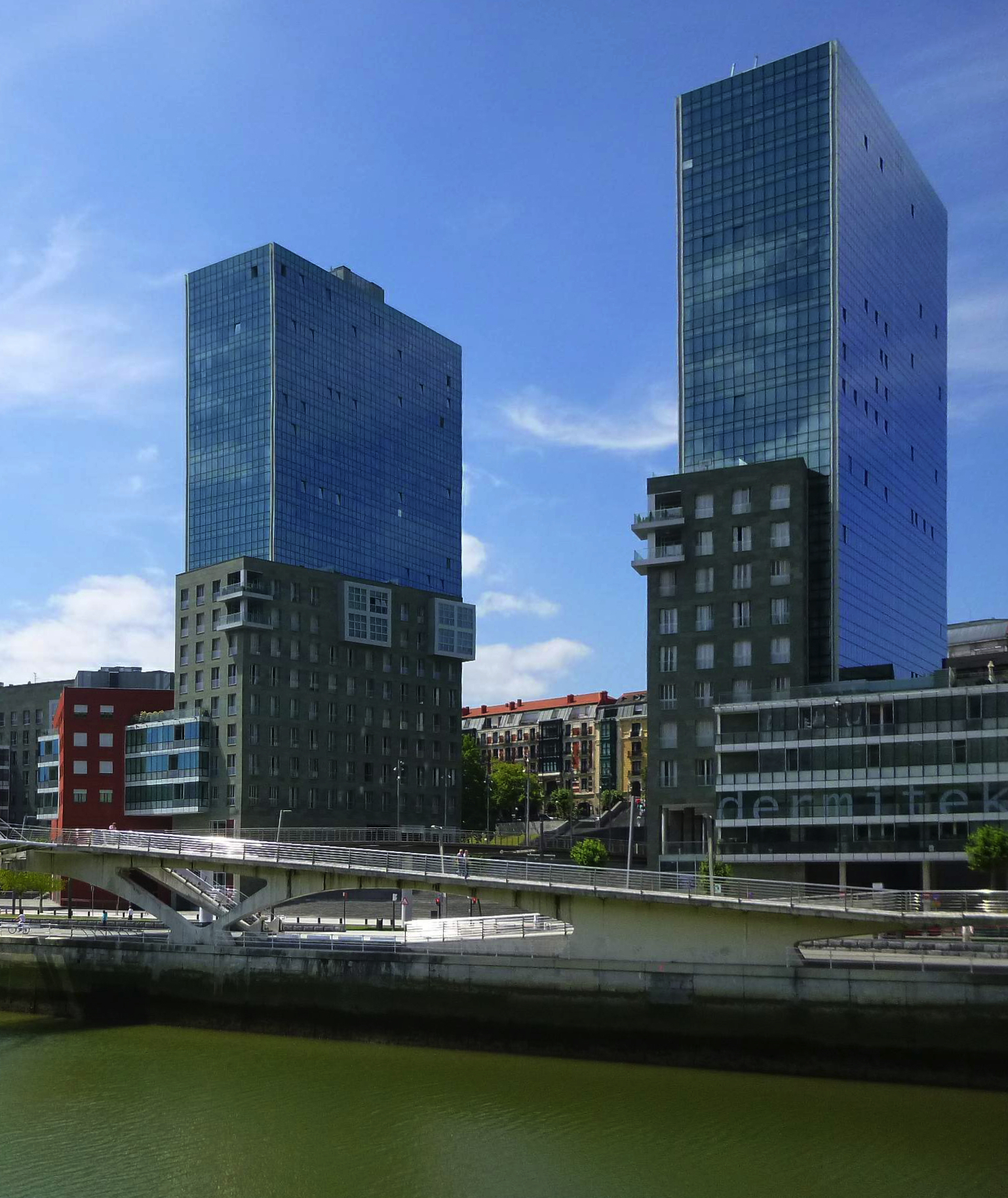
Torres Isozaki, símbolos de la transformación urbanística de Bilbao

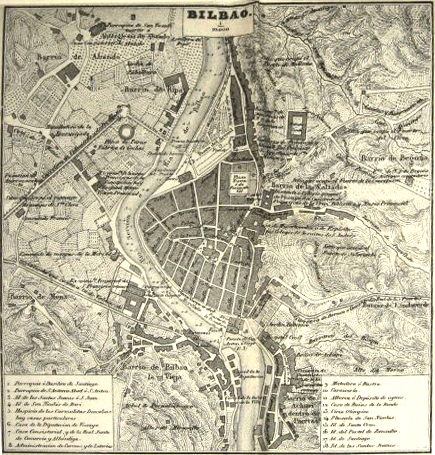
Plano de Bilbao en 1857

Inicialmente tuvo tan solo tres calles —Somera, Artecalle y Tendería— rodeadas por una muralla cuyo límite estaba en lo que ahora se denomina «calle de la Ronda». Dentro de ese recinto se encontraba también una pequeña ermita dedicada al apóstol Santiago el Mayor —actual catedral de Bilbao—, por la que pasaban los peregrinos en su camino hacia Santiago de Compostela. En el siglo siguiente, se completaron las restantes cuatro calles que formarían las originales Siete Calles o Zazpikaleak. En 1571, después de varias inundaciones y de un gran incendio en 1569, se derribaron las murallas perimetrales para permitir la expansión de la ciudad. En el siglo XVII se definió la configuración urbana del Casco Viejo, con los respectivos ensanches hacia el Arenal y Achuri.
En 1861, el ingeniero Amado Lázaro proyectó un ensanche sobre Abando que establecía amplias avenidas y edificios regulares, además de apoyarse en las ideas higienistas de entonces. Sin embargo, el proyecto fue desestimado por el ayuntamiento al considerarlo «utópico» por su alto coste. Por otro lado, Lázaro había calculado el crecimiento demográfico de la ciudad basándose en el de los tres siglos anteriores, una previsión que no se ajustó con la realidad.
El próximo gran cambio en la urbanización bilbaína ocurriría en 1876, cuando la capital se apropia —en varias etapas— de la anteiglesia de Abando. Se proyectó el ensanche basado en el plan del equipo formado por el arquitecto Severino de Achúcarro y los ingenieros de caminos, canales y puertos Pablo de Alzola y Ernesto de Hoffmeyer. Sin embargo, el crecimiento demográfico de la villa fue superior al estimado, por lo que hoy se puede apreciar una planificación ordenada en Abando y el Campo de Volantín, mas no así en San Francisco y las inmediaciones del Casco Viejo, donde el desarrollo rápido se produjo al margen de los dictados municipales. El eje de este ensanche es la gran vía Don Diego López de Haro, en donde se instaló el Palacio de la Diputación Foral de Vizcaya, así como también muchos bancos y cajas de ahorro.
En el siglo XX se sucedieron nuevas anexiones en distintas fases. En 1925 se hizo efectiva la de Deusto, el barrio de Luchana de Erandio y lo que restaba de Begoña. En 1940, la totalidad de Erandio y en 1966 ocurre la última gran anexión, pues se añadían a su término municipal las anteiglesias de Lujua, Sondica, Derio y Zamudio. Esto derivó en el momento de mayor superficie, con 107 km². Sin embargo, todos estos municipios, además de Erandio, se desanexionaron el 1 de enero de 1983, tras el Decreto 220/1982 del 20 de diciembre.
Espacios verdes

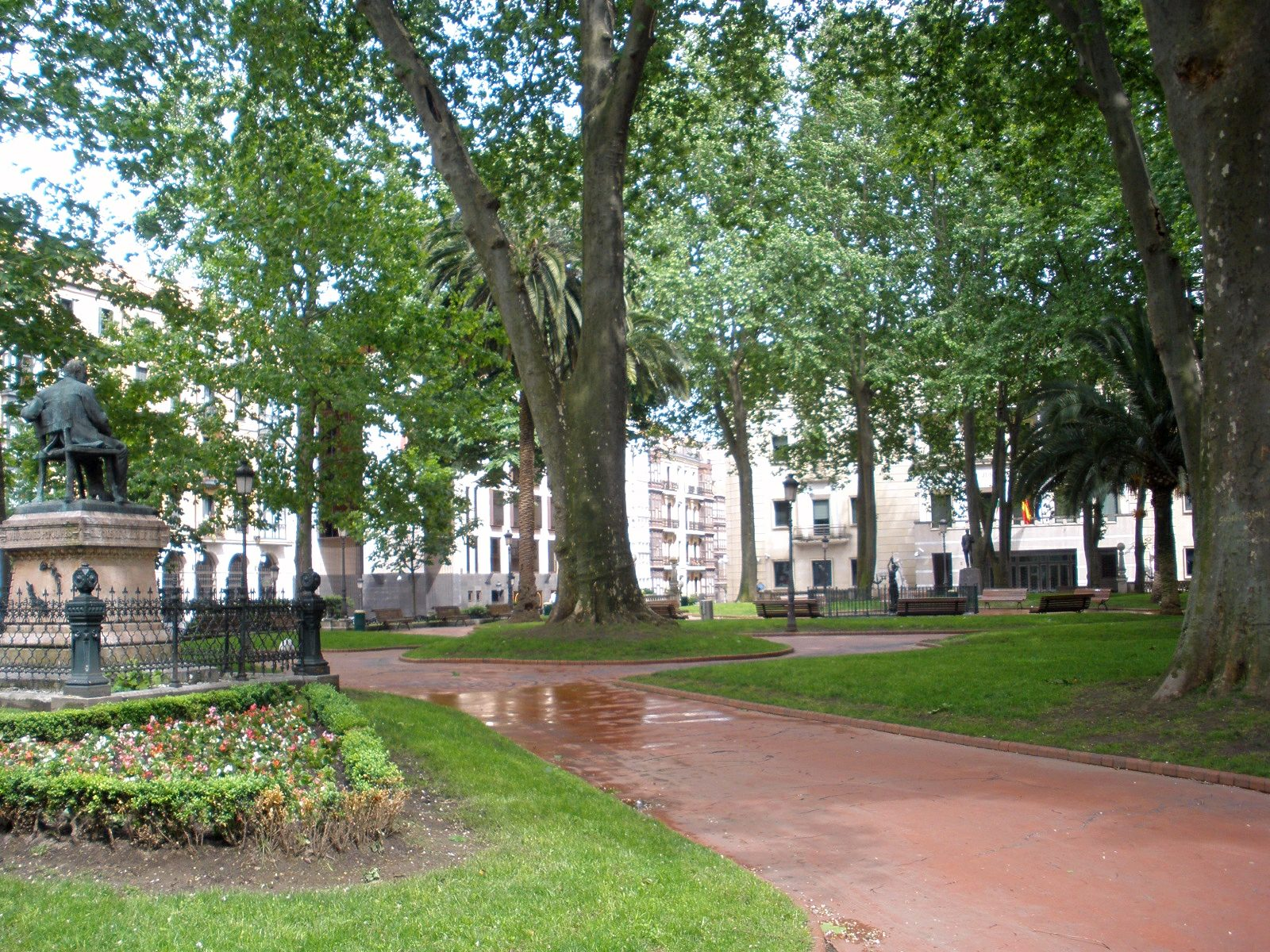
Jardines de Albia

El Ayuntamiento de Bilbao entiende al conjunto de sus zonas verdes como un recurso de gran importancia que confiere calidad de vida y valor añadido a la ciudad. Administrativamente, la manutención de espacios verdes corresponde al Área Municipal de Obras y Servicios. Las zonas verdes de la ciudad están clasificadas en: Parques y Jardines insertos en el entorno urbano (335 ha), Montes y Parques Forestales insertos en el entorno periurbano (963 ha) y finalmente Taludes y Zonas Marginales (46 ha). La superficie de las zonas verdes proporciona una ratio total de 37,96 m²/habitante y una relación superficie de jardines de 9,47 m²/habitante.

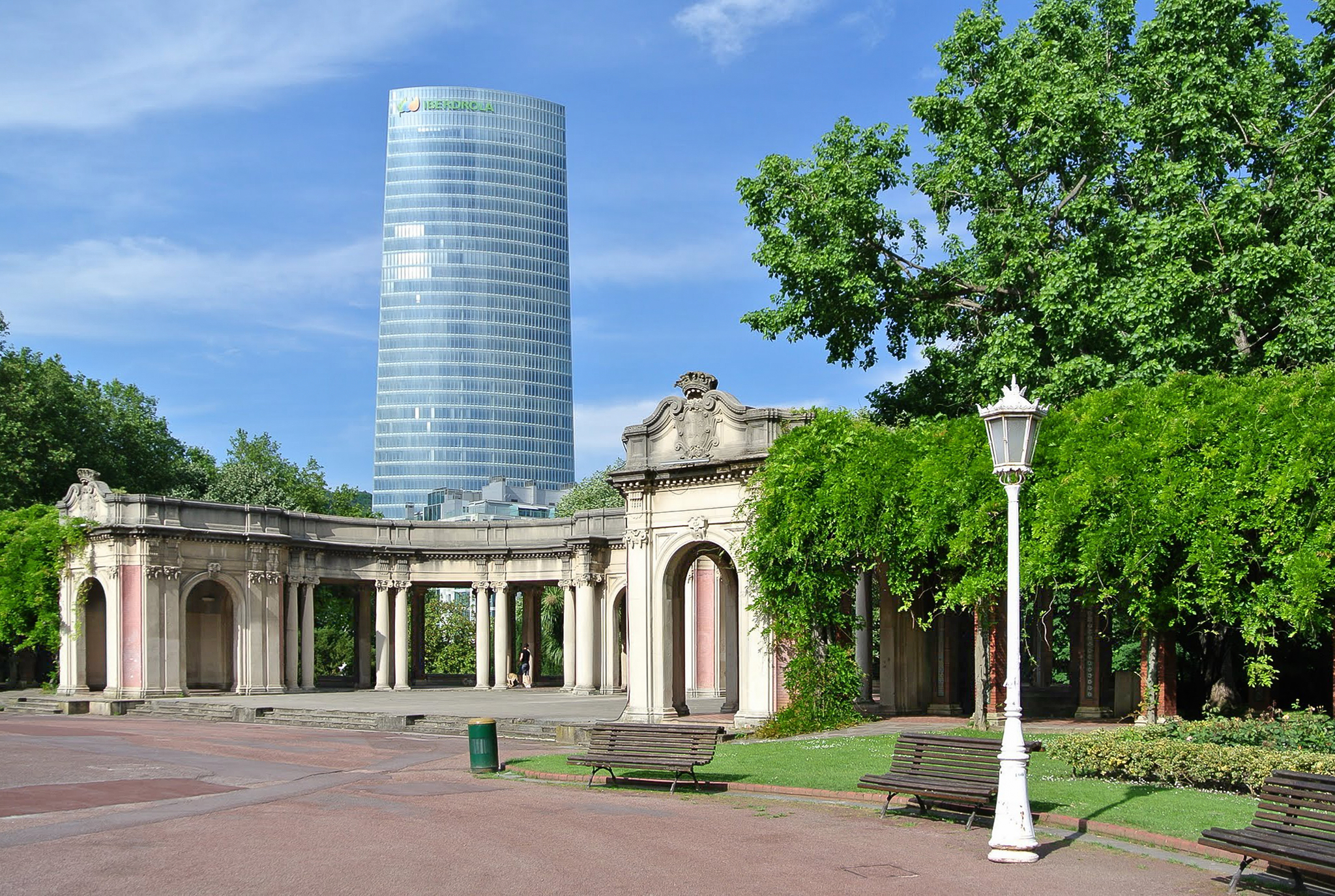
Parque Casilda Iturrizar

Entre los principales parques de la villa se encuentran el parque Casilda Iturrizar, construido en 1907, es el principal parque de la ciudad. Con una extensión de 8,52 ha, es una obra de estilo romántico del arquitecto Ricardo Bastida y el ingeniero Juan de Eguiraun. A lo largo del tiempo, sus infraestructuras se han ido ampliando y cuenta, como elementos destacables, con una fuente cibernética y un escenario para actuaciones. Alberga la escultura homenaje al payaso Tonetti de Eduardo Chillida, una efigie de Casilda de Iturrizar y Urquijo y una fuente monumental de Aureliano Valle.
En Ibaiondo, el parque Etxebarria recoge las instalaciones de las barracas durante las fiestas de la ciudad. Este parque está ubicado en el solar de una antigua fundición de acero, fruto del plan de reconversión industrial que hubo en la ciudad por los años 1980. Se trata de un amplio espacio en cuesta sobre una de las laderas que rodean el valle en el que se ubica la ciudad, teniendo excelentes vistas sobre la zona centro y especialmente, sobre el Casco Viejo. En el centro del parque, se conserva una chimenea original como homenaje a la antigua fundición.

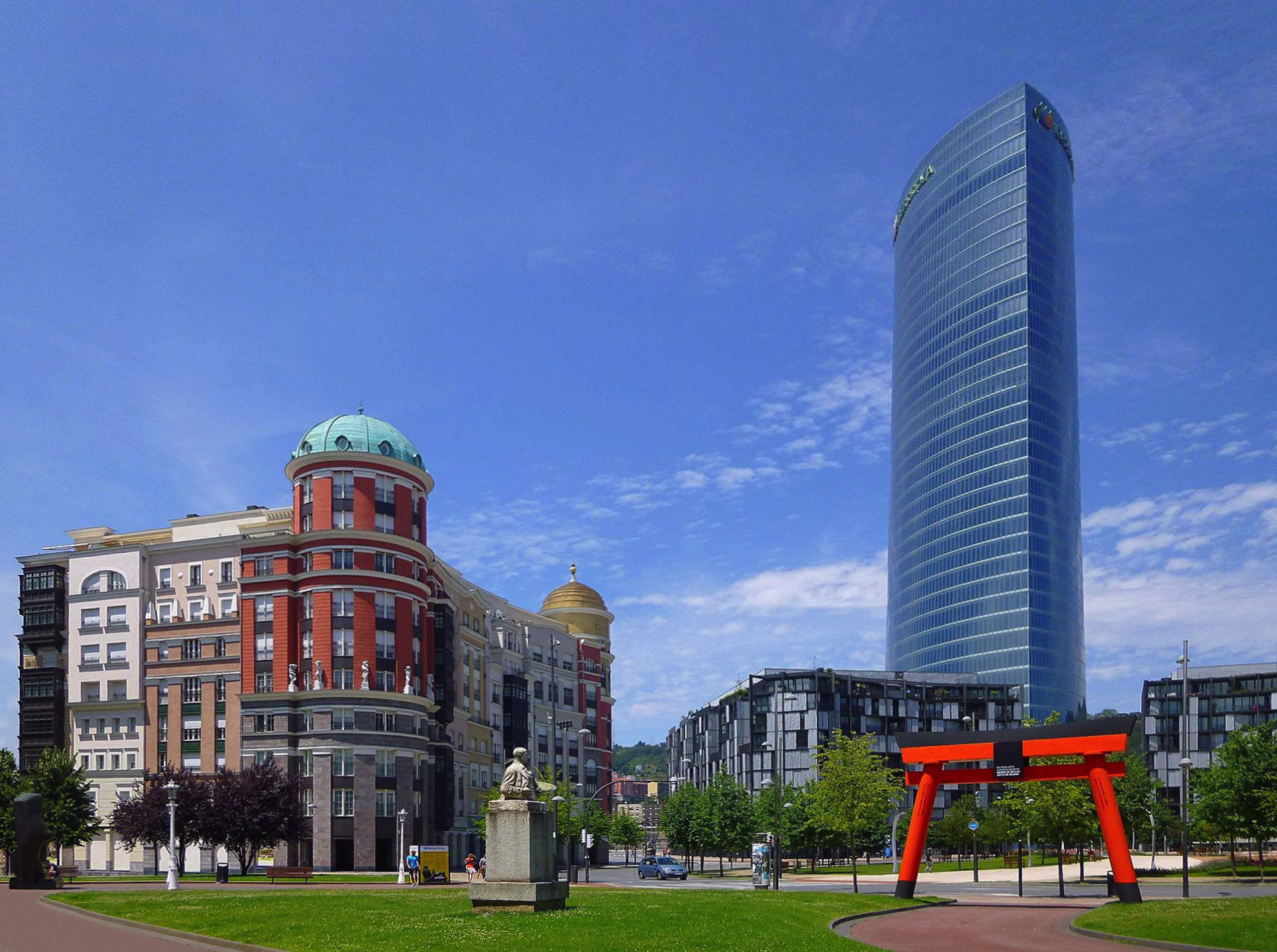
Plaza Euskadi como conexión entre el Ensanche de Bilbao y Abandoibarra, conformándose como un gran espacio verde de transición entre el parque Casilda Iturrizar y el parque de la Campa de los Ingleses

Otros espacios verdes relevantes son los jardines de Albia, el parque Europa, el parque Miribilla, el parque de Sarriko, el parque Amézola, Larreagaburu, Ibaieder y el parque de Escurce, entre otros. La nueva plaza Euskadi conecta ya el Ensanche de Bilbao y Abandoibarra y se conforma como un gran espacio verde de transición entre el parque Casilda Iturrizar y el parque de la Campa de los Ingleses, que cuenta con zonas de estancia y de paseo. Esta nueva plaza cuenta con una superficie interior de 6600 m² y de dimensiones similares a la de la cercana plaza Moyúa.
Por último, el denominado Plan Especial del Monte Pagasarri, prevé que el mismo pasará a convertirse en un parque periurbano de 700 hectáreas donde está incluida la zona de mayor valor ecológico del municipio: el Bolintxu.
La flora autóctona de los montes circundantes fue sustituida en gran medida por plantaciones arbóreas alóctonas de crecimiento rápido, como las coníferas. Por esto, las especies locales fueron relegadas a espacios reducidos. Entre los ejemplares autóctonos se encuentra la encina, el roble, la haya, el aliso, el cedro y el avellano. La reducción de la flora autóctona también menguó la presencia animal, entre cuyos ejemplares destacan el buitre, la gaviota, el jabalí, el zorro, el tritón y la salamandra, entre otros.

## Economía

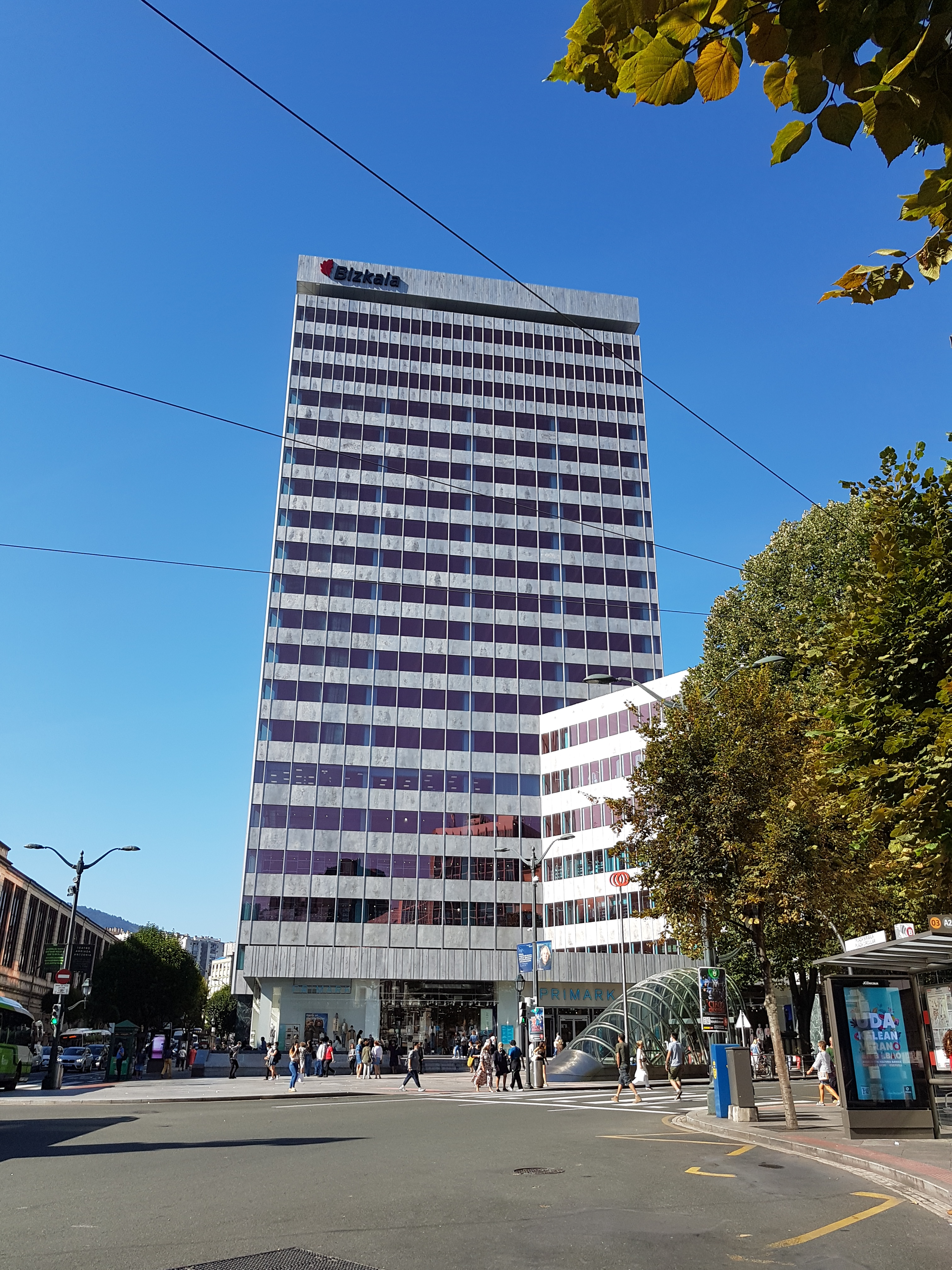
Torre Bizkaia, antigua sede del BBVA

Bilbao ha sido el núcleo económico del País Vasco desde los tiempos del Consulado, principalmente gracias al comercio en su puerto de productos castellanos, mas no fue hasta el siglo XIX cuando experimentó un desarrollo notable, basado en la explotación de minas férreas y la industria siderúrgica, que promovieron el tráfico marítimo, la actividad portuaria y la construcción de barcos. Durante estos años también hace su aparición el Banco de Bilbao, fundado en Bilbao en 1857; el Banco de Vizcaya se crea posteriormente en 1901, también en Bilbao. Ambas entidades se fusionaron en 1988, dando paso a la corporación BBV, y posteriormente en 1999, esta entidad se fusionó a su vez con el grupo bancario Argentaria, dando lugar al banco actual (2009) denominado BBVA. Las cajas de ahorro que se crearon a nivel local, Caja de Ahorros Municipal de Bilbao (1907), y provincial, Caja de Ahorros Provincial de Vizcaya (1921), se fusionarían después en 1990 y formarían la Bilbao Bizkaia Kutxa o BBK. La Cámara de Comercio, Industria y Navegación de Bilbao se creó en 1886 y la Bolsa de Bilbao se puso en marcha el 21 de julio de 1890.

### Puerto
Su puerto estuvo emplazado en lo que ahora es el Arenal, a pocos metros del Casco Viejo, hasta los últimos años del siglo XIX. En 1902 se construyó el Puerto exterior en la desembocadura de la ría en el municipio de Santurce y posteriores ampliaciones derivaron en el denominado «Superpuerto», que en los años 1970 reemplazó al ubicado en los muelles, con excepción a los ubicados en el barrio de Zorroza, todavía en actividad, dejando el Canal de Deusto solo para barcos de recreo.
En la actualidad, posee un puerto comercial de primer orden y se encuentra entre los cinco más importantes de España. En 2007 tuvo un tráfico de 40 millones de toneladas, siendo Rusia y Brasil los principales destinos. En el primer semestre de 2008 transportó más de 67 000 pasajeros y recibió 2779 buques. Esta actividad remitió 419 millones de euros al PIB vasco y genera casi 9500 puestos de trabajo.

### Minería y siderurgia
El hierro es la principal y más abundante materia prima que se encuentra en Vizcaya y su extracción estaba protegida legalmente desde 1526. La minería fue la principal actividad primaria de la villa y el mineral, de gran calidad, era exportado por toda Europa. No fue hasta la segunda mitad del siglo XIX cuando se desarrolló la industria siderúrgica, beneficiada por los recursos y las comunicaciones que ofrecía la villa. En el siglo XX, tanto capitales españoles como del resto del continente importaban alrededor del 90 % del hierro vizcaíno. Aunque la Primera Guerra Mundial le hizo una de las principales potencias siderúrgicas, las subsecuentes crisis hicieron declinar la actividad.

### Bolsa de comercio

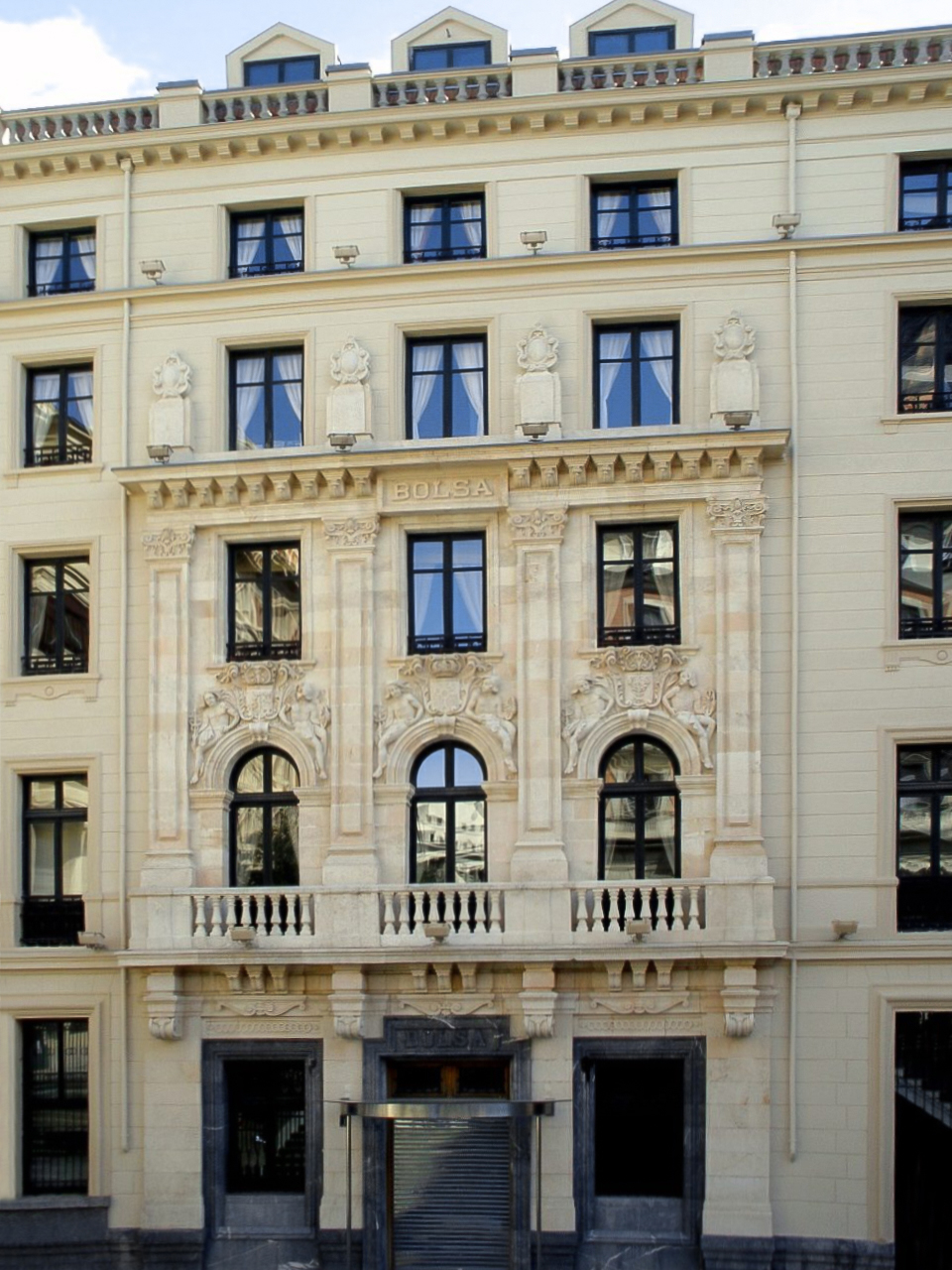
Edificio de la Bolsa de Bilbao

Existían proyectos de fundar una «Bolsa de mercaderes» desde bien iniciado el siglo XIX, si bien no se crearía hasta el 21 de julio de 1890, principalmente dada la oposición de los denominados «corredores de comercio». La primera operación bursátil ocurrió el 5 de febrero de 1891 en el vestíbulo del Teatro Arriaga y se trató de una compraventa de 52 500 pesetas en títulos de deuda amortizable. La bolsa se mudaría al edificio actual en 1905. La Bolsa es un mercado secundario oficial.

### Feria de Muestras

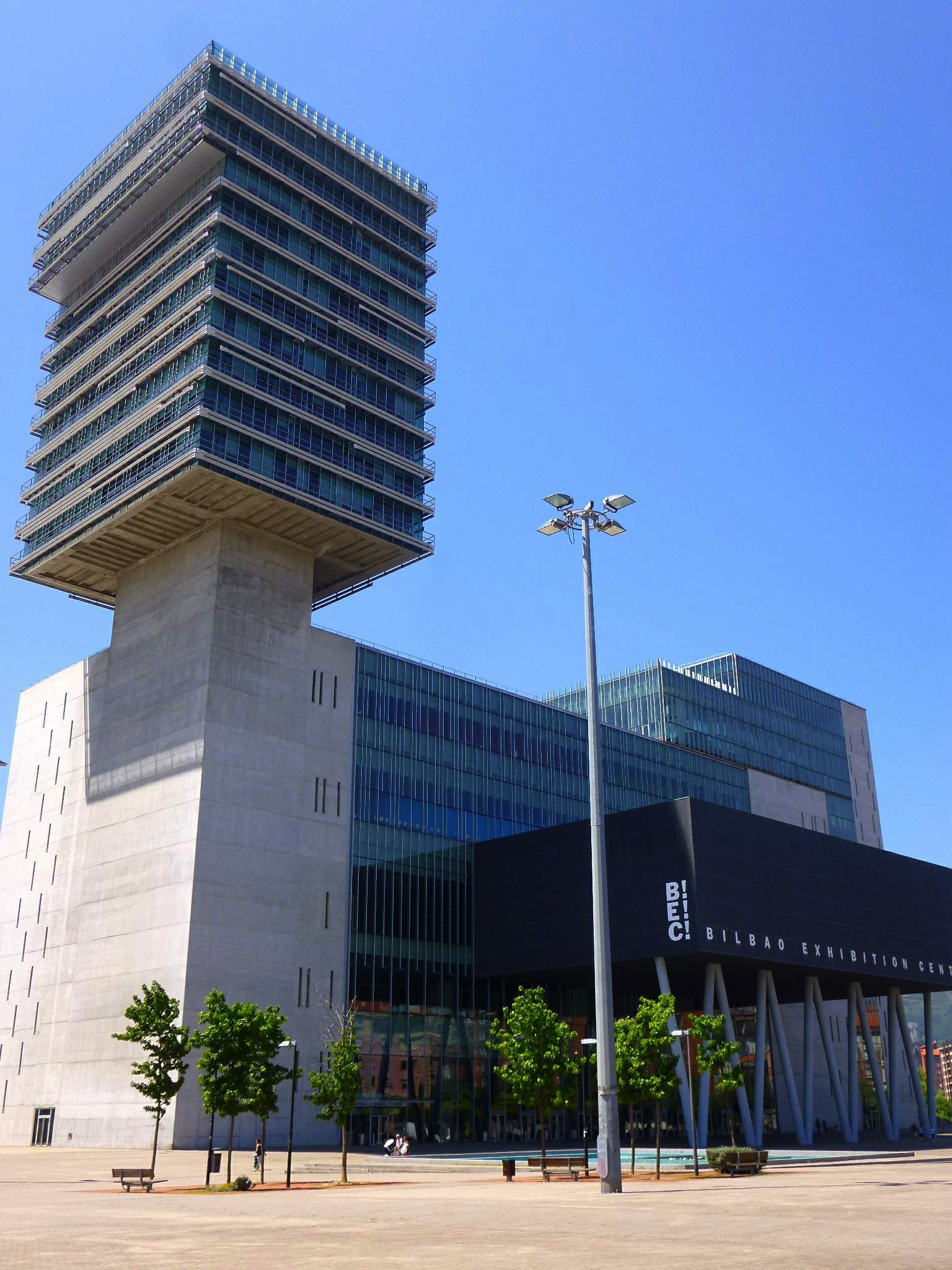
Bilbao Exhibition Centre (Baracaldo)

Las nuevas instalaciones de la Feria de Muestras de Bilbao fueron inauguradas en el año 2004 y pasaron a denominarse Bilbao Exhibition Centre. Las instalaciones están ubicadas en el barrio de Ansio de la vecina localidad de Baracaldo, apenas a ocho kilómetros del centro urbano, en los terrenos antes ocupados por la empresa Altos Hornos de Vizcaya. Este espacio permite realizar certámenes de carácter internacional y de mayor capacidad, con mejores servicios, infraestructuras y comunicaciones.
El Bilbao Exhibition Centre cuenta con una extensión de 251 055 m², de los que 150 000 se destinan a exposiciones distribuidos en seis pabellones. Además, la Feria cuenta con una sala vip para la prensa, un centro de congresos, 6500 m² dedicados a oficinas, un gran atrio distribuidor que corre de norte a sur y un aparcamiento subterráneo con capacidad para 4000 vehículos. Al recinto también se puede acceder mediante la línea 2 del metro.
Entre los certámenes que se celebran en el BEC se encuentran Ferroforma y la Bienal Española de Máquina-Herramienta. Por otro lado, en este recinto también se llevan a cabo los conciertos de gran convocatoria, como los de AC/DC, Muse y Bruce Springsteen, entre otros.

### Turismo

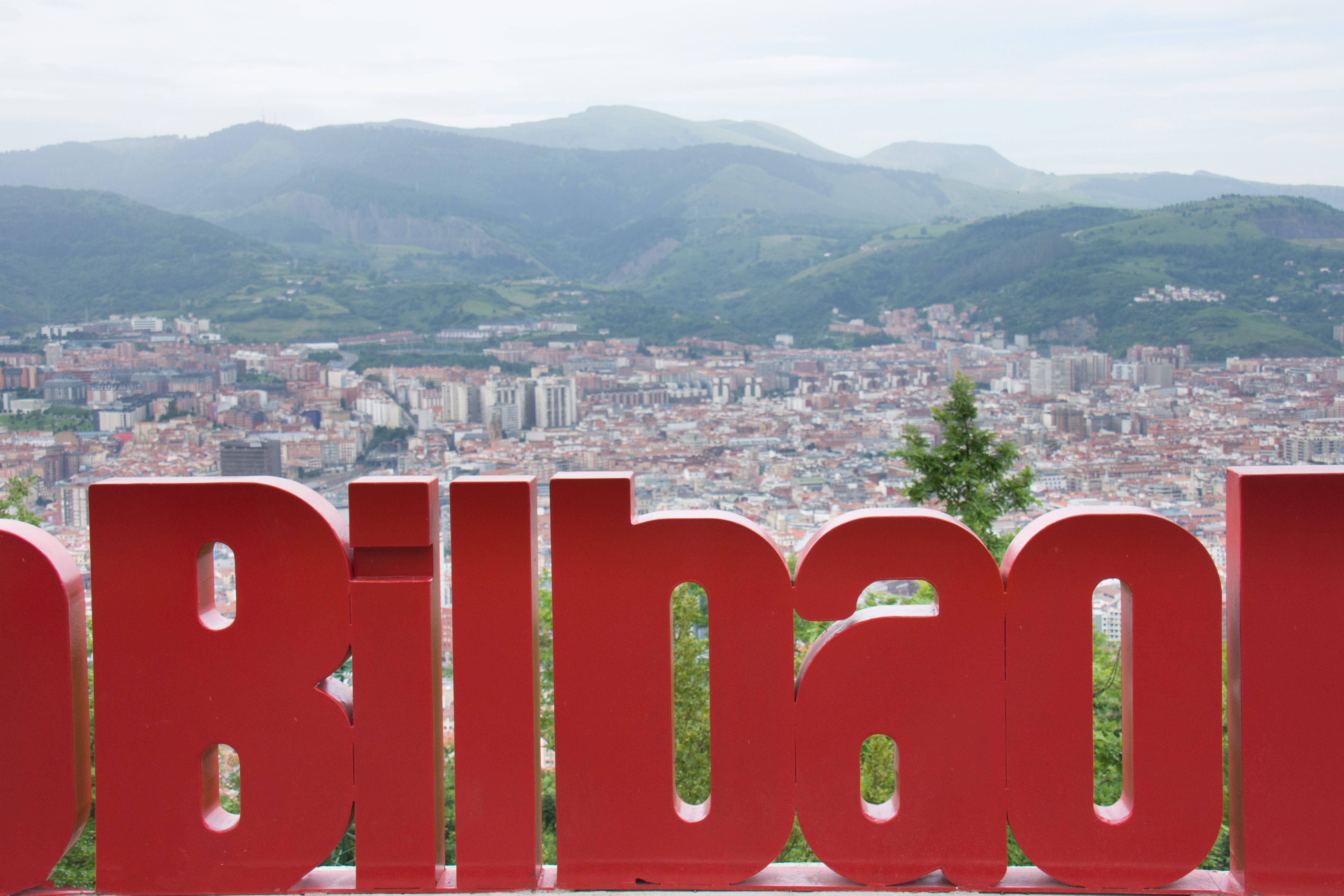
Mirador de Artxanda

El primer impulso que tuvo su turismo fue tras la construcción de la línea de ferrocarril entre la villa y el barrio guechotarra de Las Arenas en 1872. Los responsables de esta iniciativa la publicitaron enfocándola a los visitantes, ofreciéndoles «un paseo a Las Arenas o Portugalete, donde se respiran las frescas brisas del mar, cuya vista ofrecen muy pocos puertos de baños». Así se constituyó en un discreto destino balneario.
Sin embargo, el verdadero empujón turístico se iniciaría con la inauguración del Museo Guggenheim, como se demuestra en la creciente afluencia de turistas desde entonces, llegando a los 623 229 visitantes en el año 2007. Otros datos afirman que la localidad recoge el 30 % de las visitas al País Vasco, siendo el principal destino de esta comunidad autónoma, por encima de San Sebastián. La procedencia de la mayoría de los turistas es Madrid en un primer término y Cataluña en segundo lugar. En cuanto a los visitantes internacionales, la mayoría proceden de Francia, Reino Unido, Alemania e Italia. Además del turismo de ocio, también se dan en la villa el turismo de negocios y el turismo de congresos, gracias a instalaciones como el Palacio Euskalduna y el cercano Bilbao Exhibition Centre, en Baracaldo.

### Actualidad

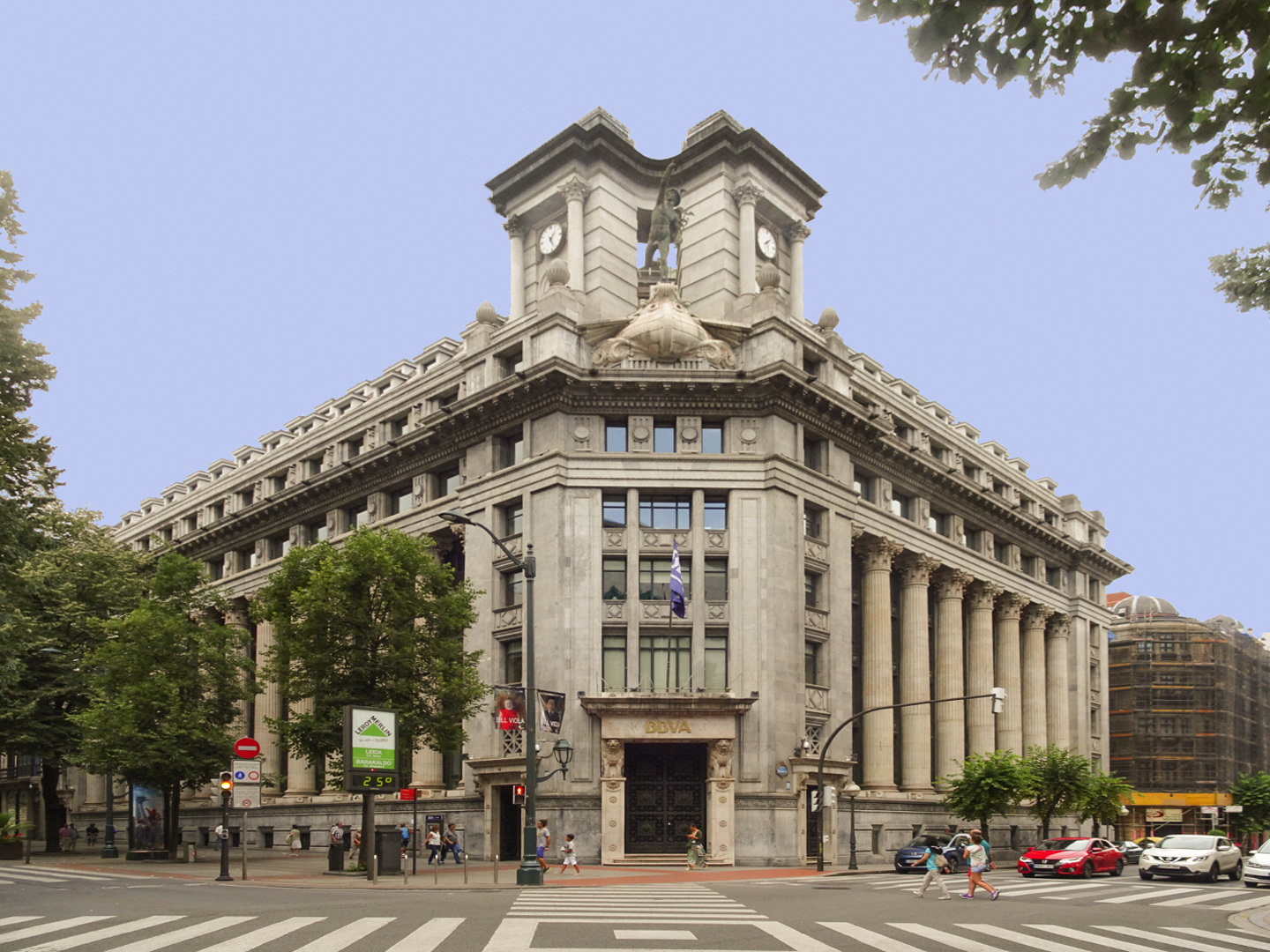
Sede del banco BBVA en la Gran Vía de Bilbao, antigua sede del Banco del Comercio

Tras la grave crisis industrial acaecida en los años 1980, la capital se vio obligada a replantearse las bases de su desarrollo económico. Así fue como se convirtió en una ciudad de servicios, sede de numerosas empresas de relevancia nacional e internacional, incluyendo dos que se encuentran entre las 150 más grandes del mundo según la revista Forbes: BBVA en el puesto 40 e Iberdrola en el 122.
Su Producto Bruto Interno alcanzó en 2006 los 31 485 millones de euros, suponiendo un aumento del 4,2 % del año anterior. Esta cifra representa la mitad del PBI total del País Vasco. Según el Anuario Socioeconómico, los sectores más fuertes son los de la construcción, la industria extractiva y manufacturera y del sector terciario: ocio, hostelería, comercio, turismo y distribución comercial. El PBI per cápita a noviembre de 2007 es de 19 648 €, muy por debajo del de la provincia de Vizcaya, de 27 220 €. La tasa de desempleo llega al 9,92 % al tercer trimestre de 2008, siendo el colectivo más afectado los hombres menores de 25 años.

## Administración y política

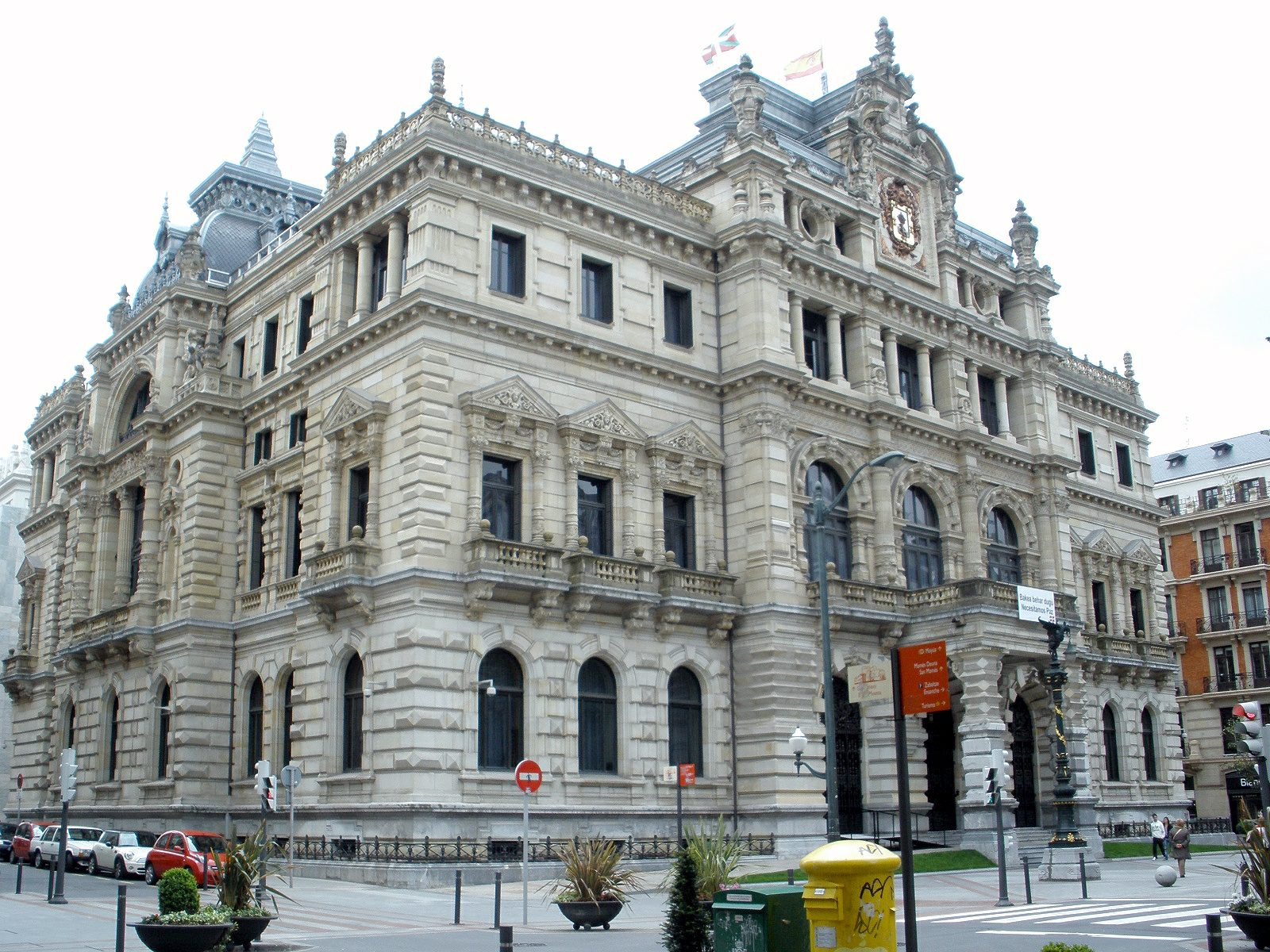
Palacio de la Diputación Foral de Vizcaya, en la Gran Vía bilbaína

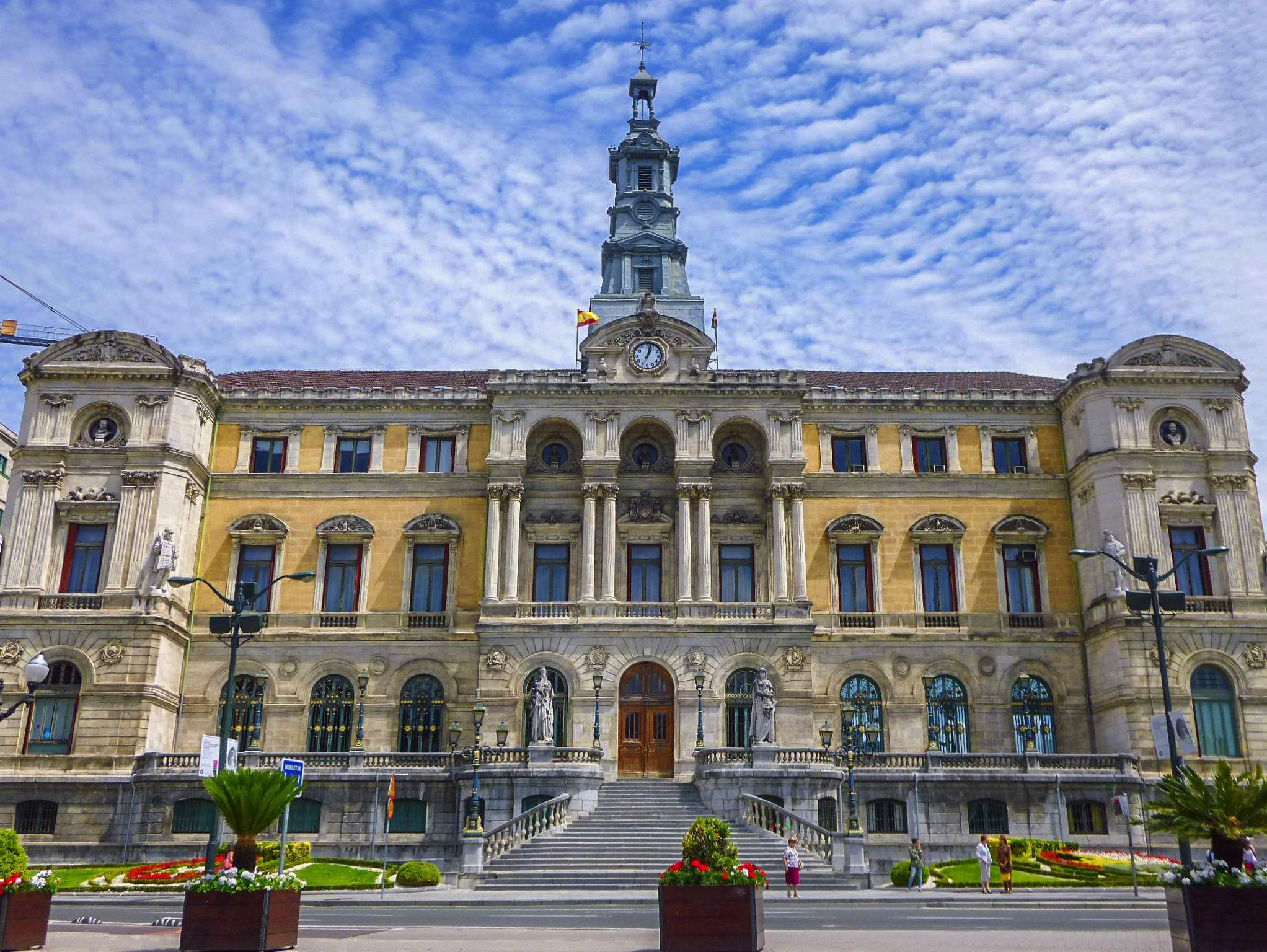
La casa consistorial, sede del Ayuntamiento de Bilbao

La villa de Bilbao es la capital de la provincia de Vizcaya y por lo tanto se encuentran en ella los entes administrativos de ámbito provincial, tanto dependiente del gobierno autonómico como del Estado. Por parte de la comunidad autónoma del País Vasco hay una delegación provincial de cada una de las Consejerías de Gobierno, coordinadas por un delegado; por parte del Gobierno de España se sitúa la Subdelegación, dependiendo del delegado del Gobierno en la comunidad autónoma. También se asienta en la ciudad la Diputación Foral de Vizcaya.

### Gobierno municipal
La administración política se realiza a través de su ayuntamiento de gestión democrática cuyos componentes se eligen cada cuatro años por sufragio universal. El censo electoral está compuesto por todos los residentes empadronados en la villa mayores de 18 años y nacionales de España y de los otros países miembros de la Unión Europea. Según lo dispuesto en la Ley del Régimen Electoral General, que establece el número de concejales elegibles en función de la población del municipio, la corporación municipal está formada por 29 concejales. Se compone de un órgano Ejecutivo municipal y un Pleno municipal con funciones legislativas. El primero lo integran el alcalde y la denominada Junta de Gobierno de la villa de Bilbao. Esta Junta «colabora de forma colegiada en la función de dirección política que al alcalde corresponde y ejerce las funciones ejecutivas y administrativas que le atribuyen las leyes». El número de miembros de la Junta no puede superar al tercio de los miembros del Pleno —por lo que se compone de un máximo de nueve personas— y el alcalde puede nombrarlos y separarlos libremente.
| Periodo   | Nombre                  | Partido | Partido                                                      |
| --------- | ----------------------- | ------- | ------------------------------------------------------------ |
| 1979-1983 | Jon Castañares          |         | Euzko Alderdi Jeltzalea-Partido Nacionalista Vasco (EAJ-PNV) |
| 1983-1987 | José Luis Robles Canibe |         | Euzko Alderdi Jeltzalea-Partido Nacionalista Vasco (EAJ-PNV) |
| 1987-1990 | José María Gorordo      |         | Euzko Alderdi Jeltzalea-Partido Nacionalista Vasco (EAJ-PNV) |
| 1990-1991 | Jesús María Duñabeitia  |         | Euzko Alderdi Jeltzalea-Partido Nacionalista Vasco (EAJ-PNV) |
| 1991-1999 | Josu Ortuondo Larrea    |         | Euzko Alderdi Jeltzalea-Partido Nacionalista Vasco (EAJ-PNV) |
| 1999-2014 | Iñaki Azkuna            |         | Euzko Alderdi Jeltzalea-Partido Nacionalista Vasco (EAJ-PNV) |
| 2014-2015 | Ibon Areso              |         | Euzko Alderdi Jeltzalea-Partido Nacionalista Vasco (EAJ-PNV) |
| 2015-act. | Juan Mari Aburto        |         | Euzko Alderdi Jeltzalea-Partido Nacionalista Vasco (EAJ-PNV) |

| Partido político                                                               | 2023  | 2023   | 2023       | 2019  | 2019   | 2019       | 2015  | 2015   | 2015       | 2011  | 2011   | 2011       | 2007  | 2007   | 2007       |
| Partido político                                                               | %     | Votos  | Concejales | %     | Votos  | Concejales | %     | Votos  | Concejales | %     | Votos  | Concejales | %     | Votos  | Concejales |
| Euzko Alderdi Jeltzalea-Partido Nacionalista Vasco (EAJ-PNV)                   | 36,58 | 54 445 | 12         | 42,69 | 71 822 | 14         | 39,34 | 63 642 | 12         | 44,16 | 74 377 | 15         | 41,23 | 64 881 | 13         |
| Euskal Herria Bildu (EH Bildu)-Bildu                                           | 18,89 | 28 124 | 6          | 14,94 | 25 138 | 4          | 14,04 | 22 711 | 4          | 14,21 | 23 932 | 4          | —     | —      | —          |
| Partido Socialista de Euskadi-Euskadiko Ezkerra (PSE-EE PSOE)                  | 16,36 | 24 356 | 5          | 15,92 | 26 783 | 5          | 11,97 | 19 361 | 4          | 13,45 | 22 650 | 4          | 22,04 | 34 687 | 7          |
| Partido Popular del País Vasco (PP)                                            | 12,06 | 17 950 | 4          | 9,17  | 15 441 | 3          | 11,86 | 19 190 | 4          | 17,24 | 29 038 | 6          | 22,42 | 35 278 | 7          |
| Elkarrekin Podemos (EP)-Udalberri-Bilbao en Común-Ezker Anitza-IU-Equo Berdeak | 7,97  | 11 871 | 2          | 10,49 | 17 661 | 3          | 8,47  | 13 701 | 2          | —     | —      | —          | —     | —      | —          |
| Ezker Batua-Berdeak (EB-B)                                                     | 0,58  | 871    | 0          | —     | —      | —          | —     | —      | —          | 3,38  | 5695   | 0          | 7,98  | 12 564 | 2          |
| Ganemos Goazen Bilbao (GGB)                                                    | —     | —      | —          | 0,45  | 771    | 0          | 8,53  | 10 568 | 2          | —     | —      | —          | —     | —      | —          |

Logotipo de Bilbao

Por su parte, el pleno municipal es el «órgano de máxima representación política de la ciudadanía en el gobierno municipal, apareciendo configurado como órgano de debate y de adopción de las grandes decisiones estratégicas a través de la aprobación de los reglamentos de naturaleza orgánica y otras normas generales, de los presupuestos municipales, de los planes de ordenación urbanística, de las formas de gestión de los servicios, etc., y de control y fiscalización de los órganos de gobierno». Se compone de 29 ediles y la presidencia recae en el alcalde, si bien puede delegar esta función cuando lo considere oportuno. Están constituidos en partidos políticos, los cuales se reparten de la siguiente manera: Partido Nacionalista Vasco, 13 ediles; la coalición Euskal Herria Bildu, 4 concejales; el Partido Socialista de Euskadi-Euskadiko Ezkerra, 4 concejales; Partido Popular, 4 concejales; Udalberri, 2 concejales y Ganemos Bilbao, 2 concejales. Tras el pacto de gobierno que alcanzaron el Partido Nacionalista Vasco y el Partido Socialista de Euskadi-Euskadiko Ezkerra (PSOE), fue elegido como alcalde Juan Mari Aburto.

#### Transparencia
En el informe de 2009 de Transparencia Internacional, el primer ayuntamiento con la gestión más transparente de España, en materia de comunicación institucional, relaciones ciudadanas, contratación de servicios, obras públicas y economía fue el de San Cugat del Vallés con (98,8 puntos), seguido de Bilbao (97,5), que empató con Avilés, Alcobendas, Gijón y Mataró.
En el informe realizado en 2014, el Ayuntamiento de Bilbao obtuvo la máxima nota en transparencia (100 %). En las seis áreas analizadas: información sobre la corporación municipal, relaciones con los ciudadanos y la sociedad, transparencia económico-financiera, contrataciones de servicios y materias de urbanismo y obras públicas, estuvo en el primer puesto del ranquin, empatado con otros ayuntamientos.

### Organización territorial
Administrativamente, la villa se divide en ocho distritos cuya dirección política se ejerce por los correspondientes Concejales Presidentes y la gerencial por los Directores de Centro Municipal de Distrito, coordinados por el Servicio de Relaciones Ciudadanas. A su vez, estos distritos se dividen en 34 barrios.
Originalmente Bilbao era el actual Casco Viejo y algunas casas en la margen izquierda donde ahora es Bilbao La Vieja. La siguiente expansión ocurrió en los pies de Begoña y la orilla que la ría tiene ahora en Uríbarri. Ya en el siglo XIX, la ocupación de Abando trajo consigo pequeños barrios de caseríos que se agrupaban en torno al ayuntamiento de la antigua anteiglesia y al monte Cobetas, como Recalde y Basurto. El siglo XX se destacó por ocupar la margen derecha, con las anexiones de Begoña y Deusto. Además, como consecuencia del chabolismo de este siglo, se construyó el distrito de Ocharcoaga-Churdínaga en la década de 1960 y fue declarado distrito aparte en 1990.
| Número | Distrito              | Barrios | Superficie (km²) | Población (2016) | Ubicación                                                                              |
| ------ | --------------------- | --- | ---------------- | ---------------- | -------------------------------------------------------------------------------------- |
| 1      | Deusto                | Arangoiti Ibarrekolanda San Ignacio-Elorrieta San Pedro de Deusto-La Ribera                                          | 4,95             | 48 933           | Deusto Uríbarri Ocharcoaga- Churdínaga Begoña Ibaiondo Abando Recalde Basurto- Zorroza |
| 2      | Uríbarri              | Castaños Matico-Ciudad Jardín Uríbarri Zurbarán-Arabella.                                                            | 4,19             | 36 181           | Deusto Uríbarri Ocharcoaga- Churdínaga Begoña Ibaiondo Abando Recalde Basurto- Zorroza |
| 3      | Ocharcoaga-Churdínaga | Ocharcoaga Churdínaga                                                                                                | 3,90             | 26 458           | Deusto Uríbarri Ocharcoaga- Churdínaga Begoña Ibaiondo Abando Recalde Basurto- Zorroza |
| 4      | Begoña                | Begoña Bolueta Santuchu                                                                                              | 1,77             | 40 658           | Deusto Uríbarri Ocharcoaga- Churdínaga Begoña Ibaiondo Abando Recalde Basurto- Zorroza |
| 5      | Ibaiondo              | Achuri, Bilbao La Vieja, Casco Viejo, Iturralde, La Peña, Miribilla, San Adrián, San Francisco, Solocoeche y Zabala. | 9,65             | 61 184           | Deusto Uríbarri Ocharcoaga- Churdínaga Begoña Ibaiondo Abando Recalde Basurto- Zorroza |
| 6      | Abando                | Abando Indauchu. | 2,14             | 50 903           | Deusto Uríbarri Ocharcoaga- Churdínaga Begoña Ibaiondo Abando Recalde Basurto- Zorroza |
| 7      | Recalde               | Amézola, Iralabarri, Iturrigorri-El Peñascal, Recaldeberri-Larrasquitu y Uretamendi.                                 | 6,96             | 47 245           | Deusto Uríbarri Ocharcoaga- Churdínaga Begoña Ibaiondo Abando Recalde Basurto- Zorroza |
| 8      | Basurto-Zorroza       | Altamira, Basurto, Olabeaga, Monte Caramelo-Masustegui y Zorroza.                                                    | 7,09             | 31 672           | Deusto Uríbarri Ocharcoaga- Churdínaga Begoña Ibaiondo Abando Recalde Basurto- Zorroza |

### Justicia

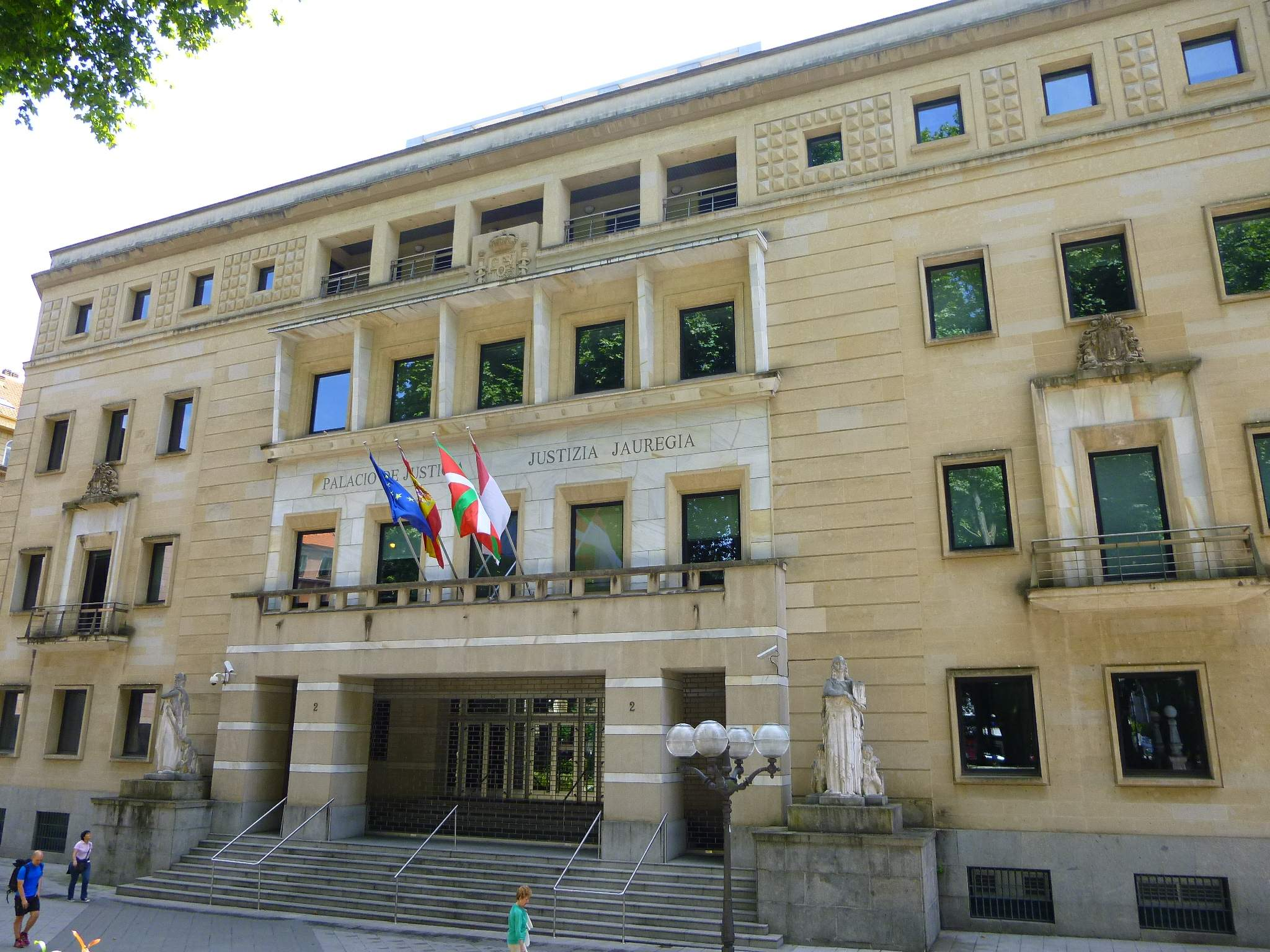
Palacio de Justicia, Tribunal Superior de Justicia del País Vasco

La administración judicial comprende las sedes del Tribunal Superior de Justicia del País Vasco (TSJPV), de la Fiscalía del País Vasco, de la Audiencia Provincial y de la cabeza del Partido Judicial n.º 4 de la provincia de Vizcaya, cuya demarcación comprende la ciudad de Bilbao más 18 poblaciones de la comarca del Gran Bilbao. El conjunto de organismos judiciales es el siguiente:
- Tribunal Superior de Justicia del País Vasco: Presidente; Sala Contencioso-Administrativo; Sala Civil-Penal; Sala Social.
- Audiencia Provincial: Presidente; Penal: 3; Civil: 3
- Juzgados: 14 juzgados de 1.ª Instancia, 10 de Instrucción, 7 de lo Penal, 11 de lo Social, 6 de lo Contencioso, 2 de lo Mercantil, 2 de Menores, 1 de Vigilancia Penitenciaria

### Representación consular
Bilbao acoge varios consulados, de aquellos países con los que se mantienen mayor número de relaciones comerciales o presencia de inmigrantes de esos países en la zona.
- Alemania
- Austria
- Bélgica
- Bolivia
- Brasil
- Chile
- Chipre
- Colombia
- República de Corea
- Costa de Marfil
- Ecuador
- Estonia
- Filipinas
- Finlandia
- Francia
- Gabón
- Grecia
- Guatemala
- Guinea-Bisáu
- Guinea Ecuatorial
- Hungría
- República de Irlanda
- Islandia
- Italia
- Jordania
- Letonia
- Lituania
- Luxemburgo
- Marruecos
- México
- Mónaco
- Nicaragua
- Noruega
- Países Bajos
- Pakistán
- Panamá
- Perú
- Portugal
- Reino Unido
- República Checa
- República Dominicana
- Rumanía
- Sudáfrica
- Suecia
- Suiza
- Turquía
- Uruguay
- Venezuela

## Patrimonio

### Arquitectura civil
Casa consistorial

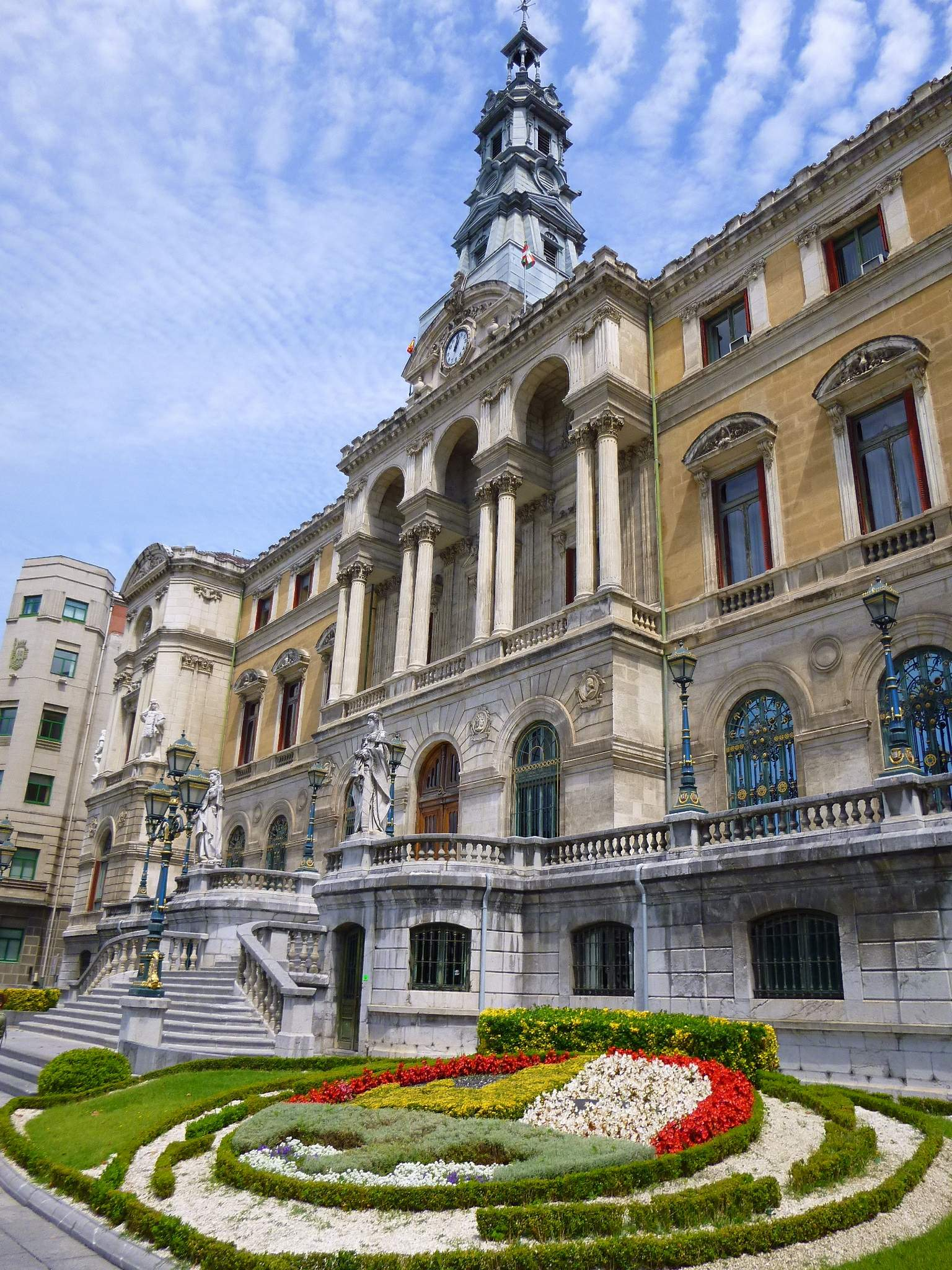
Casa consistorial de Bilbao

La casa consistorial de Bilbao o casa de la villa de Bilbao es el principal edificio en el que se asienta su ayuntamiento. Inaugurado el 17 de abril de 1892, obra del arquitecto municipal Joaquín Rucoba, quien lo diseñó con un estilo ecléctico. Para adornar el exterior, Rucoba se inspiró en la arquitectura pública de la Tercera República francesa. El edificio consta de un eje principal, en el que se ubica el balcón principal y tres arcos con ocho columnas, coronado por un campanario. La arcada comprende dos niveles; en el superior se encuentran bajorrelieves de cinco personajes destacados de la historia bilbaína: su fundador, Diego López V de Haro, el cardenal Antonio Javier Gardoqui, el almirante Juan Martínez de Recalde, Tristán de Leguizamón y el economista Nicolás de Arriquibar. Cuatro esculturas flanquean el edificio, dos maceros y dos heraldos. En la escalinata principal, destacan dos esculturas que representan la ley y la justicia. La tradición cuenta que el quinto escalón de esta escalinata hace de referencia a la altura oficial de la urbe, 8,804 m s. n. m.

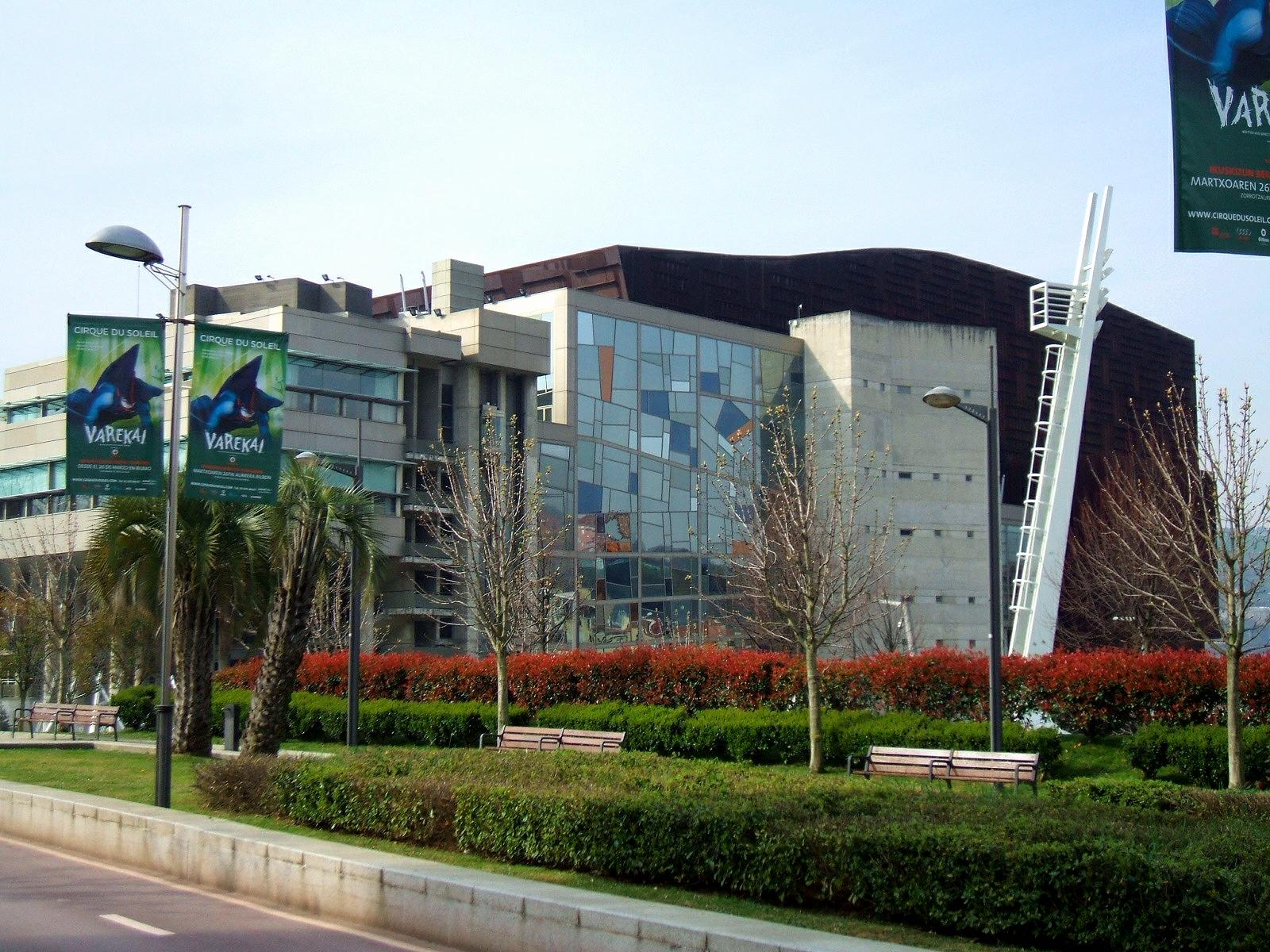
Palacio Euskalduna
El Palacio Euskalduna (Euskalduna Jauregia en euskera) se encuentra junto a su ría, ocupando parte de los terrenos sobre los que se levantaron los Astilleros Euskalduna. El proyecto fue diseñado por los arquitectos Federico Soriano y Dolores Palacios. El edificio es utilizado para la realización de todo tipo de congresos así como actividades musicales. Fue iniciada su construcción en 1994 y fue inaugurado en febrero de 1999. La superficie total del proyecto supera 2,5 ha necesarios para albergar una Sala Principal para 2200 localidades, tres salas menores, ocho salas de ensayo, siete salas para conferencias e instalaciones complementarias. Junto al Palacio Euskalduna hay varias obras de arte urbano, como el conocido bosque de árboles, que se trata de unas farolas en forma de árbol colocadas en grupos, que forman una especie de bosque de árboles.
Palacio Chávarri

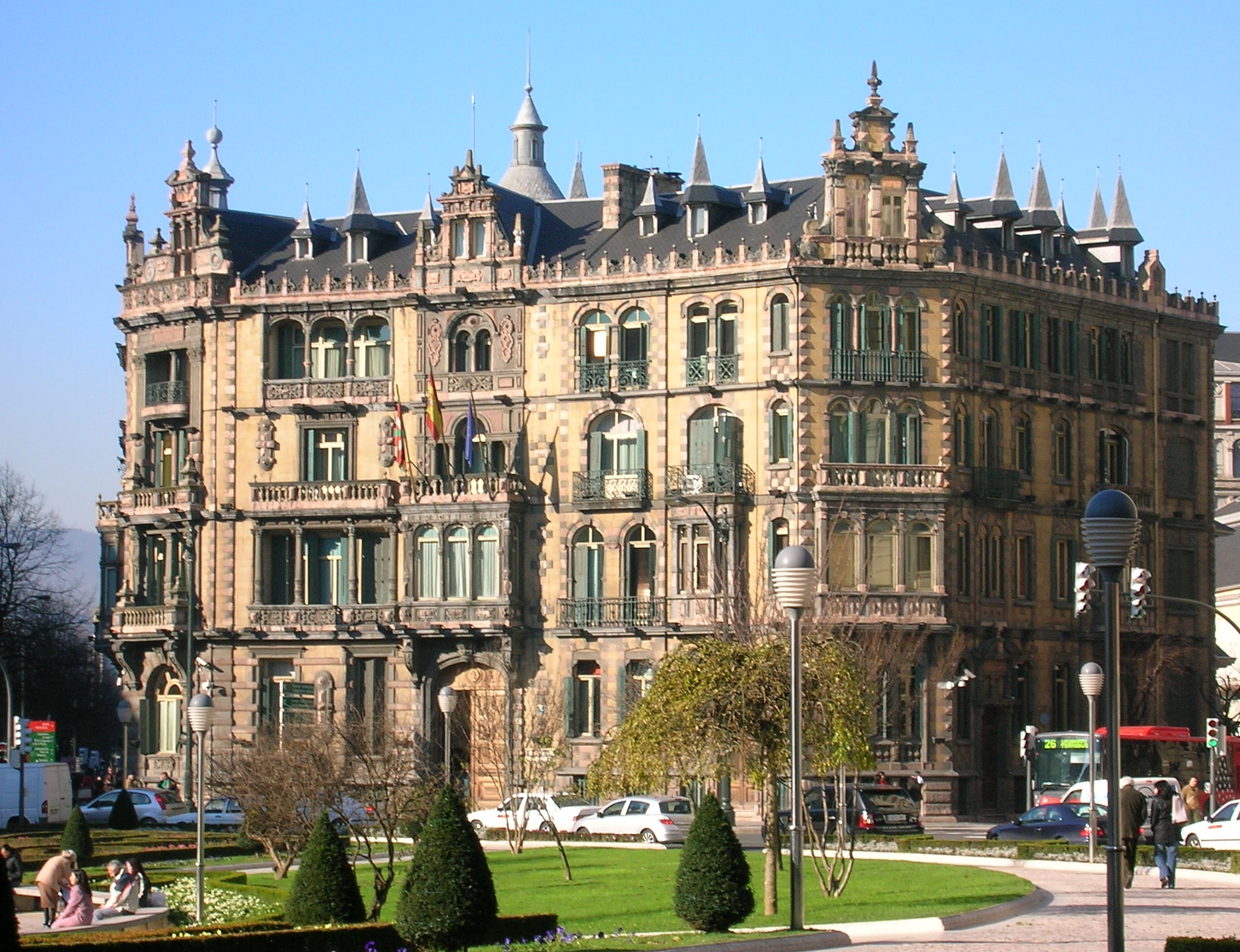
Palacio Chávarri, sede de la Subdelegación del Gobierno Civil

El Palacio Chávarri es la sede de la Subdelegación del Gobierno (antiguo Gobierno Civil) desde 1943. Está ubicado en el ensanche bilbaíno. Se trata de una obra ecléctica inspirada en revivalismos neoflamencos, construido para la familia Chávarri por el arquitecto Atanasio de Anduiza según proyecto del arquitecto belga Paul Hankar. Algunos de sus salones fueron decorados por el pintor José Echenagusia Errazquin. El acceso principal en arco escarzano se abrió al cambiar la función del edificio. Cuenta además con acceso adintelado en eje derecho de fachada en chaflán. En sus tres plantas se abren de forma asimétrica gran cantidad de vanos adintelados y en medio punto: ventanas, miradores y balcones con balaustrada de piedra o antepecho de hierro. En la altura amansardada presenta varias buhardillas.

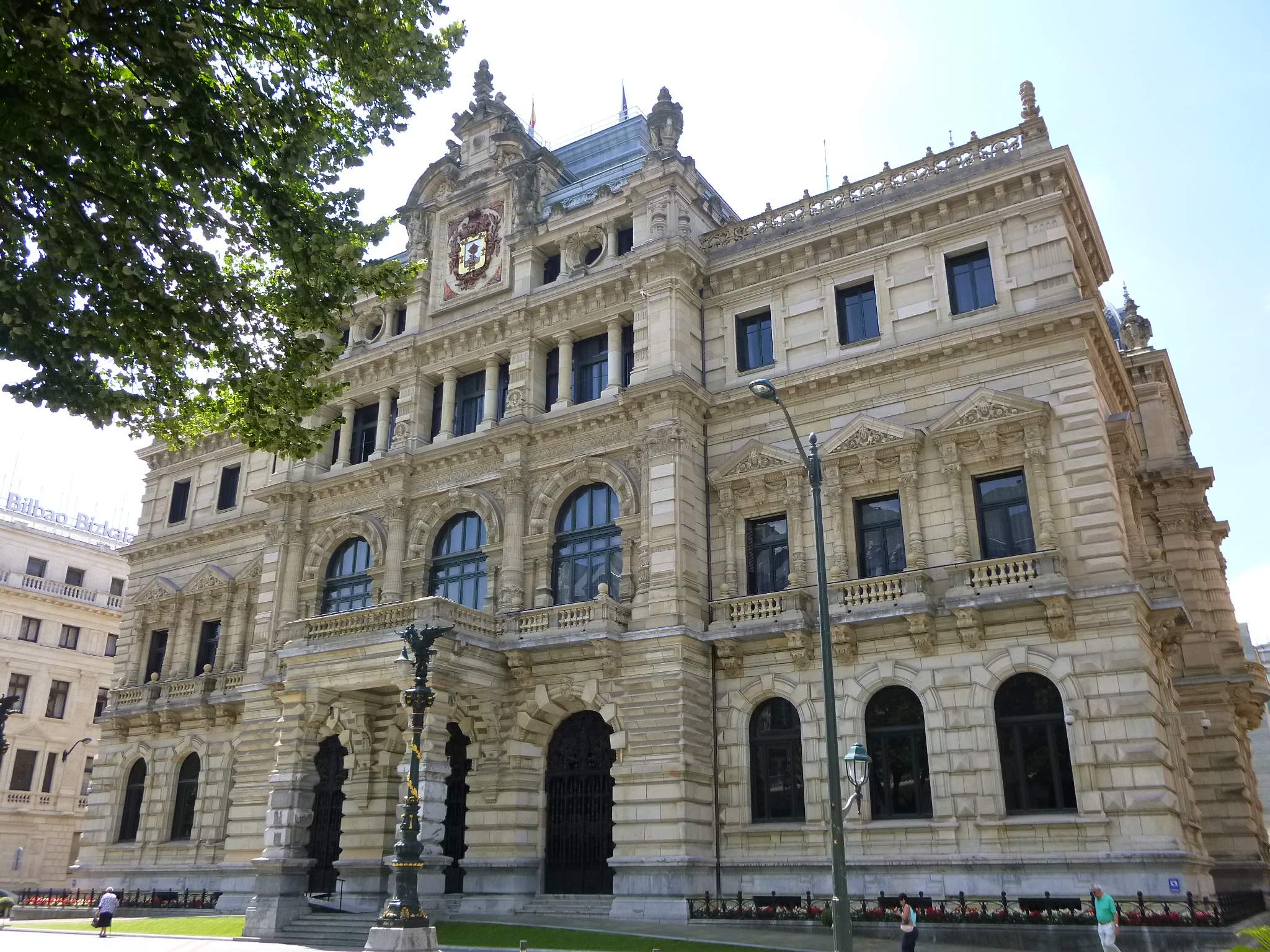
Palacio de la Diputación Foral
El Palacio de la Diputación Foral de Vizcaya está ubicado en la Gran Vía. Es un edificio de aspecto sólido y majestuoso. Fue proyectado a finales del siglo XIX en el estilo ecléctico. Destaca la fachada principal a la Gran Vía, en la que se observa un cuerpo adelantado respecto a la línea de fachada, que incluye un porche de entrada sobre el que se dispone balconada y se remana con escudo. Merece especial mención el llamado Salón del Trono, con dos pinturas murales de José Echenagusia Errazquin (1844-1912) que se reproducen con frecuencia en libros de texto e históricos alusivos al País Vasco. Este edificio está considerado como Bien de interés cultural según lo dispuesto en Decreto 433/1994, de 15 de noviembre del Boletín Oficial del País Vasco.

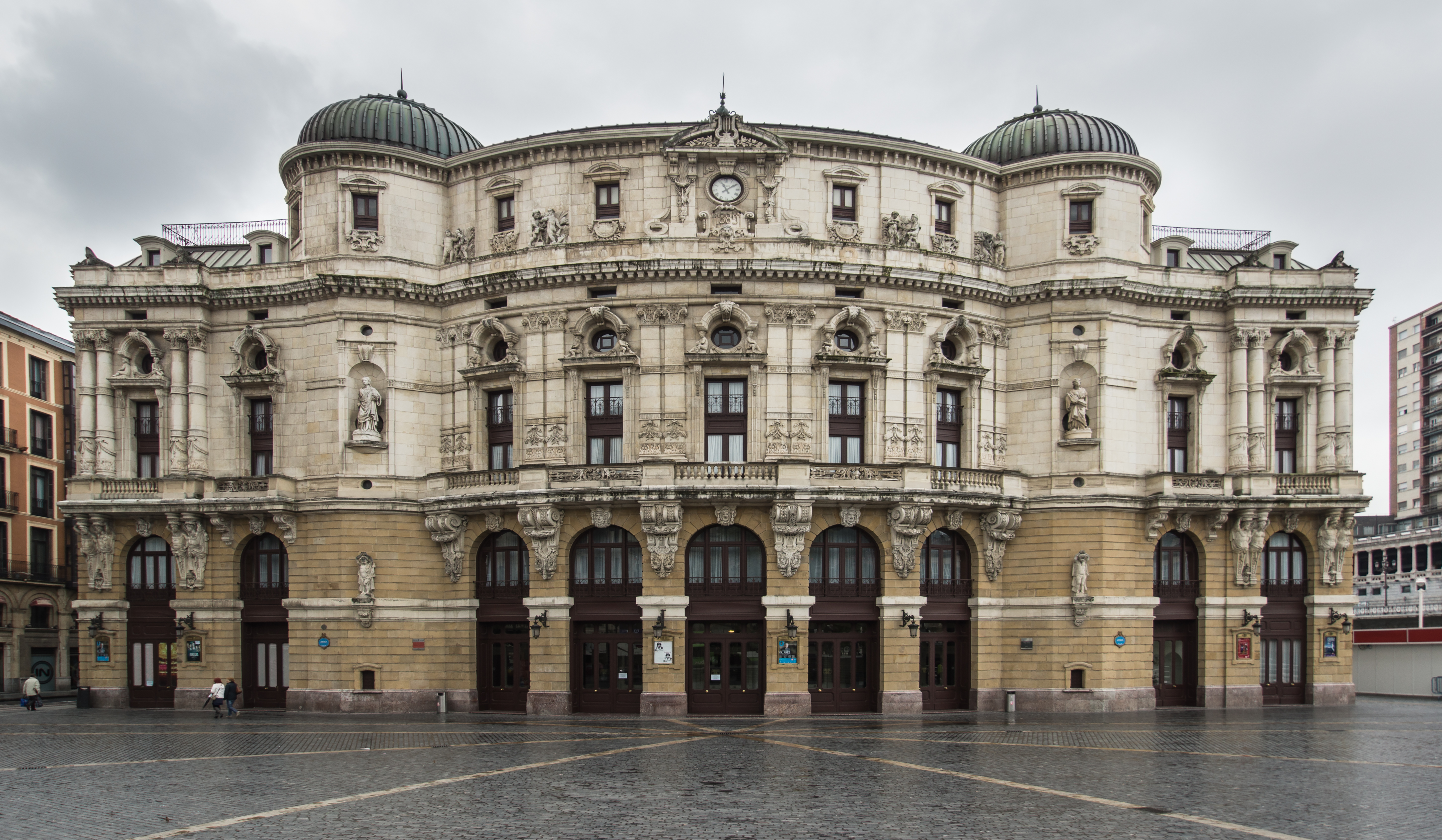
Teatro Arriaga
El Teatro Arriaga es un edificio neo-barroco de finales del siglo XIX, obra del arquitecto Joaquín de Rucoba. Está dedicado al compositor bilbaíno Juan Crisóstomo de Arriaga. Se inauguró con tal nombre en 1890. Se trata de una construcción exenta de planta trapezoidal que presenta alzados con cuerpo basamental almohadillado, cuerpo principal de orden gigante con vanos rectangulares y óculos profusamente decorados, y tercer cuerpo de remate separado del anterior por cornisa corrida. La cubierta de la parte central es a doble vertiente, tanto en su parte delantera en la que se remata por pequeño cimborrio, como en cuerpo rectangular de mitad zaguera del edificio. Presenta cúpulas en torrecillas laterales y cubrición inclinada con mansardas en todo el perímetro del edificio.

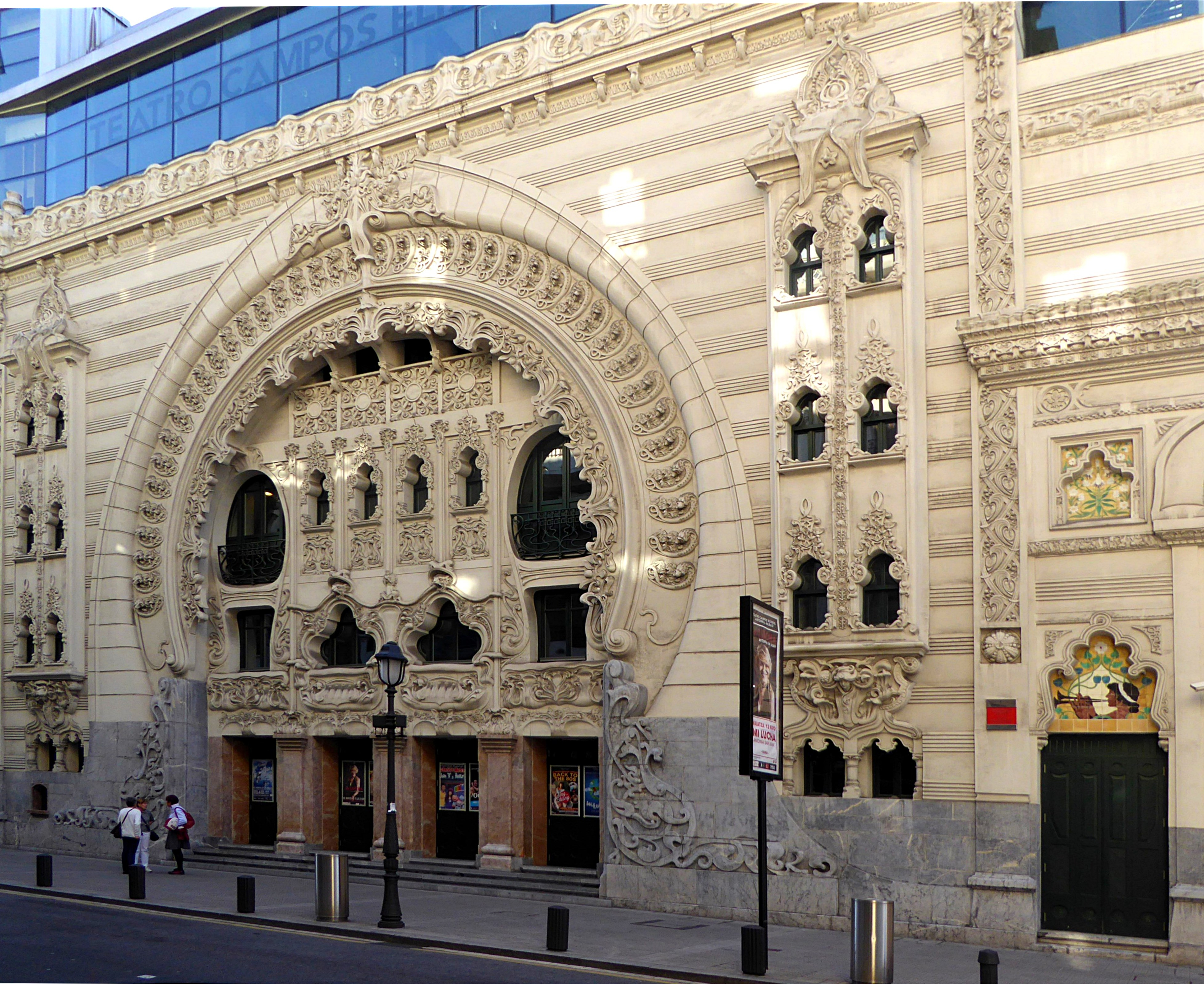
Teatro Campos Elíseos
El Teatro Campos Elíseos, también conocido como la Bombonera de Bertendona, es un teatro ubicado en la calle del mismo nombre. Fue edificado entre los años 1901 y 1902 según el proyecto diseñado por el arquitecto Alfredo Acebal y con fachada del decorador francés Jean Baptiste Darroquy. Es considerado una joya del art nouveau de Bilbao, destacando su fachada modernista, así como bien de interés cultural. Tras cinco años de obras fue reinaugurado el 11 de marzo de 2010.
Azkuna Zentroa

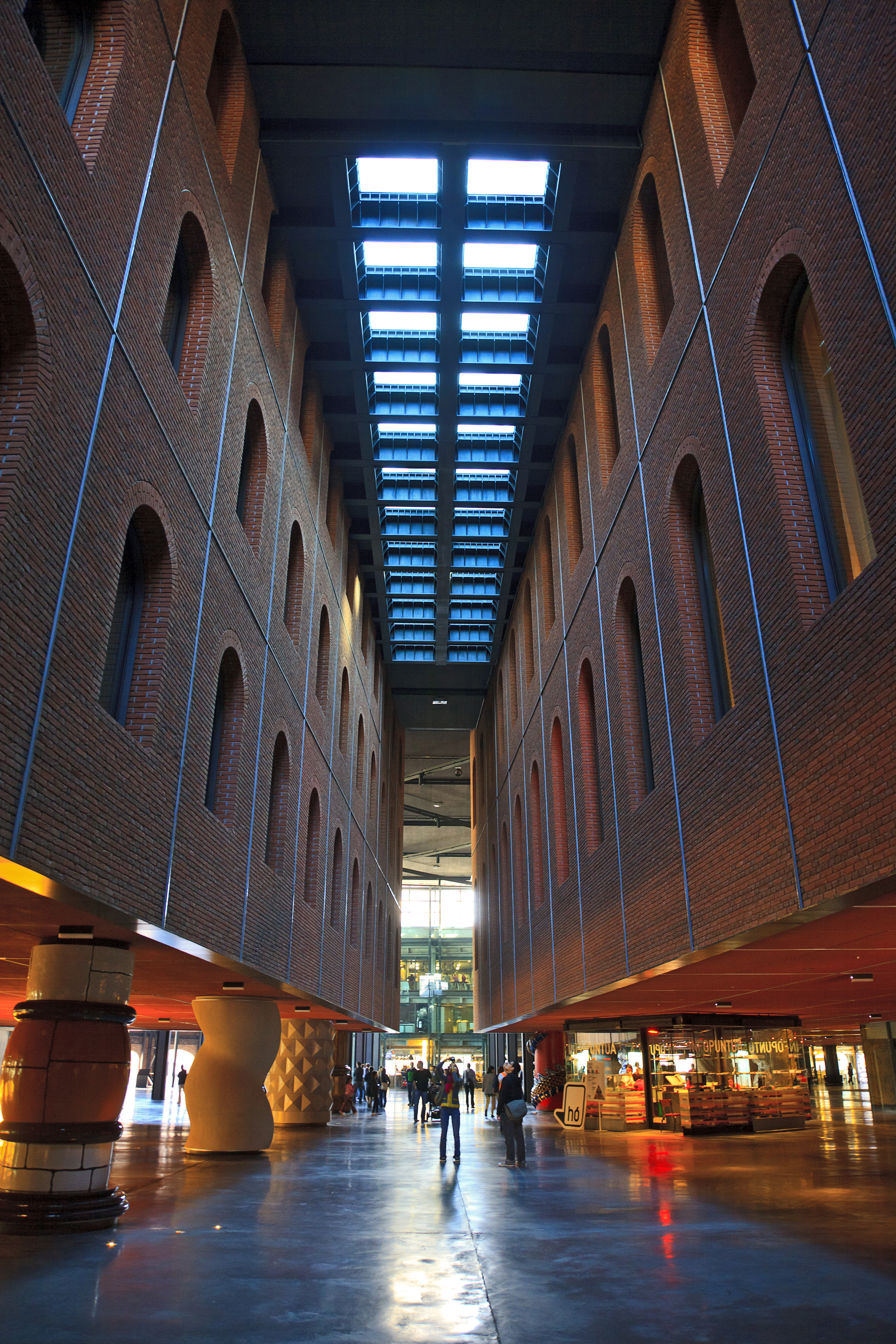
Azkuna Zentroa, un centro cívico polivalente

El Azkuna Zentroa, anteriormente conocido como Alhóndiga Bilbao, fue un antiguo almacén de vino diseñado por Ricardo Bastida en 1909. Posteriormente reformado como centro cívico polivalente, con la intervención del diseñador Philippe Starck, fue inaugurado el 18 de mayo de 2010.
Museo Guggenheim

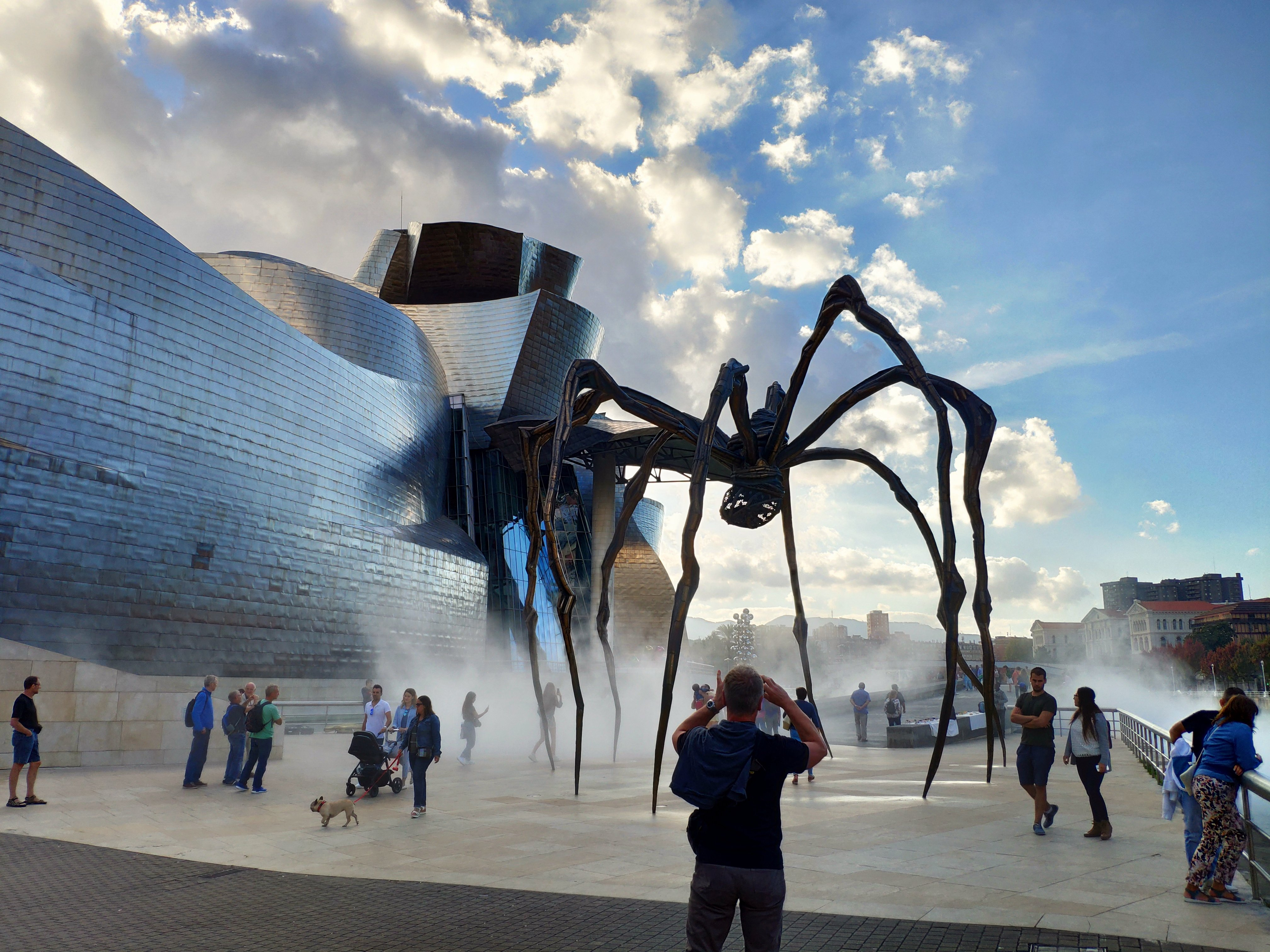
Museo Guggenheim y Mamá

El Museo Guggenheim Bilbao es un museo de arte contemporáneo que pertenece a la Fundación Solomon R. Guggenheim. Fue diseñado por el gabinete de arquitectos de Frank Gehry, y abierto al público en 1997, alberga exposiciones de arte de obras pertenecientes a la fundación Guggenheim y exposiciones itinerantes. La estructura principal está radicalmente esculpida siguiendo contornos casi orgánicos. Parte del edificio es cruzado por un puente elevado y el exterior está recubierto por placas de titanio y por una piedra caliza igual a la que se utilizó para construir la Universidad de Deusto.
Universidad de Deusto
La Universidad de Deusto es una universidad privada regida por la Compañía de Jesús, ubicada en el distrito de Deusto. El campus se compone de varios edificios, entre ellos: el edificio de La Literaria, el más antiguo, donde se imparten los estudios de Derecho, con título propio de Especialidad Económica. La universidad también tiene un campus de menor tamaño en San Sebastián.
Edificio Coliseo Albia
El antiguo edificio Coliseo Albia se inauguró en 1916 como uno de los primeros cines de la ciudad. El paso de los años lo ha ido transformando en diferentes establecimientos, incluyendo el teatro Albia que durante décadas fuera epicentro de la ópera y del teatro en Vizcaya acogiendo voces de la talla de María Callas, Luciano Pavarotti o Alfredo Krauss. Actualmente en el edificio se alojan un hotel, un casino y un restaurante.
Casas de Ramón de la Sota

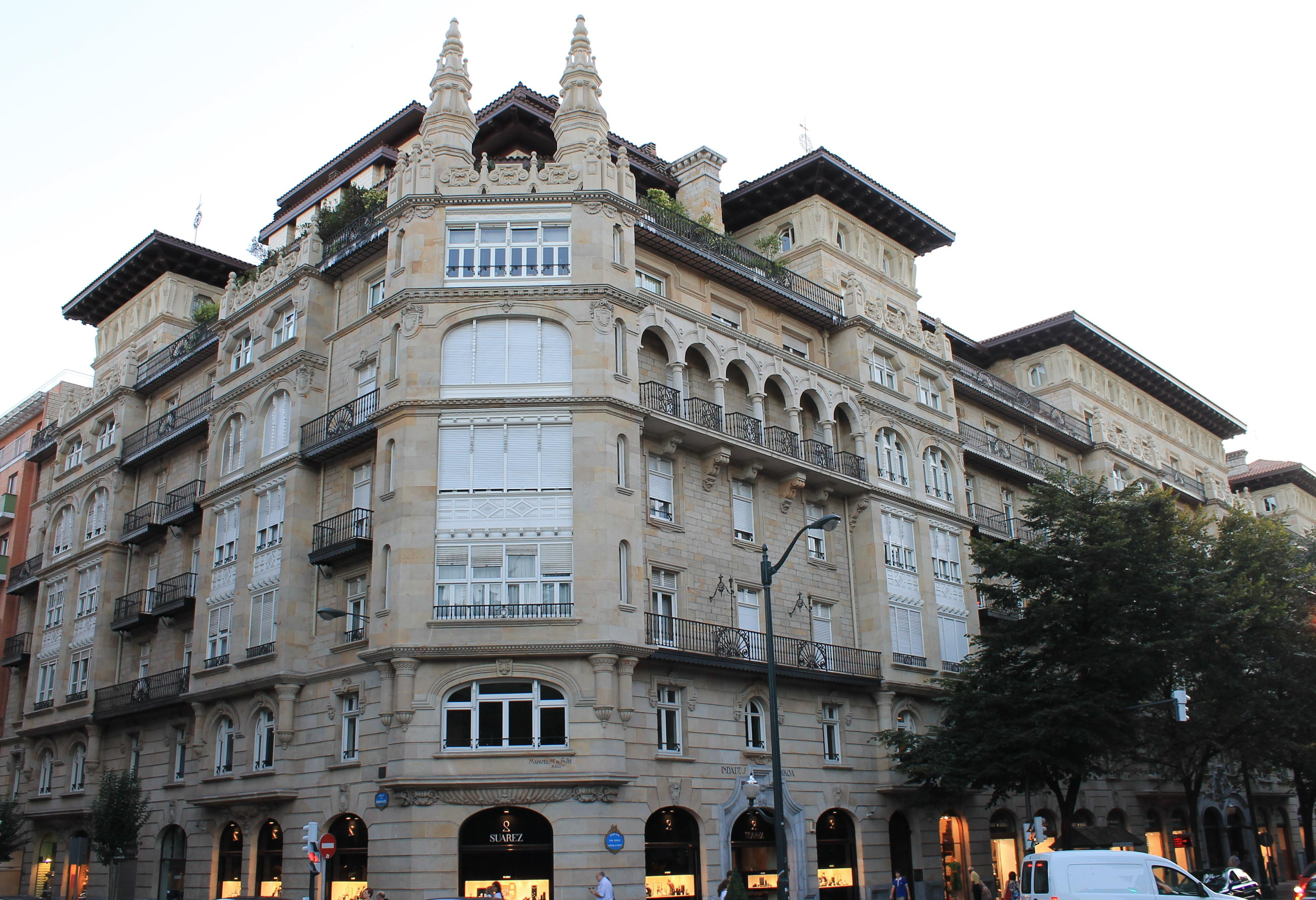
Edificio Sota

Las Casas de Ramón de la Sota constituyen un gran edificio o conjunto de casas ubicadas en la Gran Vía de Bilbao. Es considerado el conjunto arquitectónico más notable en todo el ensanche bilbaíno. Bien de Interés Cultural desde 1977.
Biblioteca Municipal de Bidebarrieta
La Biblioteca Municipal de Bidebarrieta se halla en la calle del mismo nombre del Casco Viejo de Bilbao en pleno centro del ensanche, muy próxima al Teatro Arriaga. Fue diseñada en estilo ecléctico por el arquitecto bilbaíno Severino de Achúcarro.

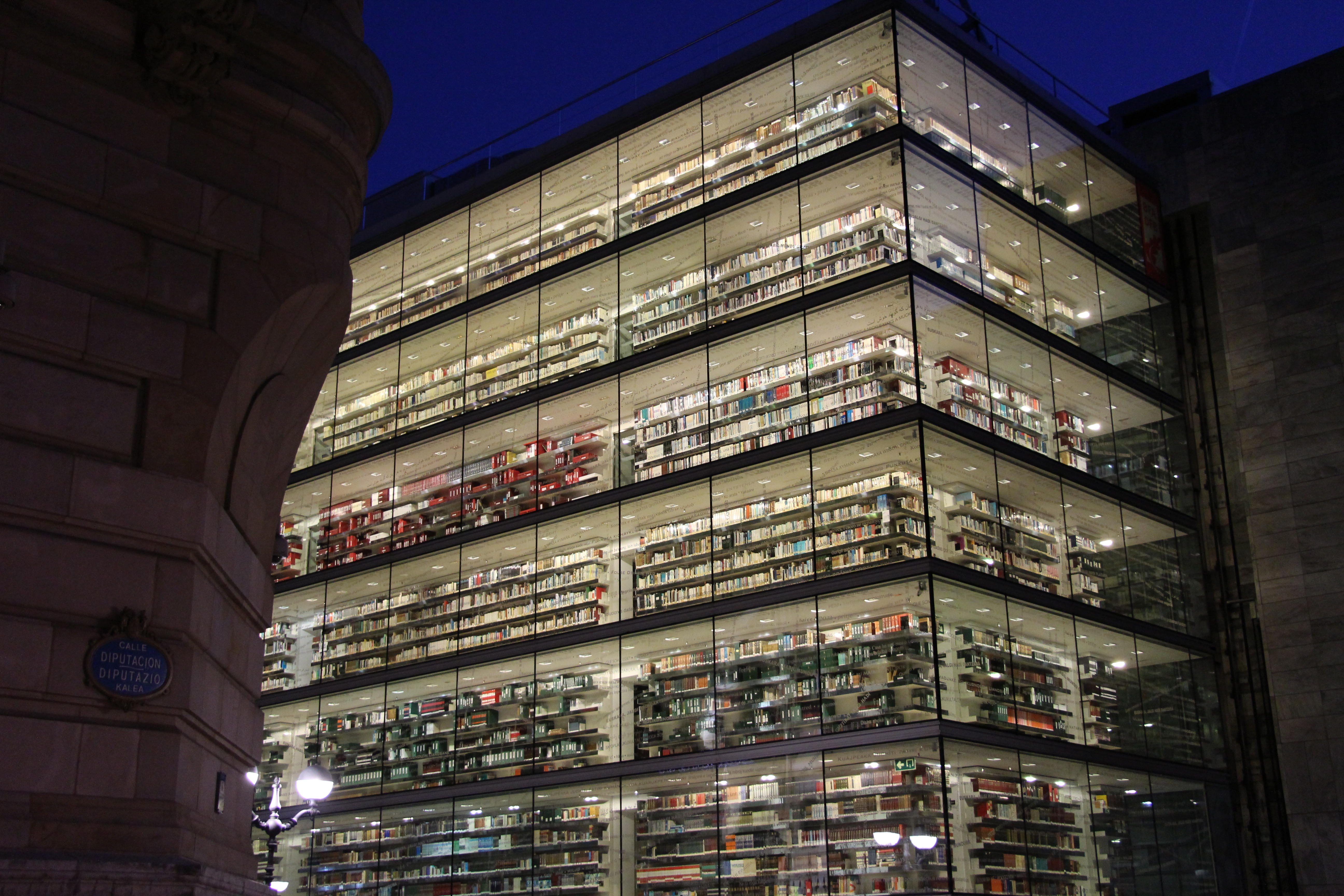
Biblioteca Foral de Bizkaia
La Biblioteca Foral de Bizkaia está suituada en la calle Diputación, junto a la Gran Vía de Don Diego López de Haro y justo detrás del Palacio de la Diputación Foral de Vizcaya. Amplía la superficie de la antigua Biblioteca Foral de Bizkaia hasta los 10 000 m² mediante un contenedor acristalado de seis plantas de altura y un bloque anexo de oficinas.

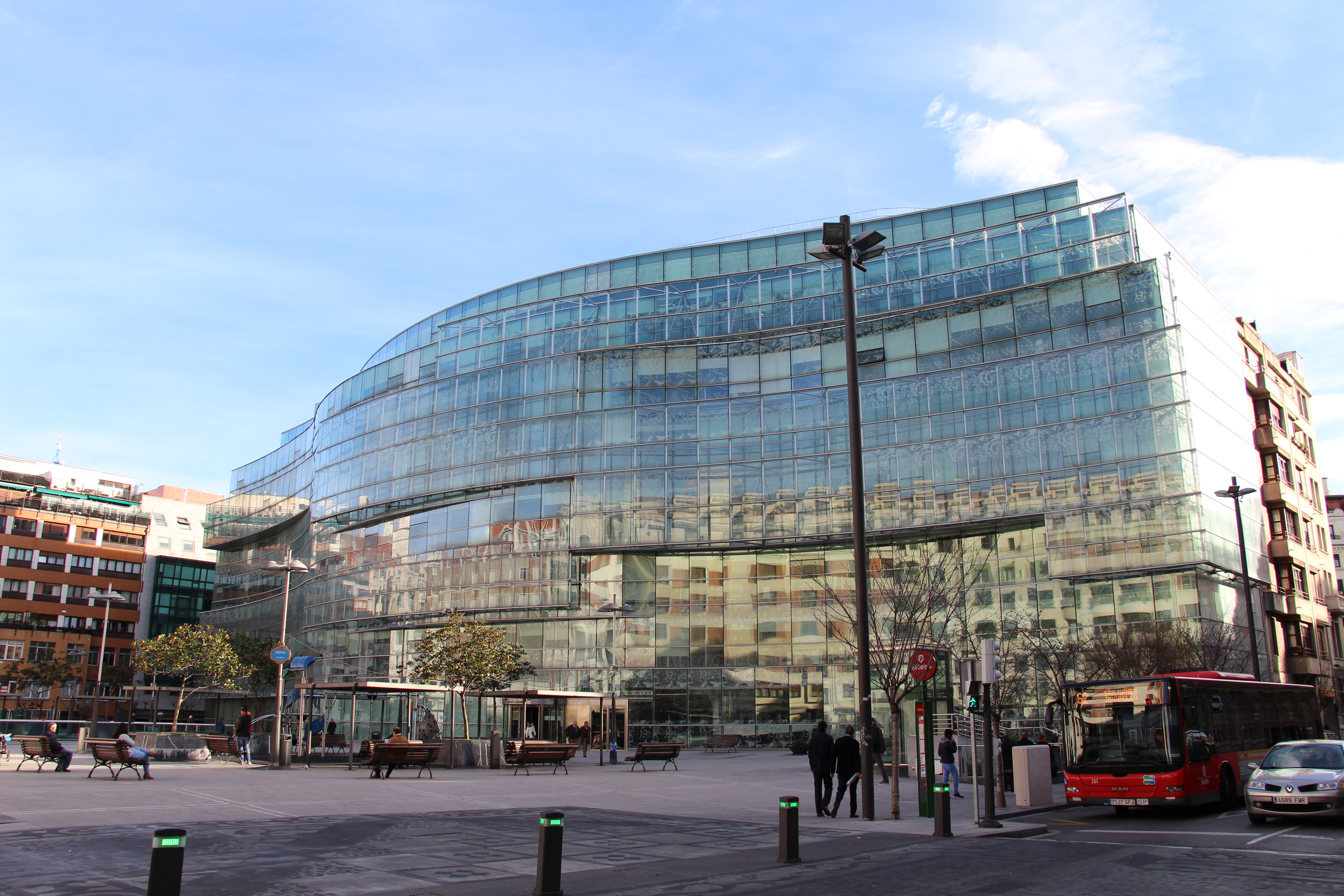
Edificio Plaza Bizkaia
El edificio Plaza Bizkaia es un edificio ubicado en el ensanche de Bilbao, junto a la plaza homónima, sede Administrativa del Gobierno vasco.

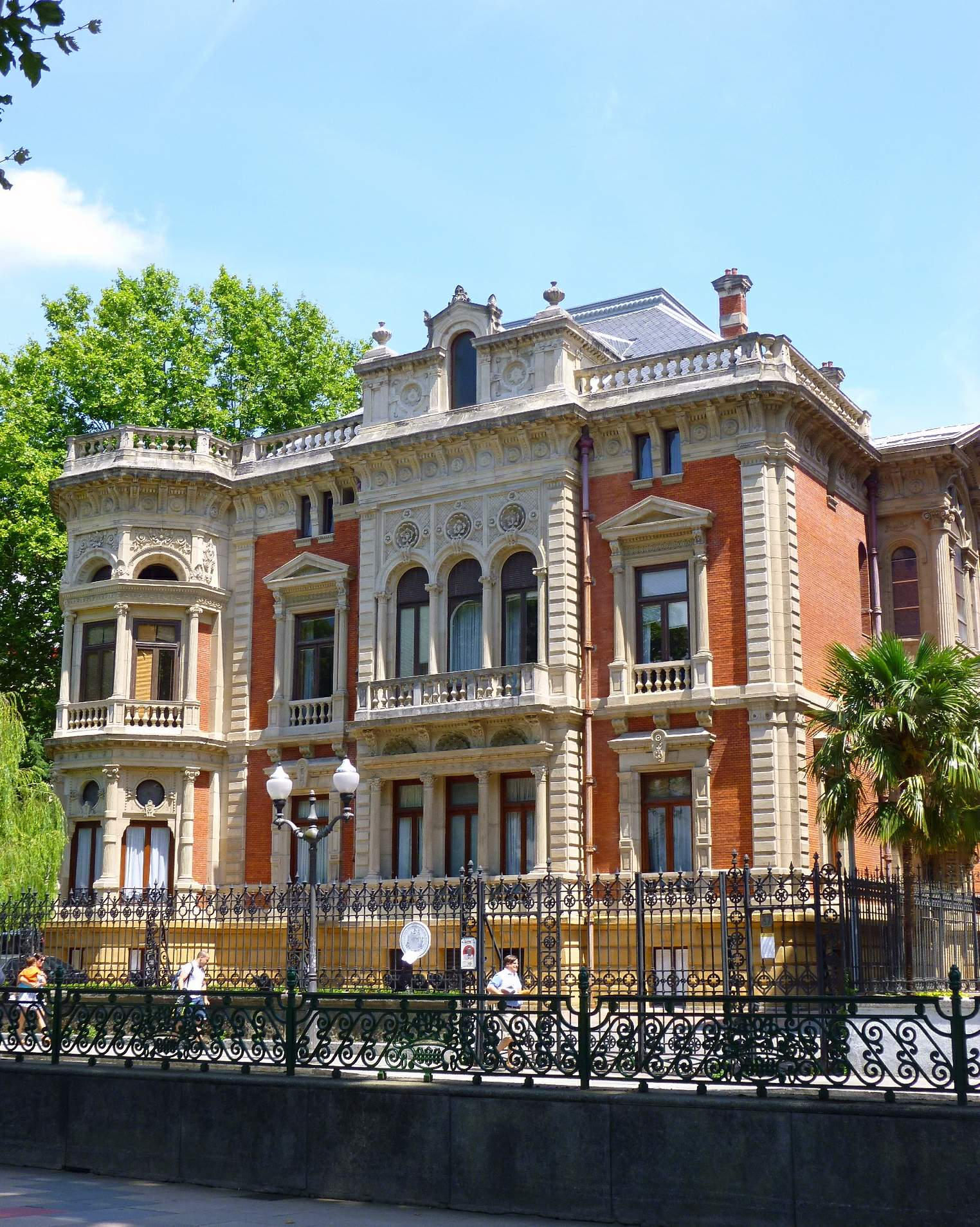
Palacio Olábarri
El Palacio Olábarri es un edificio construido en la zona del Campo Volantín a finales del siglo XIX. Fue proyectado por el arquitecto Julián de Zubizarreta en 1894 como residencia de José María Olábarri y Manino, importante hombre de negocios de la época. El palacio tiene influencias francesas e inglesas y desde 1953 hasta 2013 fue la sede principal de la Autoridad Portuaria de Bilbao.

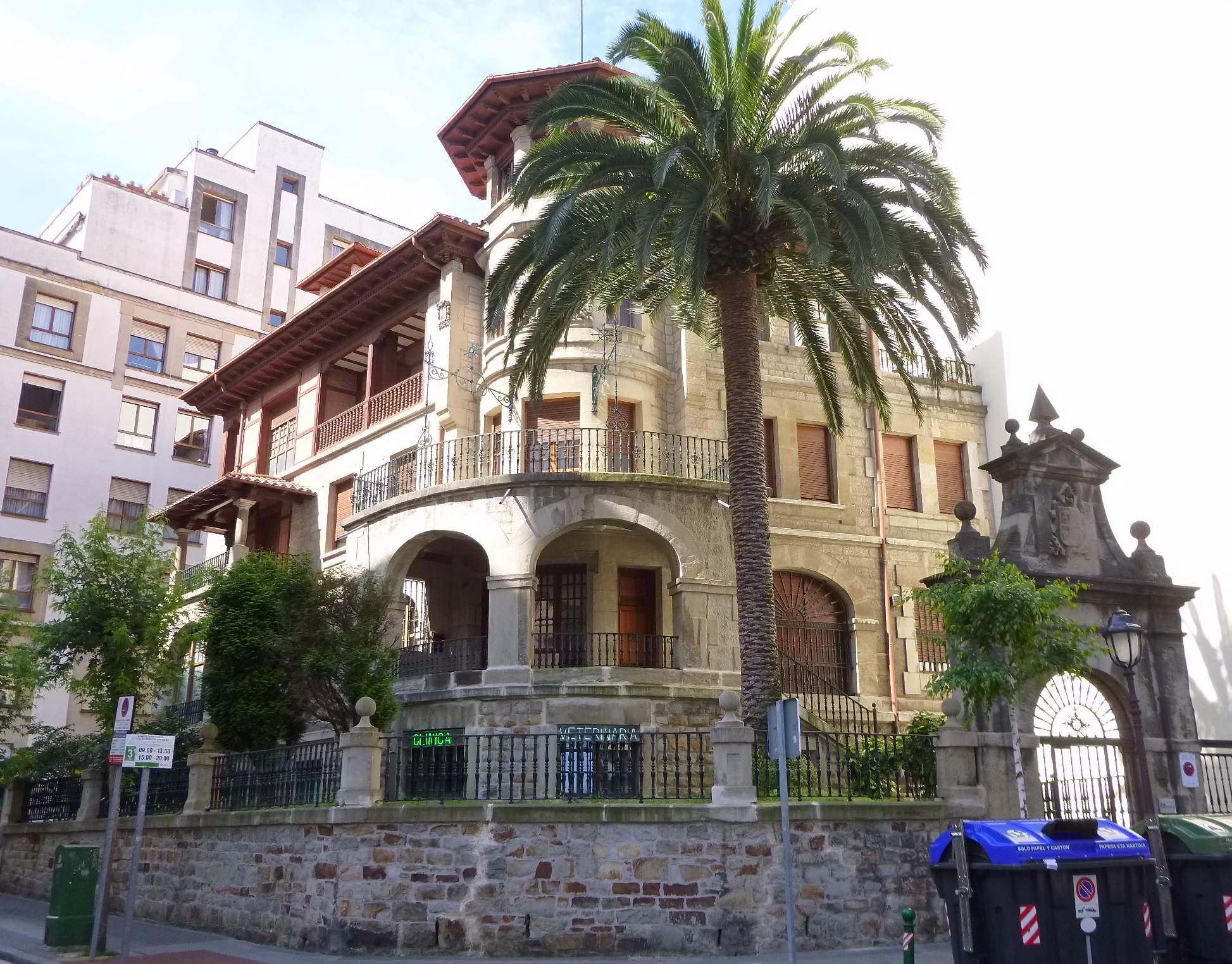
Casa Arróspide
La casa Arróspide es un edificio considerado Bien Cultural Calificado por el Gobierno vasco desde 1994. Después de ser casa de la familia Arróspide, albergó al rectorado de la Universidad de Bilbao.
Casa Montero
La casa Montero es un edificio modernista realizado en 1902 por Jean Batiste Darroquy, característico por la llamativa ornamentación de sus fachadas, declarado Bien de Interés Cultural.

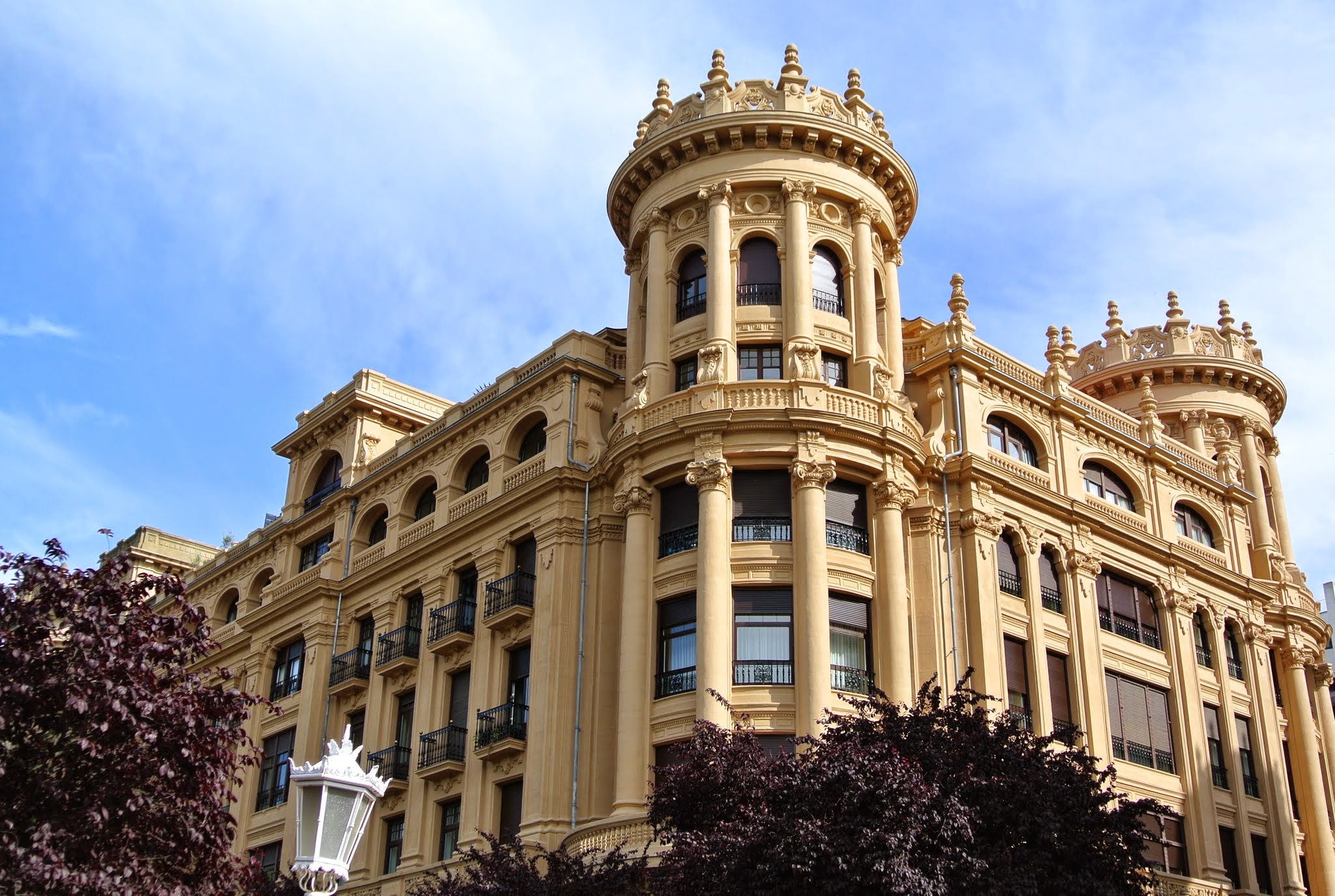
Casa Lezama-Leguizamon
La casa Lezama-Leguizamon es una muestra de la incursión del arquitecto bilbaíno Ricardo Bastida en el ámbito de la vivienda para la gran burguesía, en colaboración con José María Basterra. En 2004 se declaró como Bien Cultural, con la categoría de Monumento, en el Inventario General del Patrimonio Cultural Vasco.
La Misericordia

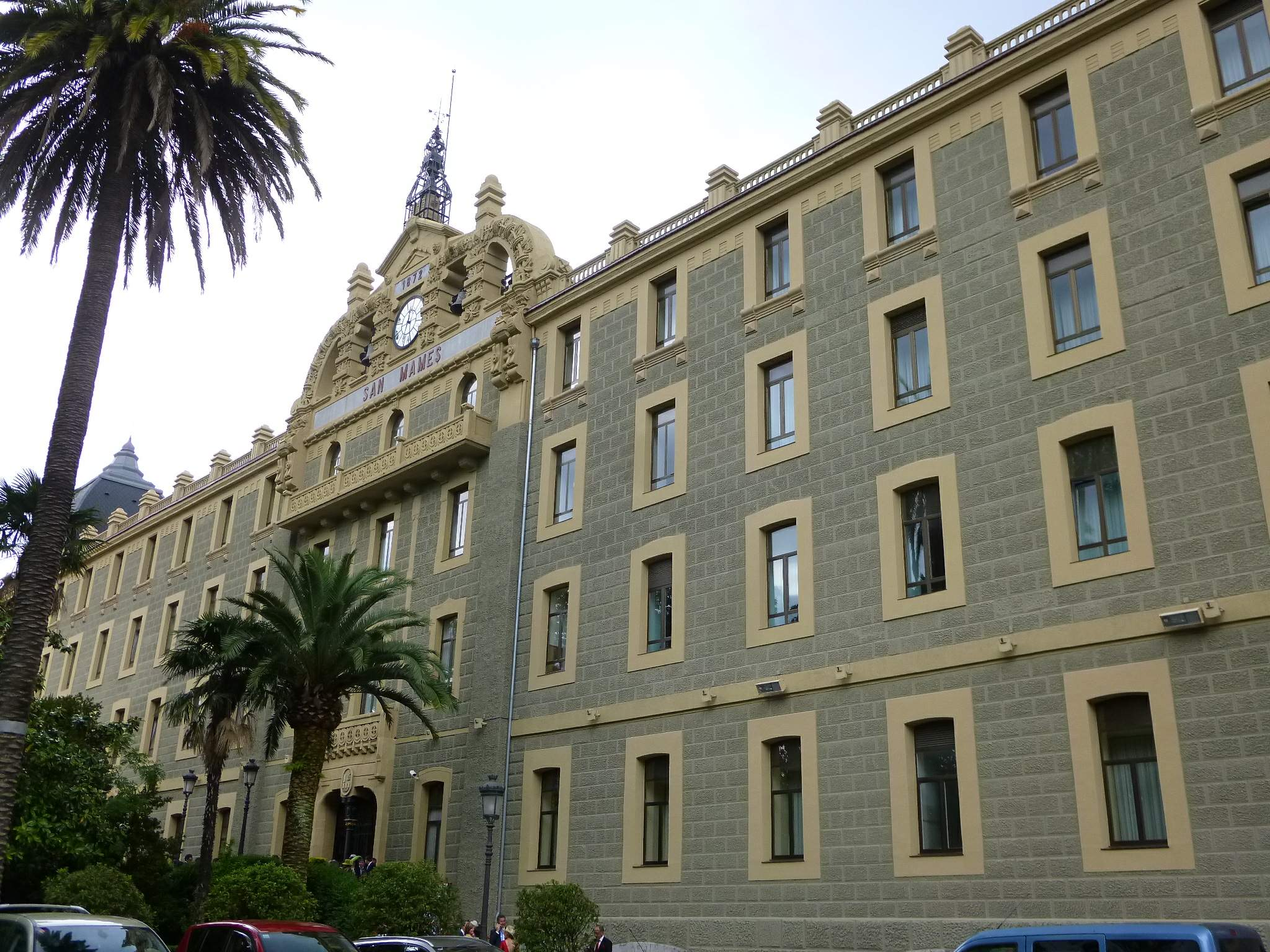
Fachada de La Misericordia

La Santa y Real Casa de Misericordia de Bilbao, íntimamente ligada a la historia de la villa, es desde su fundación en 1774 una institución dedicada a atender a los más necesitados.
Edificio El Tigre
El edificio El Tigre es un edificio construido en 1940 para la empresa Correas el Tigre en la Ribera de Deusto caracterizado por la estatua de un tigre de hormigón de Joaquín Lucarini.
Archivo Histórico de Euskadi
El Archivo Histórico de Euskadi es un edificio inaugurado en 2014, e incluye trazos de la memoria histórica de Euskadi, tesoros de papel, digitalizados, archivados y a buen recaudo en una sola sede.

#### Rascacielos

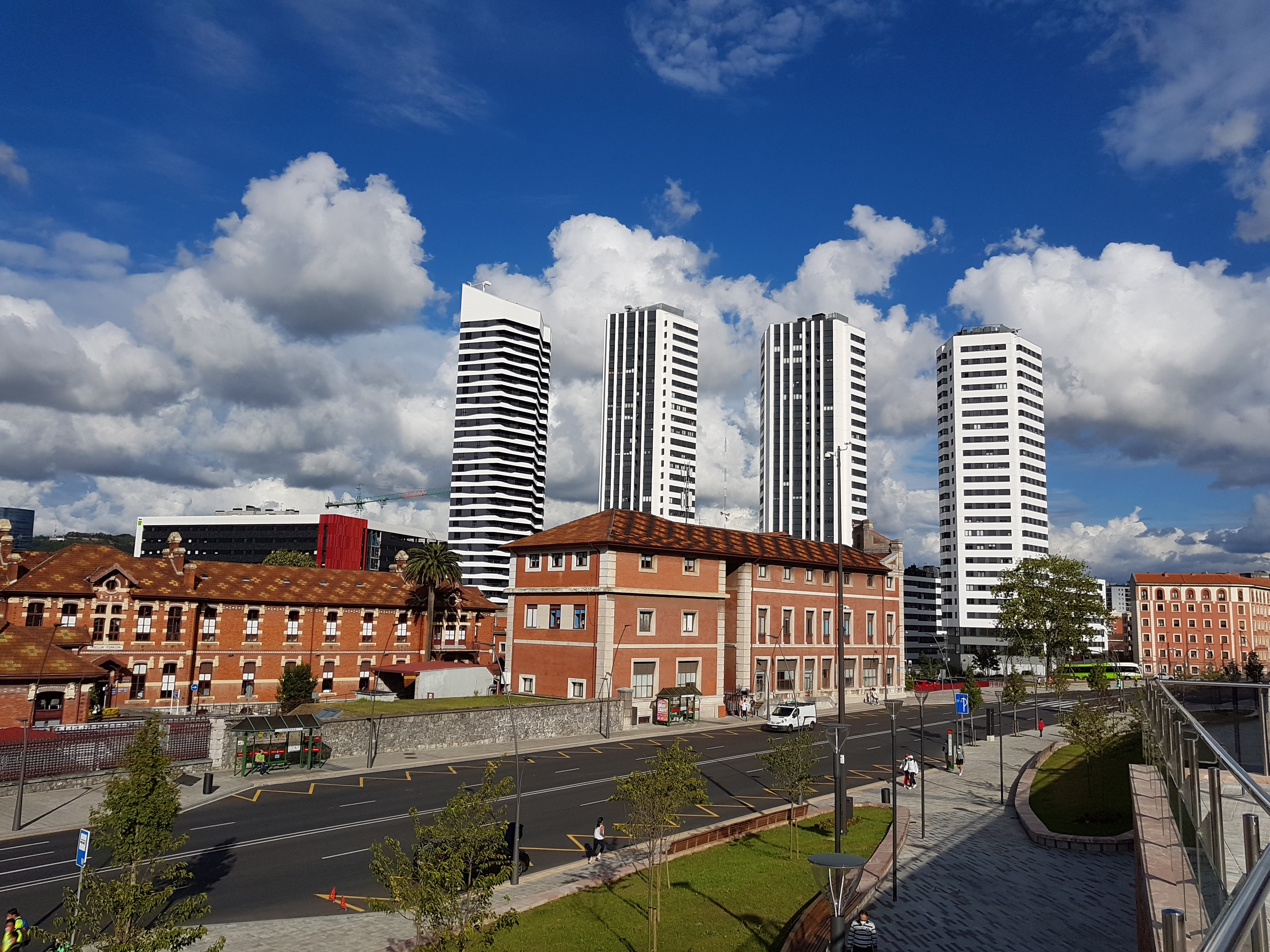
Torres de Garellano, desde el hospital de Basurto

Si bien Bilbao nunca ha sido una ciudad que destaque por sus rascacielos, la primera torre considerada como tal que se construyó en la villa fue el rascacielos de Bailén, erguido en 1946 con 43 m y 13 plantas. En 1969 se edificó la Torre Banco de Vizcaya en la plaza Circular, actualmente Torre Bizkaia, con 88 m y 21 plantas. Durante casi cuarenta años fue el edificio más alto del País Vasco, hasta que en 2006 se alzó en la ciudad de Baracaldo la Torre BEC, alcanzando los 98 m de altura. Finalmente, tanto la Torre Banco de Vizcaya como la Torre BEC dejaron de ser las más altas de Bilbao y del País Vasco respectivamente, al finalizar en 2011 la construcción de la Torre Iberdrola de 165 m de altura.
Otros edificios que compiten en altura son las dos torres de Isozaki Atea, con 83 m y edificadas en 2008; las torres de Garellano, cuyo cuarto edificio, Bizkaia Dorrea, coronó los 103 m, convirtiéndose así en el segundo edificio más alto de Bilbao, y Anboto Dorrea, la quinta y última torre, en construcción, que alcanzará los 119 m de altura llegando a ser el edificio residencial más alto de Euskadi; y finalmente la torre Bolueta, el edificio Passivhaus más alto del mundo.
Otros proyectos quedaron suspendidos, como la torre BBK, una torre vertical de oficinas proyectada por la arquitecta Zaha Hadid con un total de 24 plantas y 104 m de altura, a la espera de su posible edificación en la isla de Zorrozaurre.
En octubre de 2021 los rascacielos suponen el 12 % del parque residencial de Bilbao.

#### Plazas
Son reseñables diversas plazas emblemáticas en la ciudad de Bilbao, algunas históricas, como la plaza Nueva y la plaza Miguel de Unamuno, ambas en el Casco Viejo, la plaza Circular, la plaza Moyúa, la plaza del Sagrado Corazón de Jesús, la plaza de Indautxu, la plaza de Jado, la plaza Arriquibar, la plaza Bizkaia, la plaza Zabalburu o la plaza Campuzano, y otras de un origen más reciente, como la plaza Euskadi.

#### Puentes
En la primera mitad del siglo XX se percibió la necesidad de unir el casco histórico de la villa con los nuevos desarrollos urbanísticos que se estaban iniciando en los terrenos de las anteiglesias anexionadas de Deusto, Begoña y Abando, por lo que se imponía la construcción de diversos puentes sobre la ría del Nervión. Estos puentes debían de diseñarse de tal modo que no interrumpieran el tráfico fluvial, fundamental para los trabajos portuarios que en aquel entonces se desarrollaban a esas alturas de la ría, y que posteriormente se irían desplazando hacia el abra, obligaban que dichos puentes fueran diseñados de tal forma que permitieran el paso de los buques. La solución adoptada fue la construcción de puentes levadizos, el puente de Deusto, que une el ensanche con el barrio de Deusto y el puente del Ayuntamiento, que lo une con el barrio de Begoña. Ambos puentes, de características similares, son relevantes obras de ingeniería. El puente de Deusto está en activo mientras que el puente del Ayuntamiento se selló en 1969.
Otros puentes reseñables por su antigüedad son el puente de San Antón, puente de la Merced, puente de la Ribera y puente del Arenal, así como los más contemporáneos puente Pedro Arrupe, puente Euskalduna, puente Frank Gehry y puente San Ignacio-Zorrozaurre.

### Arquitectura religiosa

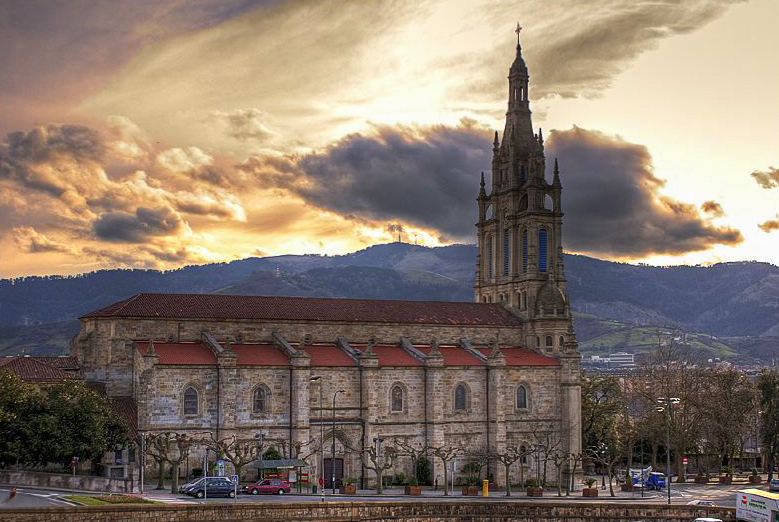
Basílica de Nuestra Señora de Begoña
La basílica de Nuestra Señora de Begoña es el santuario de la Madre de Dios de Begoña, patrona del señorío de Vizcaya. La construcción del presente santuario comenzó en la primera década del siglo XVI, bajo traza de Sancho Martínez de Asego, la torre fue diseñada por Martín de Garita. Consta de una nave amplia nave central con ábside poligonal y dos naves laterales levemente más bajas cubiertas con bóveda de crucería dentro del siglo XVII, sobre diez robustos pilares cilíndricos. El presente retablo es una obra neobarroca de Modesto Echániz, construido en 1869. Las obras se costearon gracias a las limosnas de los fieles, en su mayor parte vecinos de la Villa de Bilbao.
El 16 de agosto de 1942 una bomba fue arrojada a la salida de la basílica, supuestamente por falangistas, sobre un grupo de carlistas, con varios heridos como resultado. Un falangista, Juan José Domínguez, fue fusilado como castigo, habiendo sido el único falangista ajusticiado durante el franquismo, su participación en los hechos es discutida por algunos.
La basílica de Begoña está adscrita a la Santa Basílica de San Juan de Letrán, por lo que se puede adquirir indulgencia plenaria según las condiciones acostumbradas. Las festividades más importantes tienen lugar los días 15 de agosto, día de la Asunción de María (también llamado «Día de la Amatxu», diminutivo de ama, madre en euskera), y el 11 de octubre, festividad de Begoña.
Catedral de Santiago

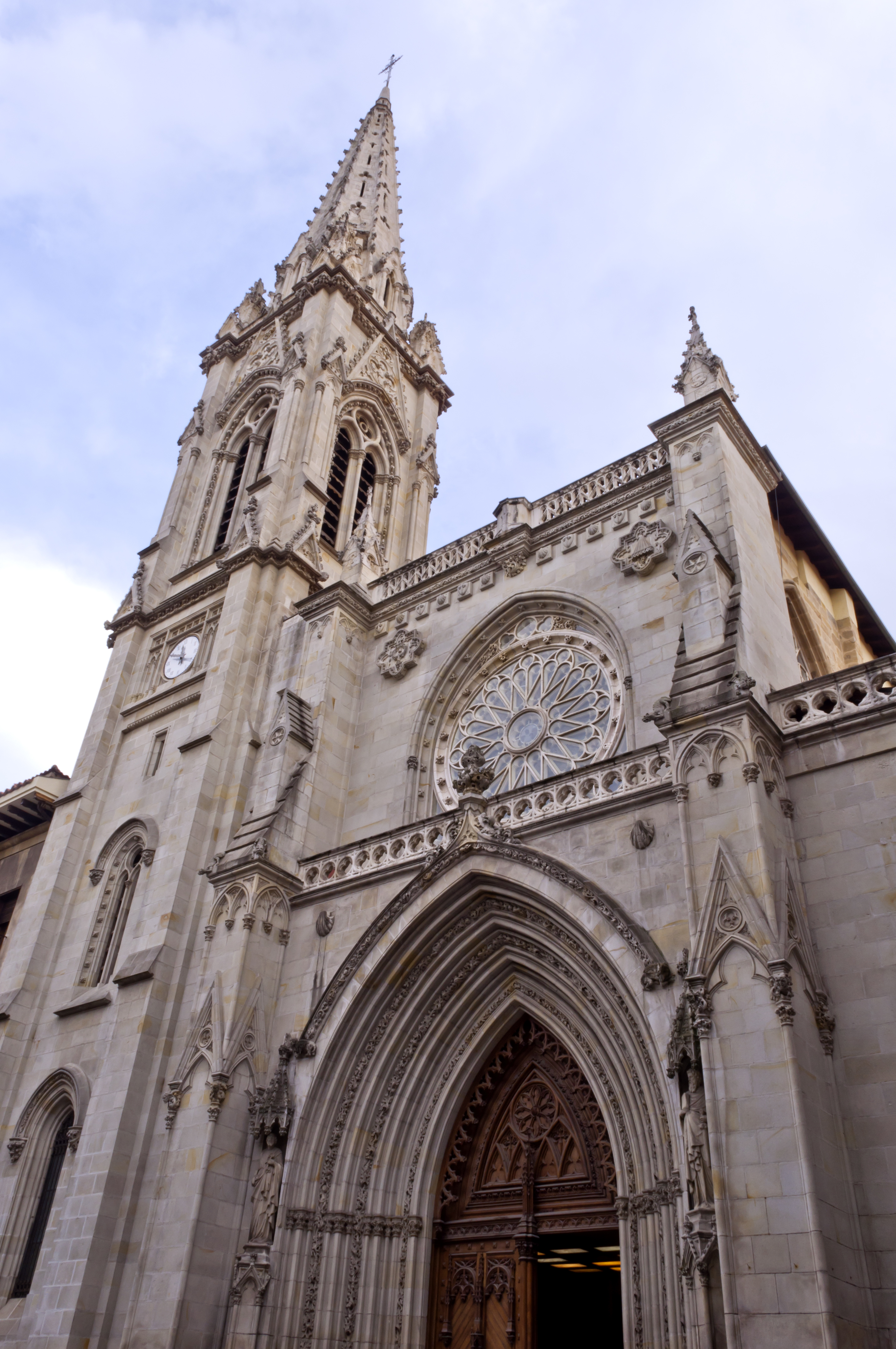
Catedral de Santiago de Bilbao

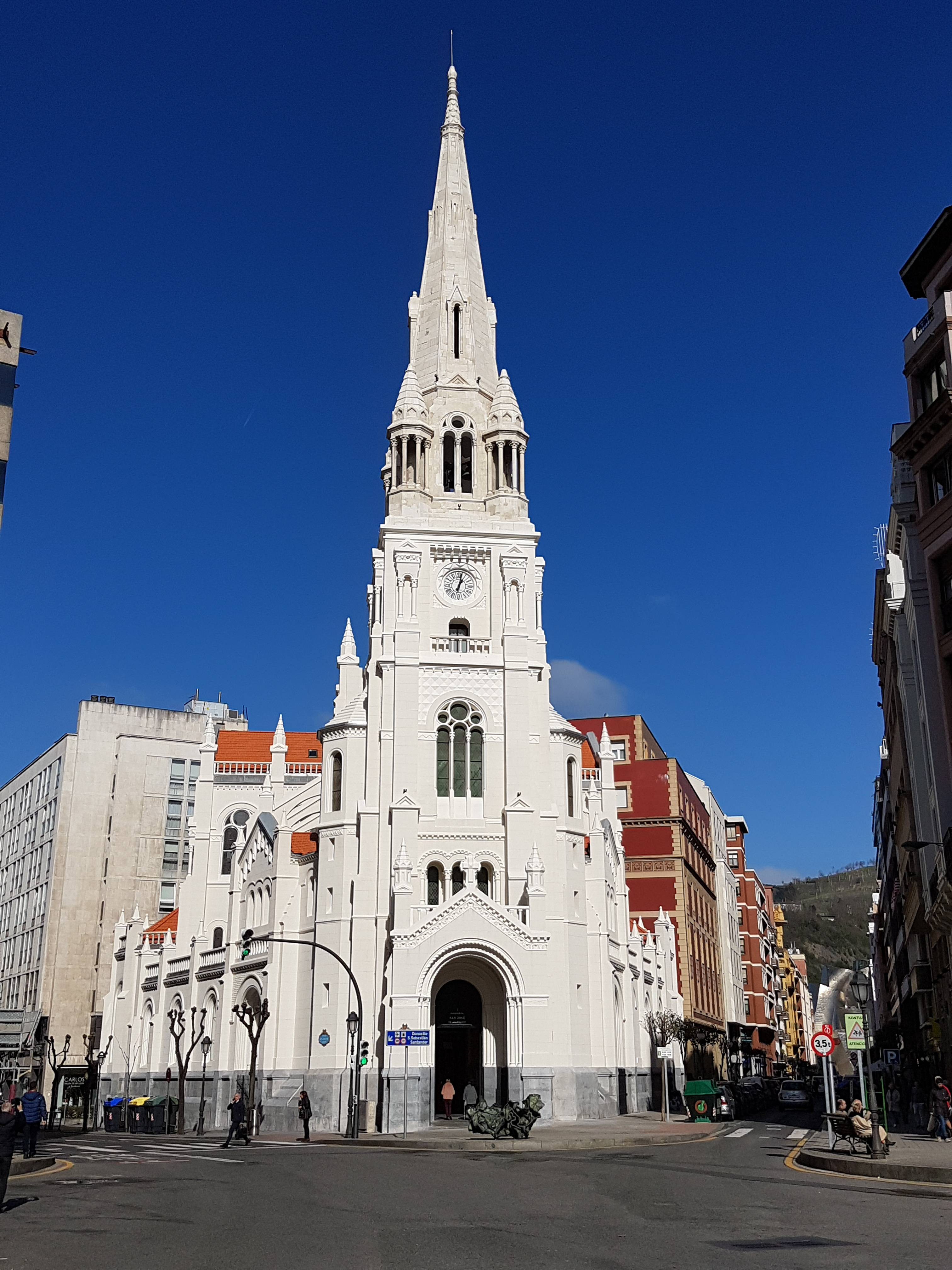
Iglesia de San José de la Montaña

La catedral de Santiago es el templo que alberga la sede de la diócesis de Bilbao. Fue construida entre el último cuarto del siglo XIV y principios del XV en estilo gótico. Toma su nombre del patrón de Bilbao, apóstol Santiago el Mayor. Durante el siglo XVI se añadieron el retablo mayor y el actual pórtico, ambos en estilo renacentista. La Piedad data del siglo XVII, construida conforme al clasicismo. En el siglo XIX se reconstruye la fachada dándole su aspecto actual. La torre también data de esta reforma, obra de Severino de Achúcarro.
La planta de la catedral forma una cruz latina dividida en tres naves, de las cuales la central es de mayor altura, separadas a su vez en cuatro tramos por una serie de pilares con columnas adosadas, coronadas por una bóveda de crucería. La cabecera del templo es de planta poligonal, con girola. La torre de la catedral es de estilo gótico tardío. En el cuerpo superior se encuentran dos ventanales bajo un arco ojival. La torre conserva siete campanas, fundidas en 1916. Tiene quince capillas alojadas entre los contrafuertes. Sus dimensiones son: 50 m de largo, 22 m de ancho y 1100 m² de superficie.

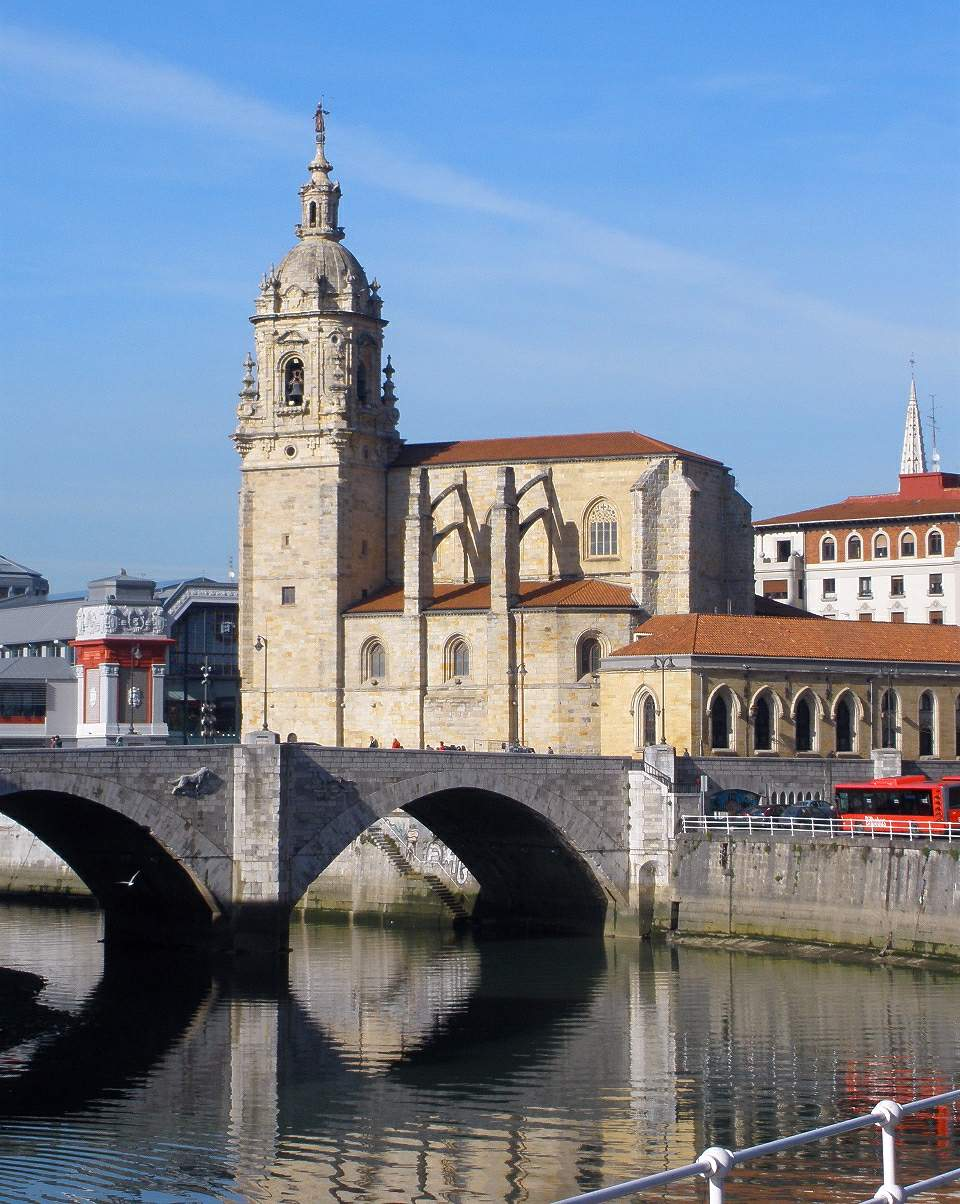
Iglesia de San Antón
La iglesia de San Antón, es un templo gótico de finales del siglo XV. Su historia y ubicación, a orillas de la ría, junto al puente del mismo nombre, el Mercado de la Ribera y en pleno Casco Viejo, le convierten en el templo más popular, hasta el punto de que aparece retratado en el escudo de la villa. Fue consagrada en 1433. Se trata de una construcción de una sola nave, planta rectangular y cubierta abovedada. Desde sus orígenes y hasta el siglo XIX, el interior de la iglesia fue utilizado como cementerio. El templo ha sufrido varias calamidades en su historia, la última en las catastróficas inundaciones de 1983, que se llevaron buena parte de su mobiliario interior y arrancaron puertas y verjas.

#### Otros templos
Hay varias iglesias más en la ciudad entre las que cabe destacar por su arquitectura las siguientes:
- Iglesia de San Francisco de Asís
- Iglesia de San Nicolás
- Iglesia de San Vicente de Abando
- Iglesia de los Santos Juanes
- Iglesia del Sagrado Corazón
- Iglesia de San José de la Montaña

## Servicios

### Energía
Electricidad

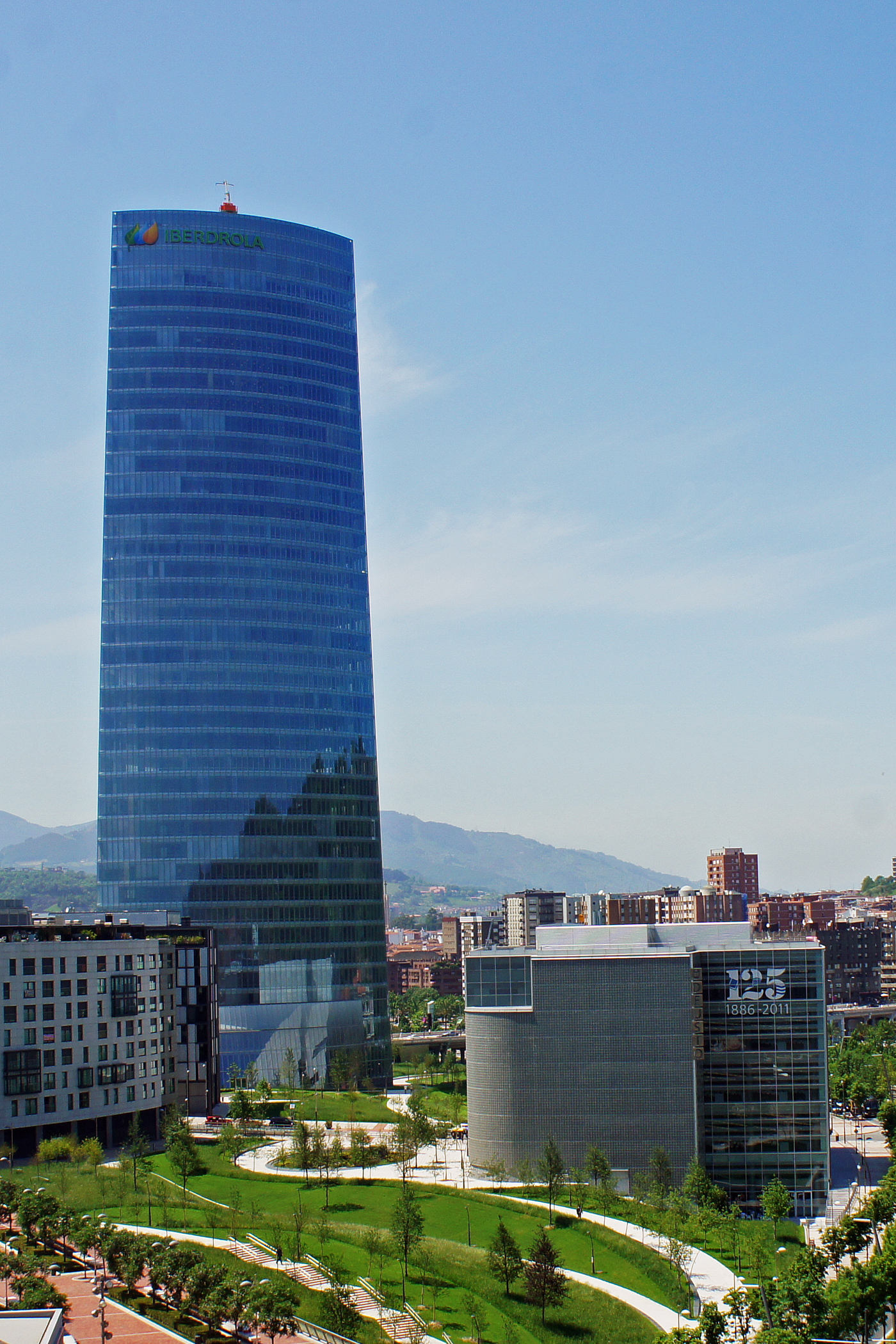
La Torre Iberdrola desde el Guggenheim, sede central de Iberdrola

Aquí tiene su sede la empresa eléctrica Iberdrola que se creó en 1992 al fusionarse las empresas Iberduero e Hidroeléctrica Española, que se ocupa tanto de la producción como de la distribución de electricidad.
En su entorno, concretamente en Santurce, hay una central térmica de 935 MW, otra de ciclo combinado de 400 MW, y existe una central de ciclo combinado de 800 MW instalada en la localidad de Ciérvana llamada Bahía de Bizkaia Electricidad. La electricidad producida en estas centrales eléctricas es evacuada a la subestación eléctrica de Güeñes por parte de la empresa Red Eléctrica, empresa que se ocupa en toda España del transporte de la energía eléctrica entre las centrales eléctricas y las áreas de consumo.
Existe otra central de ciclo combinado instalada en la localidad de Amorebieta, de 750 MW, llamada Bizkaia Energia, cuya energía es evacuada a través de la subestación de Gatica, que se construyó para conectar, así mismo, la fallida Central nuclear de Lemóniz.
Combustibles

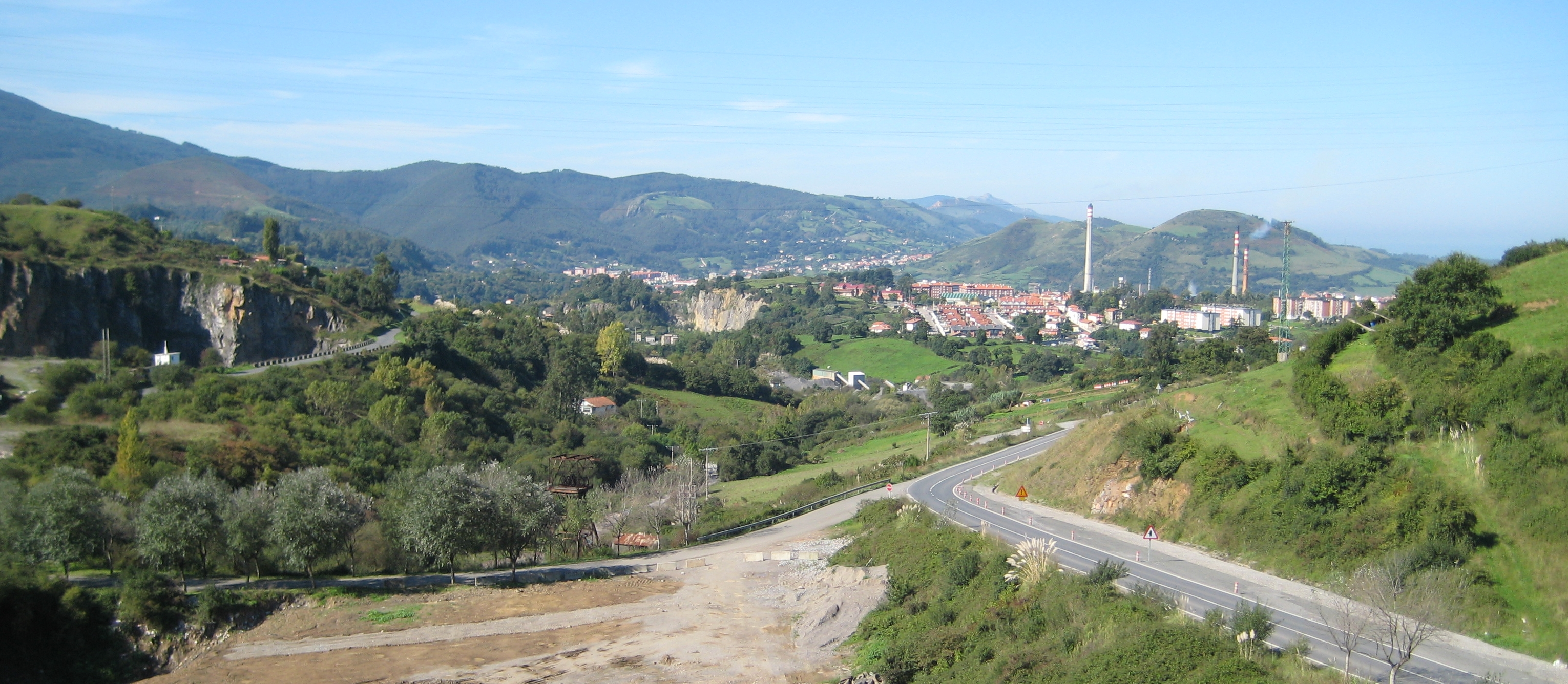
Refinería de petróleo de Petronor en los municipios de Musques y Abanto y Ciérvana

El suministro de todos los combustibles derivados del petróleo que se consumen en toda su área metropolitana, tanto en forma líquida (gasolina y gasóleo) como gas butano, proceden de la refinería de petróleo que la empresa Petronor tiene en la costa vizcaína, concretamente en los municipios de Musques y Abanto y Ciérvana. Petronor se fundó en Bilbao en 1968, y los socios que componían la empresa en 2008 eran: Repsol S.A. (85,98 %) y la Bilbao Bizkaia Kutxa (14,02 %).
Petronor, es la mayor refinería española con una capacidad de tratamiento de once millones de toneladas al año. Sus instalaciones están unidas por oleoductos a los atraques portuarios de Punta Lucero, distantes 5 km, y a la cercana terminal que la Compañía Logística de Hidrocarburos (CLH) tiene en Santurce, a través de la cual se conecta con la red española de oleoductos y a diversas industrias del entorno, y con camiones cisterna se suministran los productos a todo el País Vasco.

### Agua potable

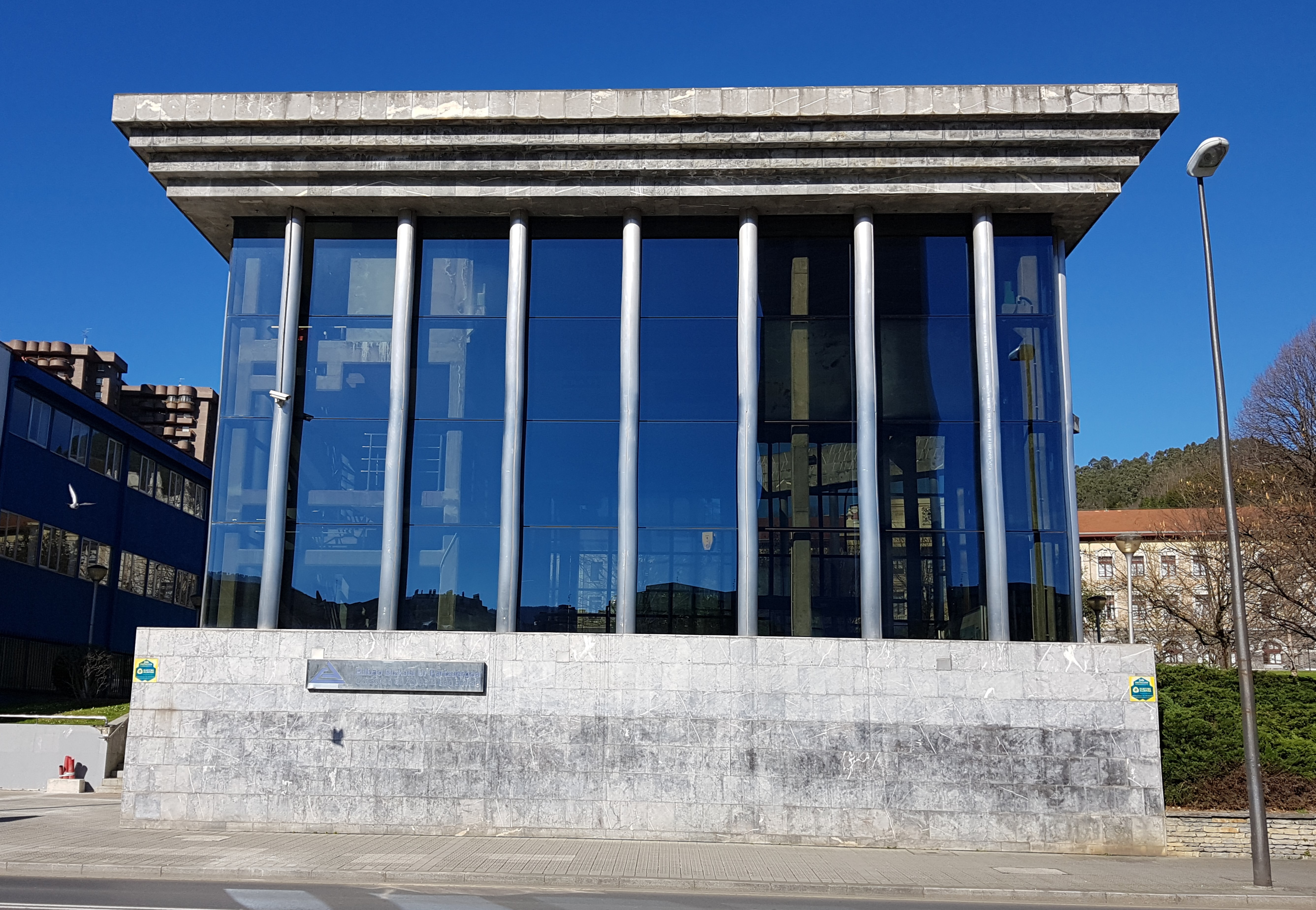
Edificio del Consorcio de Aguas Bilbao Bizkaia en Deusto

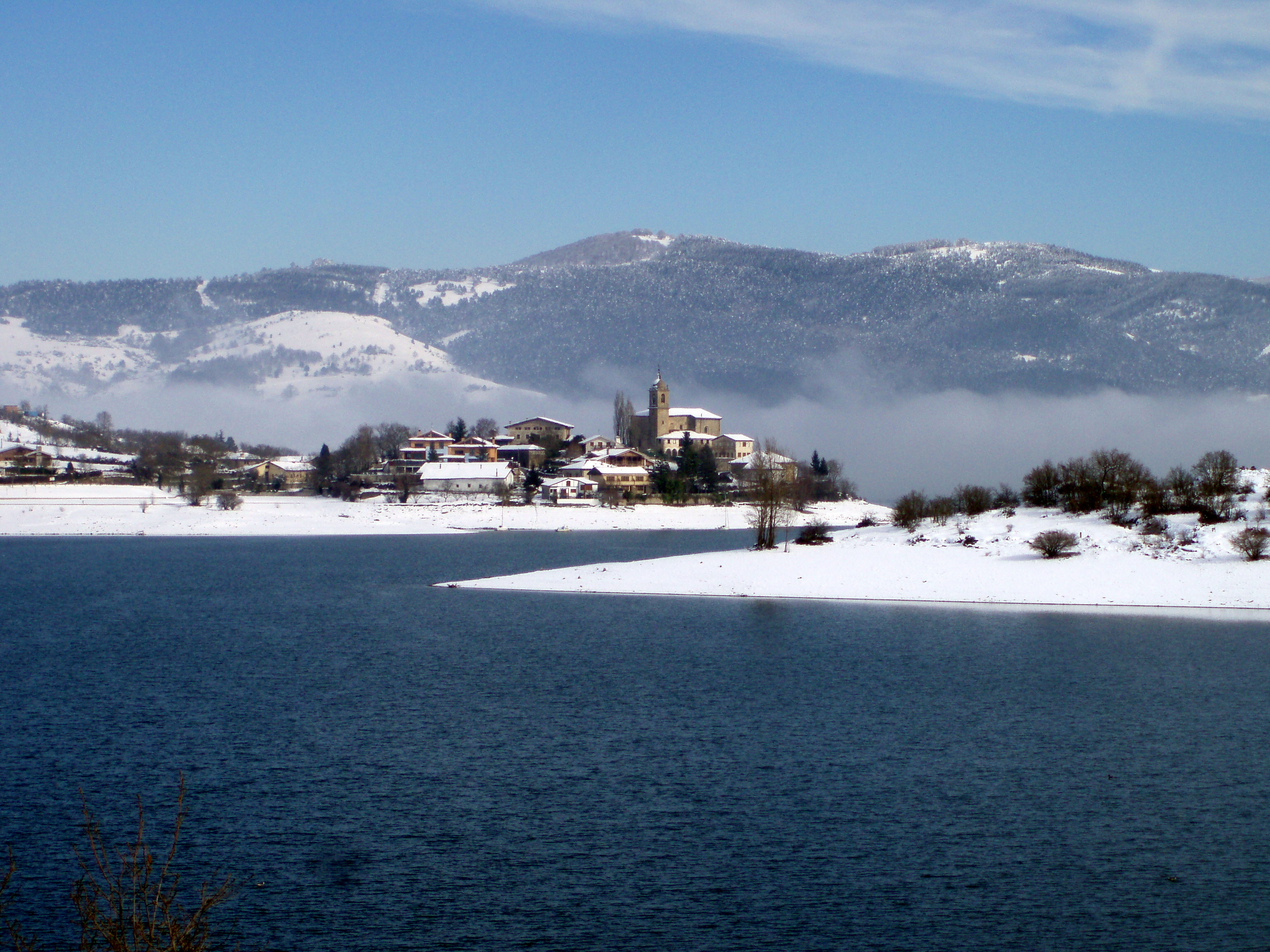
Imagen invernal del embalse alavés de Ullíbarri-Gamboa o del Zadorra, abastecedor de agua potable al Gran Bilbao y Vitoria

El suministro de agua potable lo realiza la empresa Consorcio de Aguas Bilbao Bizkaia, que es una entidad pública cuyo objeto es la prestación integral de los servicios de abastecimiento y saneamiento de agua a 65 municipios, que representan el 90 % de la población de Vizcaya, aproximadamente un millón de habitantes. Está integrado por los sesenta y cinco municipios a los que presta servicio, además de por la Diputación Foral de Vizcaya y el Gobierno Vasco, sin perjuicio de mantener convenios de colaboración con distintas entidades locales. La norma fundamental del Consorcio son sus Estatutos los cuales recogen en diez capítulos los aspectos fundamentales.
La gestión del ciclo completo del agua se inicia con la captación en los embalses de Ullíbarri-Gamboa y Urrunaga, que pertenecen al sistema del Zadorra y almacenan el 90 % del agua que el Consorcio de Aguas distribuye. Para casos de sequía se recurre a otros embalses secundarios menores.
El Consorcio de Aguas gestiona cinco plantas potabilizadoras en las que anualmente se potabilizan hasta 111 millones de metros cúbicos: Venta Alta en Arrigorriaga, Basatxu en Baracaldo, Lekue en Galdácano, Garaizar en Durango y San Cristóbal en Yurre.
La principal infraestructura de saneamiento de las aguas residuales se encuentra en Sestao en la Estación Depuradora de Aguas Residuales de Galindo (EDAR de Galindo). Su construcción comenzó en 1985 y ha sido decisiva para la mejora del medio natural y la nueva imagen de ríos, ría y playas. En esta estación se depuran al día 350 000 m cúbicos de aguas residuales. Además, tienen lugar dos procesos diferentes: la depuración de las aguas y el tratamiento de los fangos derivados del proceso.

### Residuos y limpieza de vías públicas
La recogida de basuras y la limpieza de las vías públicas las lleva a cabo el ayuntamiento bajo la denominación Bilbao garbi —Bilbao limpio—. En 2005, se destinaron 51,72 millones de euros para labores de limpieza y gestión de residuos. Desde el 1 de enero de 2006, ambos servicios se realizan todos los días de la semana y a lo largo de toda la extensión del término municipal. Para la recogida de residuos, la villa cuenta con 798 contenedores de 2400 litros de capacidad, pintados de distintos colores para facilitar el reciclaje de vidrios, plásticos y papel y derivados. En 2007 registró un volumen de reciclaje de papel y cartón correspondiente a 40 kg por habitante, el doble de la media de España. En cuanto a la limpieza de las vías públicas, el ayuntamiento cuenta con una flota de 230 unidades, como máquinas barredoras y camiones baldeadora. El 80 % del servicio se lleva a cabo durante el día, para evitar ruidos molestos.

### Abastecimiento

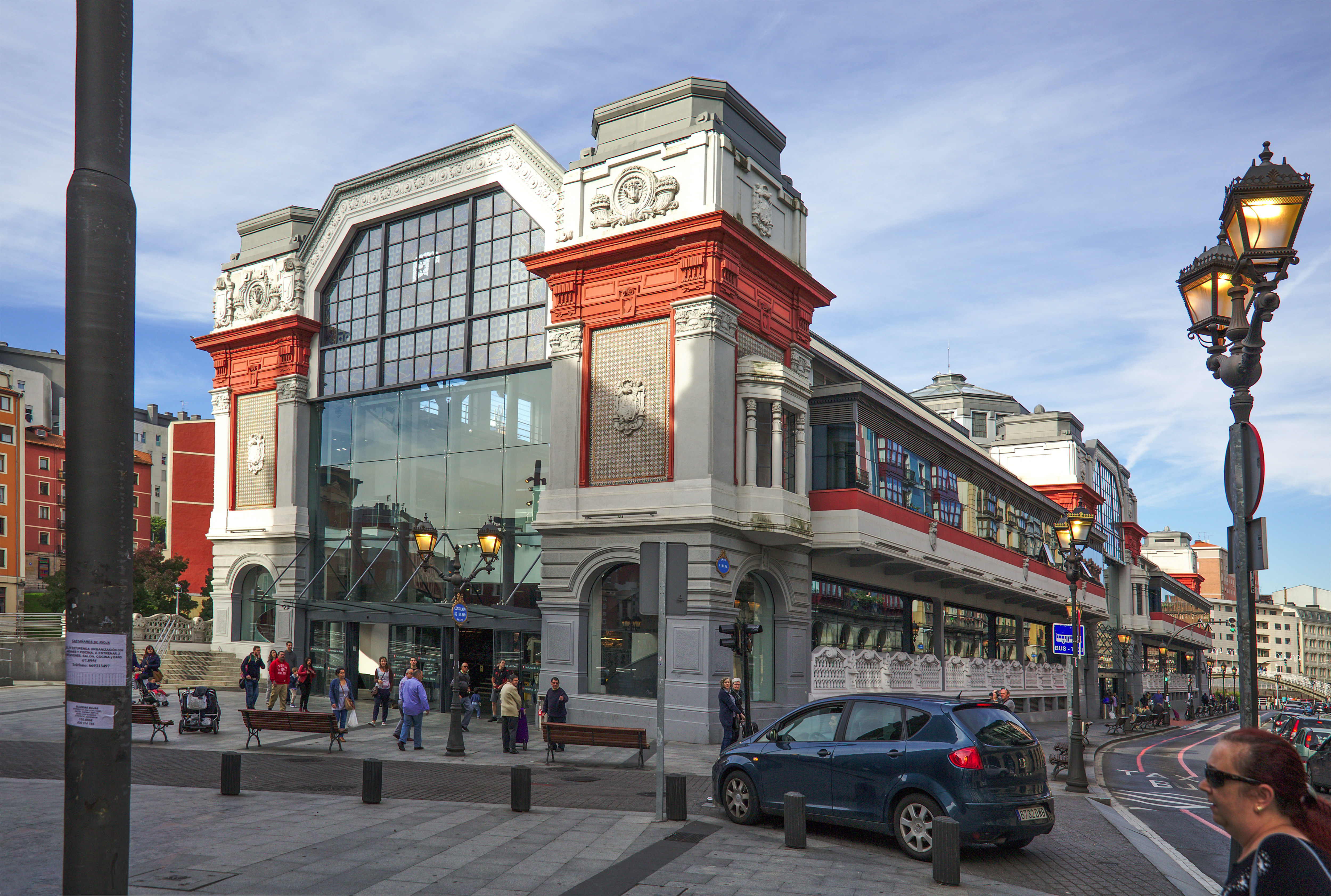
Mercado de la Ribera

En la actualidad (2009) los ciudadanos de Bilbao disponen de siete mercados municipales, distribuidos por los diferentes distritos, centros comerciales algunos de ellos situados en localidades limítrofes (Basauri, Baracaldo) diversos supermercados y una gran cantidad de comercios minoristas. Los comercios minoristas cuentan con un gran centro de abastecimiento de alimentos perecederos el Mercabilbao, situado en la localidad de Basauri, inaugurado en 1971 y es el mayor centro de distribución de alimentos perecederos del norte de España. En sus instalaciones hay un conjunto de mercados especializados que ofrecen al comprador una amplia gama de productos, tales como: frutas, hortalizas y pescado y mariscos fresco y congelado, con garantías de calidad y salubridad. Mercabilbao constituye el centro de abastecimiento masivo del comercio minorista y su influencia se extiende por Vizcaya, Álava, Guipúzcoa, Cantabria, Burgos, La Rioja y las principales ciudades francesas fronterizas del País Vasco francés. Antes de esa fecha los comercios minoristas se abastecían en el Mercado de la Ribera que fue construido en 1929.

### Zonas Wi-Fi
El proyecto Bilbao 39.net, enmarcado en la Agenda Digital Bilbao 2012, consiste en la habilitación de 39 zonas Wi-Fi con acceso gratuito e inalámbrico a Internet, una en cada uno de sus barrios. Actualmente se encuentran operativas 16 zonas Wi-Fi repartidas por diferentes plazas y parques. Esta red inalámbrica, de nombre Bilbao, no requiere contraseñas y no permite descargas P2P ni acceder a páginas con contenidos no aptos para menores.
En junio de 2008 se presentaba esta iniciativa con un punto de acceso a internet en la plaza Nueva. En abril de 2009 se inauguraban una docena de accesos más. El 6 de julio de 2009 entraban en funcionamiento las zonas Wi-Fi de la plaza del funicular de Archanda, jardín La Floresta y parque Amézola. En el mes de julio de 2009 se sumaron otras 10 zonas y en otoño de 2009 se realizó otra ampliación con la instalación de otras 13 áreas más.

### Educación

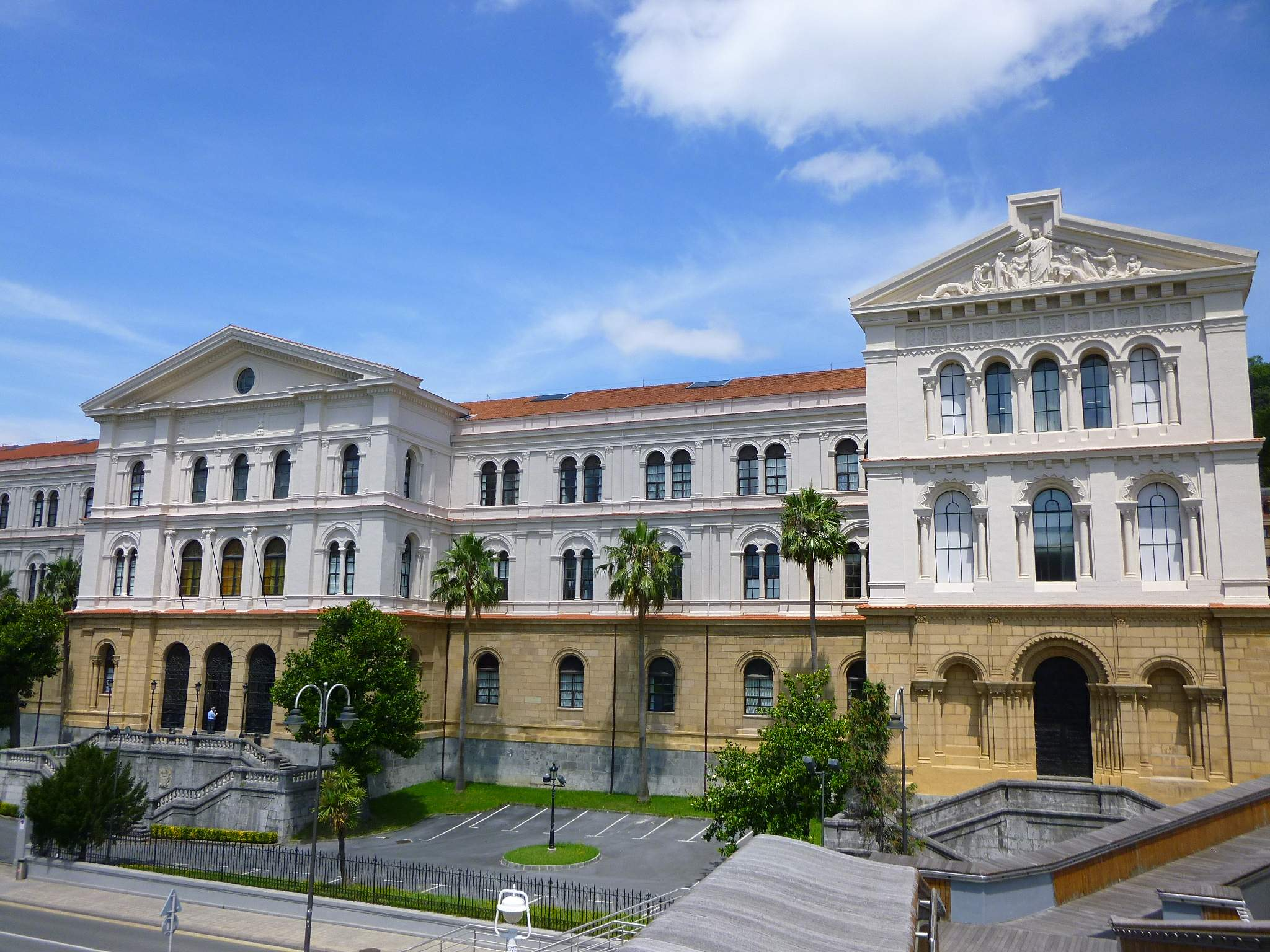
Universidad de Deusto, gestionada por los jesuitas

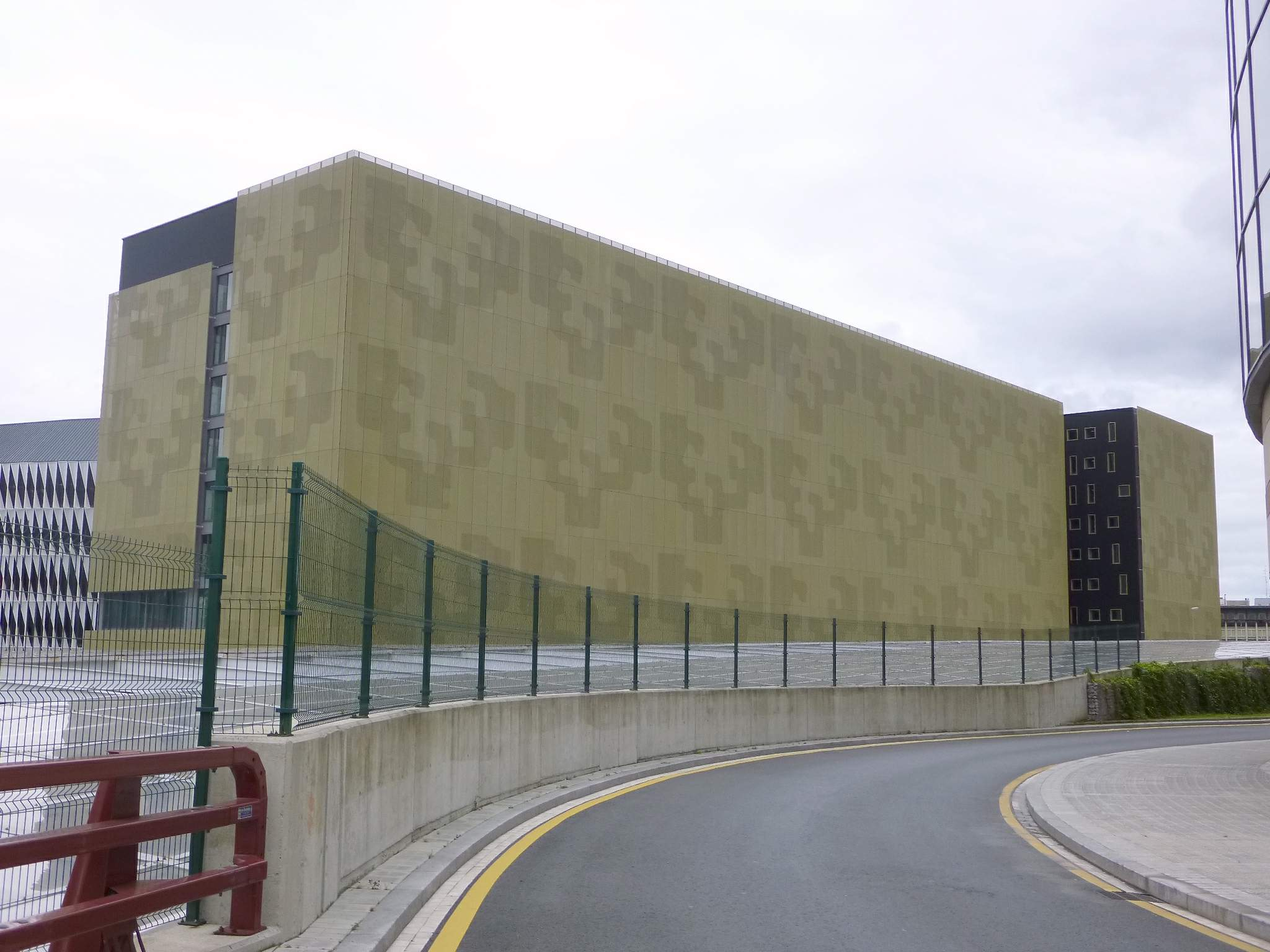
Nuevo edificio de las Escuelas Universitarias de Ingeniería Técnica Industrial y las de Minas y Obras Públicas (EUITI y Minas, UPV-EHU)

En el País Vasco, la educación obligatoria se imparte de manera bilingüe, pudiendo los estudiantes optar por cuatro modelos —A, B, D y X— de acuerdo a la preponderancia del euskera o el español en el dictado de las clases. En Bilbao se observa una preponderancia del modelo D —íntegramente en euskera salvo la asignatura Lengua castellana— en la enseñanza infantil y primaria, que va decayendo en favor del modelo A —íntegramente en castellano salvo la asignatura de euskera— en la Enseñanza Secundaria Obligatoria (ESO) y en bachillerato, donde es la opción del 38 % y del 72 % del alumnado, respectivamente. En 2007, había un total de 11 841 alumnos matriculados en educación infantil, 15 256 en primaria, 10 376 en ESO, 5033 en bachillerato y 297 en Formación Profesional.
Universidades
En Bilbao tienen sede dos universidades. La más antigua es la Universidad de Deusto, fundada por la Compañía de Jesús en 1886, siendo la única oferta universitaria de la ciudad hasta la creación de la Universidad de Bilbao en 1968, convirtiéndose en 1980 en uno de los embriones de la actual Universidad del País Vasco. La Universidad de Deusto consta de varias facultades:
- Facultad de Ingeniería
- Facultad de Ciencias Económicas y Empresariales - Deusto Business School
- Facultad de Ciencias Sociales y Humanas
- Facultad de Derecho
- Facultad de Psicología y Educación
- Facultad de Teología
- Facultad de Medicina

Aunque la Universidad del País Vasco tiene su campus principal vizcaíno en el municipio de Lejona, asienta en la capital la Facultad de Ciencias Económicas y Empresariales, la Escuela Técnica Superior de Ingeniería, la Escuela Universitaria de Estudios Empresariales, la Escuela Universitaria de Ingeniería Técnica Industrial y la Escuela Universitaria de Magisterio. Asimismo hay que añadir el Paraninfo de la Universidad del País Vasco, ubicado en Abandoibarra, complementando a su vez a la Biblioteca de la Universidad de Deusto.
Desde 2014, también está presente en la ciudad la Universidad de Mondragón a través del centro de innovación y emprendimiento Bilbao Berrikuntza Faktoria.
En 2015, la oferta de educación superior en la ciudad se amplió con la inauguración de Dantzerti, la Escuela Superior de Arte Dramático y Danza de Euskadi.
Está previsto que en 2024 se inaugure en la villa la nueva facultad de Medicina de la Universidad del País Vasco, que se ubicará junto al hospital de Basurto, una vez que el 11 de septiembre de 2020, la Universidad de Deusto presentara la primera promoción de su Grado en Medicina.

### Sanidad

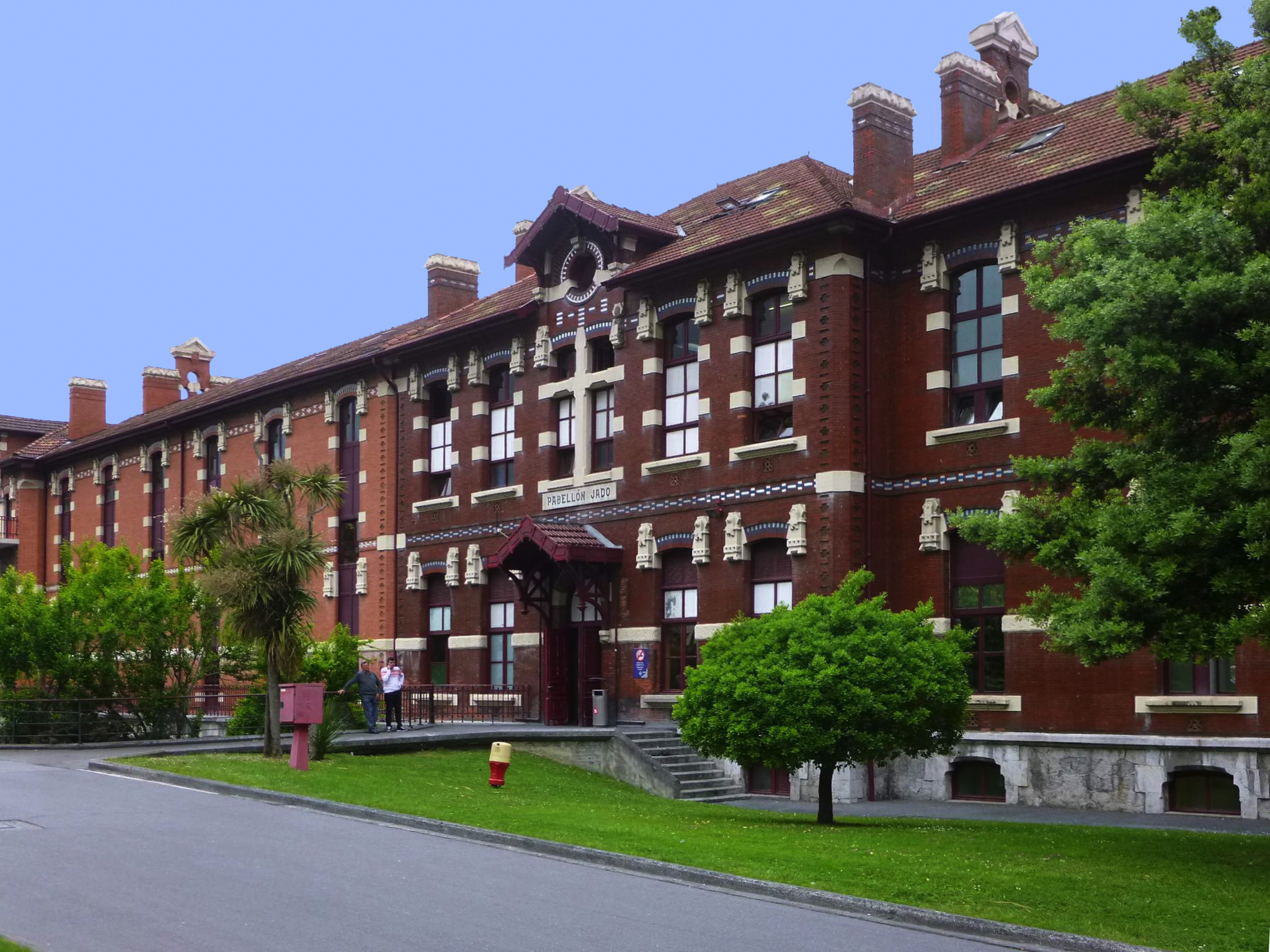
Hospital de Basurto

Los centros hospitalarios públicos son dependientes del Servicio Vasco de Salud. El más relevante de la villa es el hospital de Basurto, situado en el barrio homónimo. Fue inaugurado el 13 de noviembre de 1908, tras diez años de obras y colectas para su financiación. Su construcción se debió al rápido aumento de la población de finales del siglo XIX y de la escasa higiene del agua, que hicieron que el existente hospital de Achuri resultase obsoleto. Su diseño fue inspirado en el hospital de Eppendorf de Hamburgo, uno de los más modernos de la época y pionero en la separación de enfermos por pabellones. En noviembre de 2008 recibió el premio Best In Class al mejor centro hospitalario de España en atención al paciente.

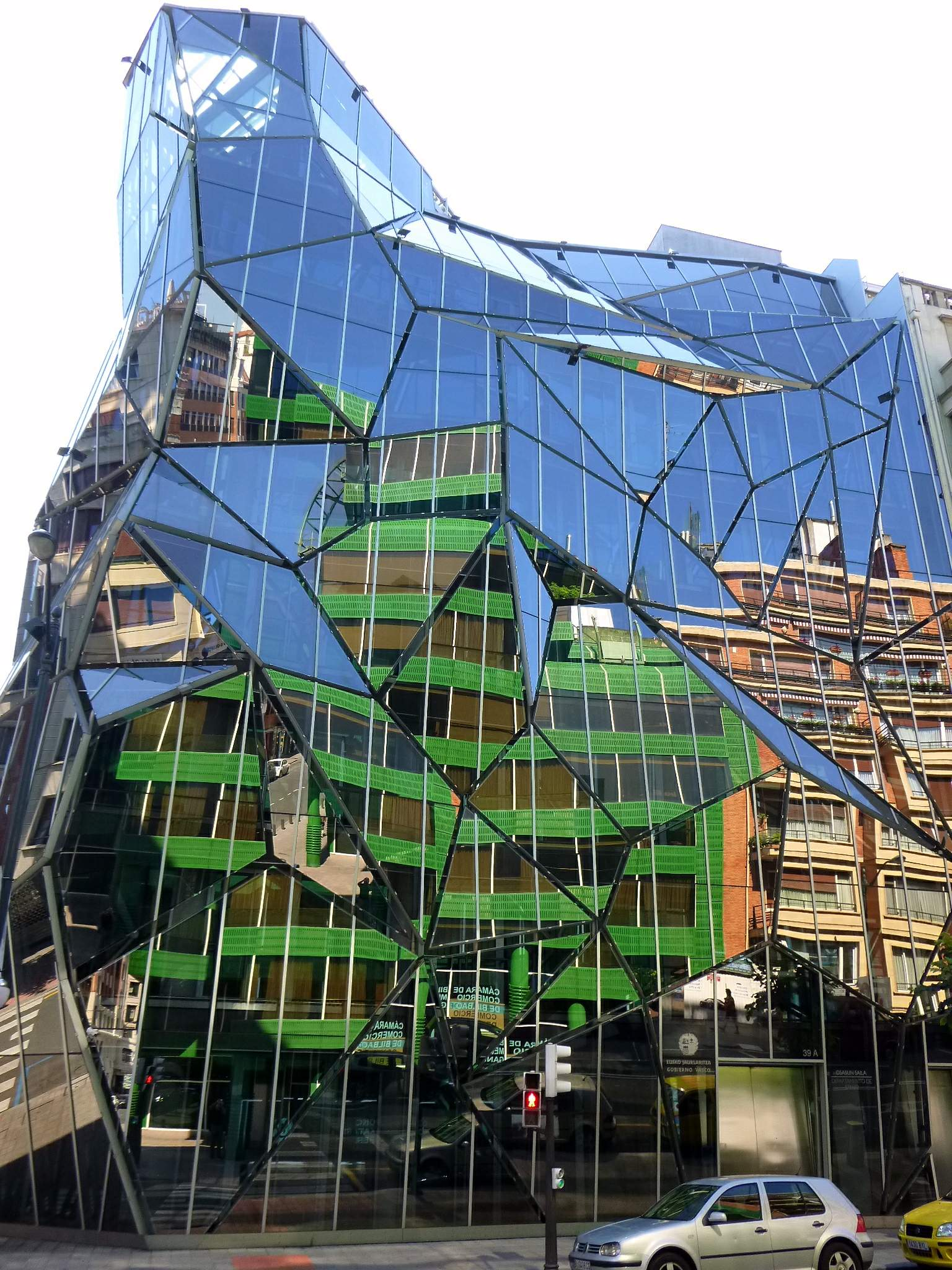
Sede de Osakidetza en Bilbao

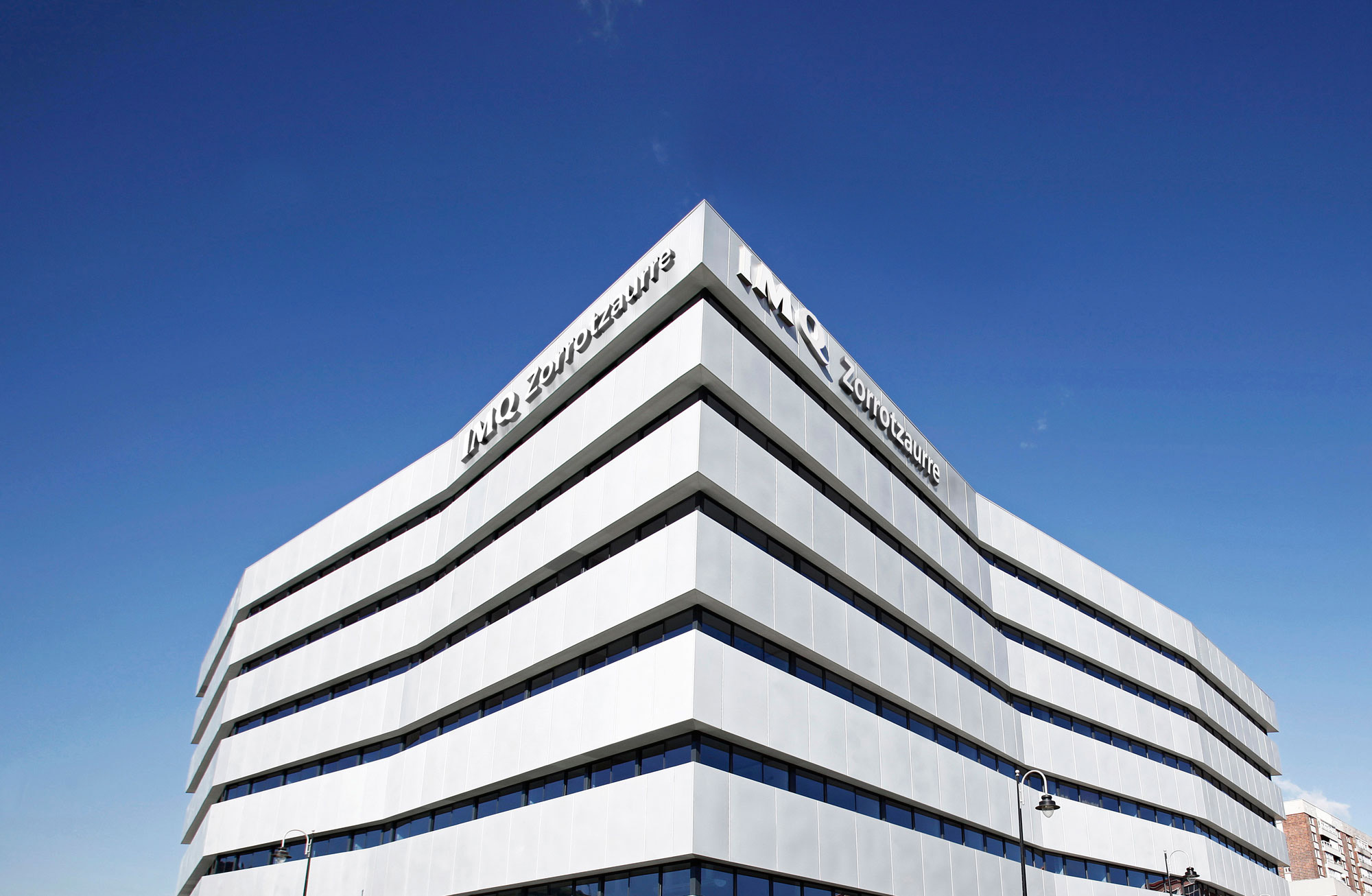
Clínica IMQ Zorrotzaurre

Sin embargo, otros dos hospitales también asisten las necesidades de los pacientes de Bilbao y del resto de la provincia, aunque se encuentran fuera de la villa. El hospital de Cruces, en la vecina localidad de Baracaldo y el hospital de Galdácano-Usansolo, en la localidad de Galdácano, atendieron durante 2005 en su servicio de urgencias a 210 897 y 77 113 pacientes respectivamente. Por su parte, el de Basurto asistió a 141 567 personas. Existe otro centro mucho menor, el hospital de Santa Marina, que en el mismo ejercicio asistió a 1121 pacientes. En mayo de 2010 se inició la construcción de un tercer hospital en Vizcaya, el hospital Uribe, que se ubicará en el pueblo de Urdúliz y cubrirá las necesidades sanitarias de 170 000 habitantes de los municipios de la margen derecha, entre otros, Sopelana, Urdúliz, Plencia o Guecho. Además descongestionará la actividad de otros centros hospitalarios.
Desde el 1 de julio de 2008 se encuentra disponible para los residentes del municipio la Tarjeta Electrónica Sanitaria con usos ciudadanos ONA (acrónimo en euskera de Osasun Nortasun Agiria - Documento de Identificación Sanitaria). La misma se trata de una tarjeta individual que, a través de una firma digital, permite realizar trámites en línea relacionados con la atención médica, así como trámites de otra índole, como la declaración de la renta o la consulta de la vida laboral.
Competencias municipales
El artículo 42 de la Ley General de Sanidad dispone que, los ayuntamientos, sin perjuicio de las competencias de las demás administraciones públicas, tendrán las siguientes responsabilidades mínimas en asuntos relacionados con la Sanidad.
- a) Control sanitario del medio ambiente: Contaminación atmosférica, abastecimiento de aguas, saneamiento de aguas residuales, residuos urbanos e industriales.
- b) Control sanitario de industrias, actividades y servicios, transportes, ruidos y vibraciones.
- c) Control sanitario de edificios y lugares de vivienda y convivencia humana, especialmente de los centros de alimentación, peluquerías, saunas y centros de higiene personal, hoteles y centros residenciales, escuelas, campamentos turísticos y áreas de actividad físico deportivas y de recreo.
- d) Control sanitario de la distribución y suministro de alimentos perecederos, bebidas y demás productos, directa o indirectamente relacionados con el uso o consumo humanos, así como los medios de su transporte.
- e) Control sanitario de los cementerios y policía sanitaria mortuoria.

### Seguridad ciudadana

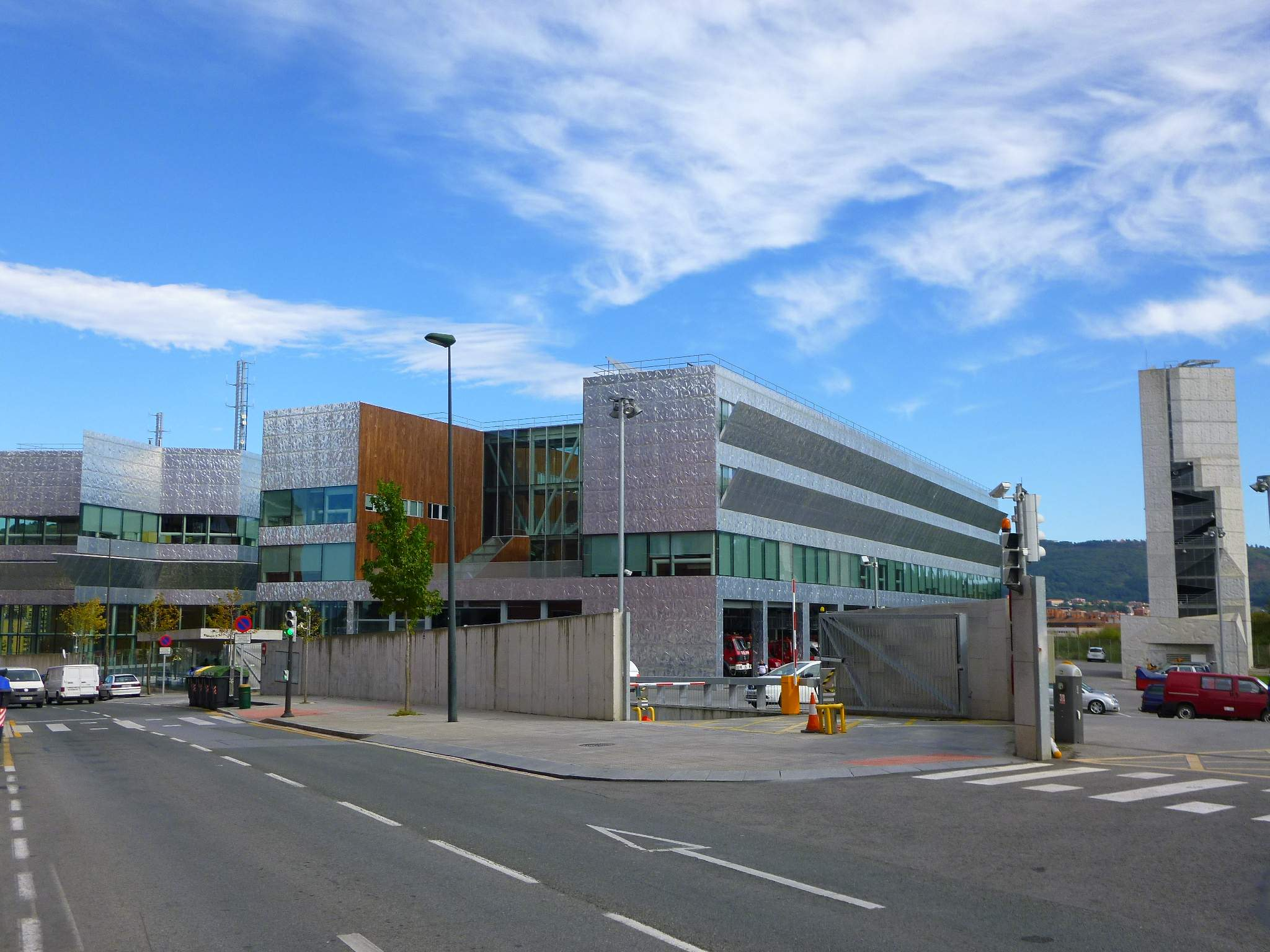
Edificios de Seguridad Ciudadana y Protección Civil de Miribilla de Coll Barreu, tras el traslado desde Garellano

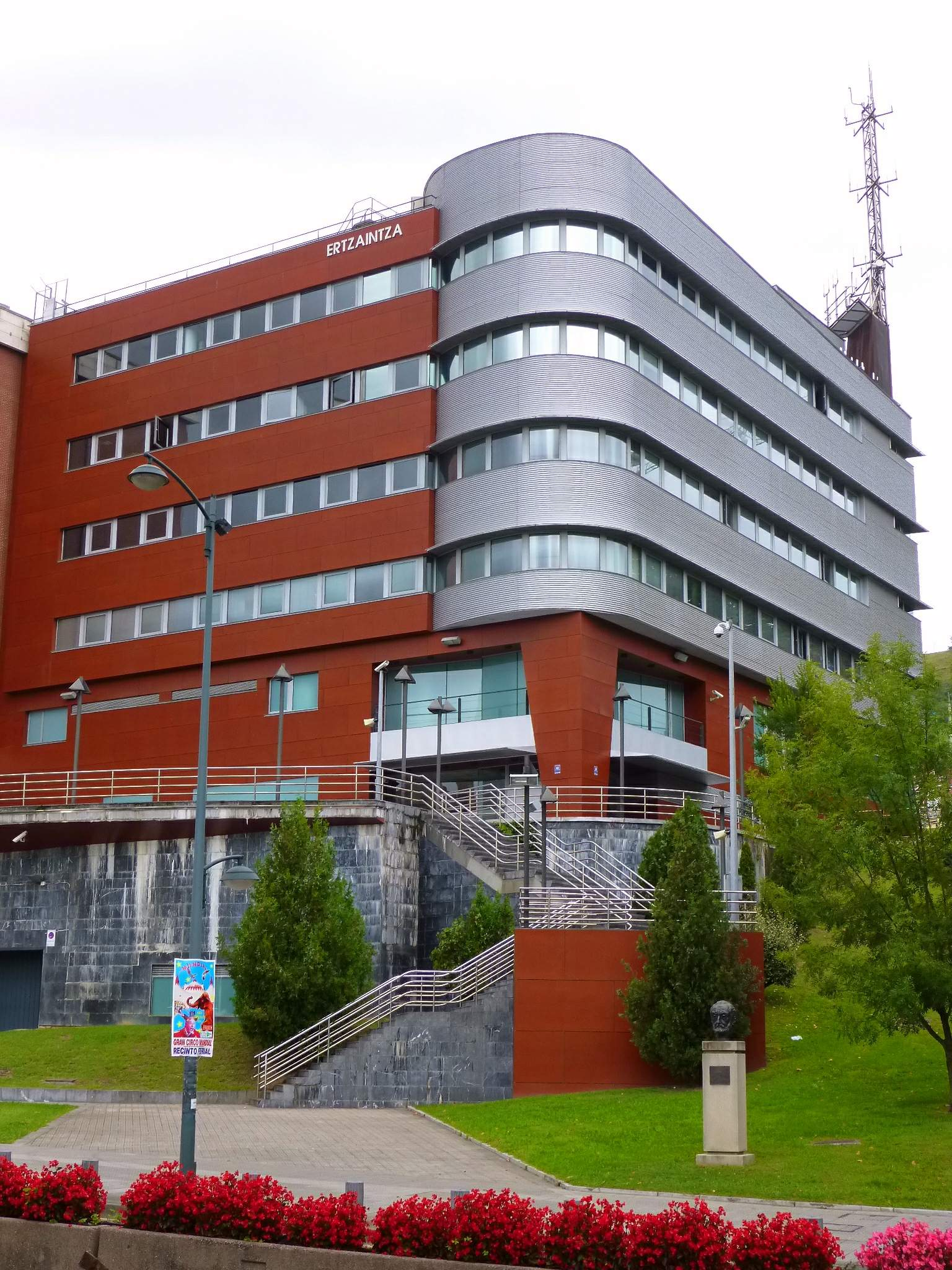
Una comisaría de la Ertzaintza

Cuenta con su propia policía municipal que consta de una plantilla de 800 agentes. Este cuerpo se divide en las subdivisiones de Tráfico, Protección Pública y Servicios Especiales. Esta última comparte competencias de policía judicial con la Ertzaintza —policía autonómica vasca— y otras fuerzas policiales nacionales. Se compone de la Unidad Antidroga, la Unidad de Policía Científica, la Unidad de Investigación de Delitos, la Unidad de Información y Documentación, la Unidad de Seguridad de Autoridades o Unidad de Escoltas, la Unidad de Diligencias y la Unidad de Custodia y Traslado de detenidos.
En un informe llevado a cabo por el Ayuntamiento de Bilbao en 2004 se calificó al municipio como una urbe segura. Se detalló que en la villa había una tasa de 58 delitos por cada mil habitantes, muy por debajo de otras capitales como Sevilla o Málaga, cuyas tasas ascendían a 151,9 y 148,9 delitos por cada mil habitantes, respectivamente, y de la tasa estatal de 78 delitos por cada mil habitantes.
Asimismo, los delitos más usuales son los de tráfico, infracciones y destrucción del patrimonio. Siendo también blanco de actos de terrorismo, así como de actos vandálicos por parte de la denominada kale borroka. No obstante, un estudio promovido por el ayuntamiento afirmaba que sus habitantes perciben a los inmigrantes extranjeros como una de las razones de la inseguridad presente en algunos barrios como San Francisco o Santuchu.

### Comunicaciones
Regulación del tráfico urbano
El artículo 7 de la Ley sobre Tráfico, Circulación y Seguridad Vial aprobado por RDL 339/1990 atribuye a los municipios unas competencias suficientes para permitir, entre otras, la inmovilización de los vehículos, la ordenación y el control del tráfico y la regulación de sus usos. El pleno del ayuntamiento, en sesión ordinaria celebrada el 13 de abril de 1999, aprobó, con carácter definitivo, la Ordenanza Municipal de Circulación, (BOB núm. 175. Viernes, 10 de septiembre de 1999).
La velocidad máxima en todo el municipio es de 30 km/h desde el 22 de septiembre de 2020.
Parque de vehículos de motor
Cuenta con un parque automovilístico de 396 automóviles por cada mil habitantes, siendo inferior a la media provincial que es de 426 automóviles por cada 1000 habitantes, de acuerdo con los datos existentes en la base de datos del Anuario Económico de España 2009, publicado por La Caixa. En estos mismos datos se observa un elevado parque de camiones y furgonetas lo que indica un gran número de transportistas de mercancías autónomos o en pequeñas empresas o cooperativas y un importante trasiego de estos vehículos por la urbe.
| Tipo de vehículo      | Cantidad |
| --------------------- | -------- |
| Automóviles           | 140 036  |
| Camiones y furgonetas | 24 360   |
| Otros vehículos       | 21 332   |
| Total                 | 185 728  |

#### Carreteras

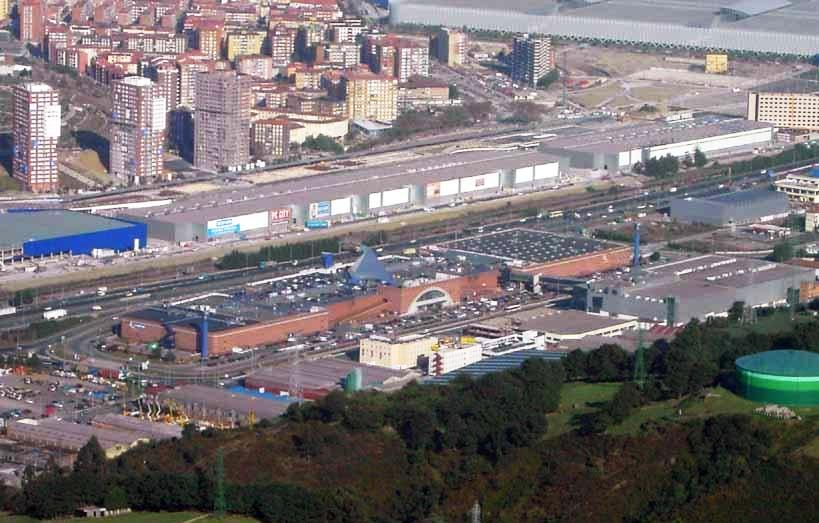
Autopista del Cantábrico a su paso por Baracaldo

Bilbao se encuentra comunicada con el exterior mediante la autovía/autopista del Cantábrico A-8 o AP-8. Esta autovía/autopista tiene la peculiaridad de ser una Autopista de peaje en el tramo de Bilbao a Irún AP-8. Y ser una autovía de Bilbao a Baamonde en la provincia de Lugo A-8 y es la sucesora de la autopista Bilbao-Behovia que fue inaugurada en 1971. Cruza la villa a la que se accede por tres salidas en el este, el centro y el oeste.
Hay otra autopista de peaje y la comunica con el este y el sur de la península, se denomina autopista Vasco-Aragonesa o AP-68 y su recorrido es Bilbao-Zaragoza.
Otra autopista local que se encuentra en construcción es la Variante Sur Metropolitana de Bilbao, más conocida como «Supersur» que tras su inauguración en 2011 pretende descongestionar el tráfico de la A-8 en su paso por la ciudad.
También pasa por el municipio la carretera nacional N-634 que va de San Sebastián a Santiago de Compostela, de itinerario paralelo a la autovía A-8. Existen también autovías locales que unen Bilbao con municipios cercanos.

Mapa de Bilbao y su entorno con las principales vías de comunicación

| Identificador | Denominación                     | Itinerario |
| ------------- | -------------------------------- | --- |
|               | Autovía/Autopista del Cantábrico | Discurre su itinerario por la cornisa cantábrica desde Irún a Baamonde (Lugo). Forma parte de la Red de Carreteras Europeas conocida como E-70 y tiene tramos de peaje en la dirección de Bilbao a Francia.                                                                    |
|               | Autopista Vasco-Aragonesa        | Comunica Bilbao con el este y el sur de la península. Forma parte de la Red de Carreteras Europeas conocida como E-804 . Fue construida entre 1974 y 1979 y es de peaje. La concesionaria de la autopista es AVASA (Autopista Vasco-Aragonesa), propiedad de Abertis.          |
| N-634         | Carretera nacional               | Discurre por la cornisa cantábrica, entre San Sebastián y Santiago de Compostela pasando por Bilbao. Ha sido sustituida en diversos tramos por la autovía A-8, quedando en su mayor parte destinada a dar un servicio de tráfico local a las poblaciones por las que discurre. |
| N-637         | Carretera nacional               | Conforma las partes norte y este del anillo de Bilbao. |
| BI-631        | Carretera autonómica             | Comunica Bilbao con Bermeo. Tiene tramos convertidos en autovía. |
| BI-636        | Carretera autonómica             | Esta carretera tiene su recorrido entre Bilbao y el límite con la provincia de Burgos pasando por Zalla y Valmaseda. Posee tramos convertidos en autovía. |

#### Aeropuerto

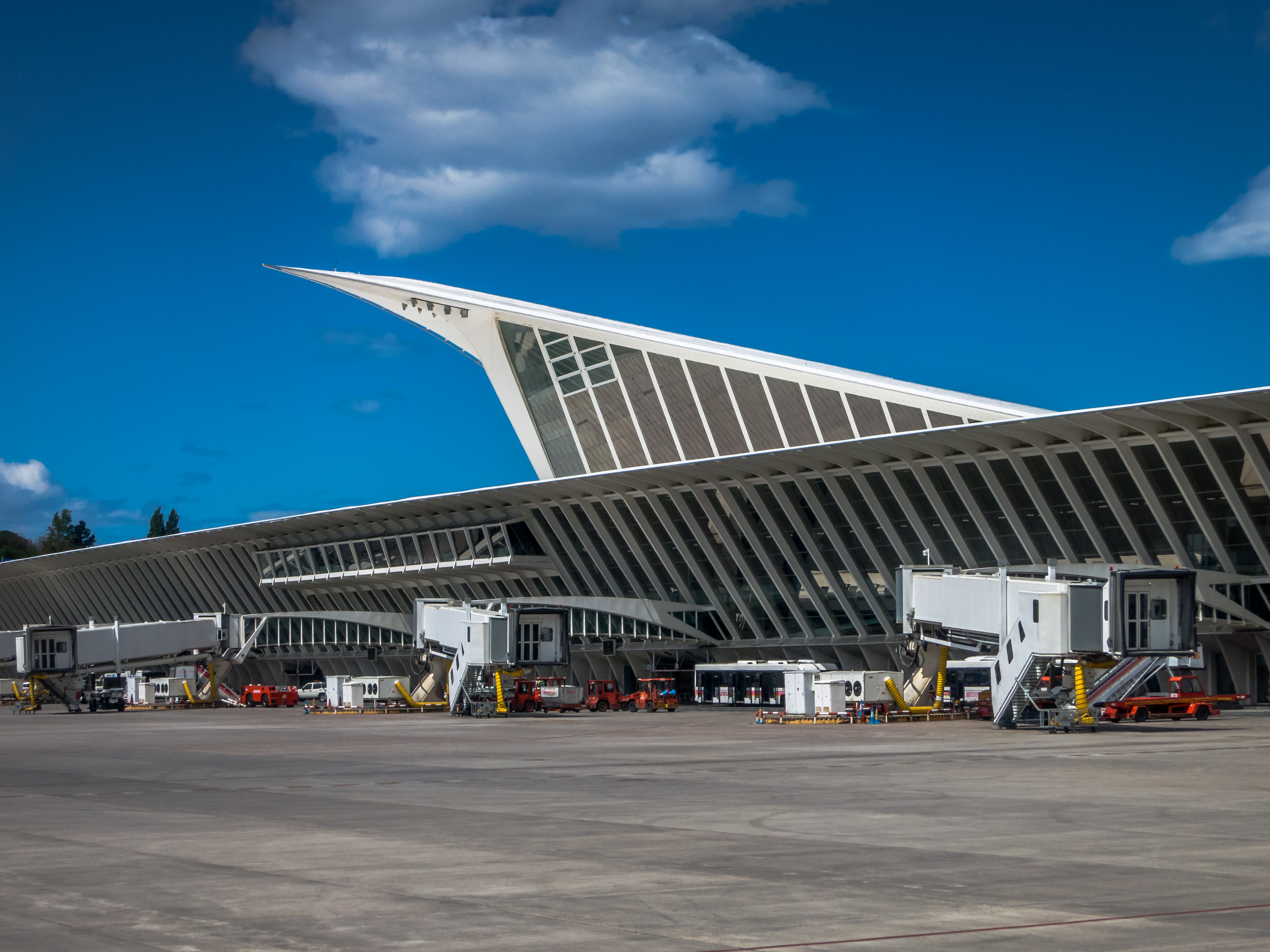
Aeropuerto de Bilbao

El Aeropuerto de Bilbao (IATA: BIO, OACI: LEBB) apodado «La Paloma» por su forma de ave visto desde el aire, se encuentra a 12 km de la villa, entre los términos municipales de Lujua y Sondica. Con un total de 4,2 millones de pasajeros transportados en 2007, es el aeropuerto con más tráfico de todo el arco atlántico. En él operan 20 compañías aéreas que contabilizan un vuelo cada 4,5 minutos.
Inició su actividad el 13 de septiembre de 1948, despegando el primer vuelo con destino a Madrid el día 20, y en el año 2000 se inauguraron sus nuevas instalaciones, obra del arquitecto valenciano Santiago Calatrava, las cuales fueron reformadas seis años después dadas distintas deficiencias como la falta de accesos a minusválidos y de protección contra la habitual lluvia y vientos de la zona. Actualmente se encuentra inmerso en un plan de ampliación y reforma presentado por el Ministerio de Fomento a principios de 2009 y que finalizará en 2014.

#### Autobús

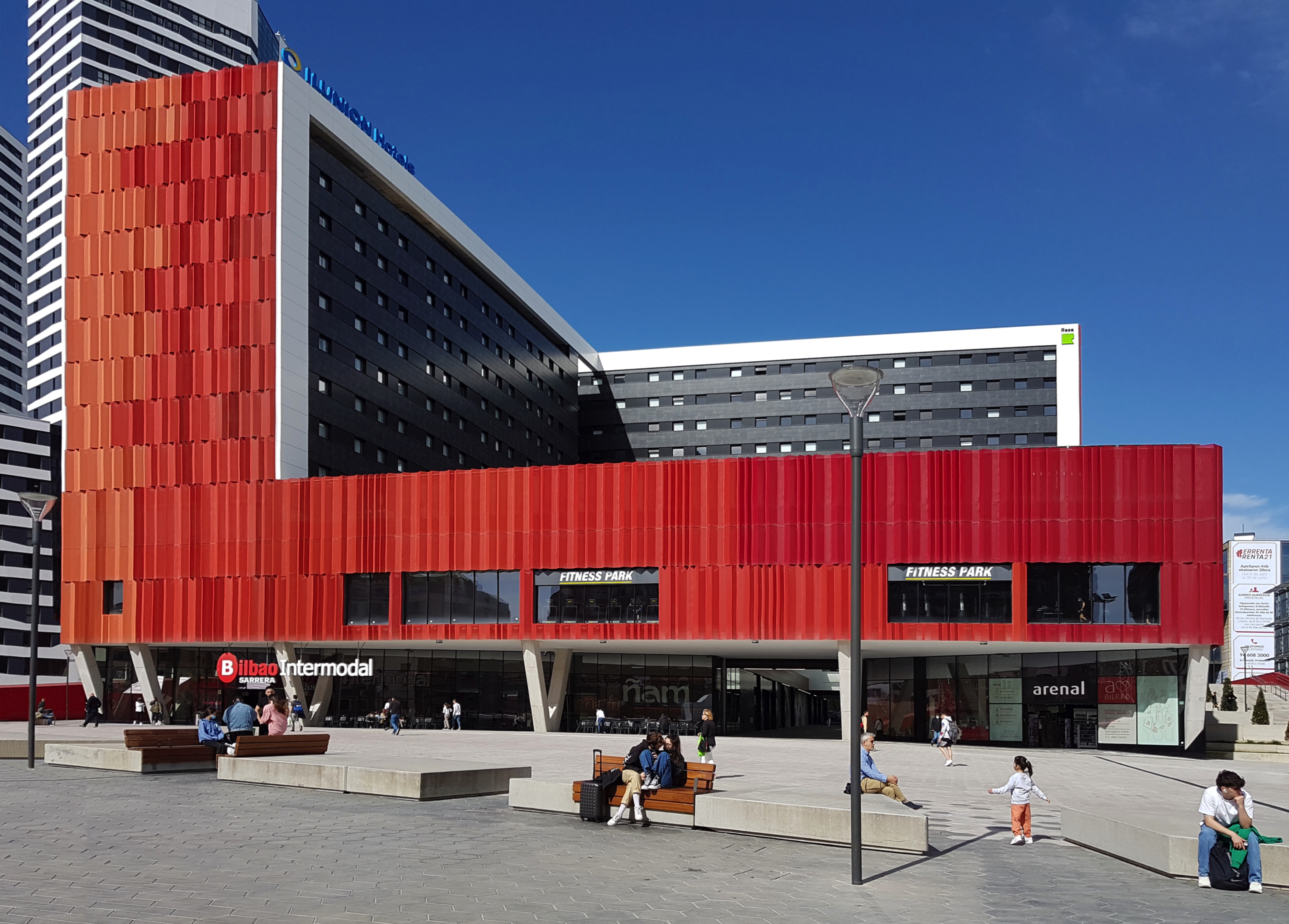
Bilbao Intermodal, o Termibus, principal estación de autobuses

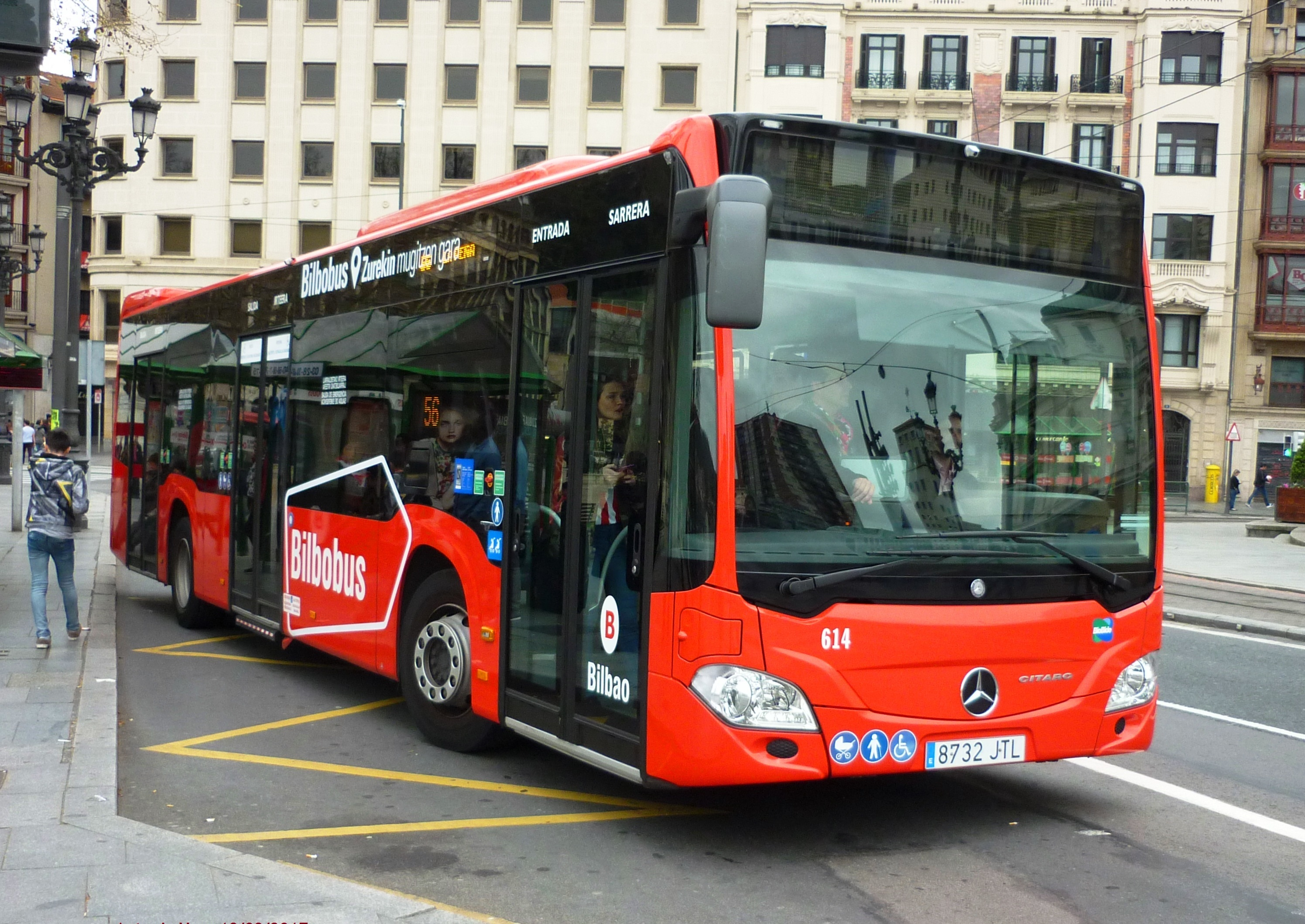
Unidad de Bilbobus

El servicio de autobuses urbanos gestionado por su ayuntamiento se comercializa bajo la marca Bilbobus. La misma cuenta con 28 líneas de autobús, 8 de microbús y 8 líneas de autobuses nocturnos durante los fines de semana denominados Gautxoris. Desde agosto de 2008 se encontraba concesionado por la multinacional francesa Veolia tras la finalización del contrato de TCSA. Sin embargo, se rescindió el contrato y actualmente es BIOBIDE la empresa concesionaria, la cual aglutina a PESA y ALSA. Bilbobus transportó en 2009 25,7 millones de pasajeros, disminuyendo un 0,96 % sus viajes con respecto a 2008.

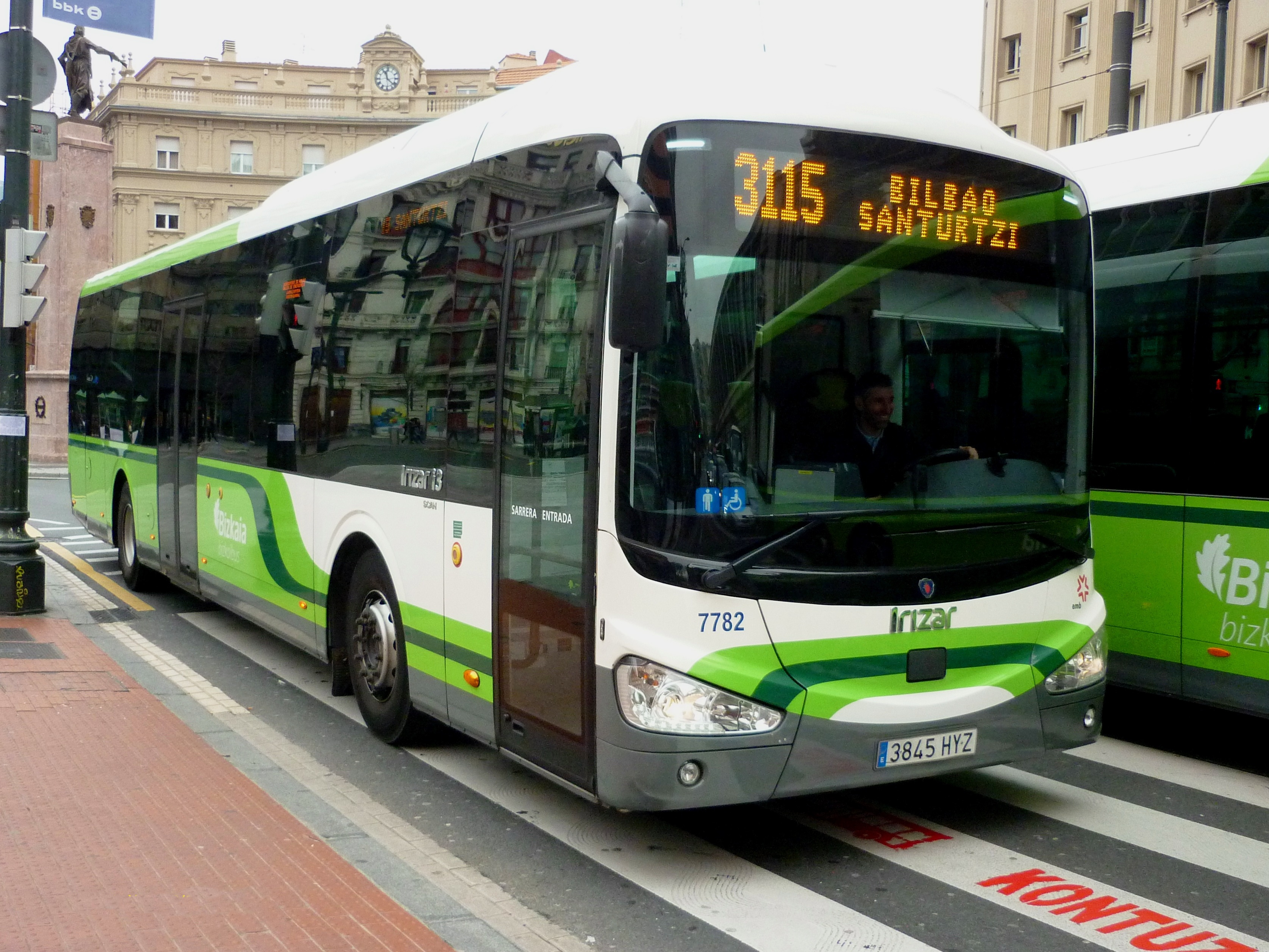
Unidad de Bizkaibus

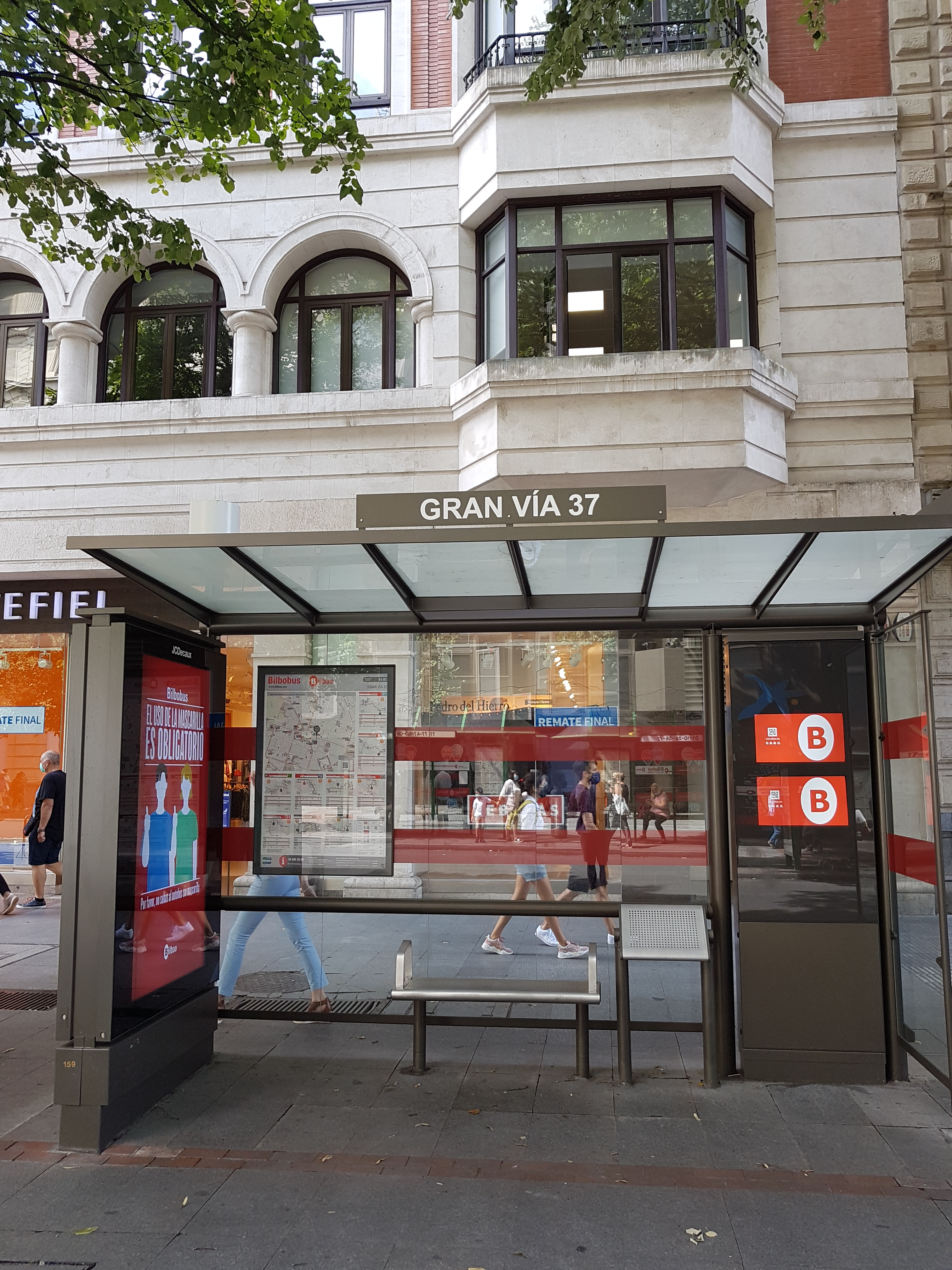
Marquesina de Bilbobus y Bizkaibus en Gran Vía 37 diseñada por Norman Foster

Bizkaibus es el servicio de autobuses interurbanos gestionado por el departamento de Obras Públicas y Transportes de la Diputación Foral de Vizcaya y sus servicios son prestados por siete empresas diferentes: TCSA, CAV, Encartaciones S.A., PESA, Euskotren, Autobuses de Lujua y Continental-Auto. Su principal cometido es unir a los diferentes municipios de la provincia con la capital, aunque también une distintos municipios menores entre sí; realiza así mismo las conexiones desde el aeropuerto de Bilbao con el centro de la ciudad y con la estación de Bilbao Intermodal, la principal estación de autobuses. Del mismo modo, también explota rutas que comunican Bilbao con algunos municipios de Guipúzcoa y Álava.
Otras líneas regulares
ALSA, PESA, IRB Castro, La Unión-La Burundesa, Bilman Bus, Vibasa, Secorbus y Atlassib son otras de las empresas de autobuses que operan en la villa desde la estación de Bilbao Intermodal con diversos destinos nacionales e internacionales.
Autobús turístico

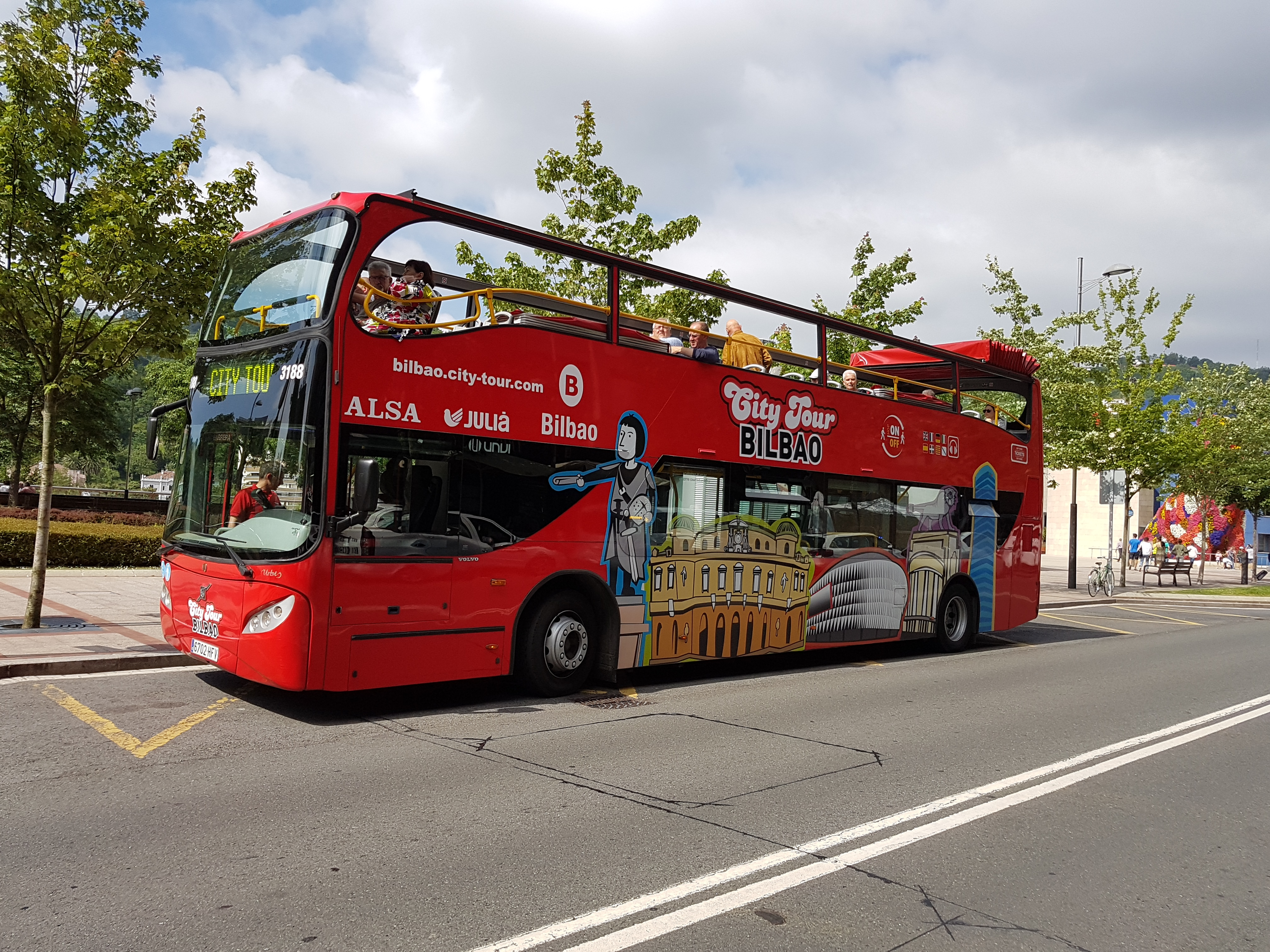
Bilbao City View, bus turístico oficial de Bilbao, en su parada principal junto al museo Guggenheim Bilbao

Bilbao City View es el servicio de bus turístico oficial de Bilbao. El horario es de 10:30 hasta las 19:30 horas sin interrupciones con una frecuencia de media hora. El precio es de 15 euros para adultos y de 7 euros para niños entre de 6 y 12 años. Los buses están adaptados para sillas de ruedas. La ruta de una hora cuenta con once paradas. El recorrido se ofrece con una locución en trece idiomas. Está operado por Bilboko Hirubus Jansangarria S.L.

#### Ferrocarriles
Metro

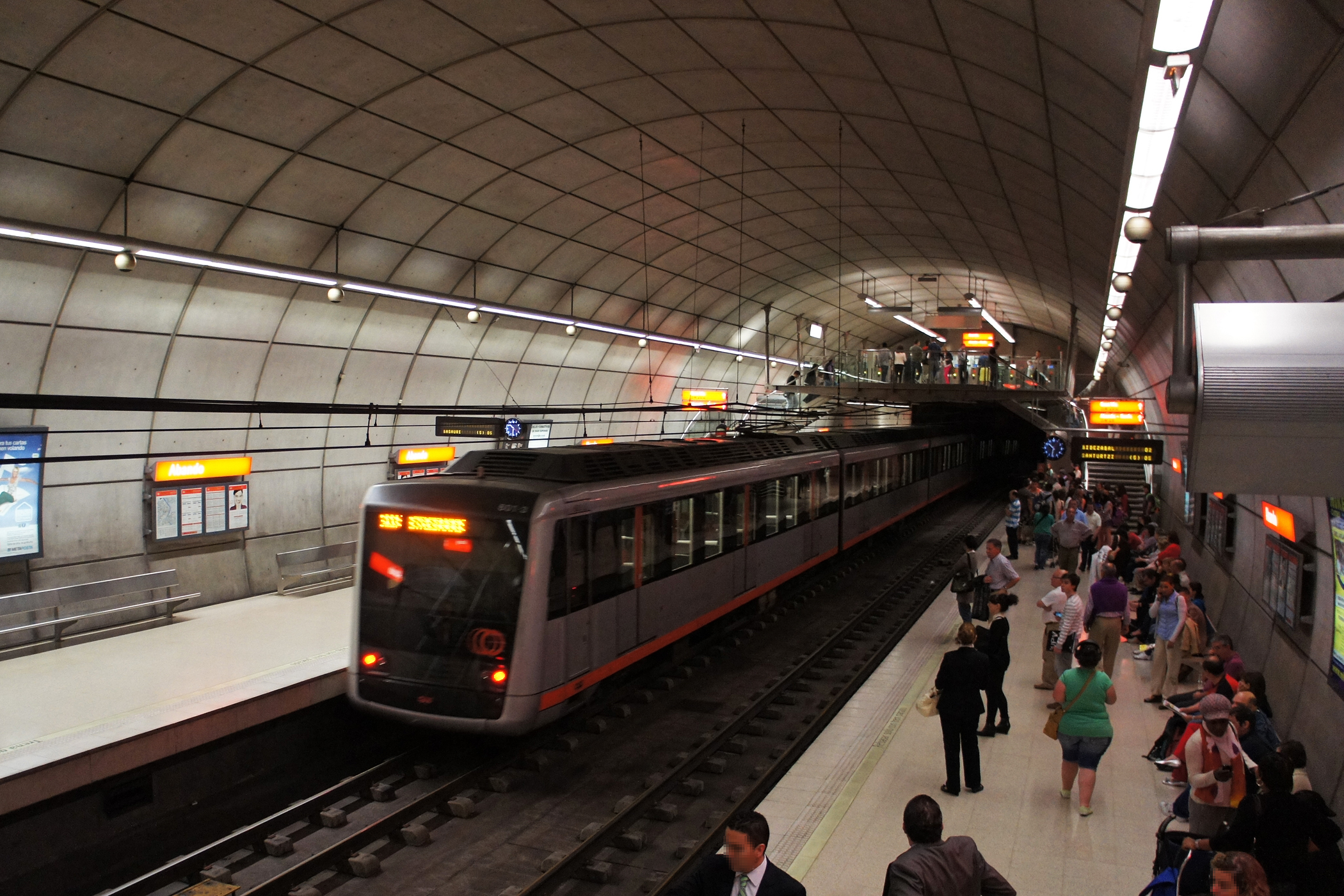
Metro de Bilbao en Abando

El metro de Bilbao fue planificado desde finales de los años 1970 y fue inaugurado el 11 de noviembre de 1995. El servicio consta de tres líneas —Línea 1, Línea 2 y Línea 3—que discurren por ambas márgenes de la ría. En 2019 alcanzó los 97 millones de viajeros.
La línea 3 fue inaugurada el 8 de abril de 2017, uniendo Echévarri con el barrio de Matico, en el distrito de Uríbarri, brindando servicio a 71 086 personas. Se encuentra en proyecto la Línea 4, que unirá la estación de Moyúa con Recalde, y la Línea 5, entre Echévarri y Galdácano.
El diseño de las estaciones fue encargado al equipo de Norman Foster. Basado en el acero, el cristal y el hormigón, la idea era conseguir un diseño urbano, amplio y cómodo. Un aspecto destacable es la estructura de los accesos del Metro, basados en vidrio, los cuales son llamados de manera afectiva «fosteritos», por la relación a su arquitecto.
Tranvía

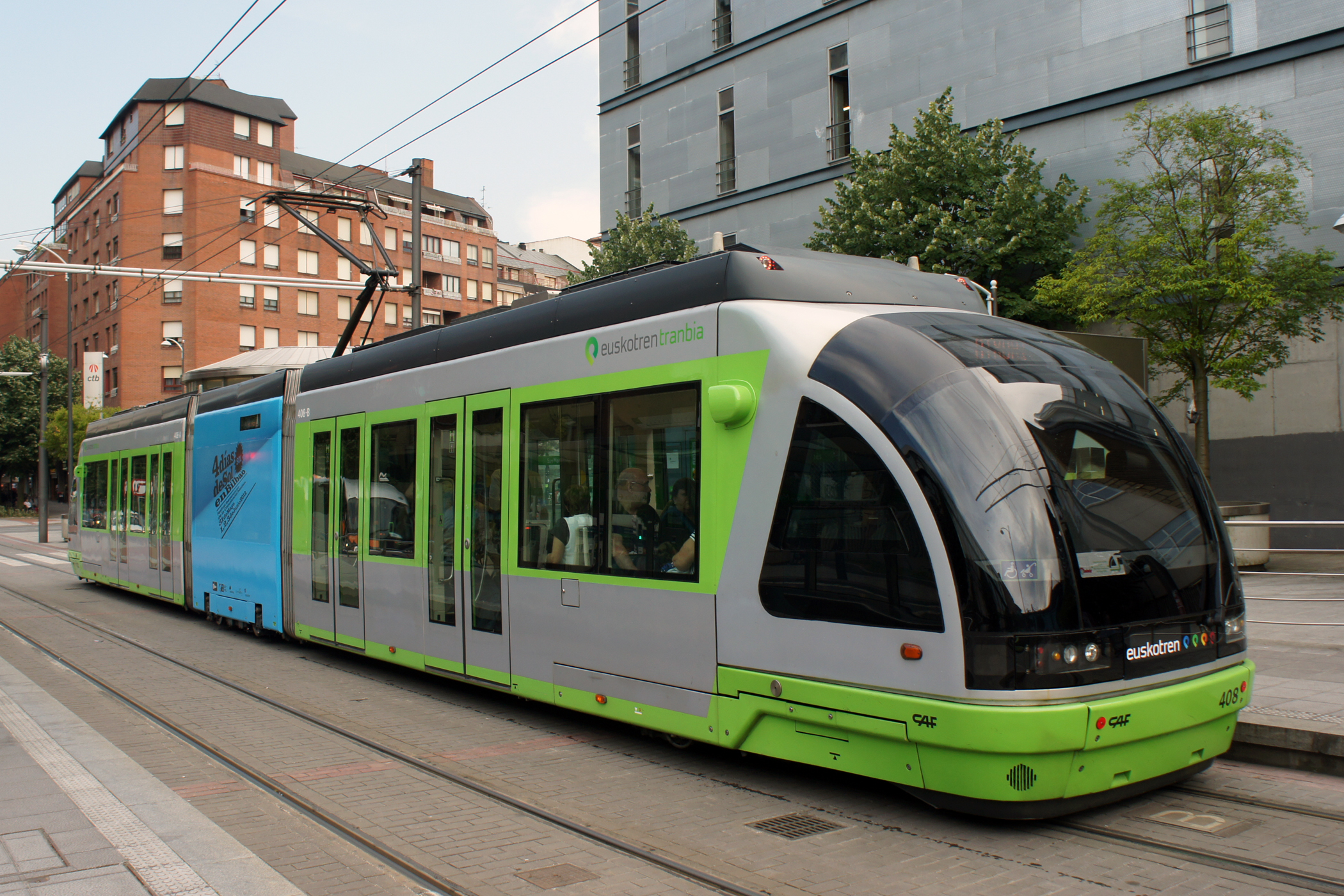
Tranvía circulando entre los barrios de Basurto y Achuri

El primer tranvía llegó a la villa el 9 de septiembre de 1876, cuando se inauguró la línea que unía el Casco Viejo con Zorrozaurre. El vehículo era de tracción animal, como era usual en la época. Más tarde esa línea llegaría a Algorta y en 1882 se inauguraría otra con destino a Santurce. Esta última línea se electrificaría el 1 de febrero de 1896, constituyendo así el primer tranvía eléctrico de España. La línea a Algorta lo haría el 10 de noviembre del mismo año. Hasta 1919 existieron hasta once líneas de tranvías que conectaban distintos barrios de Bilbao y otros municipios. Sin embargo, la aparición del trolebús el 20 de junio de 1940 supuso la paulatina supresión de las líneas tranviarias —la última se cerraría en 1964—. A su vez, los trolebuses también fueron sustituidos, esta vez por autobuses. Para el 28 de octubre de 1978 la tracción eléctrica había desaparecido de la villa.
Veinte años después, en 1998, se firmó un convenio entre el Departamento de transportes del Gobierno Vasco, el ayuntamiento y la sociedad Bilbao Ría 2000 para la construcción de una nueva línea de tranvía. El tranvía se inauguró el 18 de diciembre de 2002 comprendiendo las estaciones entre Achuri y San Mamés. En 2006 el nuevo tranvía, operado por Euskotren bajo la marca Euskotren Tranbia, transportó a 2,9 millones de pasajeros.
Varias ampliaciones posteriores agregaron estaciones intermedias y extendieron la línea hasta Basurto. Se habían planificado tres nuevas paradas en el distrito de Recalde para 2010 pero, finalmente, no se construyeron por oposición popular a favor del metro. El 12 de julio de 2010 se iniciaron las obras que, atravesando la calle Autonomía, conectaron Basurto y La Casilla.
Renfe Cercanías

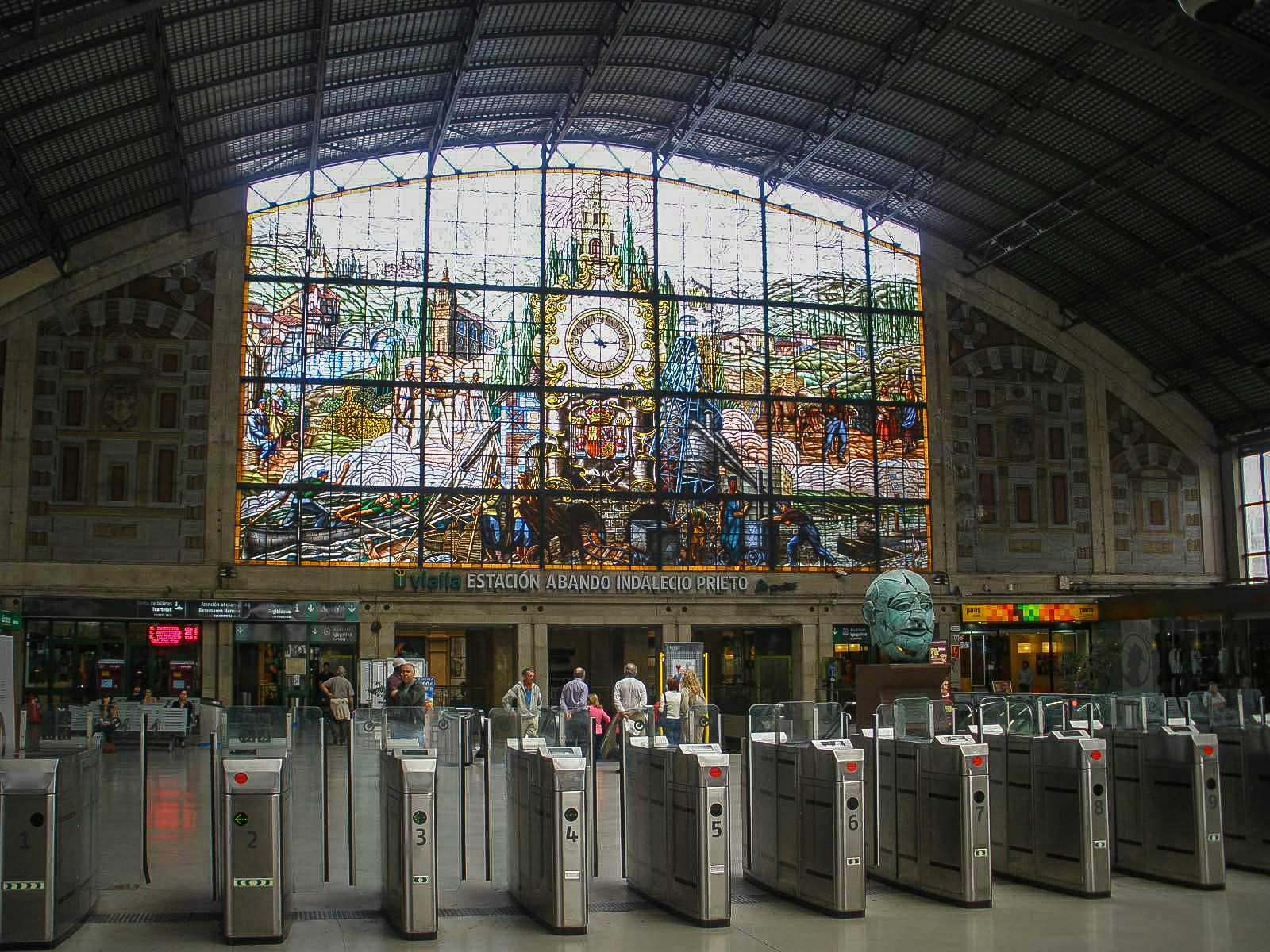
Vidriera de la Estación de Abando Indalecio Prieto

El servicio de Renfe Cercanías cuenta con cuatro líneas. La línea C-1 (Bilbao-Abando - Santurce) es la de mayor demanda y presta servicio a los municipios de la margen izquierda de la ría. La línea C-2 (Bilbao-Abando - Musques) sigue el mismo recorrido que la línea C-1, hasta la estación de Baracaldo, donde se bifurca hacia la cuenca minera. La línea C-3 (Bilbao-Abando-Orduña), prácticamente remonta el cauce del río Nervión desde la villa, hasta llegar casi a su nacimiento en Orduña. Estas tres líneas parten desde la estación de Abando Indalecio Prieto. Finalmente, la línea C-4 entre Bilbao-Concordia y La Calzada (Valmaseda) une la capital vizcaína con los municipios de la comarca de Las Encartaciones. Su paso por el barrio de Basurto ha sido soterrado. Durante el ejercicio 2005, el servicio de Cercanías transportó 21,3 millones de pasajeros.
En cuanto a largo recorrido se refiere, se encuentra comunicado con el resto de España gracias a los servicios de altas prestaciones Alvia y Arco a través de la línea Bilbao-Miranda de Ebro- Castejón. También se prestan servicios nocturnos.
Actualmente se están terminando las obras de la línea de alta velocidad que unirán la capital vizcaína con Madrid a través de la conocida Y vasca. Bilbao ganará 85 000 m² al soterrar las vías con la llegada de la Y vasca. Asimismo, la llegada del TAV a Bilbao supondrá la remodelación total de la estación de Abando.
Renfe Cercanías AM

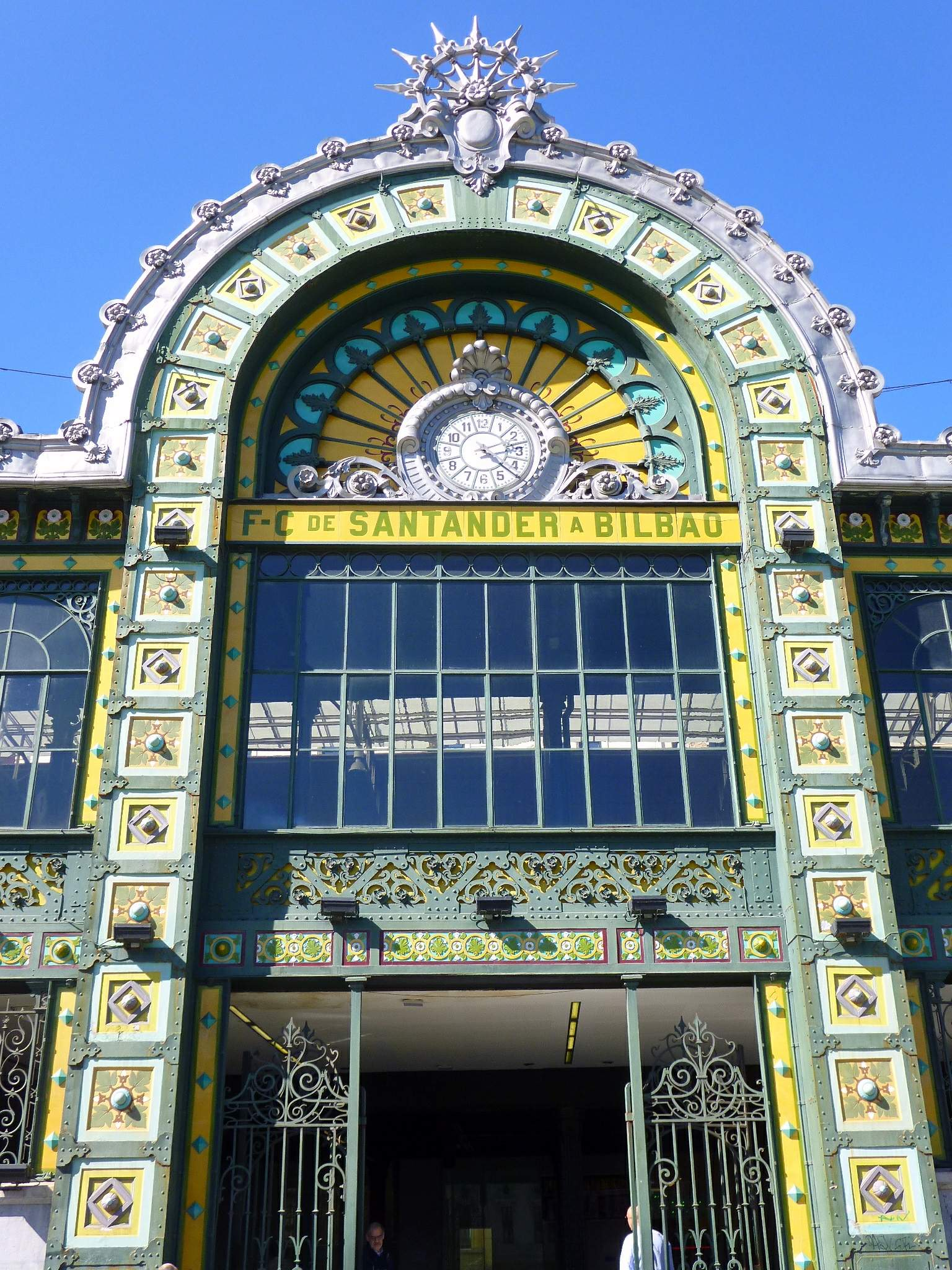
Estación Bilbao-Concordia de FEVE

Por su parte, el servicio de Renfe Cercanías AM (antigua FEVE) posee una línea de cercanías entre Bilbao y Carranza, R-3b, que une la capital vizcaína con los municipios de la comarca de Las Encartaciones. También cuenta con dos líneas Regionales que unen Bilbao con Santander por la costa, y con León por la línea del ferrocarril de La Robla. La estación terminal, Bilbao-Concordia, está dentro de la ruta de El Transcantábrico, un tren turístico que recorre la cornisa cantábrica durante 8 días y 7 noches.
Euskotren Trena

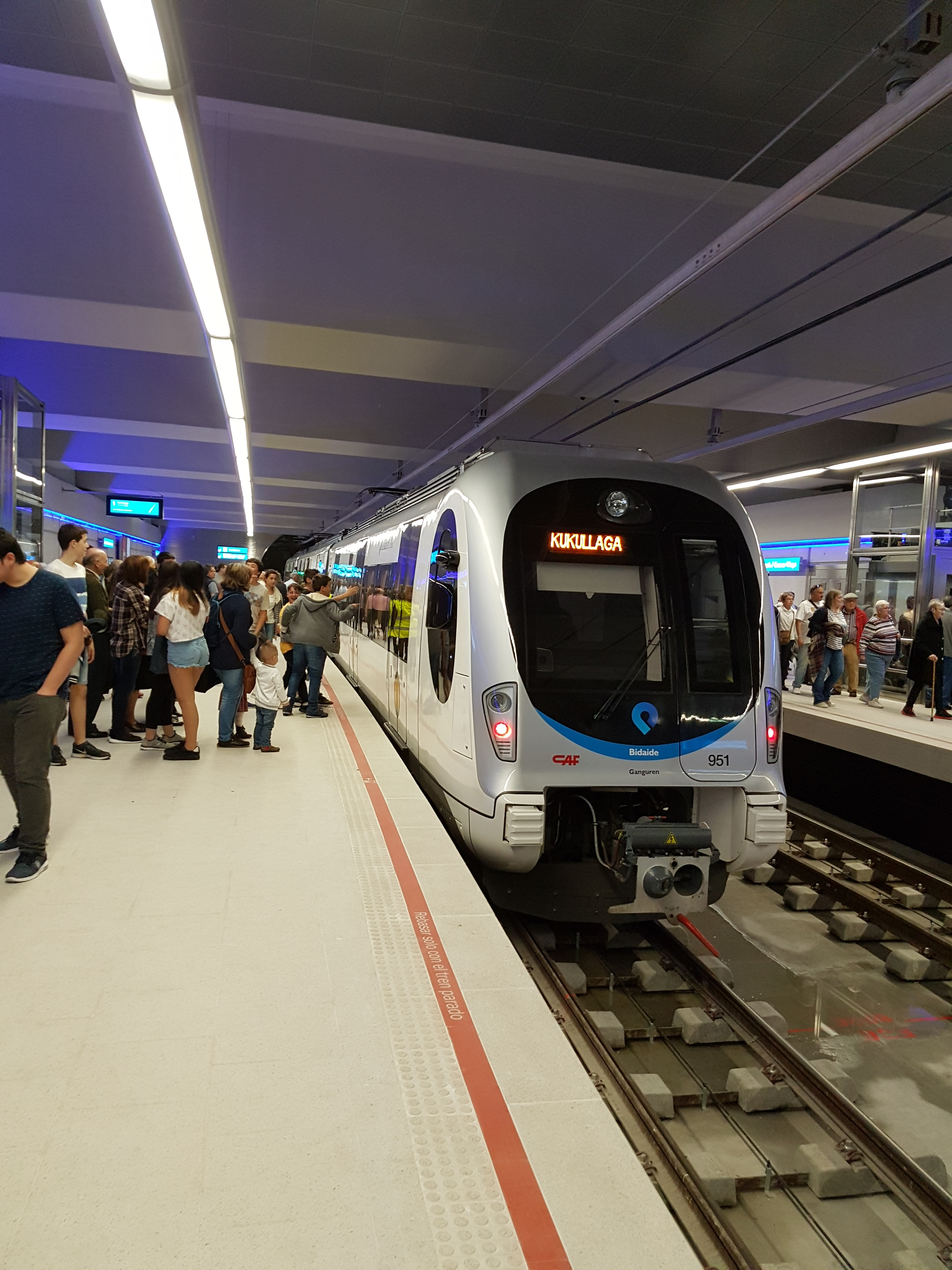
Unidad de Euskotren en la estación de Zazpikaleak/Casco Viejo

Euskotren, con su servicio Euskotren Trena, opera tres líneas de cercanías que la conectan con Lezama, Bermeo y San Sebastián. En 2006 transportó a más de 17 millones de pasajeros.

#### Funicular

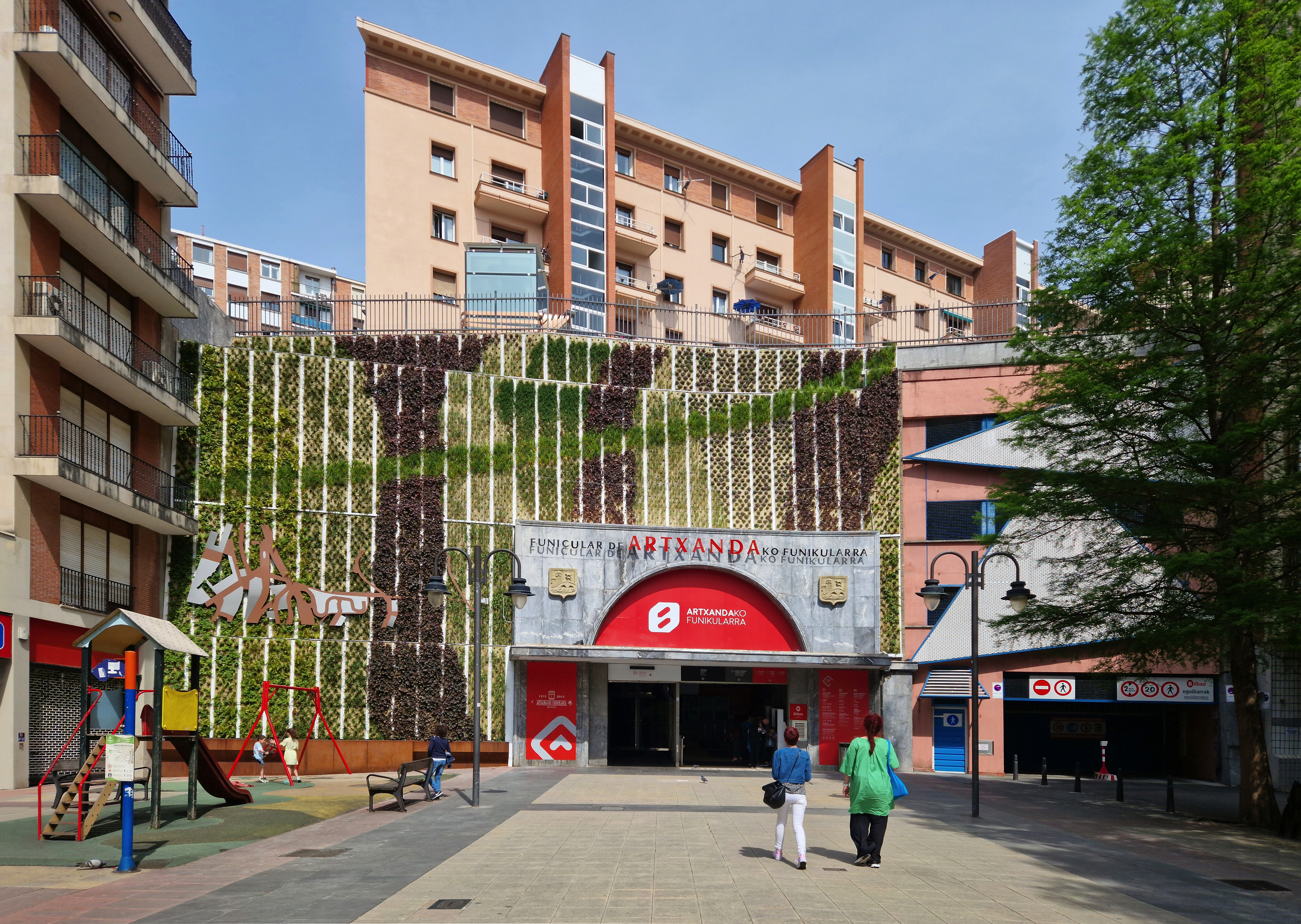
Acceso al funicular de Archanda desde Bilbao

El ayuntamiento es responsable del funicular de Archanda, un funicular que permite el ascenso al monte Archanda y que fue inaugurado el 7 de octubre de 1915.
Bilbao es la ciudad de España con más elementos mecánicos elevadores instalados en sus barrios en proporción al número de habitantes. La villa cuenta con 39 ascensores en 32 instalaciones, funcionando las 24 horas, a los que hay que sumar 20 rampas mecánicas y escaleras mecánicas (en 5 zonas).

#### Bicicletas eléctricas

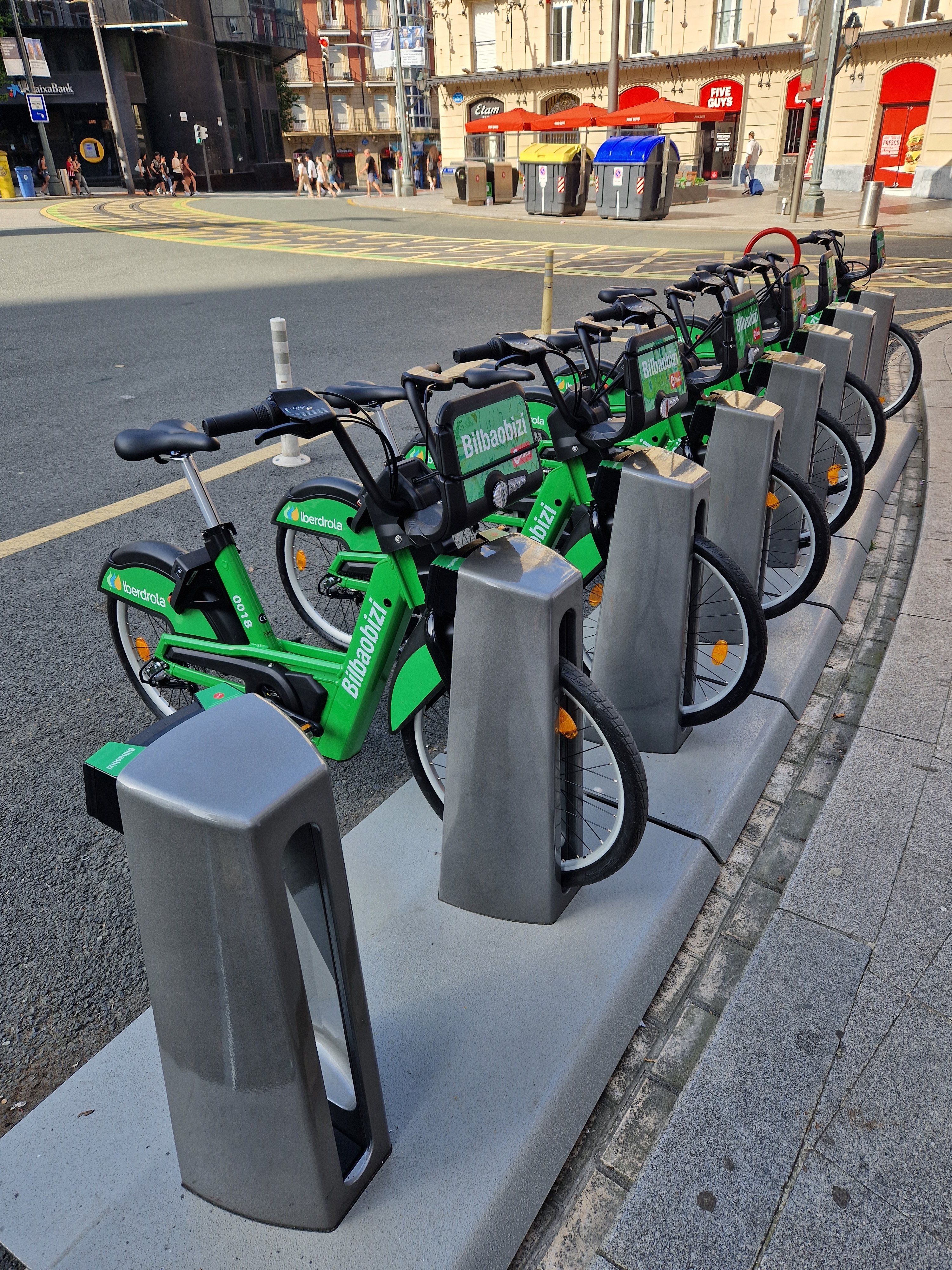
Bilbaobizi

El Área de Movilidad y Sostenibilidad del Ayuntamiento de Bilbao puso en marcha el 27 de octubre de 2018 el nuevo servicio de Préstamo de Bicicleta Pública de Bilbao denominado Bilbaobizi. Concebido como un servicio público de préstamo individual de bicicletas de pedaleo asistido o bicicletas eléctricas, el horario fue de 24 horas todos los días del año. Sin embargo, desde el 6 de julio de 2020 el servicio fue recortado, pasando a ser de 6:30 a 21:30, y con un uso máximo de 30 minutos continuados y de 1 hora diaria.

#### Transporte marítimo

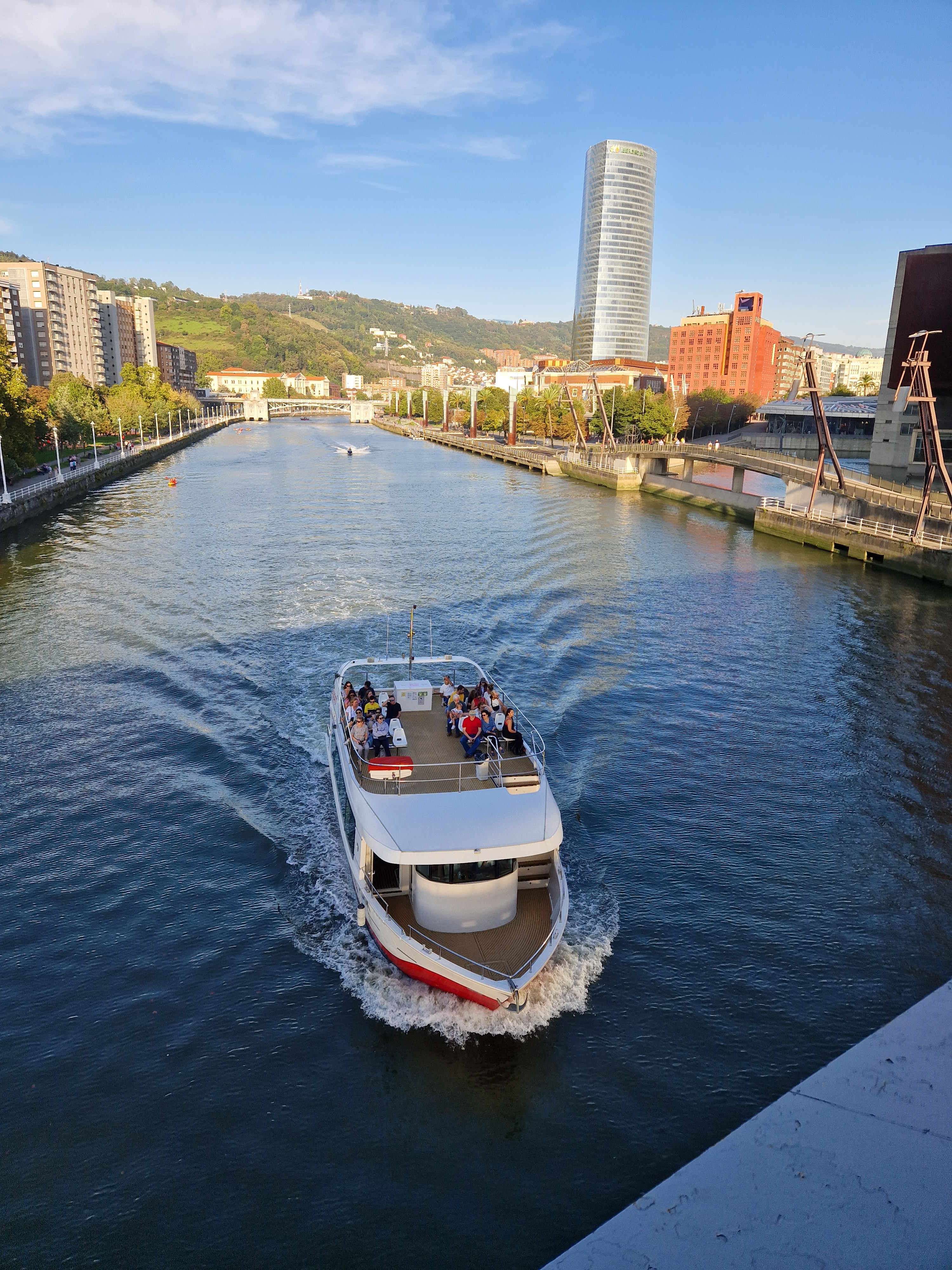
Barco turístico Bilboats en la ría a su paso por el puente Euskalduna

Desde 1993 la naviera P&O Ferries unió el puerto de Bilbao, en Santurce, con Portsmouth (Inglaterra) mediante su ferry Pride of Bilbao con una frecuencia de un viaje por cada tres días. En 2006 el servicio transportó a más de 200 000 pasajeros. A principios de 2010, la naviera P&O Ferries confirmó la suspensión del mencionado servicio, debido a poca rentabilidad del mismo. Por ello, el Pride of Bilbao dejó de operar en septiembre de 2010.
Entre el 18 de mayo de 2006 y el 15 de marzo de 2007, la también naviera Acciona Trasmediterránea ofreció dos servicios semanales entre Santurce y Portsmouth, los cuales fueron suspendidos. En los diez meses en los que estuvo activo el ferry Fortuny transportó 20 000 pasajeros.
Bilboats es el barco turístico de Bilbao que ofrece la posibilidad de conocer la villa mediante un paseo marítimo-cultural por su ría, incluyéndose tanto la opción de navegar Bilbao como navegar al mar.

#### Estadísticas de transporte público
De acuerdo con el reporte realizado por Moovit en julio de 2017, el promedio de tiempo que las personas pasan en transporte público en Bilbao, por ejemplo desde y hacia el trabajo, en un día de la semana es de 35 min., mientras que el 3 % de las personas pasan más de dos horas todos los días. El promedio de tiempo que las personas esperan en una parada o estación es de 7 min, mientras que el 4 % de las personas esperan más de 20 minutos cada día. La distancia promedio que la gente suele recorrer en un solo viaje es de 6.9 km, mientras que el 10 % viaja por más de 12 km en una sola dirección.

## Cultura
Si bien en la capital se reproducen una gran mayoría de los elementos fundamentales de la cultura vasca como el uso de la txapela, existen sin embargo ciertas particularidades que definen rasgos propiamente bilbaínos. Entre estas particularidades se encuentran palabras típicas como sinsorgo, coitao, ganorabako, sirris o mocordo; además de las bilbainadas, un género musical.
En la cultura popular española, se definió un perfil jocoso de sus habitantes empleado básicamente en chistes. Algunos de estos estereotipos los representan como seres toscos, arrogantes, exagerados y en ocasiones con fuerzas u otras capacidades sobrehumanas, capaces de ingerir enormes cantidades de chuletones o bebidas alcohólicas y pagar grandes sumas de dinero, incluso de manera altruista. También se presentan las figuras del chiquitero —bebedor de chiquitos, pequeños vasos de vino— y del chirene, un personaje cómico y socarrón. Sin embargo, estas expresiones culturales están cayendo progresivamente en desuso a raíz de la modernización urbana y el papel de los medios de comunicación.

### Museos

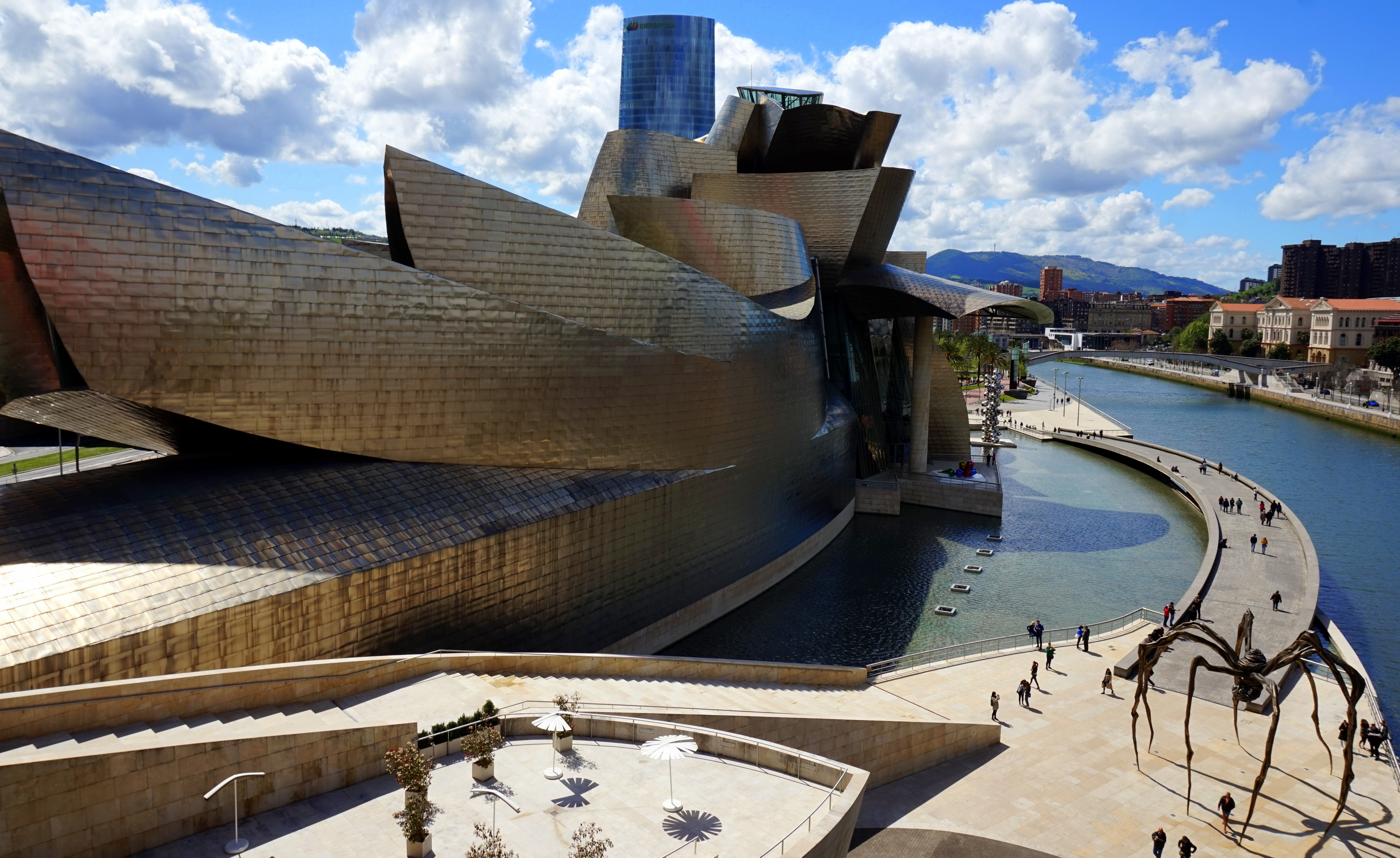
Museo Guggenheim Bilbao

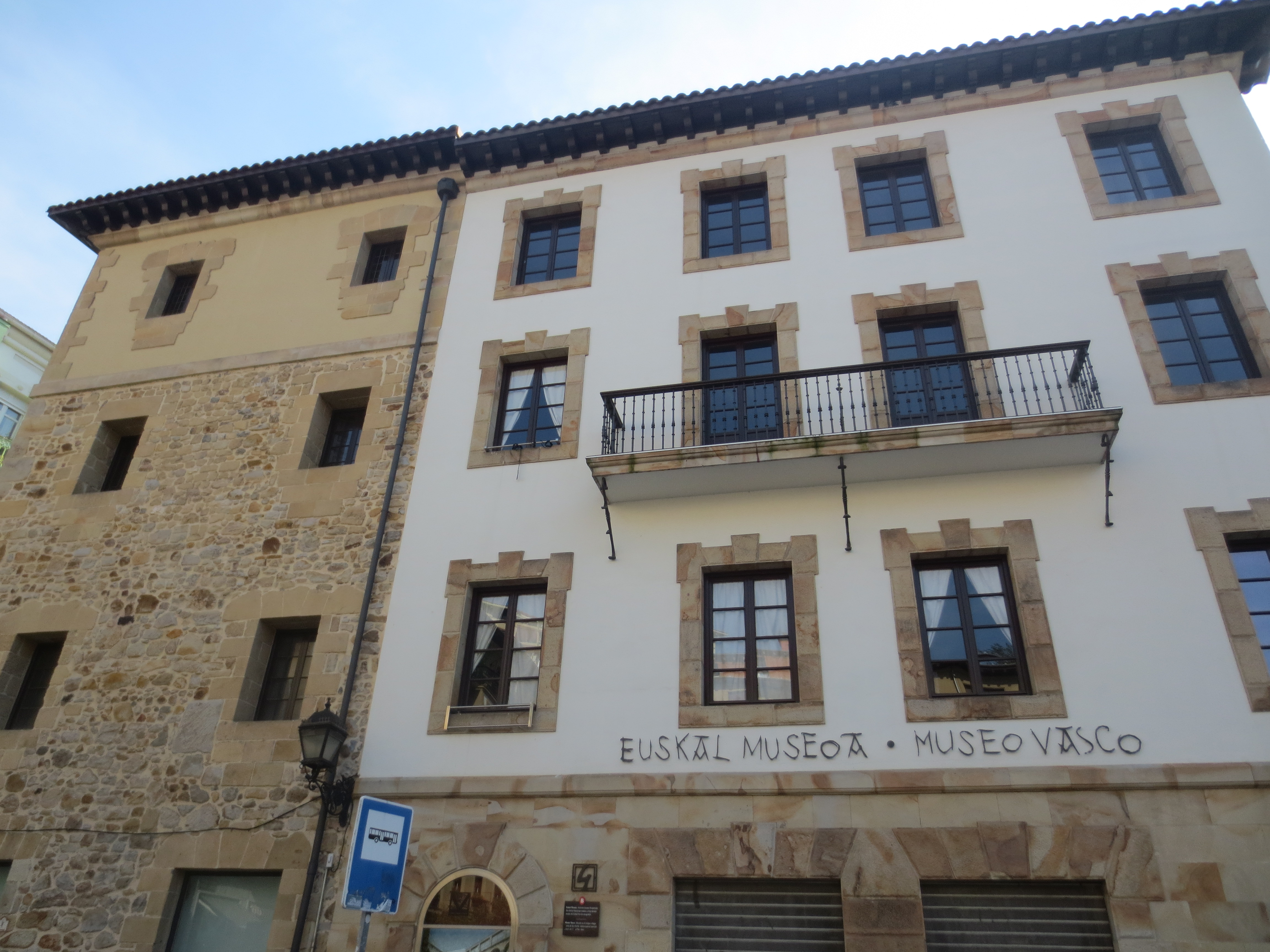
Museo Vasco de Bilbao

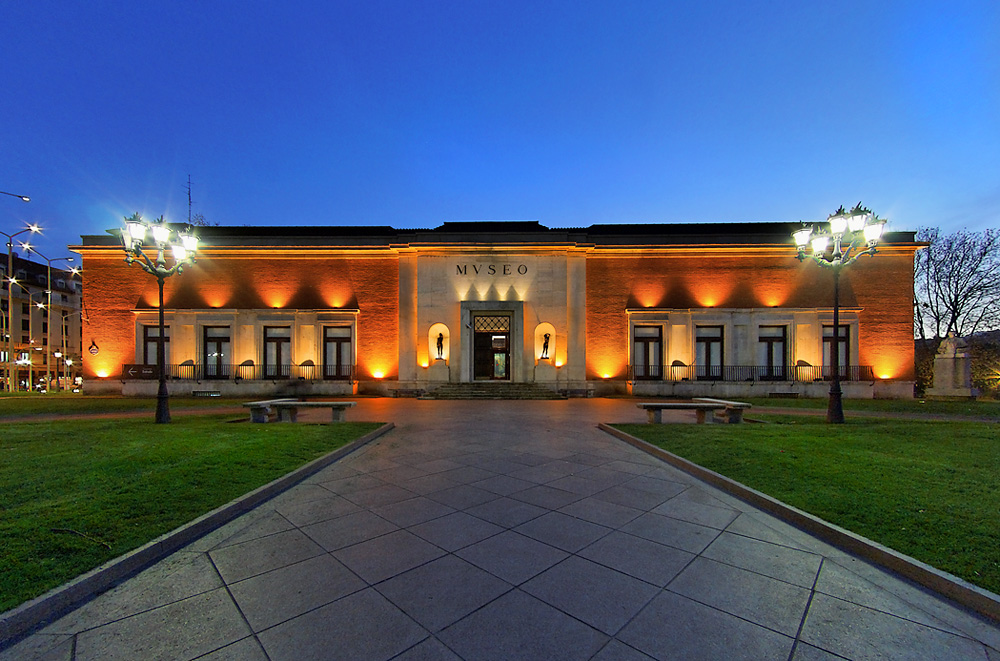
Museo de Bellas Artes de Bilbao

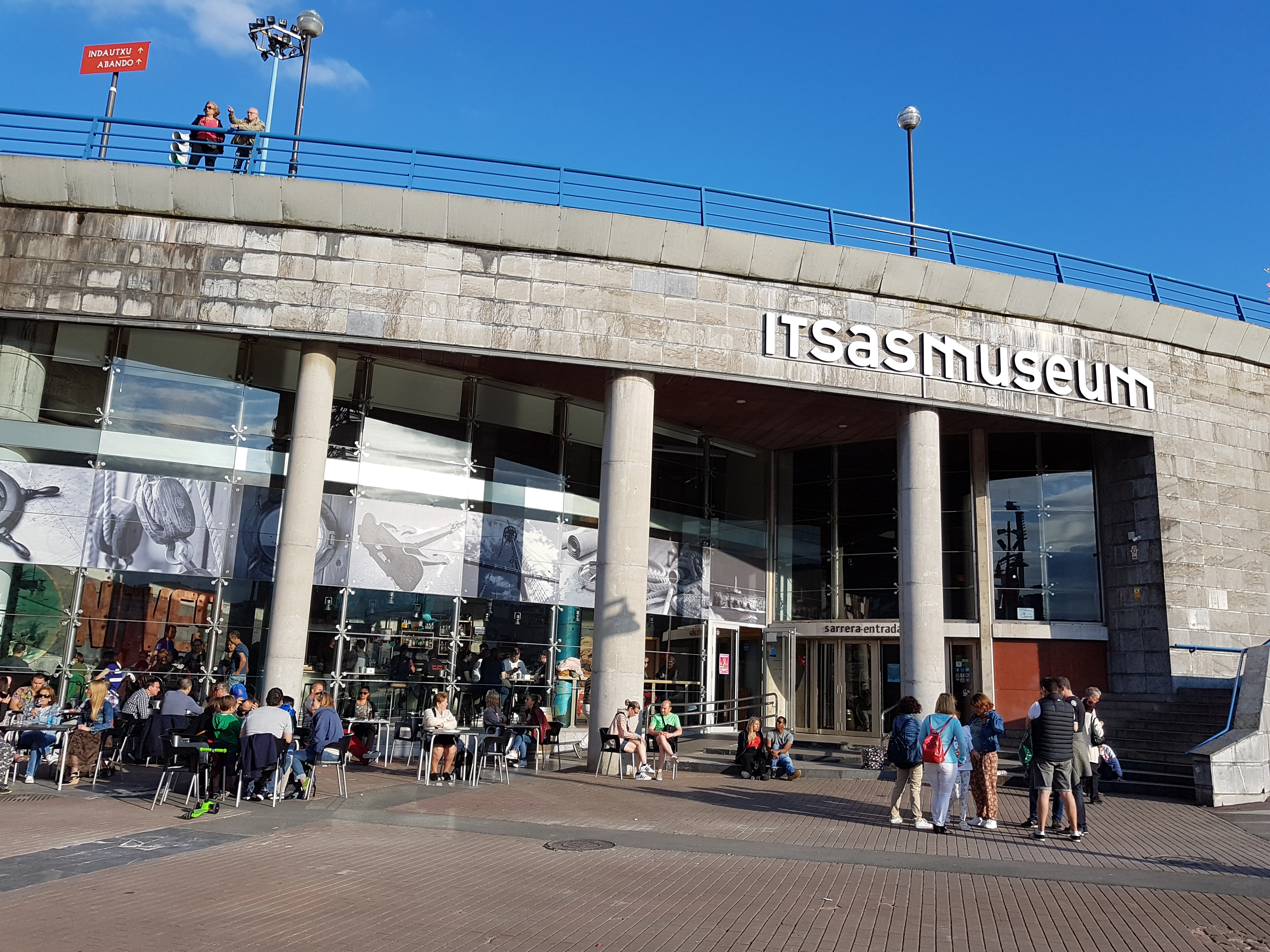
Itsasmuseum Bilbao

Su oferta museística comprende más de una decena de instituciones que abarcan distintas ramas del arte, las ciencias y el deporte.
Destaca el reconocido Museo Guggenheim Bilbao, de la Fundación Solomon R. Guggenheim, inaugurado el 19 de octubre de 1997 y obra del arquitecto canadiense Frank Gehry. Su colección permanente se basa en las artes visuales posteriores a la segunda mitad del siglo XX y de la actualidad, con autores como Richard Serra y Jeff Koons, aunque en distintas exposiciones temporales se exhibieron obras de temática más variada, como un análisis del arte ruso o grabados de Alberto Durero.
Otra importante pinacoteca es el Museo de Bellas Artes creado en 1908, que recoge obras realizadas desde el siglo XII hasta la actualidad. Su repertorio anterior a 1900 se centra principalmente en artistas españoles y flamencos (El Greco, Zurbarán, Murillo, Goya, Van Dyck) y así mismo alberga el repertorio más nutrido de arte vasco, con obras desde el siglo XIX hasta la actualidad. Cuenta además con un llamativo repertorio de vanguardias internacionales, desde el postimpresionismo de Paul Gauguin hasta el pop art y la figuración expresionista de Francis Bacon.
Tratando a las ciencias se encuentra el Museo Vasco de Bilbao, que conserva objetos y realiza exposiciones referentes al pasado vasco, y el Itsasmuseum Bilbao emplazado a orillas de la ría y que cuenta en su colección con barcos y otros elementos referentes a la actividad marítima y portuaria de la región, destacando la grúa Carola vestigio de los Astilleros Euskalduna que en su día fue la máquina elevadora más potente de toda España.

### Teatros y auditorios

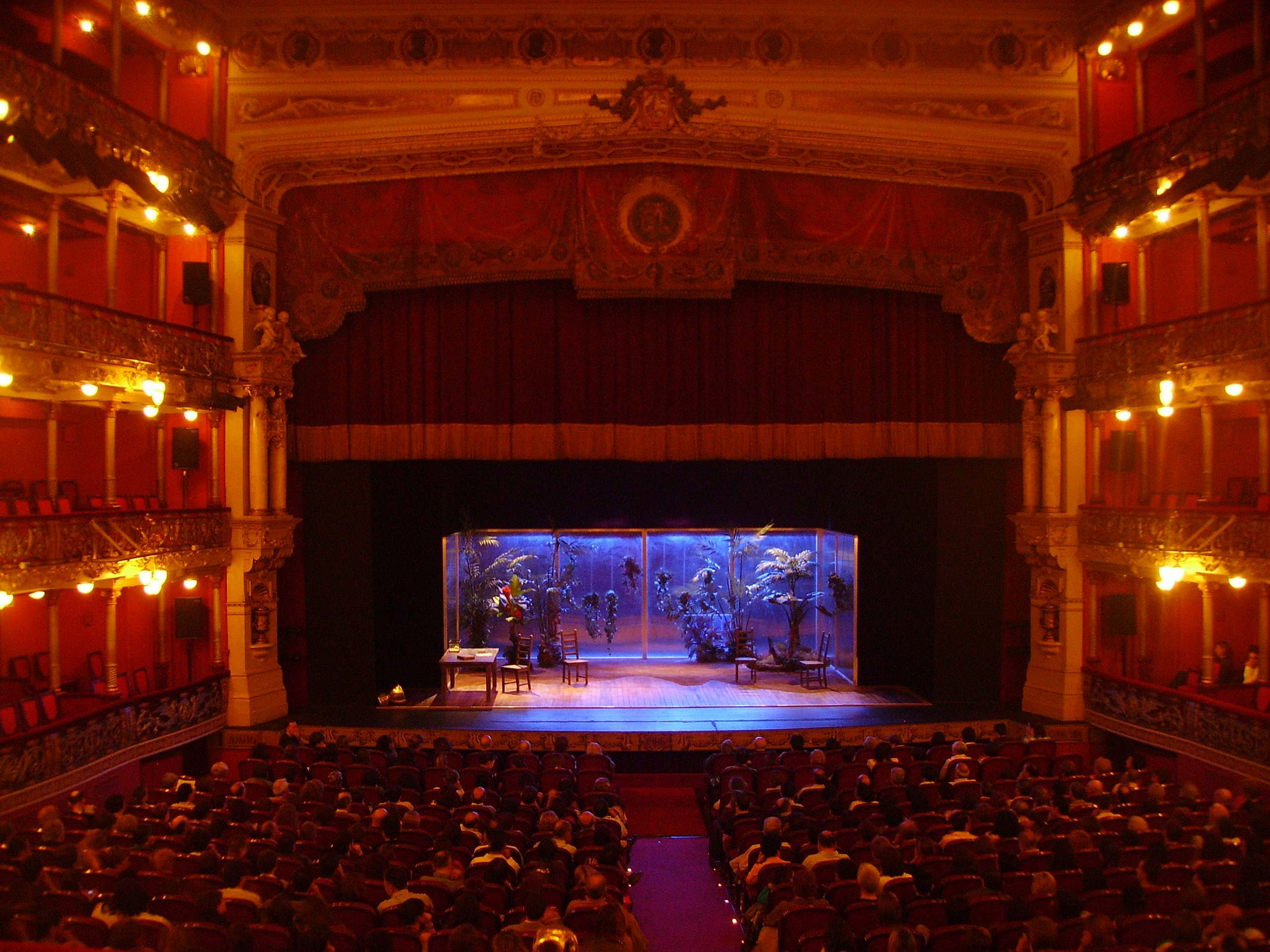
Teatro Arriaga

La principal sala de la ciudad es el Teatro Arriaga, reabierto en 1985 como teatro municipal con una programación variada que incluye danza, ópera, música y teatro. También cuentan con una activa programación el Teatro Campos Elíseos y el Palacio Euskalduna, este último con un gran auditorio y varias salas de menor aforo y es sede de la Orquesta Sinfónica de Bilbao así como de la temporada de ópera. Otros escenarios destacables son la sala de la Sociedad Filarmónica (de gran tradición en la ciudad y una programación de música de cámara), la Sala Bilborock (de gestión municipal y consagrada especialmente a música pop-rock), La Fundición (danza y teatro contemporáneos), la sala Pabellón 6 (espacio impulsado, entre otros, por el dramaturgo bilbaíno Ramón Barea), o la Sala BBK (auspicida por la homónima caja de ahorros). Igualmente dispone de equipamientos escénicos el centro cultural Azkuna Zentroa. Entre las salas musicales de gestión privada sobresale por su intensa actividad el Kafe Antzokia.

### Festivales artísticos

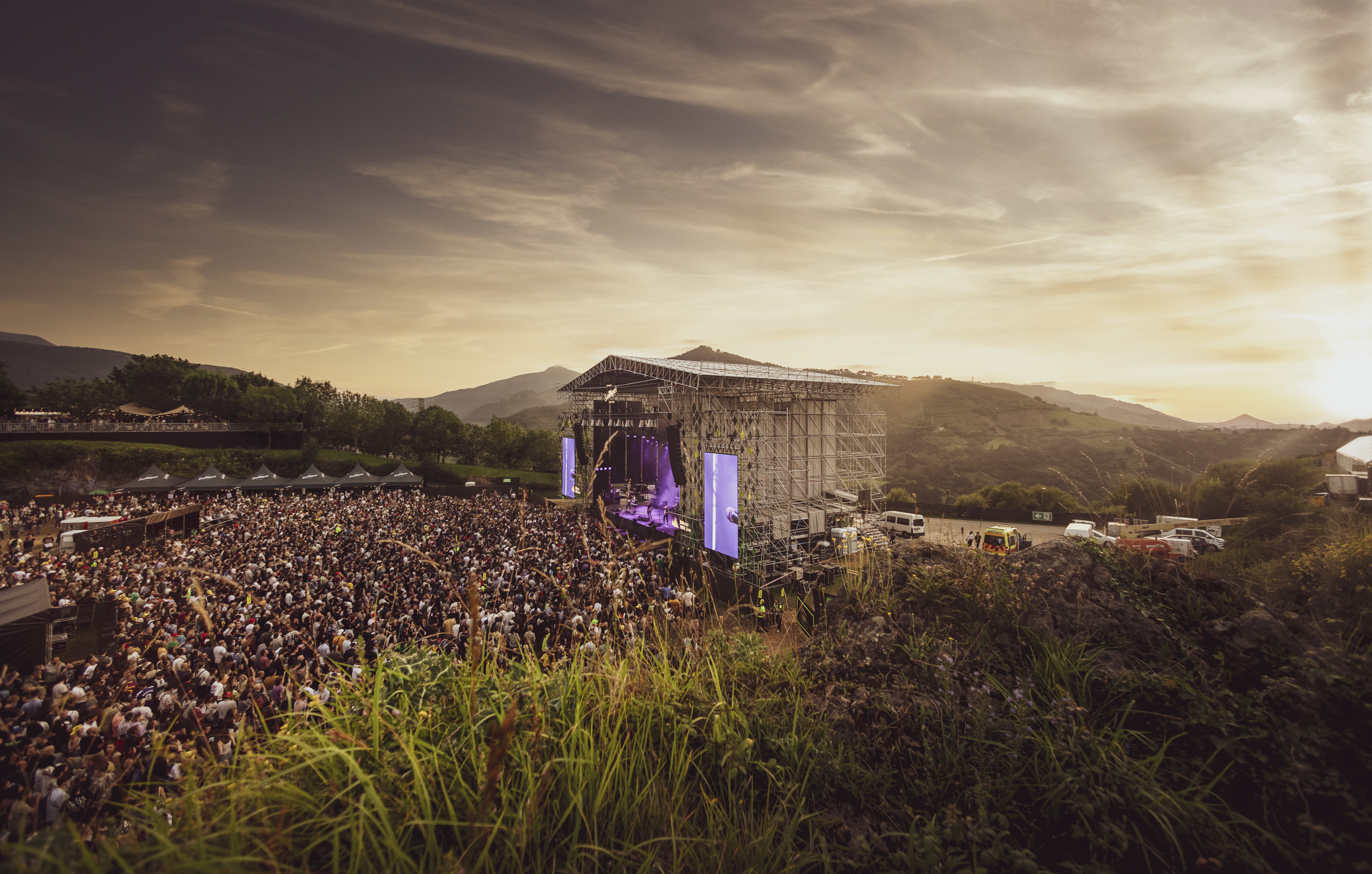
Bilbao BBK Live en 2024

Se llevan a cabo gran cantidad de festivales artísticos, de carácter anual, a menudo patrocinados por el ayuntamiento.
En la rama de la música, destaca por su envergadura el Bilbao BBK Live, que se celebra desde 2006, atrayendo desde entonces a muchas figuras del panorama pop-rock internacional y nacional. Así mismo, tras la inauguración del nuevo estadio de fútbol de San Mamés se inició su uso como recinto para grandes conciertos, siendo estrenado como tal el 30 de mayo de 2017 por el grupo de hard rock Guns N' Roses. En otros géneros musicales se encuentran el Bilbao Distrito Jazz y el Bilbao Ars Sacrum, dedicado a la música sacra.
En las artes audiovisuales, destaca el Festival Internacional de Cine Documental y Cortometrajes de Bilbao, más conocido como Zinebi. Su primera edición se llevó a cabo en 1959 bajo el nombre Certamen Internacional de Cine Documental Iberoamericano y Filipino de Bilbao, con la intención de ser un festival complementario al de San Sebastián. Desde 1981 es responsabilidad del ayuntamiento, quien trasladó su sede al teatro más importante de la ciudad, el Teatro Arriaga. En cuanto a las artes escénicas, el ayuntamiento promueve el festival Zirkuitoa, una iniciativa creada en el año 2000 que busca proporcionar un espacio para las compañías locales de teatro amateur. Bilbao también es sede durante el mes de diciembre del Fun & Serious Game Festival, el mayor festival europeo del videojuego.

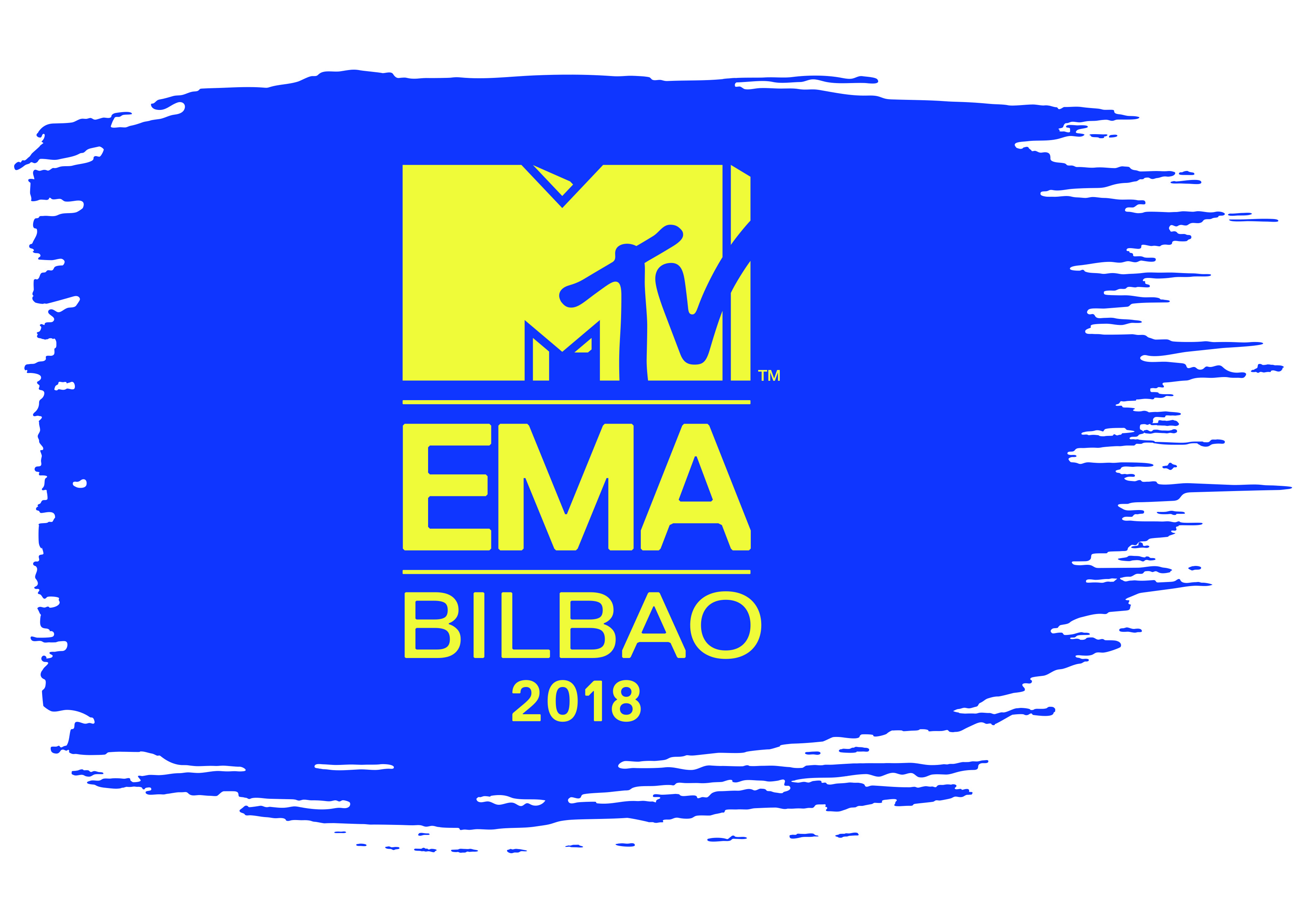
MTV Europe Music Awards 2018

En el terreno deportivo-cultural, Bilbao es la sede del SAIL IN Festival, un evento único en el ámbito de la vela, que atrae cada año a las grandes figuras internacionales del deporte. La primera edición del SAIL IN Festival tuvo lugar en el año 2013 y desde entonces se celebra anualmente a primeros de marzo. La agenda del festival incluye la proyección de películas y largometrajes sobre vela, conferencias y charlas impartidas por los mejores regatistas y marinos del mundo, masterclass de expertos en diferentes materias, exhibiciones de fotografía en las localizaciones emblemáticas de la ciudad. Se trata de un evento abierto al público. La villa celebra a su vez el Bilbao Mendi Film Festival, un importante festival internacional de cine de montaña.
El 19 de junio de 2018, Bilbao fue sede de la gala de entrega de los premios a Los 50 Mejores Restaurantes del Mundo (The World's 50 Best Restaurants). El 30 de septiembre de 2017 se confirmó que Bilbao sería la sede de los MTV Europe Music Awards 2018, celebrándose el 4 de noviembre de dicho año. El 19 de enero de 2019 Bilbao acogió la gala final de la séptima edición de los premios Feroz.

### Semana Grande

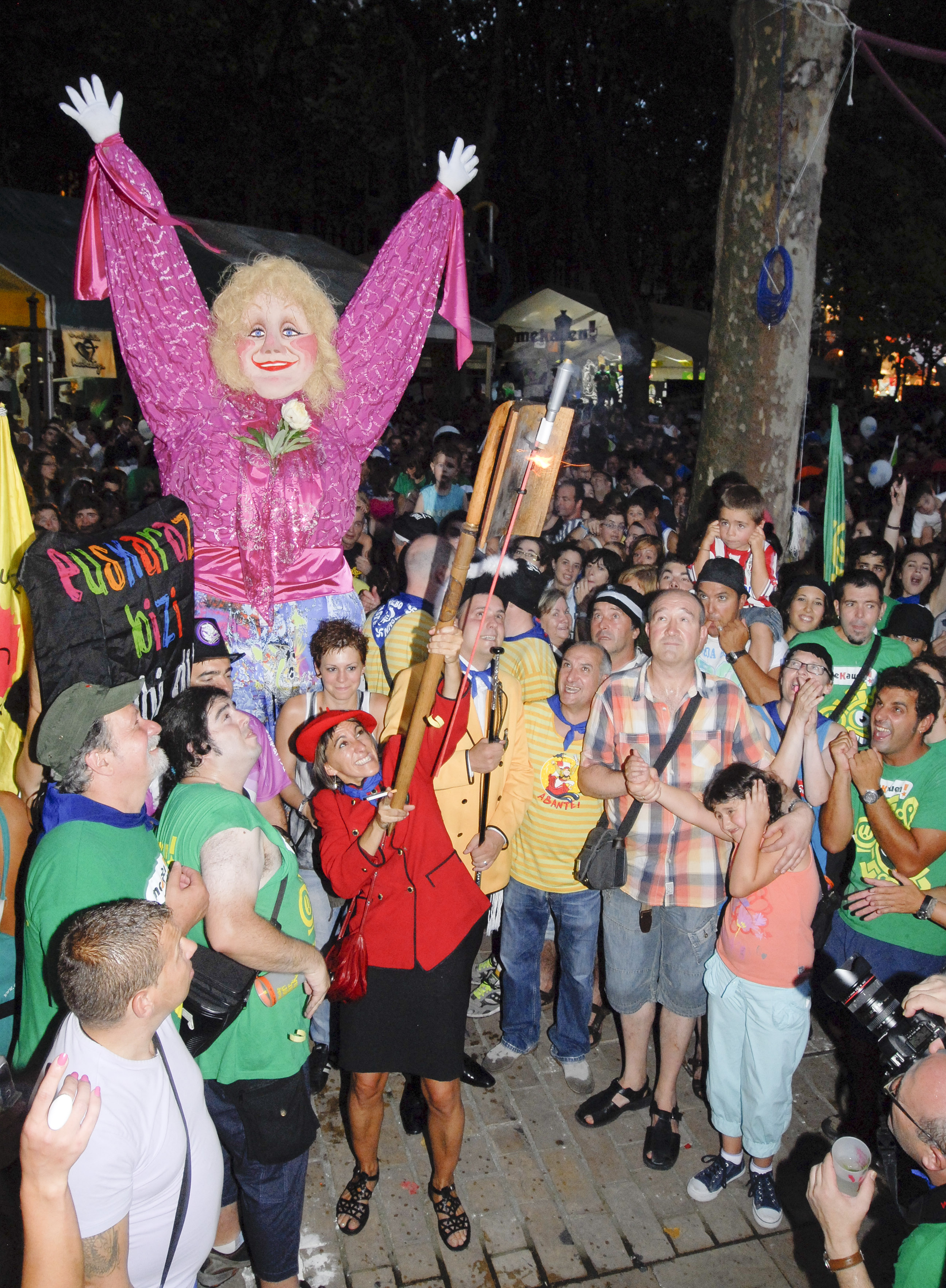
Marijaia, en el año 2011

Gargantúa (2007)

Sus fiestas —la llamada Semana Grande o en euskera Aste Nagusia— las celebra anualmente desde 1978 durante nueve días. El comienzo de las fiestas es el sábado anterior al 22 de agosto. Durante este período el ayuntamiento organiza actividades culturales como conciertos, obras de teatro y corridas de toros. La festividad comienza con el chupinazo —el lanzamiento de un pequeño cohete—, y la lectura del pregón por parte del pregonero. El centro de la fiesta lo constituye la zona de txosnas donde se concentran las comparsas formadas por grupos vecinales, culturales y políticos que simultanean su carácter festivo con reivindicaciones diversas. El símbolo de las fiestas es la Marijaia, una muñeca con los brazos en alto que es quemada el último día de las celebraciones. La asistencia media es de 1 500 000 personas.
En 2009 se eligió a la Semana Grande de Bilbao, como uno de los 10 Tesoros del Patrimonio Cultural Inmaterial de España, consiguiendo el primer puesto en la clasificación.

### Fiestas locales

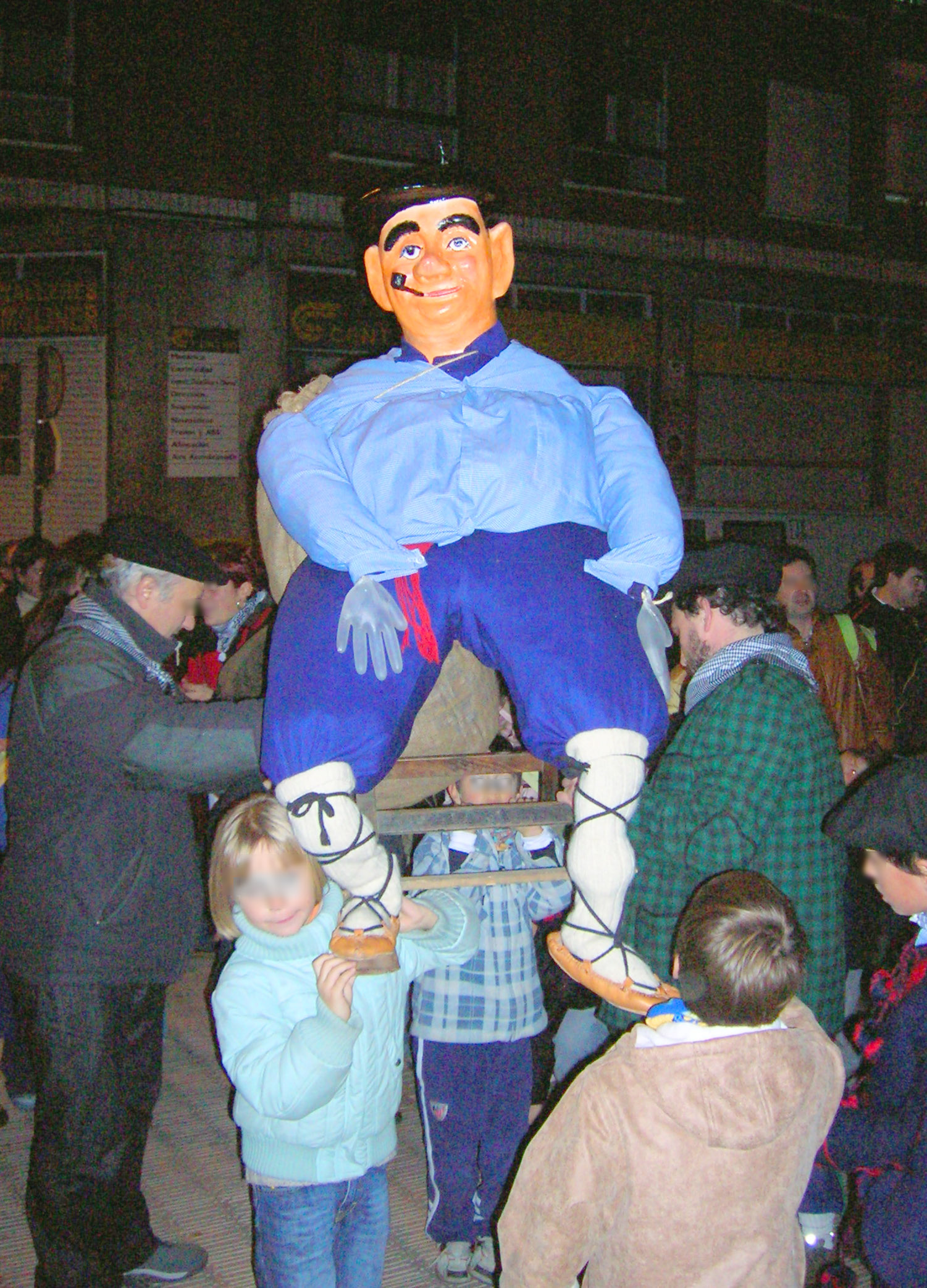
Niños portando un Olentzero

Además de las fiestas principales de la Semana Grande la ciudad celebra el 5 de febrero la festividad de Santa Águeda; el 11 de octubre la festividad de Nuestra Señora de Begoña, el 21 de diciembre el Día de Santo Tomás y el 23 de diciembre el Olentzero personaje de la tradición navideña vasca y navarra. Se trata de un carbónero mitológico que trae los regalos el día de Navidad. También se celebran festejos muy populares en los distintos barrios (Distritos), como las que se celebran en el mes de julio en Santuchu e Indauchu (Fiestas del Carmen), Bilbao La Vieja (Fiestas Santiago) San Ignacio (Fiestas de San Ignacio) y en agosto las de Archanda y Larrasquitu (Fiestas de San Roque).

### Euskera

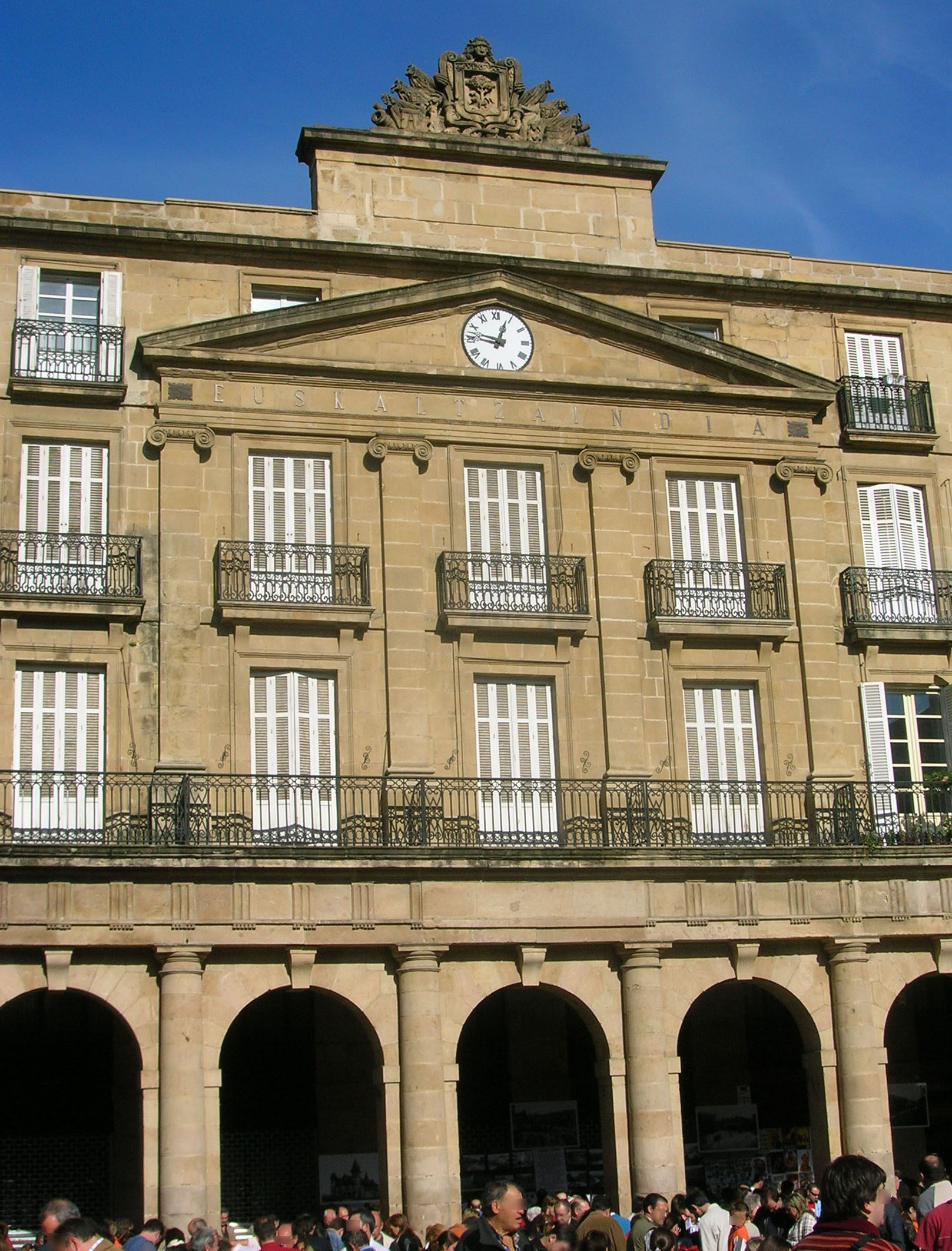
Sede de la Real Academia de la Lengua Vasca en la plaza Nueva

La presencia del euskera es menor que en otros municipios de Vizcaya como Bermeo o Lequeitio.
En datos de 1986, la población vascófona o bilingüe de 5 o más años representaba el 27,7 % del total. Sin embargo, en los quince años siguientes, aumentó la proporción de bilingües un 9,4 %, alcanzando el 37,1 % en 2001. Más de la mitad de este colectivo eran menores de 30 años y residían en los distritos de Deusto, Begoña y Abando. Este aumento se dio principalmente por el aporte del sistema educativo tanto para niños como adultos, dado que uno de los datos más destacados que arroja la comparación entre ambos años es el aumento de los neo-vascófonos y el descenso de los monolingües. Por otro lado, aunque se aprecia este crecimiento en el aprendizaje y conocimiento de la lengua vasca, no sucede así con su uso, pues solo el 5 % lo emplea regularmente en su casa.
Según los datos del censo de 2016, la población de dos o más años censada en Bilbao que habla bien el euskera representa el 29 % de los residentes (un total de 97 287 habitantes), aquellos que lo hablan con dificultad representan un 19,95 % (67 004 habitantes) y los que no hablan ni entienden el idioma vasco serían el 51,06 % (171 441) del censo. De estos 166 869 no vascófonos, 49 % (80 300) provienen de otras provincias fuera del País Vasco, el 30 % (49 000) serían nacidos en Bilbao y otro 21 % (35 000) son personas venidas de otras partes del mundo.

La ciudad de Bilbao nació en un arrabal de la anteiglesia de Begoña en el año 1.300, y por encima del ambiente multilingüe propio de la actividad portuaria, el euskera sobrevivió en boca de los bilbaínos hasta el siglo XIX. A partir de finales del siglo XX la inmigración hizo que el castellano empezara a dominar. [...] Hace 37 años, cuando se celebró la primera edición de la Korrika, sólo el 6,4 % de la población bilbaína era euskaldun, porcentaje que en la actualidad casi se ha multiplicado por cuatro.

[...] Hace 37 años el objetivo principal era sacar el euskera del entierro y difundir el conocimiento de la lengua; ahora tenemos que saltar del conocimiento al uso para que el euskera siga siendo un idioma vivo.
Juan Mari Aburto. alcalde de Bilbao

| Denominación                                                                                                 | 1981    | 1986    | 1991    | 1996    | 2001    | 2006    | 2011    | 2016    |
| --- | ------- | ------- | ------- | ------- | ------- | ------- | ------- | ------- |
| Bilingües: Entienden y hablan bien tanto el euskera como el castellano                                       | 23 430  | 33 181  | 34 429  | 49 519  | 51 302  | 80 903  | 78 727  | 97 287  |
| Bilingües pasivos: Entienden bien el euskera a pesar de no hablarlo bien, mientras que dominan el castellano | 47 288  | 63 598  | 65 925  | 66 797  | 71 189  | 63 404  | 96 774  | 67 004  |
| Castellanohablantes: No entienden ni hablan el euskera, solo el castellano                                   | 296 703 | 266 045 | 255 210 | 229 336 | 212 485 | 190 483 | 166 869 | 171 441 |
| Población | 367 421 | 362 824 | 355 564 | 345 652 | 334 976 | 334 790 | 342 370 | 335 732 |

### Gastronomía

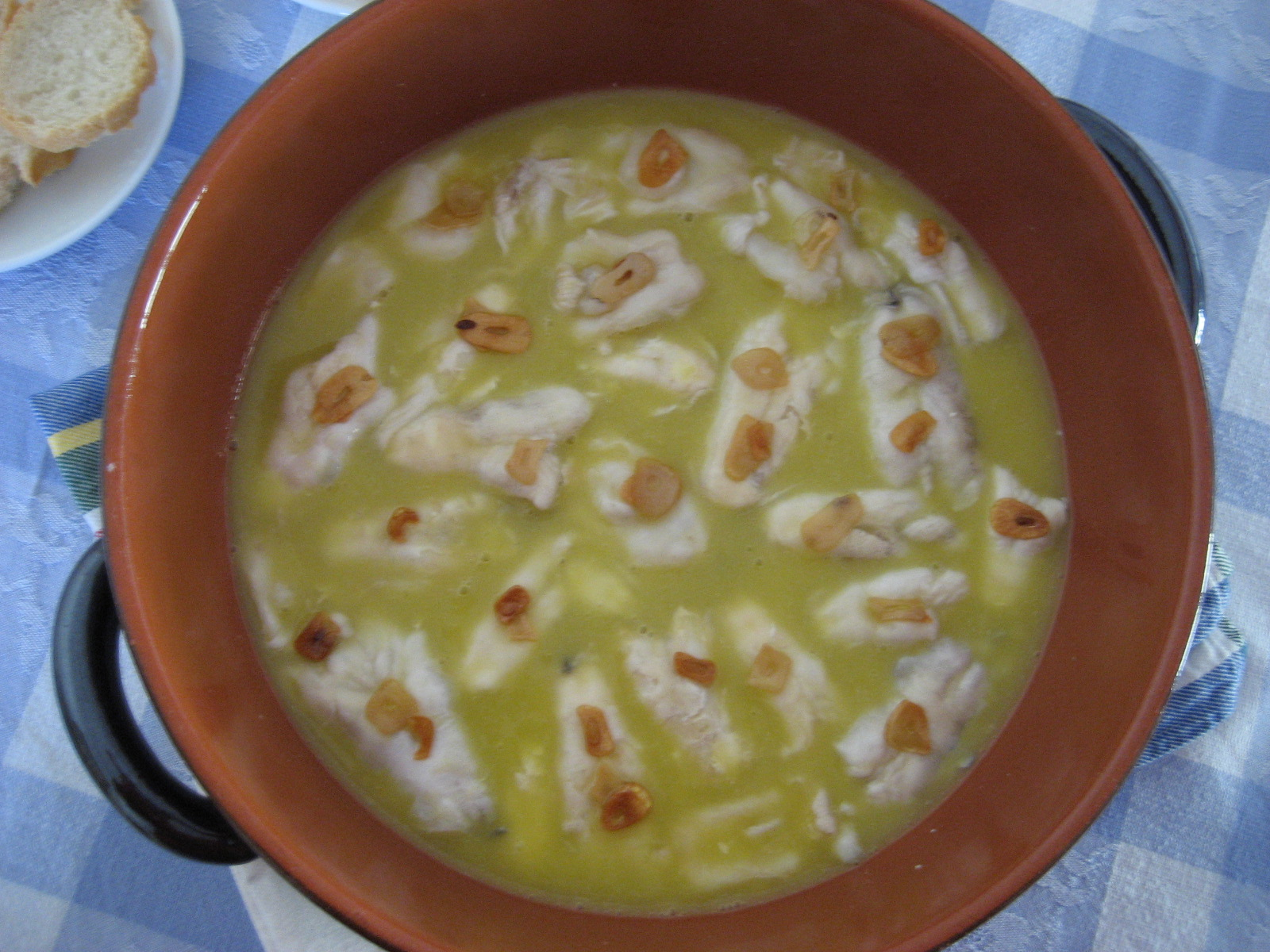
Kokotxas de bacalao al pil pil

La gastronomía bilbaína se asienta sobre los productos del mar y de la ría, como las angulas y el bacalao. Este último fue de vital importancia para la supervivencia de la población durante la escasez provocada por el primer asedio carlista. Platos famosos de la gastronomía bilbaína son el bacalao al pil pil, el bacalao a la vizcaína, la merluza en salsa verde, los chipirones en su tinta y los canutillos de Bilbao. En cuanto a las bebidas destaca el chacolí, un vino blanco con denominación de origen: el Chacolí de Vizcaya. Para disfrutar del buen comer y beber de Bilbao, nada mejor que acudir a alguna de sus numerosas sociedades gastronómicas o txokos.

### Deporte

#### Fútbol

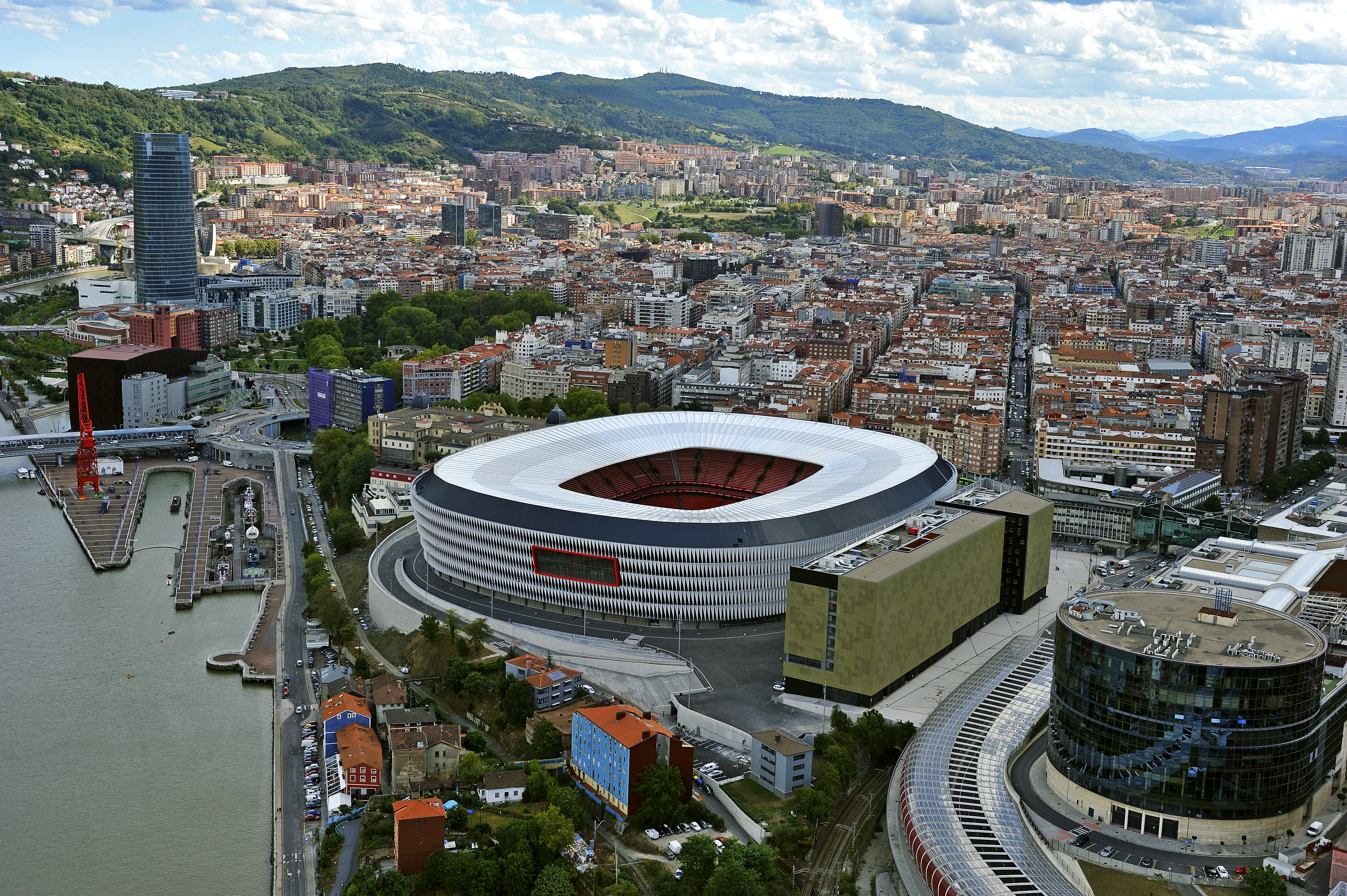
Estadio de San Mamés

Bilbao tiene un equipo de fútbol en la primera división de España, el Athletic Club, uno de los tres —siendo los otros dos FC Barcelona y Real Madrid— que ha disputado todas las ediciones de la máxima categoría del fútbol español. Su sección femenina, el Athletic Club Emakumeen Taldea, se ha proclamado campeón de la Superliga en cinco ocasiones.
El club disputó sus partidos de local en el antiguo estadio de San Mamés, conocido popularmente como «la Catedral del fútbol», que tenía una capacidad para 40 000 espectadores. Se inauguró el 21 de agosto de 1913 con un partido entre el Athletic Club y el Racing Club de Irún, encuentro que finalizó en empate a un gol. Fue clausurado oficialmente con un emotivo homenaje el 5 de junio de 2013, iniciándose su derribo cinco días después.
El 25 de junio de 2010 dio comienzo la construcción del nuevo estadio de San Mamés, emplazándose sobre parte de los terrenos que ocupaba el antiguo y de los adyacentes que pertenecieron a la antigua Feria de Muestras. Tiene una capacidad de 53 332 localidades y fue inaugurado en dos fases:
1. Fase I, 3/4 del estadio construido, 16 de septiembre de 2013, comenzando el Athletic la liga 2013/14 en el nuevo estadio.
2. Fase II, con la que se finaliza la totalidad del estadio, concluida el 15 de agosto de 2014.[312]

El nuevo estadio ha dado cabida a diversos eventos culturales y deportivos: el grupo de hard rock Guns N' Roses ofreció un concierto el 30 de mayo de 2017, siendo el primer evento musical que se celebró en este recinto; el 11 y 12 de mayo de 2018 se celebraron las finales de la Copa Desafío Europeo de Rugby y de la Copa de Campeones Europeos de Rugby y el 3 de noviembre del mismo año se ofrecieron los conciertos de Berri Txarrak, Crystal Fighters y Muse con ocasión de los MTV Europe Music Awards 2018. El 11 de junio de 2022, Fito & Fitipaldis reunieron a más de 46 000 personas durante más de dos horas en La Catedral y el 3 de julio de igual modo el grupo Metallica dio su concierto en el estadio.

#### Baloncesto

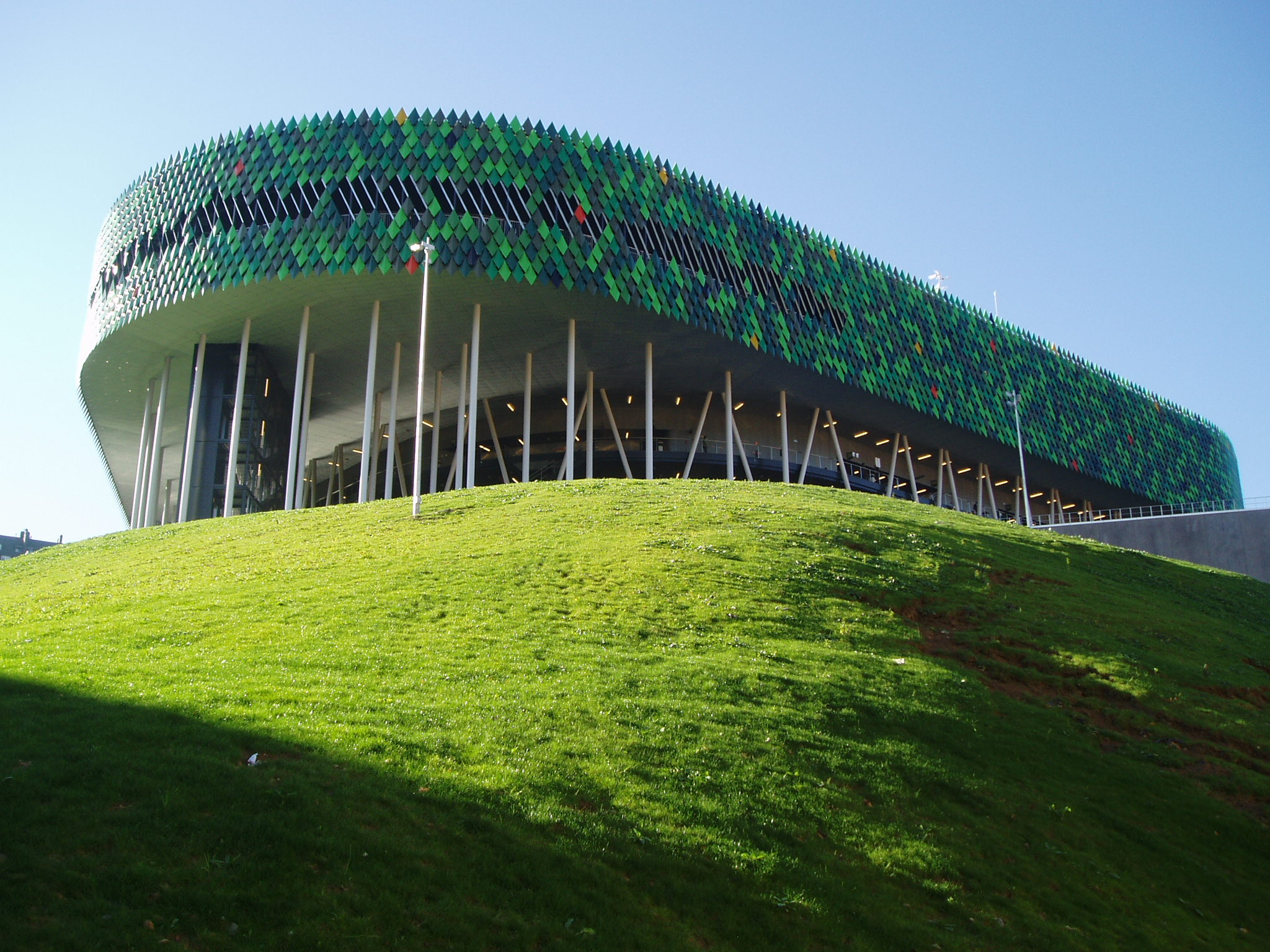
Bilbao Arena

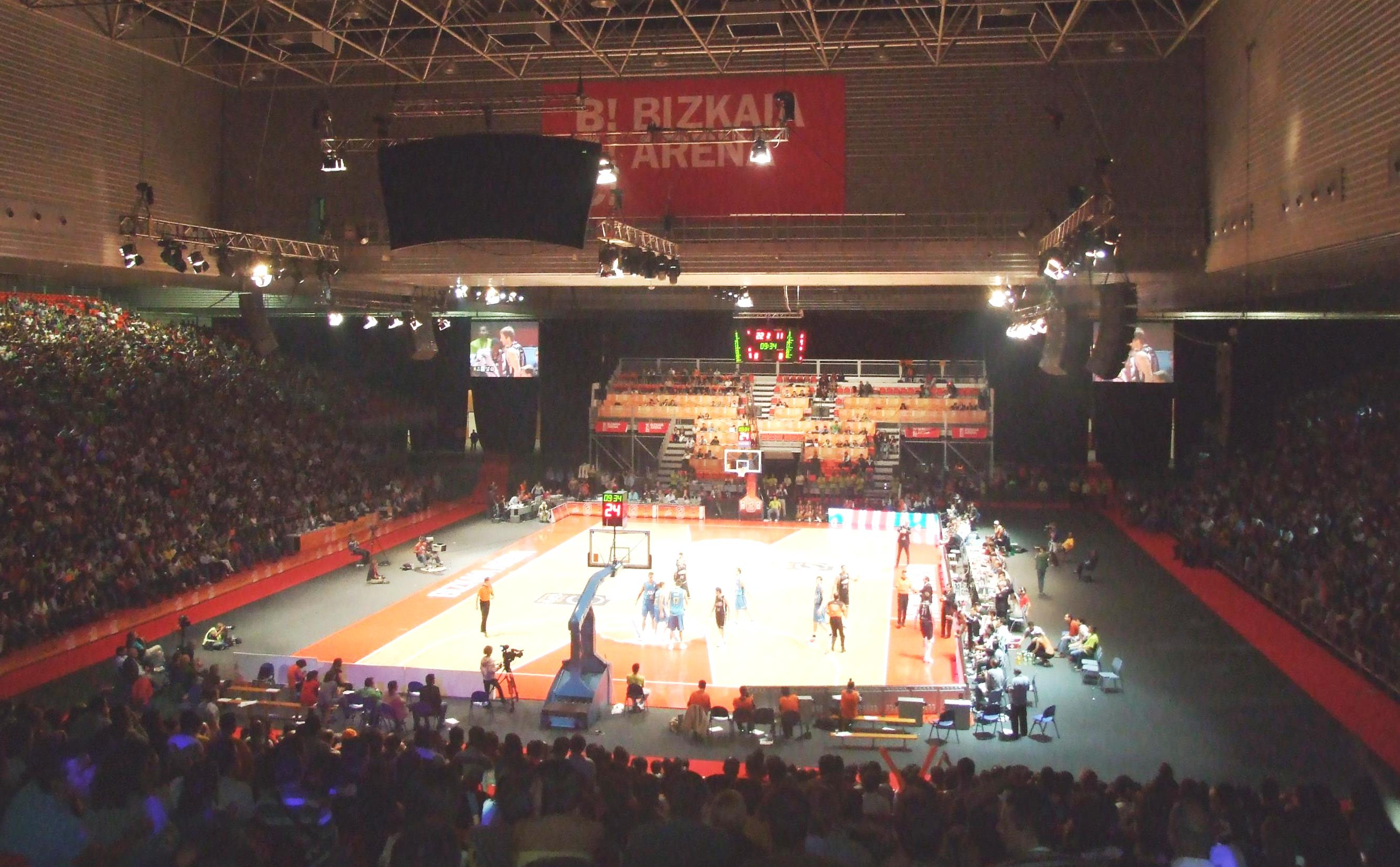
El Bizkaia Arena durante la disputa de la Supercopa de España de Baloncesto 2007

También está representada con un equipo de baloncesto llamado Bilbao Basket, que se fundó en el año 2000 y actualmente compite en la Liga ACB, máxima categoría del baloncesto a nivel nacional. En la temporada 2000-01, militó en la Liga LEB-2, obteniendo para su afición los títulos de Liga y Copa de la LEB-2, que llevó aparejado, además, el ascenso a la Liga LEB. Al finalizar la temporada 2003-04 consiguió el ascenso a la Liga ACB. De 2009 a 2011 tuvo el nombre de Bizkaia Bilbao Basket, por ser la Diputación Foral de Vizcaya su principal patrocinador. Está constituido como Sociedad anónima deportiva. Tras nueve temporadas jugando en el pabellón de La Casilla (sede del Mundobasket sub-19 femenino de 1989), y jugar la temporada 2009-10 en el BEC de Barakaldo, en la temporada 2010/11 comenzó a jugar en el recién construido palacio de deportes Bilbao Arena, situado en el nuevo barrio de Miribilla, que ha sido sede del Eurobasket sub-20 de 2011. Dicho pabellón ha sido premiado con el galardón Building of Year 2011 («Edificio del Año 2011»), por ArchDaily, una de las webs de arquitectura más importantes del mundo. Hasta esa fecha también utilizó el Bizkaia Arena del Bilbao Exhibition Centre de Baracaldo durante la temporada 2009/10 y para grandes eventos deportivos, como la Supercopa de España de Baloncesto de 2007, la Copa del Rey de Baloncesto de 2010 o el partido amistoso contra los Philadelphia 76ers en septiembre de 2013.

#### Otros deportes

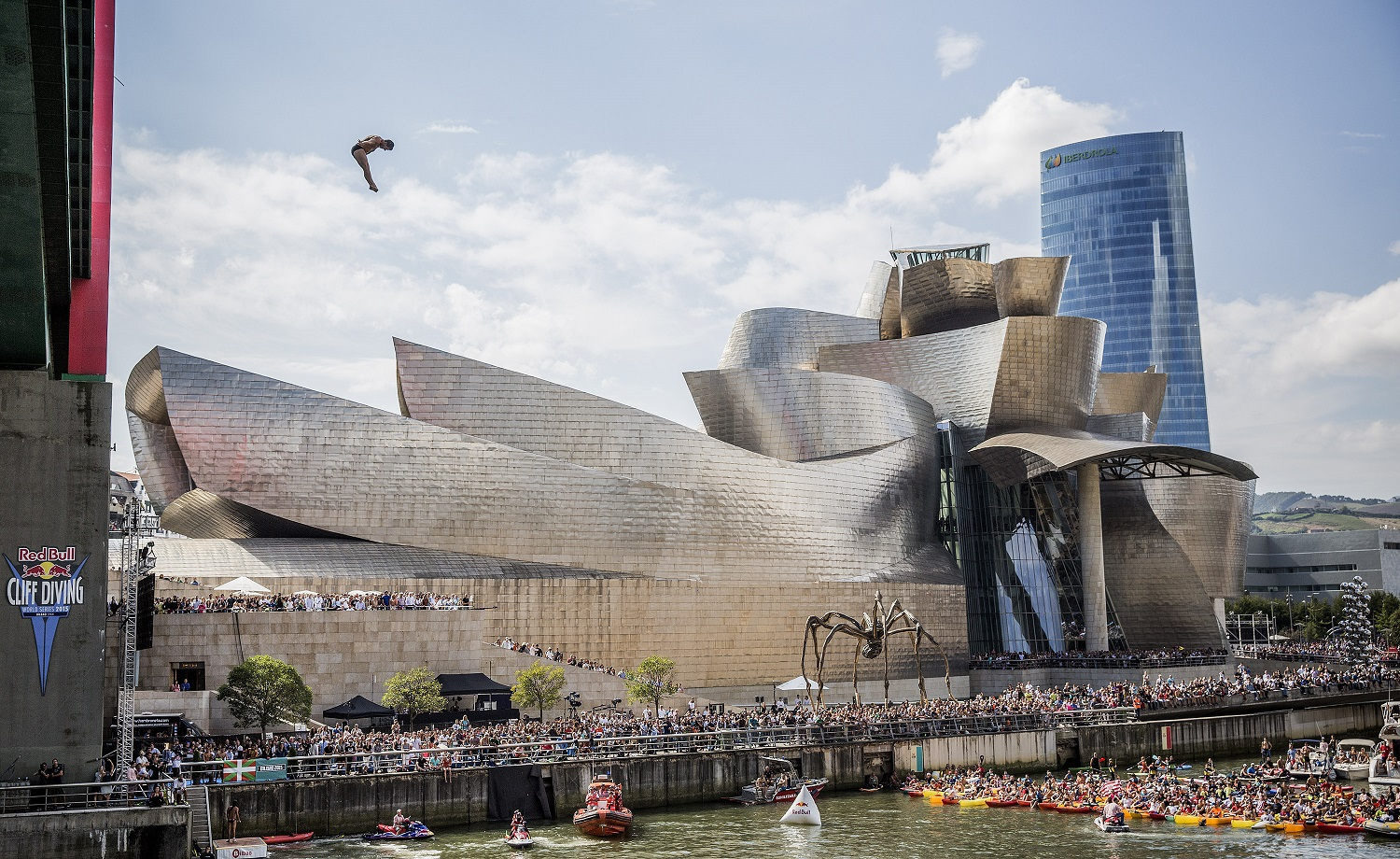
Red Bull Cliff Diving World Series 2015 desde el puente de La Salve

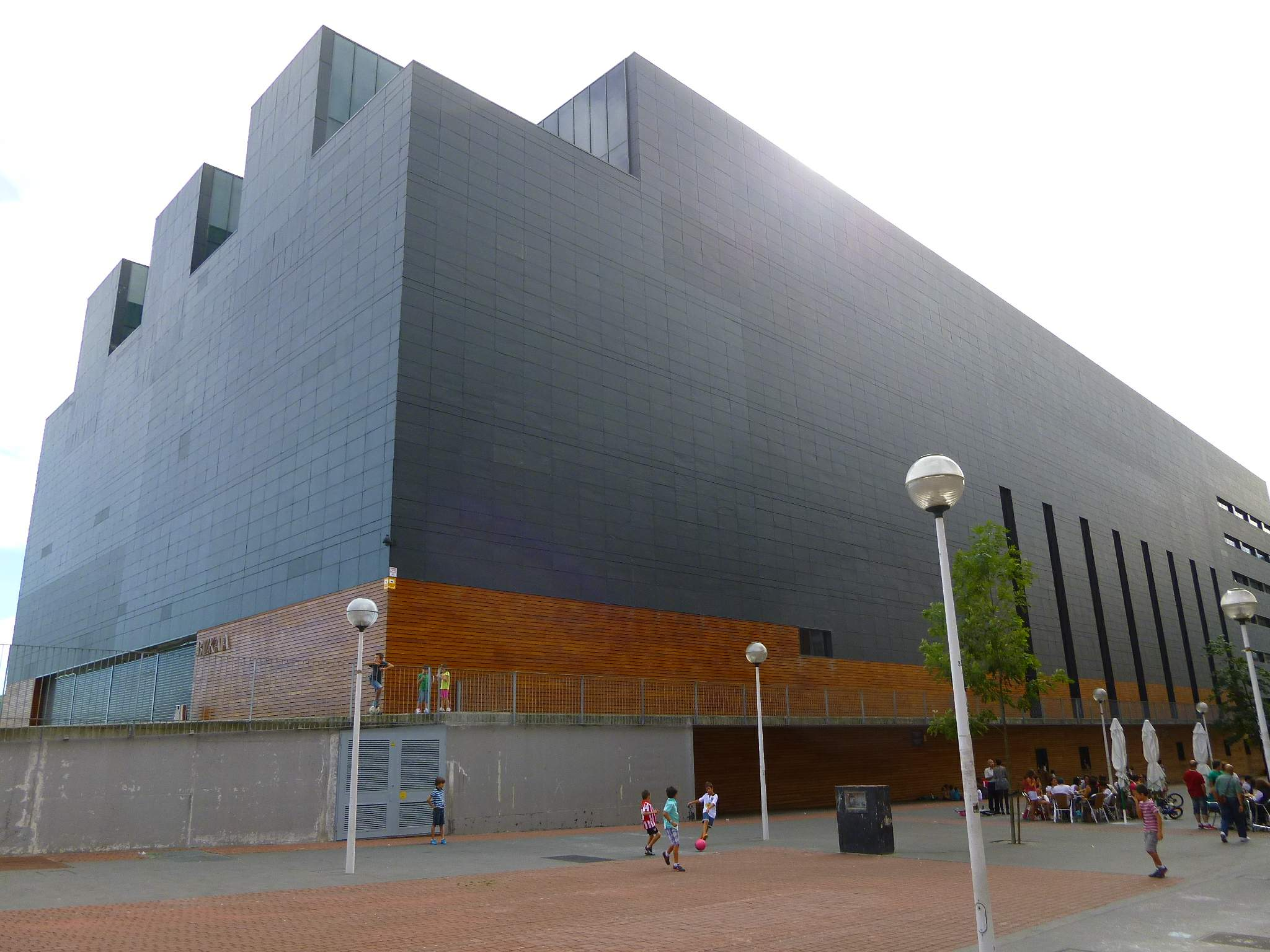
El Frontón Bizkaia, situado en el barrio bilbaíno de Miribilla

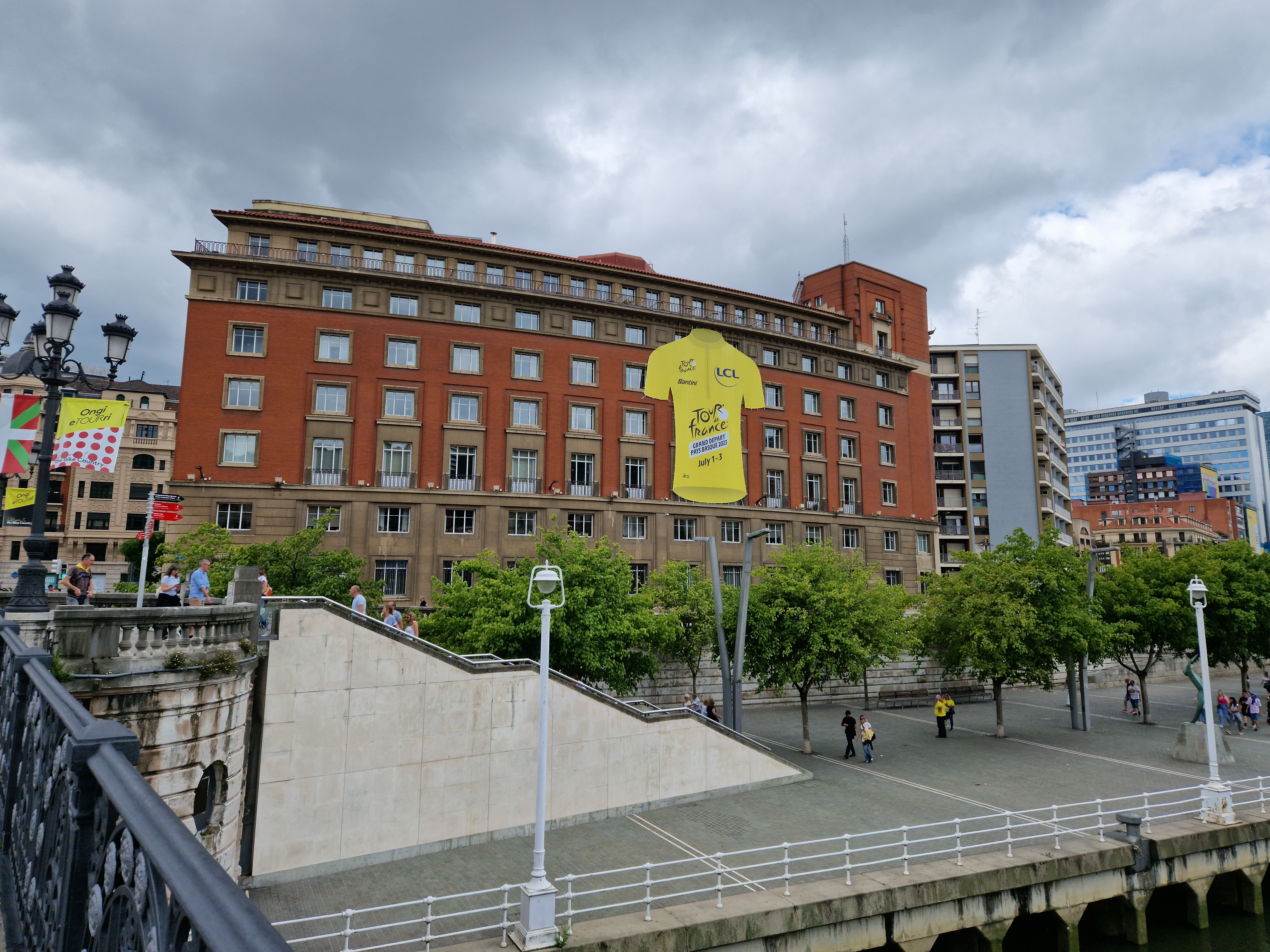
110.ª edición del Tour de Francia desde Bilbao

El equipo de fútbol sala, Tecuni Bilbo, participó en la temporada 2005-2006 en la División de Honor, aunque no consiguió mantener la categoría, y actualmente compite en la Primera Nacional - Grupo 2.
El equipo de Hockey Hielo Casco Viejo Bilbao CH (Vizcaya HC) se llegó a alzar hasta 6 veces con el título de Campeón de España en 1977, 1978, 1979, 1981, 1982 y 1983, para posteriormente desaparecer por falta de fondos, tal como ocurrió con tantos otros equipos.
El equipo de béisbol San Inazio Béisbol Elkartea es uno de los equipos españoles con más historia. Ha ganado bastantes campeonatos estatales en categorías inferiores y es el segundo equipo vizcaíno que lleva más años en la máxima categoría de su deporte con veintidós años ininterrumpidos.
El deporte del remo está representado por el Club de Remo Deusto. Su equipo de traineras masculino milita en la Liga ARC-1, mientras que el femenino lo hace en la Liga ETE.
La pelota mano o el remonte también son deportes con gran afición en Bilbao. Para la disputa de campeonatos, se utiliza el famoso Frontón Bizkaia de Miribilla, el que es actualmente el frontón más grande de España.
Además de estas actividades deportivas de alto nivel, posee una red de polideportivos gestionados por el Instituto Municipal de Deportes de Bilbao - Bilbao Kirolak, en los que se puede practicar natación, tenis, fútbol sala o voleibol, entre otros deportes.
Resaltan a su vez las sucesivas ediciones de las Red Bull Cliff Diving World Series celebradas en la villa en 2014, 2015, 2018 y 2019, una competición internacional anual de saltos en escenarios naturales que consiste en una gira con paradas en diferentes ciudades alrededor del mundo.
También se puede disfrutar en Bilbao de deportes de aventura, como el parapente o de paseos en kayak por la ría.
El 1 de julio de 2023, se inició desde Bilbao por primera vez la 110.ª edición del Tour de Francia. Por 25.ª vez en la historia de las ediciones del Tour, el arranque de la carrera fue desde el extranjero, y por segunda vez España fue el punto de partida, concretamente desde el País Vasco. En 1992, San Sebastián fue la sede, y en 2023, Bilbao.

### Medios de comunicación

#### Prensa impresa
En la ciudad pueden adquirirse los periódicos nacionales, regionales e internacionales de mayor difusión, algunos de los cuales incorporan una sección de información local o regional. Pero se venden principalmente las ediciones locales de cuatro periódicos de información general de ámbito regional del País Vasco que también cuentan con ediciones locales en las demás capitales vascas. Estos periódicos son El Correo, Deia, Gara y Berria. De estos periódicos El Correo y Deia se publican en castellano, Gara es bilingüe de euskera y castellano y Berria está escrito solamente en euskera. Dedicado a la información económica, se editan dos publicaciones: Empresa XXI y Estrategia Empresarial.

#### Radio

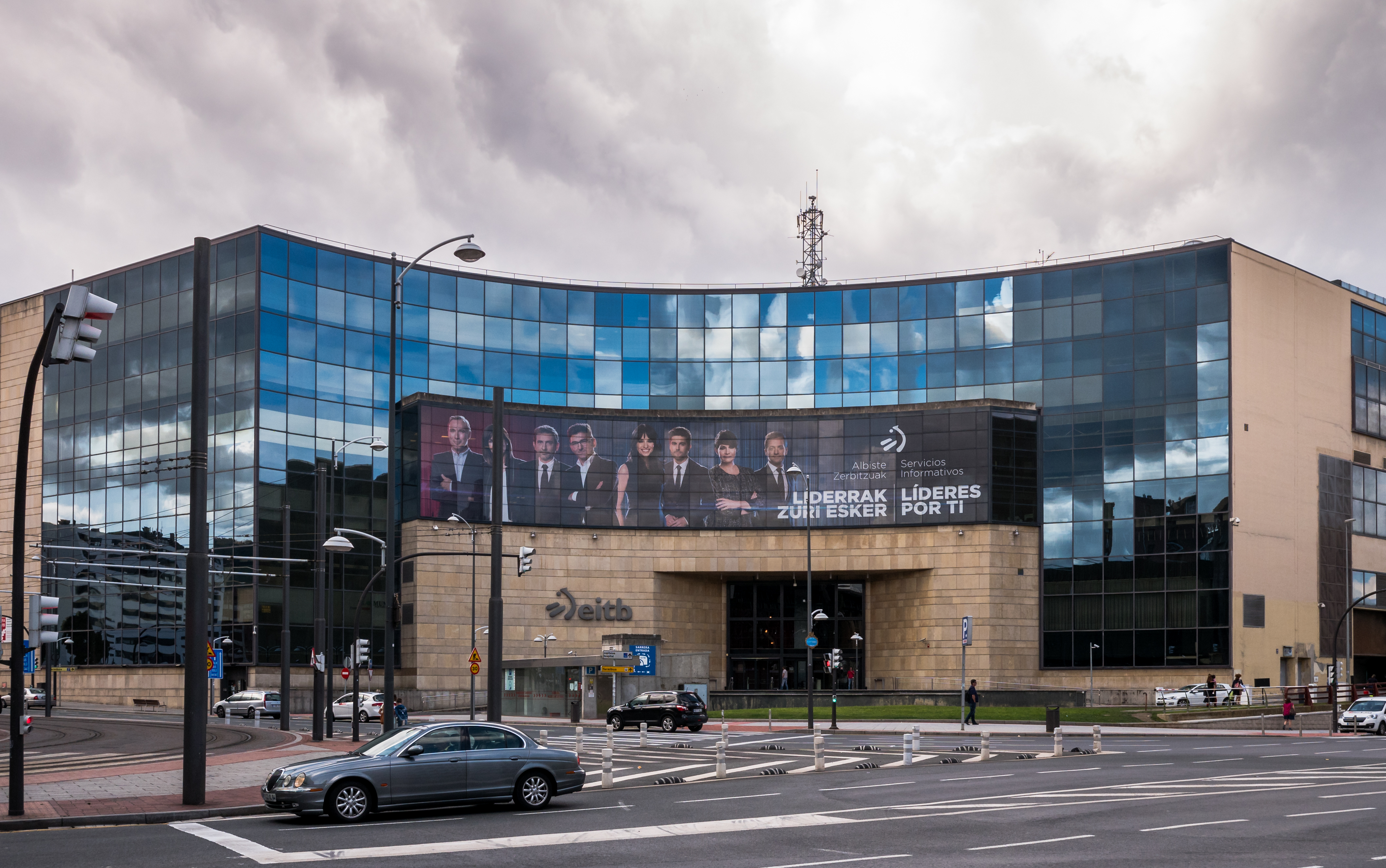
Sede de Euskal Irrati Telebista en el barrio de Basurto

En la ciudad se pueden sintonizar todas las cadenas principales de radio que operan a nivel estatal y regional que emiten espacios dedicados a la actualidad local en sus desconexiones en diferentes tramos horarios, emitiendo tanto en castellano como en euskera desde sus emisoras locales: de Radio Nacional de España, Cadena SER, Onda Cero, COPE, y Punto Radio. A esto hay que añadir las emisoras que tiene Radio Euskadi, que es de ámbito regional, y otras emisoras de menos audiencia de ámbito puramente local. En FM se pueden sintonizar las emisoras eminentemente musicales y otras específicas dedicadas a la información deportiva o económica.

#### Televisión
Con la entrada en funcionamiento de la Televisión Digital Terrestre (TDT) se ha multiplicado el número de canales de televisión, tanto generalistas como temáticos y tanto gratis como de pago, a los que pueden acceder los bilbaínos. A nivel local, funcionan las emisoras Tele Bilbao, Bilbovisión, Canal Bizkaia y Hamaika Telebista.

#### Internet
Cabe señalar la página web del ayuntamiento donde se ofrece a los ciudadanos la información institucional más significativa que afecta a los bilbaínos, así como las versiones digitales de los periódicos locales.

## Ciudades hermanadas
- Buenos Aires, Argentina (1992)[334]
- Monterrey, México (1993)[335]
- Burdeos, Francia (2006)[336]
- Medellín, Colombia (1998)[337]
- Pittsburgh, Estados Unidos (2006)[338]
- Qingdao, China (2006)[339]
- Rosario, Argentina (1988)[340]
- San Adrián de Besós, España[nota 1] (2008)[342]
- Tiflis, Georgia (2008)[343]
- Valparaíso, Chile (2013)[344]